# Defesa francesa
A Defesa francesa é uma abertura de xadrez caracterizada pelos lances:
1. e4 e6
Isso é mais comumente seguido por 2.d4 d5, com as pretas pretendendo 3...c5 logo depois, atacando o centro de peões das brancas e ganhando espaço na ala da dama. A francesa tem reputação de solidez e resiliência, embora algumas linhas, como a variante Winawer, possam levar a complicações agudas. A posição das pretas costuma ser um tanto apertada no início do jogo; em particular, o peão na e6 pode impedir o desenvolvimento do bispo em c8.

## Básico
|   | a | b | c | d | e | f | g | h |   |
| 8 | a8 preto torre · b8 preto cavalo · c8 preto bispo · d8 preto rainha · e8 preto rei · f8 preto bispo · g8 preto cavalo · h8 preto torre · a7 preto peão · b7 preto peão · c7 preto peão · f7 preto peão · g7 preto peão · h7 preto peão · e6 preto peão · d5 preto peão · d4 branco peão · e4 branco peão · a2 branco peão · b2 branco peão · c2 branco peão · f2 branco peão · g2 branco peão · h2 branco peão · a1 branco torre · b1 branco cavalo · c1 branco bispo · d1 branco rainha · e1 branco rei · f1 branco bispo · g1 branco cavalo · h1 branco torre | a8 preto torre · b8 preto cavalo · c8 preto bispo · d8 preto rainha · e8 preto rei · f8 preto bispo · g8 preto cavalo · h8 preto torre · a7 preto peão · b7 preto peão · c7 preto peão · f7 preto peão · g7 preto peão · h7 preto peão · e6 preto peão · d5 preto peão · d4 branco peão · e4 branco peão · a2 branco peão · b2 branco peão · c2 branco peão · f2 branco peão · g2 branco peão · h2 branco peão · a1 branco torre · b1 branco cavalo · c1 branco bispo · d1 branco rainha · e1 branco rei · f1 branco bispo · g1 branco cavalo · h1 branco torre | a8 preto torre · b8 preto cavalo · c8 preto bispo · d8 preto rainha · e8 preto rei · f8 preto bispo · g8 preto cavalo · h8 preto torre · a7 preto peão · b7 preto peão · c7 preto peão · f7 preto peão · g7 preto peão · h7 preto peão · e6 preto peão · d5 preto peão · d4 branco peão · e4 branco peão · a2 branco peão · b2 branco peão · c2 branco peão · f2 branco peão · g2 branco peão · h2 branco peão · a1 branco torre · b1 branco cavalo · c1 branco bispo · d1 branco rainha · e1 branco rei · f1 branco bispo · g1 branco cavalo · h1 branco torre | a8 preto torre · b8 preto cavalo · c8 preto bispo · d8 preto rainha · e8 preto rei · f8 preto bispo · g8 preto cavalo · h8 preto torre · a7 preto peão · b7 preto peão · c7 preto peão · f7 preto peão · g7 preto peão · h7 preto peão · e6 preto peão · d5 preto peão · d4 branco peão · e4 branco peão · a2 branco peão · b2 branco peão · c2 branco peão · f2 branco peão · g2 branco peão · h2 branco peão · a1 branco torre · b1 branco cavalo · c1 branco bispo · d1 branco rainha · e1 branco rei · f1 branco bispo · g1 branco cavalo · h1 branco torre | a8 preto torre · b8 preto cavalo · c8 preto bispo · d8 preto rainha · e8 preto rei · f8 preto bispo · g8 preto cavalo · h8 preto torre · a7 preto peão · b7 preto peão · c7 preto peão · f7 preto peão · g7 preto peão · h7 preto peão · e6 preto peão · d5 preto peão · d4 branco peão · e4 branco peão · a2 branco peão · b2 branco peão · c2 branco peão · f2 branco peão · g2 branco peão · h2 branco peão · a1 branco torre · b1 branco cavalo · c1 branco bispo · d1 branco rainha · e1 branco rei · f1 branco bispo · g1 branco cavalo · h1 branco torre | a8 preto torre · b8 preto cavalo · c8 preto bispo · d8 preto rainha · e8 preto rei · f8 preto bispo · g8 preto cavalo · h8 preto torre · a7 preto peão · b7 preto peão · c7 preto peão · f7 preto peão · g7 preto peão · h7 preto peão · e6 preto peão · d5 preto peão · d4 branco peão · e4 branco peão · a2 branco peão · b2 branco peão · c2 branco peão · f2 branco peão · g2 branco peão · h2 branco peão · a1 branco torre · b1 branco cavalo · c1 branco bispo · d1 branco rainha · e1 branco rei · f1 branco bispo · g1 branco cavalo · h1 branco torre | a8 preto torre · b8 preto cavalo · c8 preto bispo · d8 preto rainha · e8 preto rei · f8 preto bispo · g8 preto cavalo · h8 preto torre · a7 preto peão · b7 preto peão · c7 preto peão · f7 preto peão · g7 preto peão · h7 preto peão · e6 preto peão · d5 preto peão · d4 branco peão · e4 branco peão · a2 branco peão · b2 branco peão · c2 branco peão · f2 branco peão · g2 branco peão · h2 branco peão · a1 branco torre · b1 branco cavalo · c1 branco bispo · d1 branco rainha · e1 branco rei · f1 branco bispo · g1 branco cavalo · h1 branco torre | a8 preto torre · b8 preto cavalo · c8 preto bispo · d8 preto rainha · e8 preto rei · f8 preto bispo · g8 preto cavalo · h8 preto torre · a7 preto peão · b7 preto peão · c7 preto peão · f7 preto peão · g7 preto peão · h7 preto peão · e6 preto peão · d5 preto peão · d4 branco peão · e4 branco peão · a2 branco peão · b2 branco peão · c2 branco peão · f2 branco peão · g2 branco peão · h2 branco peão · a1 branco torre · b1 branco cavalo · c1 branco bispo · d1 branco rainha · e1 branco rei · f1 branco bispo · g1 branco cavalo · h1 branco torre | 8 |
| 7 | a8 preto torre · b8 preto cavalo · c8 preto bispo · d8 preto rainha · e8 preto rei · f8 preto bispo · g8 preto cavalo · h8 preto torre · a7 preto peão · b7 preto peão · c7 preto peão · f7 preto peão · g7 preto peão · h7 preto peão · e6 preto peão · d5 preto peão · d4 branco peão · e4 branco peão · a2 branco peão · b2 branco peão · c2 branco peão · f2 branco peão · g2 branco peão · h2 branco peão · a1 branco torre · b1 branco cavalo · c1 branco bispo · d1 branco rainha · e1 branco rei · f1 branco bispo · g1 branco cavalo · h1 branco torre | a8 preto torre · b8 preto cavalo · c8 preto bispo · d8 preto rainha · e8 preto rei · f8 preto bispo · g8 preto cavalo · h8 preto torre · a7 preto peão · b7 preto peão · c7 preto peão · f7 preto peão · g7 preto peão · h7 preto peão · e6 preto peão · d5 preto peão · d4 branco peão · e4 branco peão · a2 branco peão · b2 branco peão · c2 branco peão · f2 branco peão · g2 branco peão · h2 branco peão · a1 branco torre · b1 branco cavalo · c1 branco bispo · d1 branco rainha · e1 branco rei · f1 branco bispo · g1 branco cavalo · h1 branco torre | a8 preto torre · b8 preto cavalo · c8 preto bispo · d8 preto rainha · e8 preto rei · f8 preto bispo · g8 preto cavalo · h8 preto torre · a7 preto peão · b7 preto peão · c7 preto peão · f7 preto peão · g7 preto peão · h7 preto peão · e6 preto peão · d5 preto peão · d4 branco peão · e4 branco peão · a2 branco peão · b2 branco peão · c2 branco peão · f2 branco peão · g2 branco peão · h2 branco peão · a1 branco torre · b1 branco cavalo · c1 branco bispo · d1 branco rainha · e1 branco rei · f1 branco bispo · g1 branco cavalo · h1 branco torre | a8 preto torre · b8 preto cavalo · c8 preto bispo · d8 preto rainha · e8 preto rei · f8 preto bispo · g8 preto cavalo · h8 preto torre · a7 preto peão · b7 preto peão · c7 preto peão · f7 preto peão · g7 preto peão · h7 preto peão · e6 preto peão · d5 preto peão · d4 branco peão · e4 branco peão · a2 branco peão · b2 branco peão · c2 branco peão · f2 branco peão · g2 branco peão · h2 branco peão · a1 branco torre · b1 branco cavalo · c1 branco bispo · d1 branco rainha · e1 branco rei · f1 branco bispo · g1 branco cavalo · h1 branco torre | a8 preto torre · b8 preto cavalo · c8 preto bispo · d8 preto rainha · e8 preto rei · f8 preto bispo · g8 preto cavalo · h8 preto torre · a7 preto peão · b7 preto peão · c7 preto peão · f7 preto peão · g7 preto peão · h7 preto peão · e6 preto peão · d5 preto peão · d4 branco peão · e4 branco peão · a2 branco peão · b2 branco peão · c2 branco peão · f2 branco peão · g2 branco peão · h2 branco peão · a1 branco torre · b1 branco cavalo · c1 branco bispo · d1 branco rainha · e1 branco rei · f1 branco bispo · g1 branco cavalo · h1 branco torre | a8 preto torre · b8 preto cavalo · c8 preto bispo · d8 preto rainha · e8 preto rei · f8 preto bispo · g8 preto cavalo · h8 preto torre · a7 preto peão · b7 preto peão · c7 preto peão · f7 preto peão · g7 preto peão · h7 preto peão · e6 preto peão · d5 preto peão · d4 branco peão · e4 branco peão · a2 branco peão · b2 branco peão · c2 branco peão · f2 branco peão · g2 branco peão · h2 branco peão · a1 branco torre · b1 branco cavalo · c1 branco bispo · d1 branco rainha · e1 branco rei · f1 branco bispo · g1 branco cavalo · h1 branco torre | a8 preto torre · b8 preto cavalo · c8 preto bispo · d8 preto rainha · e8 preto rei · f8 preto bispo · g8 preto cavalo · h8 preto torre · a7 preto peão · b7 preto peão · c7 preto peão · f7 preto peão · g7 preto peão · h7 preto peão · e6 preto peão · d5 preto peão · d4 branco peão · e4 branco peão · a2 branco peão · b2 branco peão · c2 branco peão · f2 branco peão · g2 branco peão · h2 branco peão · a1 branco torre · b1 branco cavalo · c1 branco bispo · d1 branco rainha · e1 branco rei · f1 branco bispo · g1 branco cavalo · h1 branco torre | a8 preto torre · b8 preto cavalo · c8 preto bispo · d8 preto rainha · e8 preto rei · f8 preto bispo · g8 preto cavalo · h8 preto torre · a7 preto peão · b7 preto peão · c7 preto peão · f7 preto peão · g7 preto peão · h7 preto peão · e6 preto peão · d5 preto peão · d4 branco peão · e4 branco peão · a2 branco peão · b2 branco peão · c2 branco peão · f2 branco peão · g2 branco peão · h2 branco peão · a1 branco torre · b1 branco cavalo · c1 branco bispo · d1 branco rainha · e1 branco rei · f1 branco bispo · g1 branco cavalo · h1 branco torre | 7 |
| 6 | a8 preto torre · b8 preto cavalo · c8 preto bispo · d8 preto rainha · e8 preto rei · f8 preto bispo · g8 preto cavalo · h8 preto torre · a7 preto peão · b7 preto peão · c7 preto peão · f7 preto peão · g7 preto peão · h7 preto peão · e6 preto peão · d5 preto peão · d4 branco peão · e4 branco peão · a2 branco peão · b2 branco peão · c2 branco peão · f2 branco peão · g2 branco peão · h2 branco peão · a1 branco torre · b1 branco cavalo · c1 branco bispo · d1 branco rainha · e1 branco rei · f1 branco bispo · g1 branco cavalo · h1 branco torre | a8 preto torre · b8 preto cavalo · c8 preto bispo · d8 preto rainha · e8 preto rei · f8 preto bispo · g8 preto cavalo · h8 preto torre · a7 preto peão · b7 preto peão · c7 preto peão · f7 preto peão · g7 preto peão · h7 preto peão · e6 preto peão · d5 preto peão · d4 branco peão · e4 branco peão · a2 branco peão · b2 branco peão · c2 branco peão · f2 branco peão · g2 branco peão · h2 branco peão · a1 branco torre · b1 branco cavalo · c1 branco bispo · d1 branco rainha · e1 branco rei · f1 branco bispo · g1 branco cavalo · h1 branco torre | a8 preto torre · b8 preto cavalo · c8 preto bispo · d8 preto rainha · e8 preto rei · f8 preto bispo · g8 preto cavalo · h8 preto torre · a7 preto peão · b7 preto peão · c7 preto peão · f7 preto peão · g7 preto peão · h7 preto peão · e6 preto peão · d5 preto peão · d4 branco peão · e4 branco peão · a2 branco peão · b2 branco peão · c2 branco peão · f2 branco peão · g2 branco peão · h2 branco peão · a1 branco torre · b1 branco cavalo · c1 branco bispo · d1 branco rainha · e1 branco rei · f1 branco bispo · g1 branco cavalo · h1 branco torre | a8 preto torre · b8 preto cavalo · c8 preto bispo · d8 preto rainha · e8 preto rei · f8 preto bispo · g8 preto cavalo · h8 preto torre · a7 preto peão · b7 preto peão · c7 preto peão · f7 preto peão · g7 preto peão · h7 preto peão · e6 preto peão · d5 preto peão · d4 branco peão · e4 branco peão · a2 branco peão · b2 branco peão · c2 branco peão · f2 branco peão · g2 branco peão · h2 branco peão · a1 branco torre · b1 branco cavalo · c1 branco bispo · d1 branco rainha · e1 branco rei · f1 branco bispo · g1 branco cavalo · h1 branco torre | a8 preto torre · b8 preto cavalo · c8 preto bispo · d8 preto rainha · e8 preto rei · f8 preto bispo · g8 preto cavalo · h8 preto torre · a7 preto peão · b7 preto peão · c7 preto peão · f7 preto peão · g7 preto peão · h7 preto peão · e6 preto peão · d5 preto peão · d4 branco peão · e4 branco peão · a2 branco peão · b2 branco peão · c2 branco peão · f2 branco peão · g2 branco peão · h2 branco peão · a1 branco torre · b1 branco cavalo · c1 branco bispo · d1 branco rainha · e1 branco rei · f1 branco bispo · g1 branco cavalo · h1 branco torre | a8 preto torre · b8 preto cavalo · c8 preto bispo · d8 preto rainha · e8 preto rei · f8 preto bispo · g8 preto cavalo · h8 preto torre · a7 preto peão · b7 preto peão · c7 preto peão · f7 preto peão · g7 preto peão · h7 preto peão · e6 preto peão · d5 preto peão · d4 branco peão · e4 branco peão · a2 branco peão · b2 branco peão · c2 branco peão · f2 branco peão · g2 branco peão · h2 branco peão · a1 branco torre · b1 branco cavalo · c1 branco bispo · d1 branco rainha · e1 branco rei · f1 branco bispo · g1 branco cavalo · h1 branco torre | a8 preto torre · b8 preto cavalo · c8 preto bispo · d8 preto rainha · e8 preto rei · f8 preto bispo · g8 preto cavalo · h8 preto torre · a7 preto peão · b7 preto peão · c7 preto peão · f7 preto peão · g7 preto peão · h7 preto peão · e6 preto peão · d5 preto peão · d4 branco peão · e4 branco peão · a2 branco peão · b2 branco peão · c2 branco peão · f2 branco peão · g2 branco peão · h2 branco peão · a1 branco torre · b1 branco cavalo · c1 branco bispo · d1 branco rainha · e1 branco rei · f1 branco bispo · g1 branco cavalo · h1 branco torre | a8 preto torre · b8 preto cavalo · c8 preto bispo · d8 preto rainha · e8 preto rei · f8 preto bispo · g8 preto cavalo · h8 preto torre · a7 preto peão · b7 preto peão · c7 preto peão · f7 preto peão · g7 preto peão · h7 preto peão · e6 preto peão · d5 preto peão · d4 branco peão · e4 branco peão · a2 branco peão · b2 branco peão · c2 branco peão · f2 branco peão · g2 branco peão · h2 branco peão · a1 branco torre · b1 branco cavalo · c1 branco bispo · d1 branco rainha · e1 branco rei · f1 branco bispo · g1 branco cavalo · h1 branco torre | 6 |
| 5 | a8 preto torre · b8 preto cavalo · c8 preto bispo · d8 preto rainha · e8 preto rei · f8 preto bispo · g8 preto cavalo · h8 preto torre · a7 preto peão · b7 preto peão · c7 preto peão · f7 preto peão · g7 preto peão · h7 preto peão · e6 preto peão · d5 preto peão · d4 branco peão · e4 branco peão · a2 branco peão · b2 branco peão · c2 branco peão · f2 branco peão · g2 branco peão · h2 branco peão · a1 branco torre · b1 branco cavalo · c1 branco bispo · d1 branco rainha · e1 branco rei · f1 branco bispo · g1 branco cavalo · h1 branco torre | a8 preto torre · b8 preto cavalo · c8 preto bispo · d8 preto rainha · e8 preto rei · f8 preto bispo · g8 preto cavalo · h8 preto torre · a7 preto peão · b7 preto peão · c7 preto peão · f7 preto peão · g7 preto peão · h7 preto peão · e6 preto peão · d5 preto peão · d4 branco peão · e4 branco peão · a2 branco peão · b2 branco peão · c2 branco peão · f2 branco peão · g2 branco peão · h2 branco peão · a1 branco torre · b1 branco cavalo · c1 branco bispo · d1 branco rainha · e1 branco rei · f1 branco bispo · g1 branco cavalo · h1 branco torre | a8 preto torre · b8 preto cavalo · c8 preto bispo · d8 preto rainha · e8 preto rei · f8 preto bispo · g8 preto cavalo · h8 preto torre · a7 preto peão · b7 preto peão · c7 preto peão · f7 preto peão · g7 preto peão · h7 preto peão · e6 preto peão · d5 preto peão · d4 branco peão · e4 branco peão · a2 branco peão · b2 branco peão · c2 branco peão · f2 branco peão · g2 branco peão · h2 branco peão · a1 branco torre · b1 branco cavalo · c1 branco bispo · d1 branco rainha · e1 branco rei · f1 branco bispo · g1 branco cavalo · h1 branco torre | a8 preto torre · b8 preto cavalo · c8 preto bispo · d8 preto rainha · e8 preto rei · f8 preto bispo · g8 preto cavalo · h8 preto torre · a7 preto peão · b7 preto peão · c7 preto peão · f7 preto peão · g7 preto peão · h7 preto peão · e6 preto peão · d5 preto peão · d4 branco peão · e4 branco peão · a2 branco peão · b2 branco peão · c2 branco peão · f2 branco peão · g2 branco peão · h2 branco peão · a1 branco torre · b1 branco cavalo · c1 branco bispo · d1 branco rainha · e1 branco rei · f1 branco bispo · g1 branco cavalo · h1 branco torre | a8 preto torre · b8 preto cavalo · c8 preto bispo · d8 preto rainha · e8 preto rei · f8 preto bispo · g8 preto cavalo · h8 preto torre · a7 preto peão · b7 preto peão · c7 preto peão · f7 preto peão · g7 preto peão · h7 preto peão · e6 preto peão · d5 preto peão · d4 branco peão · e4 branco peão · a2 branco peão · b2 branco peão · c2 branco peão · f2 branco peão · g2 branco peão · h2 branco peão · a1 branco torre · b1 branco cavalo · c1 branco bispo · d1 branco rainha · e1 branco rei · f1 branco bispo · g1 branco cavalo · h1 branco torre | a8 preto torre · b8 preto cavalo · c8 preto bispo · d8 preto rainha · e8 preto rei · f8 preto bispo · g8 preto cavalo · h8 preto torre · a7 preto peão · b7 preto peão · c7 preto peão · f7 preto peão · g7 preto peão · h7 preto peão · e6 preto peão · d5 preto peão · d4 branco peão · e4 branco peão · a2 branco peão · b2 branco peão · c2 branco peão · f2 branco peão · g2 branco peão · h2 branco peão · a1 branco torre · b1 branco cavalo · c1 branco bispo · d1 branco rainha · e1 branco rei · f1 branco bispo · g1 branco cavalo · h1 branco torre | a8 preto torre · b8 preto cavalo · c8 preto bispo · d8 preto rainha · e8 preto rei · f8 preto bispo · g8 preto cavalo · h8 preto torre · a7 preto peão · b7 preto peão · c7 preto peão · f7 preto peão · g7 preto peão · h7 preto peão · e6 preto peão · d5 preto peão · d4 branco peão · e4 branco peão · a2 branco peão · b2 branco peão · c2 branco peão · f2 branco peão · g2 branco peão · h2 branco peão · a1 branco torre · b1 branco cavalo · c1 branco bispo · d1 branco rainha · e1 branco rei · f1 branco bispo · g1 branco cavalo · h1 branco torre | a8 preto torre · b8 preto cavalo · c8 preto bispo · d8 preto rainha · e8 preto rei · f8 preto bispo · g8 preto cavalo · h8 preto torre · a7 preto peão · b7 preto peão · c7 preto peão · f7 preto peão · g7 preto peão · h7 preto peão · e6 preto peão · d5 preto peão · d4 branco peão · e4 branco peão · a2 branco peão · b2 branco peão · c2 branco peão · f2 branco peão · g2 branco peão · h2 branco peão · a1 branco torre · b1 branco cavalo · c1 branco bispo · d1 branco rainha · e1 branco rei · f1 branco bispo · g1 branco cavalo · h1 branco torre | 5 |
| 4 | a8 preto torre · b8 preto cavalo · c8 preto bispo · d8 preto rainha · e8 preto rei · f8 preto bispo · g8 preto cavalo · h8 preto torre · a7 preto peão · b7 preto peão · c7 preto peão · f7 preto peão · g7 preto peão · h7 preto peão · e6 preto peão · d5 preto peão · d4 branco peão · e4 branco peão · a2 branco peão · b2 branco peão · c2 branco peão · f2 branco peão · g2 branco peão · h2 branco peão · a1 branco torre · b1 branco cavalo · c1 branco bispo · d1 branco rainha · e1 branco rei · f1 branco bispo · g1 branco cavalo · h1 branco torre | a8 preto torre · b8 preto cavalo · c8 preto bispo · d8 preto rainha · e8 preto rei · f8 preto bispo · g8 preto cavalo · h8 preto torre · a7 preto peão · b7 preto peão · c7 preto peão · f7 preto peão · g7 preto peão · h7 preto peão · e6 preto peão · d5 preto peão · d4 branco peão · e4 branco peão · a2 branco peão · b2 branco peão · c2 branco peão · f2 branco peão · g2 branco peão · h2 branco peão · a1 branco torre · b1 branco cavalo · c1 branco bispo · d1 branco rainha · e1 branco rei · f1 branco bispo · g1 branco cavalo · h1 branco torre | a8 preto torre · b8 preto cavalo · c8 preto bispo · d8 preto rainha · e8 preto rei · f8 preto bispo · g8 preto cavalo · h8 preto torre · a7 preto peão · b7 preto peão · c7 preto peão · f7 preto peão · g7 preto peão · h7 preto peão · e6 preto peão · d5 preto peão · d4 branco peão · e4 branco peão · a2 branco peão · b2 branco peão · c2 branco peão · f2 branco peão · g2 branco peão · h2 branco peão · a1 branco torre · b1 branco cavalo · c1 branco bispo · d1 branco rainha · e1 branco rei · f1 branco bispo · g1 branco cavalo · h1 branco torre | a8 preto torre · b8 preto cavalo · c8 preto bispo · d8 preto rainha · e8 preto rei · f8 preto bispo · g8 preto cavalo · h8 preto torre · a7 preto peão · b7 preto peão · c7 preto peão · f7 preto peão · g7 preto peão · h7 preto peão · e6 preto peão · d5 preto peão · d4 branco peão · e4 branco peão · a2 branco peão · b2 branco peão · c2 branco peão · f2 branco peão · g2 branco peão · h2 branco peão · a1 branco torre · b1 branco cavalo · c1 branco bispo · d1 branco rainha · e1 branco rei · f1 branco bispo · g1 branco cavalo · h1 branco torre | a8 preto torre · b8 preto cavalo · c8 preto bispo · d8 preto rainha · e8 preto rei · f8 preto bispo · g8 preto cavalo · h8 preto torre · a7 preto peão · b7 preto peão · c7 preto peão · f7 preto peão · g7 preto peão · h7 preto peão · e6 preto peão · d5 preto peão · d4 branco peão · e4 branco peão · a2 branco peão · b2 branco peão · c2 branco peão · f2 branco peão · g2 branco peão · h2 branco peão · a1 branco torre · b1 branco cavalo · c1 branco bispo · d1 branco rainha · e1 branco rei · f1 branco bispo · g1 branco cavalo · h1 branco torre | a8 preto torre · b8 preto cavalo · c8 preto bispo · d8 preto rainha · e8 preto rei · f8 preto bispo · g8 preto cavalo · h8 preto torre · a7 preto peão · b7 preto peão · c7 preto peão · f7 preto peão · g7 preto peão · h7 preto peão · e6 preto peão · d5 preto peão · d4 branco peão · e4 branco peão · a2 branco peão · b2 branco peão · c2 branco peão · f2 branco peão · g2 branco peão · h2 branco peão · a1 branco torre · b1 branco cavalo · c1 branco bispo · d1 branco rainha · e1 branco rei · f1 branco bispo · g1 branco cavalo · h1 branco torre | a8 preto torre · b8 preto cavalo · c8 preto bispo · d8 preto rainha · e8 preto rei · f8 preto bispo · g8 preto cavalo · h8 preto torre · a7 preto peão · b7 preto peão · c7 preto peão · f7 preto peão · g7 preto peão · h7 preto peão · e6 preto peão · d5 preto peão · d4 branco peão · e4 branco peão · a2 branco peão · b2 branco peão · c2 branco peão · f2 branco peão · g2 branco peão · h2 branco peão · a1 branco torre · b1 branco cavalo · c1 branco bispo · d1 branco rainha · e1 branco rei · f1 branco bispo · g1 branco cavalo · h1 branco torre | a8 preto torre · b8 preto cavalo · c8 preto bispo · d8 preto rainha · e8 preto rei · f8 preto bispo · g8 preto cavalo · h8 preto torre · a7 preto peão · b7 preto peão · c7 preto peão · f7 preto peão · g7 preto peão · h7 preto peão · e6 preto peão · d5 preto peão · d4 branco peão · e4 branco peão · a2 branco peão · b2 branco peão · c2 branco peão · f2 branco peão · g2 branco peão · h2 branco peão · a1 branco torre · b1 branco cavalo · c1 branco bispo · d1 branco rainha · e1 branco rei · f1 branco bispo · g1 branco cavalo · h1 branco torre | 4 |
| 3 | a8 preto torre · b8 preto cavalo · c8 preto bispo · d8 preto rainha · e8 preto rei · f8 preto bispo · g8 preto cavalo · h8 preto torre · a7 preto peão · b7 preto peão · c7 preto peão · f7 preto peão · g7 preto peão · h7 preto peão · e6 preto peão · d5 preto peão · d4 branco peão · e4 branco peão · a2 branco peão · b2 branco peão · c2 branco peão · f2 branco peão · g2 branco peão · h2 branco peão · a1 branco torre · b1 branco cavalo · c1 branco bispo · d1 branco rainha · e1 branco rei · f1 branco bispo · g1 branco cavalo · h1 branco torre | a8 preto torre · b8 preto cavalo · c8 preto bispo · d8 preto rainha · e8 preto rei · f8 preto bispo · g8 preto cavalo · h8 preto torre · a7 preto peão · b7 preto peão · c7 preto peão · f7 preto peão · g7 preto peão · h7 preto peão · e6 preto peão · d5 preto peão · d4 branco peão · e4 branco peão · a2 branco peão · b2 branco peão · c2 branco peão · f2 branco peão · g2 branco peão · h2 branco peão · a1 branco torre · b1 branco cavalo · c1 branco bispo · d1 branco rainha · e1 branco rei · f1 branco bispo · g1 branco cavalo · h1 branco torre | a8 preto torre · b8 preto cavalo · c8 preto bispo · d8 preto rainha · e8 preto rei · f8 preto bispo · g8 preto cavalo · h8 preto torre · a7 preto peão · b7 preto peão · c7 preto peão · f7 preto peão · g7 preto peão · h7 preto peão · e6 preto peão · d5 preto peão · d4 branco peão · e4 branco peão · a2 branco peão · b2 branco peão · c2 branco peão · f2 branco peão · g2 branco peão · h2 branco peão · a1 branco torre · b1 branco cavalo · c1 branco bispo · d1 branco rainha · e1 branco rei · f1 branco bispo · g1 branco cavalo · h1 branco torre | a8 preto torre · b8 preto cavalo · c8 preto bispo · d8 preto rainha · e8 preto rei · f8 preto bispo · g8 preto cavalo · h8 preto torre · a7 preto peão · b7 preto peão · c7 preto peão · f7 preto peão · g7 preto peão · h7 preto peão · e6 preto peão · d5 preto peão · d4 branco peão · e4 branco peão · a2 branco peão · b2 branco peão · c2 branco peão · f2 branco peão · g2 branco peão · h2 branco peão · a1 branco torre · b1 branco cavalo · c1 branco bispo · d1 branco rainha · e1 branco rei · f1 branco bispo · g1 branco cavalo · h1 branco torre | a8 preto torre · b8 preto cavalo · c8 preto bispo · d8 preto rainha · e8 preto rei · f8 preto bispo · g8 preto cavalo · h8 preto torre · a7 preto peão · b7 preto peão · c7 preto peão · f7 preto peão · g7 preto peão · h7 preto peão · e6 preto peão · d5 preto peão · d4 branco peão · e4 branco peão · a2 branco peão · b2 branco peão · c2 branco peão · f2 branco peão · g2 branco peão · h2 branco peão · a1 branco torre · b1 branco cavalo · c1 branco bispo · d1 branco rainha · e1 branco rei · f1 branco bispo · g1 branco cavalo · h1 branco torre | a8 preto torre · b8 preto cavalo · c8 preto bispo · d8 preto rainha · e8 preto rei · f8 preto bispo · g8 preto cavalo · h8 preto torre · a7 preto peão · b7 preto peão · c7 preto peão · f7 preto peão · g7 preto peão · h7 preto peão · e6 preto peão · d5 preto peão · d4 branco peão · e4 branco peão · a2 branco peão · b2 branco peão · c2 branco peão · f2 branco peão · g2 branco peão · h2 branco peão · a1 branco torre · b1 branco cavalo · c1 branco bispo · d1 branco rainha · e1 branco rei · f1 branco bispo · g1 branco cavalo · h1 branco torre | a8 preto torre · b8 preto cavalo · c8 preto bispo · d8 preto rainha · e8 preto rei · f8 preto bispo · g8 preto cavalo · h8 preto torre · a7 preto peão · b7 preto peão · c7 preto peão · f7 preto peão · g7 preto peão · h7 preto peão · e6 preto peão · d5 preto peão · d4 branco peão · e4 branco peão · a2 branco peão · b2 branco peão · c2 branco peão · f2 branco peão · g2 branco peão · h2 branco peão · a1 branco torre · b1 branco cavalo · c1 branco bispo · d1 branco rainha · e1 branco rei · f1 branco bispo · g1 branco cavalo · h1 branco torre | a8 preto torre · b8 preto cavalo · c8 preto bispo · d8 preto rainha · e8 preto rei · f8 preto bispo · g8 preto cavalo · h8 preto torre · a7 preto peão · b7 preto peão · c7 preto peão · f7 preto peão · g7 preto peão · h7 preto peão · e6 preto peão · d5 preto peão · d4 branco peão · e4 branco peão · a2 branco peão · b2 branco peão · c2 branco peão · f2 branco peão · g2 branco peão · h2 branco peão · a1 branco torre · b1 branco cavalo · c1 branco bispo · d1 branco rainha · e1 branco rei · f1 branco bispo · g1 branco cavalo · h1 branco torre | 3 |
| 2 | a8 preto torre · b8 preto cavalo · c8 preto bispo · d8 preto rainha · e8 preto rei · f8 preto bispo · g8 preto cavalo · h8 preto torre · a7 preto peão · b7 preto peão · c7 preto peão · f7 preto peão · g7 preto peão · h7 preto peão · e6 preto peão · d5 preto peão · d4 branco peão · e4 branco peão · a2 branco peão · b2 branco peão · c2 branco peão · f2 branco peão · g2 branco peão · h2 branco peão · a1 branco torre · b1 branco cavalo · c1 branco bispo · d1 branco rainha · e1 branco rei · f1 branco bispo · g1 branco cavalo · h1 branco torre | a8 preto torre · b8 preto cavalo · c8 preto bispo · d8 preto rainha · e8 preto rei · f8 preto bispo · g8 preto cavalo · h8 preto torre · a7 preto peão · b7 preto peão · c7 preto peão · f7 preto peão · g7 preto peão · h7 preto peão · e6 preto peão · d5 preto peão · d4 branco peão · e4 branco peão · a2 branco peão · b2 branco peão · c2 branco peão · f2 branco peão · g2 branco peão · h2 branco peão · a1 branco torre · b1 branco cavalo · c1 branco bispo · d1 branco rainha · e1 branco rei · f1 branco bispo · g1 branco cavalo · h1 branco torre | a8 preto torre · b8 preto cavalo · c8 preto bispo · d8 preto rainha · e8 preto rei · f8 preto bispo · g8 preto cavalo · h8 preto torre · a7 preto peão · b7 preto peão · c7 preto peão · f7 preto peão · g7 preto peão · h7 preto peão · e6 preto peão · d5 preto peão · d4 branco peão · e4 branco peão · a2 branco peão · b2 branco peão · c2 branco peão · f2 branco peão · g2 branco peão · h2 branco peão · a1 branco torre · b1 branco cavalo · c1 branco bispo · d1 branco rainha · e1 branco rei · f1 branco bispo · g1 branco cavalo · h1 branco torre | a8 preto torre · b8 preto cavalo · c8 preto bispo · d8 preto rainha · e8 preto rei · f8 preto bispo · g8 preto cavalo · h8 preto torre · a7 preto peão · b7 preto peão · c7 preto peão · f7 preto peão · g7 preto peão · h7 preto peão · e6 preto peão · d5 preto peão · d4 branco peão · e4 branco peão · a2 branco peão · b2 branco peão · c2 branco peão · f2 branco peão · g2 branco peão · h2 branco peão · a1 branco torre · b1 branco cavalo · c1 branco bispo · d1 branco rainha · e1 branco rei · f1 branco bispo · g1 branco cavalo · h1 branco torre | a8 preto torre · b8 preto cavalo · c8 preto bispo · d8 preto rainha · e8 preto rei · f8 preto bispo · g8 preto cavalo · h8 preto torre · a7 preto peão · b7 preto peão · c7 preto peão · f7 preto peão · g7 preto peão · h7 preto peão · e6 preto peão · d5 preto peão · d4 branco peão · e4 branco peão · a2 branco peão · b2 branco peão · c2 branco peão · f2 branco peão · g2 branco peão · h2 branco peão · a1 branco torre · b1 branco cavalo · c1 branco bispo · d1 branco rainha · e1 branco rei · f1 branco bispo · g1 branco cavalo · h1 branco torre | a8 preto torre · b8 preto cavalo · c8 preto bispo · d8 preto rainha · e8 preto rei · f8 preto bispo · g8 preto cavalo · h8 preto torre · a7 preto peão · b7 preto peão · c7 preto peão · f7 preto peão · g7 preto peão · h7 preto peão · e6 preto peão · d5 preto peão · d4 branco peão · e4 branco peão · a2 branco peão · b2 branco peão · c2 branco peão · f2 branco peão · g2 branco peão · h2 branco peão · a1 branco torre · b1 branco cavalo · c1 branco bispo · d1 branco rainha · e1 branco rei · f1 branco bispo · g1 branco cavalo · h1 branco torre | a8 preto torre · b8 preto cavalo · c8 preto bispo · d8 preto rainha · e8 preto rei · f8 preto bispo · g8 preto cavalo · h8 preto torre · a7 preto peão · b7 preto peão · c7 preto peão · f7 preto peão · g7 preto peão · h7 preto peão · e6 preto peão · d5 preto peão · d4 branco peão · e4 branco peão · a2 branco peão · b2 branco peão · c2 branco peão · f2 branco peão · g2 branco peão · h2 branco peão · a1 branco torre · b1 branco cavalo · c1 branco bispo · d1 branco rainha · e1 branco rei · f1 branco bispo · g1 branco cavalo · h1 branco torre | a8 preto torre · b8 preto cavalo · c8 preto bispo · d8 preto rainha · e8 preto rei · f8 preto bispo · g8 preto cavalo · h8 preto torre · a7 preto peão · b7 preto peão · c7 preto peão · f7 preto peão · g7 preto peão · h7 preto peão · e6 preto peão · d5 preto peão · d4 branco peão · e4 branco peão · a2 branco peão · b2 branco peão · c2 branco peão · f2 branco peão · g2 branco peão · h2 branco peão · a1 branco torre · b1 branco cavalo · c1 branco bispo · d1 branco rainha · e1 branco rei · f1 branco bispo · g1 branco cavalo · h1 branco torre | 2 |
| 1 | a8 preto torre · b8 preto cavalo · c8 preto bispo · d8 preto rainha · e8 preto rei · f8 preto bispo · g8 preto cavalo · h8 preto torre · a7 preto peão · b7 preto peão · c7 preto peão · f7 preto peão · g7 preto peão · h7 preto peão · e6 preto peão · d5 preto peão · d4 branco peão · e4 branco peão · a2 branco peão · b2 branco peão · c2 branco peão · f2 branco peão · g2 branco peão · h2 branco peão · a1 branco torre · b1 branco cavalo · c1 branco bispo · d1 branco rainha · e1 branco rei · f1 branco bispo · g1 branco cavalo · h1 branco torre | a8 preto torre · b8 preto cavalo · c8 preto bispo · d8 preto rainha · e8 preto rei · f8 preto bispo · g8 preto cavalo · h8 preto torre · a7 preto peão · b7 preto peão · c7 preto peão · f7 preto peão · g7 preto peão · h7 preto peão · e6 preto peão · d5 preto peão · d4 branco peão · e4 branco peão · a2 branco peão · b2 branco peão · c2 branco peão · f2 branco peão · g2 branco peão · h2 branco peão · a1 branco torre · b1 branco cavalo · c1 branco bispo · d1 branco rainha · e1 branco rei · f1 branco bispo · g1 branco cavalo · h1 branco torre | a8 preto torre · b8 preto cavalo · c8 preto bispo · d8 preto rainha · e8 preto rei · f8 preto bispo · g8 preto cavalo · h8 preto torre · a7 preto peão · b7 preto peão · c7 preto peão · f7 preto peão · g7 preto peão · h7 preto peão · e6 preto peão · d5 preto peão · d4 branco peão · e4 branco peão · a2 branco peão · b2 branco peão · c2 branco peão · f2 branco peão · g2 branco peão · h2 branco peão · a1 branco torre · b1 branco cavalo · c1 branco bispo · d1 branco rainha · e1 branco rei · f1 branco bispo · g1 branco cavalo · h1 branco torre | a8 preto torre · b8 preto cavalo · c8 preto bispo · d8 preto rainha · e8 preto rei · f8 preto bispo · g8 preto cavalo · h8 preto torre · a7 preto peão · b7 preto peão · c7 preto peão · f7 preto peão · g7 preto peão · h7 preto peão · e6 preto peão · d5 preto peão · d4 branco peão · e4 branco peão · a2 branco peão · b2 branco peão · c2 branco peão · f2 branco peão · g2 branco peão · h2 branco peão · a1 branco torre · b1 branco cavalo · c1 branco bispo · d1 branco rainha · e1 branco rei · f1 branco bispo · g1 branco cavalo · h1 branco torre | a8 preto torre · b8 preto cavalo · c8 preto bispo · d8 preto rainha · e8 preto rei · f8 preto bispo · g8 preto cavalo · h8 preto torre · a7 preto peão · b7 preto peão · c7 preto peão · f7 preto peão · g7 preto peão · h7 preto peão · e6 preto peão · d5 preto peão · d4 branco peão · e4 branco peão · a2 branco peão · b2 branco peão · c2 branco peão · f2 branco peão · g2 branco peão · h2 branco peão · a1 branco torre · b1 branco cavalo · c1 branco bispo · d1 branco rainha · e1 branco rei · f1 branco bispo · g1 branco cavalo · h1 branco torre | a8 preto torre · b8 preto cavalo · c8 preto bispo · d8 preto rainha · e8 preto rei · f8 preto bispo · g8 preto cavalo · h8 preto torre · a7 preto peão · b7 preto peão · c7 preto peão · f7 preto peão · g7 preto peão · h7 preto peão · e6 preto peão · d5 preto peão · d4 branco peão · e4 branco peão · a2 branco peão · b2 branco peão · c2 branco peão · f2 branco peão · g2 branco peão · h2 branco peão · a1 branco torre · b1 branco cavalo · c1 branco bispo · d1 branco rainha · e1 branco rei · f1 branco bispo · g1 branco cavalo · h1 branco torre | a8 preto torre · b8 preto cavalo · c8 preto bispo · d8 preto rainha · e8 preto rei · f8 preto bispo · g8 preto cavalo · h8 preto torre · a7 preto peão · b7 preto peão · c7 preto peão · f7 preto peão · g7 preto peão · h7 preto peão · e6 preto peão · d5 preto peão · d4 branco peão · e4 branco peão · a2 branco peão · b2 branco peão · c2 branco peão · f2 branco peão · g2 branco peão · h2 branco peão · a1 branco torre · b1 branco cavalo · c1 branco bispo · d1 branco rainha · e1 branco rei · f1 branco bispo · g1 branco cavalo · h1 branco torre | a8 preto torre · b8 preto cavalo · c8 preto bispo · d8 preto rainha · e8 preto rei · f8 preto bispo · g8 preto cavalo · h8 preto torre · a7 preto peão · b7 preto peão · c7 preto peão · f7 preto peão · g7 preto peão · h7 preto peão · e6 preto peão · d5 preto peão · d4 branco peão · e4 branco peão · a2 branco peão · b2 branco peão · c2 branco peão · f2 branco peão · g2 branco peão · h2 branco peão · a1 branco torre · b1 branco cavalo · c1 branco bispo · d1 branco rainha · e1 branco rei · f1 branco bispo · g1 branco cavalo · h1 branco torre | 1 |
|   | a | b | c | d | e | f | g | h |   |

Seguindo os movimentos de abertura 1.e4 e6, a linha principal da Defesa francesa continua com 2.d4 d5 (veja abaixo as alternativas). As brancas estabelecem um centro de peões, que as pretas imediatamente desafiam atacando o peão na e4. A mesma posição pode ser alcançada pela transposição de um(a) jogo/abertura do peão da dama após 1.d4 e6 2.e4 d5 ou o declínio de um gambito Blackmar–Diemer após 1.d4 d5 2.e4 e6.
As opções das brancas incluem defender o peão na e4 com 3.Cc3 ou 3.Cd2, avançá-lo com 3.e5 ou trocá-lo com 3. exd5, cada uma das quais leva a diferentes tipos de posições. Defender o peão com 3.Bd3 permite 3...dxe4 4.Bxe4 Cf6, quando as pretas ganham um tempo ou a vantagem dos dois bispos.

## Temas gerais
|   | a | b | c | d | e | f | g | h |   |
| 8 | a7 preto peão · b7 preto peão · c7 preto peão · f7 preto peão · g7 preto peão · h7 preto peão · e6 preto peão · d5 preto peão · e5 branco peão · d4 branco peão · a2 branco peão · b2 branco peão · c2 branco peão · f2 branco peão · g2 branco peão · h2 branco peão | a7 preto peão · b7 preto peão · c7 preto peão · f7 preto peão · g7 preto peão · h7 preto peão · e6 preto peão · d5 preto peão · e5 branco peão · d4 branco peão · a2 branco peão · b2 branco peão · c2 branco peão · f2 branco peão · g2 branco peão · h2 branco peão | a7 preto peão · b7 preto peão · c7 preto peão · f7 preto peão · g7 preto peão · h7 preto peão · e6 preto peão · d5 preto peão · e5 branco peão · d4 branco peão · a2 branco peão · b2 branco peão · c2 branco peão · f2 branco peão · g2 branco peão · h2 branco peão | a7 preto peão · b7 preto peão · c7 preto peão · f7 preto peão · g7 preto peão · h7 preto peão · e6 preto peão · d5 preto peão · e5 branco peão · d4 branco peão · a2 branco peão · b2 branco peão · c2 branco peão · f2 branco peão · g2 branco peão · h2 branco peão | a7 preto peão · b7 preto peão · c7 preto peão · f7 preto peão · g7 preto peão · h7 preto peão · e6 preto peão · d5 preto peão · e5 branco peão · d4 branco peão · a2 branco peão · b2 branco peão · c2 branco peão · f2 branco peão · g2 branco peão · h2 branco peão | a7 preto peão · b7 preto peão · c7 preto peão · f7 preto peão · g7 preto peão · h7 preto peão · e6 preto peão · d5 preto peão · e5 branco peão · d4 branco peão · a2 branco peão · b2 branco peão · c2 branco peão · f2 branco peão · g2 branco peão · h2 branco peão | a7 preto peão · b7 preto peão · c7 preto peão · f7 preto peão · g7 preto peão · h7 preto peão · e6 preto peão · d5 preto peão · e5 branco peão · d4 branco peão · a2 branco peão · b2 branco peão · c2 branco peão · f2 branco peão · g2 branco peão · h2 branco peão | a7 preto peão · b7 preto peão · c7 preto peão · f7 preto peão · g7 preto peão · h7 preto peão · e6 preto peão · d5 preto peão · e5 branco peão · d4 branco peão · a2 branco peão · b2 branco peão · c2 branco peão · f2 branco peão · g2 branco peão · h2 branco peão | 8 |
| 7 | a7 preto peão · b7 preto peão · c7 preto peão · f7 preto peão · g7 preto peão · h7 preto peão · e6 preto peão · d5 preto peão · e5 branco peão · d4 branco peão · a2 branco peão · b2 branco peão · c2 branco peão · f2 branco peão · g2 branco peão · h2 branco peão | a7 preto peão · b7 preto peão · c7 preto peão · f7 preto peão · g7 preto peão · h7 preto peão · e6 preto peão · d5 preto peão · e5 branco peão · d4 branco peão · a2 branco peão · b2 branco peão · c2 branco peão · f2 branco peão · g2 branco peão · h2 branco peão | a7 preto peão · b7 preto peão · c7 preto peão · f7 preto peão · g7 preto peão · h7 preto peão · e6 preto peão · d5 preto peão · e5 branco peão · d4 branco peão · a2 branco peão · b2 branco peão · c2 branco peão · f2 branco peão · g2 branco peão · h2 branco peão | a7 preto peão · b7 preto peão · c7 preto peão · f7 preto peão · g7 preto peão · h7 preto peão · e6 preto peão · d5 preto peão · e5 branco peão · d4 branco peão · a2 branco peão · b2 branco peão · c2 branco peão · f2 branco peão · g2 branco peão · h2 branco peão | a7 preto peão · b7 preto peão · c7 preto peão · f7 preto peão · g7 preto peão · h7 preto peão · e6 preto peão · d5 preto peão · e5 branco peão · d4 branco peão · a2 branco peão · b2 branco peão · c2 branco peão · f2 branco peão · g2 branco peão · h2 branco peão | a7 preto peão · b7 preto peão · c7 preto peão · f7 preto peão · g7 preto peão · h7 preto peão · e6 preto peão · d5 preto peão · e5 branco peão · d4 branco peão · a2 branco peão · b2 branco peão · c2 branco peão · f2 branco peão · g2 branco peão · h2 branco peão | a7 preto peão · b7 preto peão · c7 preto peão · f7 preto peão · g7 preto peão · h7 preto peão · e6 preto peão · d5 preto peão · e5 branco peão · d4 branco peão · a2 branco peão · b2 branco peão · c2 branco peão · f2 branco peão · g2 branco peão · h2 branco peão | a7 preto peão · b7 preto peão · c7 preto peão · f7 preto peão · g7 preto peão · h7 preto peão · e6 preto peão · d5 preto peão · e5 branco peão · d4 branco peão · a2 branco peão · b2 branco peão · c2 branco peão · f2 branco peão · g2 branco peão · h2 branco peão | 7 |
| 6 | a7 preto peão · b7 preto peão · c7 preto peão · f7 preto peão · g7 preto peão · h7 preto peão · e6 preto peão · d5 preto peão · e5 branco peão · d4 branco peão · a2 branco peão · b2 branco peão · c2 branco peão · f2 branco peão · g2 branco peão · h2 branco peão | a7 preto peão · b7 preto peão · c7 preto peão · f7 preto peão · g7 preto peão · h7 preto peão · e6 preto peão · d5 preto peão · e5 branco peão · d4 branco peão · a2 branco peão · b2 branco peão · c2 branco peão · f2 branco peão · g2 branco peão · h2 branco peão | a7 preto peão · b7 preto peão · c7 preto peão · f7 preto peão · g7 preto peão · h7 preto peão · e6 preto peão · d5 preto peão · e5 branco peão · d4 branco peão · a2 branco peão · b2 branco peão · c2 branco peão · f2 branco peão · g2 branco peão · h2 branco peão | a7 preto peão · b7 preto peão · c7 preto peão · f7 preto peão · g7 preto peão · h7 preto peão · e6 preto peão · d5 preto peão · e5 branco peão · d4 branco peão · a2 branco peão · b2 branco peão · c2 branco peão · f2 branco peão · g2 branco peão · h2 branco peão | a7 preto peão · b7 preto peão · c7 preto peão · f7 preto peão · g7 preto peão · h7 preto peão · e6 preto peão · d5 preto peão · e5 branco peão · d4 branco peão · a2 branco peão · b2 branco peão · c2 branco peão · f2 branco peão · g2 branco peão · h2 branco peão | a7 preto peão · b7 preto peão · c7 preto peão · f7 preto peão · g7 preto peão · h7 preto peão · e6 preto peão · d5 preto peão · e5 branco peão · d4 branco peão · a2 branco peão · b2 branco peão · c2 branco peão · f2 branco peão · g2 branco peão · h2 branco peão | a7 preto peão · b7 preto peão · c7 preto peão · f7 preto peão · g7 preto peão · h7 preto peão · e6 preto peão · d5 preto peão · e5 branco peão · d4 branco peão · a2 branco peão · b2 branco peão · c2 branco peão · f2 branco peão · g2 branco peão · h2 branco peão | a7 preto peão · b7 preto peão · c7 preto peão · f7 preto peão · g7 preto peão · h7 preto peão · e6 preto peão · d5 preto peão · e5 branco peão · d4 branco peão · a2 branco peão · b2 branco peão · c2 branco peão · f2 branco peão · g2 branco peão · h2 branco peão | 6 |
| 5 | a7 preto peão · b7 preto peão · c7 preto peão · f7 preto peão · g7 preto peão · h7 preto peão · e6 preto peão · d5 preto peão · e5 branco peão · d4 branco peão · a2 branco peão · b2 branco peão · c2 branco peão · f2 branco peão · g2 branco peão · h2 branco peão | a7 preto peão · b7 preto peão · c7 preto peão · f7 preto peão · g7 preto peão · h7 preto peão · e6 preto peão · d5 preto peão · e5 branco peão · d4 branco peão · a2 branco peão · b2 branco peão · c2 branco peão · f2 branco peão · g2 branco peão · h2 branco peão | a7 preto peão · b7 preto peão · c7 preto peão · f7 preto peão · g7 preto peão · h7 preto peão · e6 preto peão · d5 preto peão · e5 branco peão · d4 branco peão · a2 branco peão · b2 branco peão · c2 branco peão · f2 branco peão · g2 branco peão · h2 branco peão | a7 preto peão · b7 preto peão · c7 preto peão · f7 preto peão · g7 preto peão · h7 preto peão · e6 preto peão · d5 preto peão · e5 branco peão · d4 branco peão · a2 branco peão · b2 branco peão · c2 branco peão · f2 branco peão · g2 branco peão · h2 branco peão | a7 preto peão · b7 preto peão · c7 preto peão · f7 preto peão · g7 preto peão · h7 preto peão · e6 preto peão · d5 preto peão · e5 branco peão · d4 branco peão · a2 branco peão · b2 branco peão · c2 branco peão · f2 branco peão · g2 branco peão · h2 branco peão | a7 preto peão · b7 preto peão · c7 preto peão · f7 preto peão · g7 preto peão · h7 preto peão · e6 preto peão · d5 preto peão · e5 branco peão · d4 branco peão · a2 branco peão · b2 branco peão · c2 branco peão · f2 branco peão · g2 branco peão · h2 branco peão | a7 preto peão · b7 preto peão · c7 preto peão · f7 preto peão · g7 preto peão · h7 preto peão · e6 preto peão · d5 preto peão · e5 branco peão · d4 branco peão · a2 branco peão · b2 branco peão · c2 branco peão · f2 branco peão · g2 branco peão · h2 branco peão | a7 preto peão · b7 preto peão · c7 preto peão · f7 preto peão · g7 preto peão · h7 preto peão · e6 preto peão · d5 preto peão · e5 branco peão · d4 branco peão · a2 branco peão · b2 branco peão · c2 branco peão · f2 branco peão · g2 branco peão · h2 branco peão | 5 |
| 4 | a7 preto peão · b7 preto peão · c7 preto peão · f7 preto peão · g7 preto peão · h7 preto peão · e6 preto peão · d5 preto peão · e5 branco peão · d4 branco peão · a2 branco peão · b2 branco peão · c2 branco peão · f2 branco peão · g2 branco peão · h2 branco peão | a7 preto peão · b7 preto peão · c7 preto peão · f7 preto peão · g7 preto peão · h7 preto peão · e6 preto peão · d5 preto peão · e5 branco peão · d4 branco peão · a2 branco peão · b2 branco peão · c2 branco peão · f2 branco peão · g2 branco peão · h2 branco peão | a7 preto peão · b7 preto peão · c7 preto peão · f7 preto peão · g7 preto peão · h7 preto peão · e6 preto peão · d5 preto peão · e5 branco peão · d4 branco peão · a2 branco peão · b2 branco peão · c2 branco peão · f2 branco peão · g2 branco peão · h2 branco peão | a7 preto peão · b7 preto peão · c7 preto peão · f7 preto peão · g7 preto peão · h7 preto peão · e6 preto peão · d5 preto peão · e5 branco peão · d4 branco peão · a2 branco peão · b2 branco peão · c2 branco peão · f2 branco peão · g2 branco peão · h2 branco peão | a7 preto peão · b7 preto peão · c7 preto peão · f7 preto peão · g7 preto peão · h7 preto peão · e6 preto peão · d5 preto peão · e5 branco peão · d4 branco peão · a2 branco peão · b2 branco peão · c2 branco peão · f2 branco peão · g2 branco peão · h2 branco peão | a7 preto peão · b7 preto peão · c7 preto peão · f7 preto peão · g7 preto peão · h7 preto peão · e6 preto peão · d5 preto peão · e5 branco peão · d4 branco peão · a2 branco peão · b2 branco peão · c2 branco peão · f2 branco peão · g2 branco peão · h2 branco peão | a7 preto peão · b7 preto peão · c7 preto peão · f7 preto peão · g7 preto peão · h7 preto peão · e6 preto peão · d5 preto peão · e5 branco peão · d4 branco peão · a2 branco peão · b2 branco peão · c2 branco peão · f2 branco peão · g2 branco peão · h2 branco peão | a7 preto peão · b7 preto peão · c7 preto peão · f7 preto peão · g7 preto peão · h7 preto peão · e6 preto peão · d5 preto peão · e5 branco peão · d4 branco peão · a2 branco peão · b2 branco peão · c2 branco peão · f2 branco peão · g2 branco peão · h2 branco peão | 4 |
| 3 | a7 preto peão · b7 preto peão · c7 preto peão · f7 preto peão · g7 preto peão · h7 preto peão · e6 preto peão · d5 preto peão · e5 branco peão · d4 branco peão · a2 branco peão · b2 branco peão · c2 branco peão · f2 branco peão · g2 branco peão · h2 branco peão | a7 preto peão · b7 preto peão · c7 preto peão · f7 preto peão · g7 preto peão · h7 preto peão · e6 preto peão · d5 preto peão · e5 branco peão · d4 branco peão · a2 branco peão · b2 branco peão · c2 branco peão · f2 branco peão · g2 branco peão · h2 branco peão | a7 preto peão · b7 preto peão · c7 preto peão · f7 preto peão · g7 preto peão · h7 preto peão · e6 preto peão · d5 preto peão · e5 branco peão · d4 branco peão · a2 branco peão · b2 branco peão · c2 branco peão · f2 branco peão · g2 branco peão · h2 branco peão | a7 preto peão · b7 preto peão · c7 preto peão · f7 preto peão · g7 preto peão · h7 preto peão · e6 preto peão · d5 preto peão · e5 branco peão · d4 branco peão · a2 branco peão · b2 branco peão · c2 branco peão · f2 branco peão · g2 branco peão · h2 branco peão | a7 preto peão · b7 preto peão · c7 preto peão · f7 preto peão · g7 preto peão · h7 preto peão · e6 preto peão · d5 preto peão · e5 branco peão · d4 branco peão · a2 branco peão · b2 branco peão · c2 branco peão · f2 branco peão · g2 branco peão · h2 branco peão | a7 preto peão · b7 preto peão · c7 preto peão · f7 preto peão · g7 preto peão · h7 preto peão · e6 preto peão · d5 preto peão · e5 branco peão · d4 branco peão · a2 branco peão · b2 branco peão · c2 branco peão · f2 branco peão · g2 branco peão · h2 branco peão | a7 preto peão · b7 preto peão · c7 preto peão · f7 preto peão · g7 preto peão · h7 preto peão · e6 preto peão · d5 preto peão · e5 branco peão · d4 branco peão · a2 branco peão · b2 branco peão · c2 branco peão · f2 branco peão · g2 branco peão · h2 branco peão | a7 preto peão · b7 preto peão · c7 preto peão · f7 preto peão · g7 preto peão · h7 preto peão · e6 preto peão · d5 preto peão · e5 branco peão · d4 branco peão · a2 branco peão · b2 branco peão · c2 branco peão · f2 branco peão · g2 branco peão · h2 branco peão | 3 |
| 2 | a7 preto peão · b7 preto peão · c7 preto peão · f7 preto peão · g7 preto peão · h7 preto peão · e6 preto peão · d5 preto peão · e5 branco peão · d4 branco peão · a2 branco peão · b2 branco peão · c2 branco peão · f2 branco peão · g2 branco peão · h2 branco peão | a7 preto peão · b7 preto peão · c7 preto peão · f7 preto peão · g7 preto peão · h7 preto peão · e6 preto peão · d5 preto peão · e5 branco peão · d4 branco peão · a2 branco peão · b2 branco peão · c2 branco peão · f2 branco peão · g2 branco peão · h2 branco peão | a7 preto peão · b7 preto peão · c7 preto peão · f7 preto peão · g7 preto peão · h7 preto peão · e6 preto peão · d5 preto peão · e5 branco peão · d4 branco peão · a2 branco peão · b2 branco peão · c2 branco peão · f2 branco peão · g2 branco peão · h2 branco peão | a7 preto peão · b7 preto peão · c7 preto peão · f7 preto peão · g7 preto peão · h7 preto peão · e6 preto peão · d5 preto peão · e5 branco peão · d4 branco peão · a2 branco peão · b2 branco peão · c2 branco peão · f2 branco peão · g2 branco peão · h2 branco peão | a7 preto peão · b7 preto peão · c7 preto peão · f7 preto peão · g7 preto peão · h7 preto peão · e6 preto peão · d5 preto peão · e5 branco peão · d4 branco peão · a2 branco peão · b2 branco peão · c2 branco peão · f2 branco peão · g2 branco peão · h2 branco peão | a7 preto peão · b7 preto peão · c7 preto peão · f7 preto peão · g7 preto peão · h7 preto peão · e6 preto peão · d5 preto peão · e5 branco peão · d4 branco peão · a2 branco peão · b2 branco peão · c2 branco peão · f2 branco peão · g2 branco peão · h2 branco peão | a7 preto peão · b7 preto peão · c7 preto peão · f7 preto peão · g7 preto peão · h7 preto peão · e6 preto peão · d5 preto peão · e5 branco peão · d4 branco peão · a2 branco peão · b2 branco peão · c2 branco peão · f2 branco peão · g2 branco peão · h2 branco peão | a7 preto peão · b7 preto peão · c7 preto peão · f7 preto peão · g7 preto peão · h7 preto peão · e6 preto peão · d5 preto peão · e5 branco peão · d4 branco peão · a2 branco peão · b2 branco peão · c2 branco peão · f2 branco peão · g2 branco peão · h2 branco peão | 2 |
| 1 | a7 preto peão · b7 preto peão · c7 preto peão · f7 preto peão · g7 preto peão · h7 preto peão · e6 preto peão · d5 preto peão · e5 branco peão · d4 branco peão · a2 branco peão · b2 branco peão · c2 branco peão · f2 branco peão · g2 branco peão · h2 branco peão | a7 preto peão · b7 preto peão · c7 preto peão · f7 preto peão · g7 preto peão · h7 preto peão · e6 preto peão · d5 preto peão · e5 branco peão · d4 branco peão · a2 branco peão · b2 branco peão · c2 branco peão · f2 branco peão · g2 branco peão · h2 branco peão | a7 preto peão · b7 preto peão · c7 preto peão · f7 preto peão · g7 preto peão · h7 preto peão · e6 preto peão · d5 preto peão · e5 branco peão · d4 branco peão · a2 branco peão · b2 branco peão · c2 branco peão · f2 branco peão · g2 branco peão · h2 branco peão | a7 preto peão · b7 preto peão · c7 preto peão · f7 preto peão · g7 preto peão · h7 preto peão · e6 preto peão · d5 preto peão · e5 branco peão · d4 branco peão · a2 branco peão · b2 branco peão · c2 branco peão · f2 branco peão · g2 branco peão · h2 branco peão | a7 preto peão · b7 preto peão · c7 preto peão · f7 preto peão · g7 preto peão · h7 preto peão · e6 preto peão · d5 preto peão · e5 branco peão · d4 branco peão · a2 branco peão · b2 branco peão · c2 branco peão · f2 branco peão · g2 branco peão · h2 branco peão | a7 preto peão · b7 preto peão · c7 preto peão · f7 preto peão · g7 preto peão · h7 preto peão · e6 preto peão · d5 preto peão · e5 branco peão · d4 branco peão · a2 branco peão · b2 branco peão · c2 branco peão · f2 branco peão · g2 branco peão · h2 branco peão | a7 preto peão · b7 preto peão · c7 preto peão · f7 preto peão · g7 preto peão · h7 preto peão · e6 preto peão · d5 preto peão · e5 branco peão · d4 branco peão · a2 branco peão · b2 branco peão · c2 branco peão · f2 branco peão · g2 branco peão · h2 branco peão | a7 preto peão · b7 preto peão · c7 preto peão · f7 preto peão · g7 preto peão · h7 preto peão · e6 preto peão · d5 preto peão · e5 branco peão · d4 branco peão · a2 branco peão · b2 branco peão · c2 branco peão · f2 branco peão · g2 branco peão · h2 branco peão | 1 |
|   | a | b | c | d | e | f | g | h |   |

O diagrama mostra uma estrutura de peões comumente encontrada na francesa. As pretas têm mais espaço na ala da dama, então tendem a se concentrar naquele lado do tabuleiro, quase sempre jogando ...c7 – c5 no início para atacar a cadeia de peões das brancas em sua base, e podem prosseguir avançando seus peões na a e na b.
|   | a | b | c | d | e | f | g | h |   |
| 8 | a8 preto torre · c8 preto bispo · e8 preto rei · f8 preto bispo · h8 preto torre · a7 preto peão · b7 preto peão · f7 preto peão · g7 preto peão · h7 preto peão · b6 preto rainha · c6 preto cavalo · e6 preto peão · h6 preto cavalo · c5 preto peão · d5 preto peão · e5 branco peão · d4 branco peão · f4 branco peão · c3 branco peão · f3 branco cavalo · a2 branco peão · b2 branco peão · g2 branco peão · h2 branco peão · a1 branco torre · b1 branco cavalo · c1 branco bispo · d1 branco rainha · e1 branco rei · f1 branco bispo · h1 branco torre | a8 preto torre · c8 preto bispo · e8 preto rei · f8 preto bispo · h8 preto torre · a7 preto peão · b7 preto peão · f7 preto peão · g7 preto peão · h7 preto peão · b6 preto rainha · c6 preto cavalo · e6 preto peão · h6 preto cavalo · c5 preto peão · d5 preto peão · e5 branco peão · d4 branco peão · f4 branco peão · c3 branco peão · f3 branco cavalo · a2 branco peão · b2 branco peão · g2 branco peão · h2 branco peão · a1 branco torre · b1 branco cavalo · c1 branco bispo · d1 branco rainha · e1 branco rei · f1 branco bispo · h1 branco torre | a8 preto torre · c8 preto bispo · e8 preto rei · f8 preto bispo · h8 preto torre · a7 preto peão · b7 preto peão · f7 preto peão · g7 preto peão · h7 preto peão · b6 preto rainha · c6 preto cavalo · e6 preto peão · h6 preto cavalo · c5 preto peão · d5 preto peão · e5 branco peão · d4 branco peão · f4 branco peão · c3 branco peão · f3 branco cavalo · a2 branco peão · b2 branco peão · g2 branco peão · h2 branco peão · a1 branco torre · b1 branco cavalo · c1 branco bispo · d1 branco rainha · e1 branco rei · f1 branco bispo · h1 branco torre | a8 preto torre · c8 preto bispo · e8 preto rei · f8 preto bispo · h8 preto torre · a7 preto peão · b7 preto peão · f7 preto peão · g7 preto peão · h7 preto peão · b6 preto rainha · c6 preto cavalo · e6 preto peão · h6 preto cavalo · c5 preto peão · d5 preto peão · e5 branco peão · d4 branco peão · f4 branco peão · c3 branco peão · f3 branco cavalo · a2 branco peão · b2 branco peão · g2 branco peão · h2 branco peão · a1 branco torre · b1 branco cavalo · c1 branco bispo · d1 branco rainha · e1 branco rei · f1 branco bispo · h1 branco torre | a8 preto torre · c8 preto bispo · e8 preto rei · f8 preto bispo · h8 preto torre · a7 preto peão · b7 preto peão · f7 preto peão · g7 preto peão · h7 preto peão · b6 preto rainha · c6 preto cavalo · e6 preto peão · h6 preto cavalo · c5 preto peão · d5 preto peão · e5 branco peão · d4 branco peão · f4 branco peão · c3 branco peão · f3 branco cavalo · a2 branco peão · b2 branco peão · g2 branco peão · h2 branco peão · a1 branco torre · b1 branco cavalo · c1 branco bispo · d1 branco rainha · e1 branco rei · f1 branco bispo · h1 branco torre | a8 preto torre · c8 preto bispo · e8 preto rei · f8 preto bispo · h8 preto torre · a7 preto peão · b7 preto peão · f7 preto peão · g7 preto peão · h7 preto peão · b6 preto rainha · c6 preto cavalo · e6 preto peão · h6 preto cavalo · c5 preto peão · d5 preto peão · e5 branco peão · d4 branco peão · f4 branco peão · c3 branco peão · f3 branco cavalo · a2 branco peão · b2 branco peão · g2 branco peão · h2 branco peão · a1 branco torre · b1 branco cavalo · c1 branco bispo · d1 branco rainha · e1 branco rei · f1 branco bispo · h1 branco torre | a8 preto torre · c8 preto bispo · e8 preto rei · f8 preto bispo · h8 preto torre · a7 preto peão · b7 preto peão · f7 preto peão · g7 preto peão · h7 preto peão · b6 preto rainha · c6 preto cavalo · e6 preto peão · h6 preto cavalo · c5 preto peão · d5 preto peão · e5 branco peão · d4 branco peão · f4 branco peão · c3 branco peão · f3 branco cavalo · a2 branco peão · b2 branco peão · g2 branco peão · h2 branco peão · a1 branco torre · b1 branco cavalo · c1 branco bispo · d1 branco rainha · e1 branco rei · f1 branco bispo · h1 branco torre | a8 preto torre · c8 preto bispo · e8 preto rei · f8 preto bispo · h8 preto torre · a7 preto peão · b7 preto peão · f7 preto peão · g7 preto peão · h7 preto peão · b6 preto rainha · c6 preto cavalo · e6 preto peão · h6 preto cavalo · c5 preto peão · d5 preto peão · e5 branco peão · d4 branco peão · f4 branco peão · c3 branco peão · f3 branco cavalo · a2 branco peão · b2 branco peão · g2 branco peão · h2 branco peão · a1 branco torre · b1 branco cavalo · c1 branco bispo · d1 branco rainha · e1 branco rei · f1 branco bispo · h1 branco torre | 8 |
| 7 | a8 preto torre · c8 preto bispo · e8 preto rei · f8 preto bispo · h8 preto torre · a7 preto peão · b7 preto peão · f7 preto peão · g7 preto peão · h7 preto peão · b6 preto rainha · c6 preto cavalo · e6 preto peão · h6 preto cavalo · c5 preto peão · d5 preto peão · e5 branco peão · d4 branco peão · f4 branco peão · c3 branco peão · f3 branco cavalo · a2 branco peão · b2 branco peão · g2 branco peão · h2 branco peão · a1 branco torre · b1 branco cavalo · c1 branco bispo · d1 branco rainha · e1 branco rei · f1 branco bispo · h1 branco torre | a8 preto torre · c8 preto bispo · e8 preto rei · f8 preto bispo · h8 preto torre · a7 preto peão · b7 preto peão · f7 preto peão · g7 preto peão · h7 preto peão · b6 preto rainha · c6 preto cavalo · e6 preto peão · h6 preto cavalo · c5 preto peão · d5 preto peão · e5 branco peão · d4 branco peão · f4 branco peão · c3 branco peão · f3 branco cavalo · a2 branco peão · b2 branco peão · g2 branco peão · h2 branco peão · a1 branco torre · b1 branco cavalo · c1 branco bispo · d1 branco rainha · e1 branco rei · f1 branco bispo · h1 branco torre | a8 preto torre · c8 preto bispo · e8 preto rei · f8 preto bispo · h8 preto torre · a7 preto peão · b7 preto peão · f7 preto peão · g7 preto peão · h7 preto peão · b6 preto rainha · c6 preto cavalo · e6 preto peão · h6 preto cavalo · c5 preto peão · d5 preto peão · e5 branco peão · d4 branco peão · f4 branco peão · c3 branco peão · f3 branco cavalo · a2 branco peão · b2 branco peão · g2 branco peão · h2 branco peão · a1 branco torre · b1 branco cavalo · c1 branco bispo · d1 branco rainha · e1 branco rei · f1 branco bispo · h1 branco torre | a8 preto torre · c8 preto bispo · e8 preto rei · f8 preto bispo · h8 preto torre · a7 preto peão · b7 preto peão · f7 preto peão · g7 preto peão · h7 preto peão · b6 preto rainha · c6 preto cavalo · e6 preto peão · h6 preto cavalo · c5 preto peão · d5 preto peão · e5 branco peão · d4 branco peão · f4 branco peão · c3 branco peão · f3 branco cavalo · a2 branco peão · b2 branco peão · g2 branco peão · h2 branco peão · a1 branco torre · b1 branco cavalo · c1 branco bispo · d1 branco rainha · e1 branco rei · f1 branco bispo · h1 branco torre | a8 preto torre · c8 preto bispo · e8 preto rei · f8 preto bispo · h8 preto torre · a7 preto peão · b7 preto peão · f7 preto peão · g7 preto peão · h7 preto peão · b6 preto rainha · c6 preto cavalo · e6 preto peão · h6 preto cavalo · c5 preto peão · d5 preto peão · e5 branco peão · d4 branco peão · f4 branco peão · c3 branco peão · f3 branco cavalo · a2 branco peão · b2 branco peão · g2 branco peão · h2 branco peão · a1 branco torre · b1 branco cavalo · c1 branco bispo · d1 branco rainha · e1 branco rei · f1 branco bispo · h1 branco torre | a8 preto torre · c8 preto bispo · e8 preto rei · f8 preto bispo · h8 preto torre · a7 preto peão · b7 preto peão · f7 preto peão · g7 preto peão · h7 preto peão · b6 preto rainha · c6 preto cavalo · e6 preto peão · h6 preto cavalo · c5 preto peão · d5 preto peão · e5 branco peão · d4 branco peão · f4 branco peão · c3 branco peão · f3 branco cavalo · a2 branco peão · b2 branco peão · g2 branco peão · h2 branco peão · a1 branco torre · b1 branco cavalo · c1 branco bispo · d1 branco rainha · e1 branco rei · f1 branco bispo · h1 branco torre | a8 preto torre · c8 preto bispo · e8 preto rei · f8 preto bispo · h8 preto torre · a7 preto peão · b7 preto peão · f7 preto peão · g7 preto peão · h7 preto peão · b6 preto rainha · c6 preto cavalo · e6 preto peão · h6 preto cavalo · c5 preto peão · d5 preto peão · e5 branco peão · d4 branco peão · f4 branco peão · c3 branco peão · f3 branco cavalo · a2 branco peão · b2 branco peão · g2 branco peão · h2 branco peão · a1 branco torre · b1 branco cavalo · c1 branco bispo · d1 branco rainha · e1 branco rei · f1 branco bispo · h1 branco torre | a8 preto torre · c8 preto bispo · e8 preto rei · f8 preto bispo · h8 preto torre · a7 preto peão · b7 preto peão · f7 preto peão · g7 preto peão · h7 preto peão · b6 preto rainha · c6 preto cavalo · e6 preto peão · h6 preto cavalo · c5 preto peão · d5 preto peão · e5 branco peão · d4 branco peão · f4 branco peão · c3 branco peão · f3 branco cavalo · a2 branco peão · b2 branco peão · g2 branco peão · h2 branco peão · a1 branco torre · b1 branco cavalo · c1 branco bispo · d1 branco rainha · e1 branco rei · f1 branco bispo · h1 branco torre | 7 |
| 6 | a8 preto torre · c8 preto bispo · e8 preto rei · f8 preto bispo · h8 preto torre · a7 preto peão · b7 preto peão · f7 preto peão · g7 preto peão · h7 preto peão · b6 preto rainha · c6 preto cavalo · e6 preto peão · h6 preto cavalo · c5 preto peão · d5 preto peão · e5 branco peão · d4 branco peão · f4 branco peão · c3 branco peão · f3 branco cavalo · a2 branco peão · b2 branco peão · g2 branco peão · h2 branco peão · a1 branco torre · b1 branco cavalo · c1 branco bispo · d1 branco rainha · e1 branco rei · f1 branco bispo · h1 branco torre | a8 preto torre · c8 preto bispo · e8 preto rei · f8 preto bispo · h8 preto torre · a7 preto peão · b7 preto peão · f7 preto peão · g7 preto peão · h7 preto peão · b6 preto rainha · c6 preto cavalo · e6 preto peão · h6 preto cavalo · c5 preto peão · d5 preto peão · e5 branco peão · d4 branco peão · f4 branco peão · c3 branco peão · f3 branco cavalo · a2 branco peão · b2 branco peão · g2 branco peão · h2 branco peão · a1 branco torre · b1 branco cavalo · c1 branco bispo · d1 branco rainha · e1 branco rei · f1 branco bispo · h1 branco torre | a8 preto torre · c8 preto bispo · e8 preto rei · f8 preto bispo · h8 preto torre · a7 preto peão · b7 preto peão · f7 preto peão · g7 preto peão · h7 preto peão · b6 preto rainha · c6 preto cavalo · e6 preto peão · h6 preto cavalo · c5 preto peão · d5 preto peão · e5 branco peão · d4 branco peão · f4 branco peão · c3 branco peão · f3 branco cavalo · a2 branco peão · b2 branco peão · g2 branco peão · h2 branco peão · a1 branco torre · b1 branco cavalo · c1 branco bispo · d1 branco rainha · e1 branco rei · f1 branco bispo · h1 branco torre | a8 preto torre · c8 preto bispo · e8 preto rei · f8 preto bispo · h8 preto torre · a7 preto peão · b7 preto peão · f7 preto peão · g7 preto peão · h7 preto peão · b6 preto rainha · c6 preto cavalo · e6 preto peão · h6 preto cavalo · c5 preto peão · d5 preto peão · e5 branco peão · d4 branco peão · f4 branco peão · c3 branco peão · f3 branco cavalo · a2 branco peão · b2 branco peão · g2 branco peão · h2 branco peão · a1 branco torre · b1 branco cavalo · c1 branco bispo · d1 branco rainha · e1 branco rei · f1 branco bispo · h1 branco torre | a8 preto torre · c8 preto bispo · e8 preto rei · f8 preto bispo · h8 preto torre · a7 preto peão · b7 preto peão · f7 preto peão · g7 preto peão · h7 preto peão · b6 preto rainha · c6 preto cavalo · e6 preto peão · h6 preto cavalo · c5 preto peão · d5 preto peão · e5 branco peão · d4 branco peão · f4 branco peão · c3 branco peão · f3 branco cavalo · a2 branco peão · b2 branco peão · g2 branco peão · h2 branco peão · a1 branco torre · b1 branco cavalo · c1 branco bispo · d1 branco rainha · e1 branco rei · f1 branco bispo · h1 branco torre | a8 preto torre · c8 preto bispo · e8 preto rei · f8 preto bispo · h8 preto torre · a7 preto peão · b7 preto peão · f7 preto peão · g7 preto peão · h7 preto peão · b6 preto rainha · c6 preto cavalo · e6 preto peão · h6 preto cavalo · c5 preto peão · d5 preto peão · e5 branco peão · d4 branco peão · f4 branco peão · c3 branco peão · f3 branco cavalo · a2 branco peão · b2 branco peão · g2 branco peão · h2 branco peão · a1 branco torre · b1 branco cavalo · c1 branco bispo · d1 branco rainha · e1 branco rei · f1 branco bispo · h1 branco torre | a8 preto torre · c8 preto bispo · e8 preto rei · f8 preto bispo · h8 preto torre · a7 preto peão · b7 preto peão · f7 preto peão · g7 preto peão · h7 preto peão · b6 preto rainha · c6 preto cavalo · e6 preto peão · h6 preto cavalo · c5 preto peão · d5 preto peão · e5 branco peão · d4 branco peão · f4 branco peão · c3 branco peão · f3 branco cavalo · a2 branco peão · b2 branco peão · g2 branco peão · h2 branco peão · a1 branco torre · b1 branco cavalo · c1 branco bispo · d1 branco rainha · e1 branco rei · f1 branco bispo · h1 branco torre | a8 preto torre · c8 preto bispo · e8 preto rei · f8 preto bispo · h8 preto torre · a7 preto peão · b7 preto peão · f7 preto peão · g7 preto peão · h7 preto peão · b6 preto rainha · c6 preto cavalo · e6 preto peão · h6 preto cavalo · c5 preto peão · d5 preto peão · e5 branco peão · d4 branco peão · f4 branco peão · c3 branco peão · f3 branco cavalo · a2 branco peão · b2 branco peão · g2 branco peão · h2 branco peão · a1 branco torre · b1 branco cavalo · c1 branco bispo · d1 branco rainha · e1 branco rei · f1 branco bispo · h1 branco torre | 6 |
| 5 | a8 preto torre · c8 preto bispo · e8 preto rei · f8 preto bispo · h8 preto torre · a7 preto peão · b7 preto peão · f7 preto peão · g7 preto peão · h7 preto peão · b6 preto rainha · c6 preto cavalo · e6 preto peão · h6 preto cavalo · c5 preto peão · d5 preto peão · e5 branco peão · d4 branco peão · f4 branco peão · c3 branco peão · f3 branco cavalo · a2 branco peão · b2 branco peão · g2 branco peão · h2 branco peão · a1 branco torre · b1 branco cavalo · c1 branco bispo · d1 branco rainha · e1 branco rei · f1 branco bispo · h1 branco torre | a8 preto torre · c8 preto bispo · e8 preto rei · f8 preto bispo · h8 preto torre · a7 preto peão · b7 preto peão · f7 preto peão · g7 preto peão · h7 preto peão · b6 preto rainha · c6 preto cavalo · e6 preto peão · h6 preto cavalo · c5 preto peão · d5 preto peão · e5 branco peão · d4 branco peão · f4 branco peão · c3 branco peão · f3 branco cavalo · a2 branco peão · b2 branco peão · g2 branco peão · h2 branco peão · a1 branco torre · b1 branco cavalo · c1 branco bispo · d1 branco rainha · e1 branco rei · f1 branco bispo · h1 branco torre | a8 preto torre · c8 preto bispo · e8 preto rei · f8 preto bispo · h8 preto torre · a7 preto peão · b7 preto peão · f7 preto peão · g7 preto peão · h7 preto peão · b6 preto rainha · c6 preto cavalo · e6 preto peão · h6 preto cavalo · c5 preto peão · d5 preto peão · e5 branco peão · d4 branco peão · f4 branco peão · c3 branco peão · f3 branco cavalo · a2 branco peão · b2 branco peão · g2 branco peão · h2 branco peão · a1 branco torre · b1 branco cavalo · c1 branco bispo · d1 branco rainha · e1 branco rei · f1 branco bispo · h1 branco torre | a8 preto torre · c8 preto bispo · e8 preto rei · f8 preto bispo · h8 preto torre · a7 preto peão · b7 preto peão · f7 preto peão · g7 preto peão · h7 preto peão · b6 preto rainha · c6 preto cavalo · e6 preto peão · h6 preto cavalo · c5 preto peão · d5 preto peão · e5 branco peão · d4 branco peão · f4 branco peão · c3 branco peão · f3 branco cavalo · a2 branco peão · b2 branco peão · g2 branco peão · h2 branco peão · a1 branco torre · b1 branco cavalo · c1 branco bispo · d1 branco rainha · e1 branco rei · f1 branco bispo · h1 branco torre | a8 preto torre · c8 preto bispo · e8 preto rei · f8 preto bispo · h8 preto torre · a7 preto peão · b7 preto peão · f7 preto peão · g7 preto peão · h7 preto peão · b6 preto rainha · c6 preto cavalo · e6 preto peão · h6 preto cavalo · c5 preto peão · d5 preto peão · e5 branco peão · d4 branco peão · f4 branco peão · c3 branco peão · f3 branco cavalo · a2 branco peão · b2 branco peão · g2 branco peão · h2 branco peão · a1 branco torre · b1 branco cavalo · c1 branco bispo · d1 branco rainha · e1 branco rei · f1 branco bispo · h1 branco torre | a8 preto torre · c8 preto bispo · e8 preto rei · f8 preto bispo · h8 preto torre · a7 preto peão · b7 preto peão · f7 preto peão · g7 preto peão · h7 preto peão · b6 preto rainha · c6 preto cavalo · e6 preto peão · h6 preto cavalo · c5 preto peão · d5 preto peão · e5 branco peão · d4 branco peão · f4 branco peão · c3 branco peão · f3 branco cavalo · a2 branco peão · b2 branco peão · g2 branco peão · h2 branco peão · a1 branco torre · b1 branco cavalo · c1 branco bispo · d1 branco rainha · e1 branco rei · f1 branco bispo · h1 branco torre | a8 preto torre · c8 preto bispo · e8 preto rei · f8 preto bispo · h8 preto torre · a7 preto peão · b7 preto peão · f7 preto peão · g7 preto peão · h7 preto peão · b6 preto rainha · c6 preto cavalo · e6 preto peão · h6 preto cavalo · c5 preto peão · d5 preto peão · e5 branco peão · d4 branco peão · f4 branco peão · c3 branco peão · f3 branco cavalo · a2 branco peão · b2 branco peão · g2 branco peão · h2 branco peão · a1 branco torre · b1 branco cavalo · c1 branco bispo · d1 branco rainha · e1 branco rei · f1 branco bispo · h1 branco torre | a8 preto torre · c8 preto bispo · e8 preto rei · f8 preto bispo · h8 preto torre · a7 preto peão · b7 preto peão · f7 preto peão · g7 preto peão · h7 preto peão · b6 preto rainha · c6 preto cavalo · e6 preto peão · h6 preto cavalo · c5 preto peão · d5 preto peão · e5 branco peão · d4 branco peão · f4 branco peão · c3 branco peão · f3 branco cavalo · a2 branco peão · b2 branco peão · g2 branco peão · h2 branco peão · a1 branco torre · b1 branco cavalo · c1 branco bispo · d1 branco rainha · e1 branco rei · f1 branco bispo · h1 branco torre | 5 |
| 4 | a8 preto torre · c8 preto bispo · e8 preto rei · f8 preto bispo · h8 preto torre · a7 preto peão · b7 preto peão · f7 preto peão · g7 preto peão · h7 preto peão · b6 preto rainha · c6 preto cavalo · e6 preto peão · h6 preto cavalo · c5 preto peão · d5 preto peão · e5 branco peão · d4 branco peão · f4 branco peão · c3 branco peão · f3 branco cavalo · a2 branco peão · b2 branco peão · g2 branco peão · h2 branco peão · a1 branco torre · b1 branco cavalo · c1 branco bispo · d1 branco rainha · e1 branco rei · f1 branco bispo · h1 branco torre | a8 preto torre · c8 preto bispo · e8 preto rei · f8 preto bispo · h8 preto torre · a7 preto peão · b7 preto peão · f7 preto peão · g7 preto peão · h7 preto peão · b6 preto rainha · c6 preto cavalo · e6 preto peão · h6 preto cavalo · c5 preto peão · d5 preto peão · e5 branco peão · d4 branco peão · f4 branco peão · c3 branco peão · f3 branco cavalo · a2 branco peão · b2 branco peão · g2 branco peão · h2 branco peão · a1 branco torre · b1 branco cavalo · c1 branco bispo · d1 branco rainha · e1 branco rei · f1 branco bispo · h1 branco torre | a8 preto torre · c8 preto bispo · e8 preto rei · f8 preto bispo · h8 preto torre · a7 preto peão · b7 preto peão · f7 preto peão · g7 preto peão · h7 preto peão · b6 preto rainha · c6 preto cavalo · e6 preto peão · h6 preto cavalo · c5 preto peão · d5 preto peão · e5 branco peão · d4 branco peão · f4 branco peão · c3 branco peão · f3 branco cavalo · a2 branco peão · b2 branco peão · g2 branco peão · h2 branco peão · a1 branco torre · b1 branco cavalo · c1 branco bispo · d1 branco rainha · e1 branco rei · f1 branco bispo · h1 branco torre | a8 preto torre · c8 preto bispo · e8 preto rei · f8 preto bispo · h8 preto torre · a7 preto peão · b7 preto peão · f7 preto peão · g7 preto peão · h7 preto peão · b6 preto rainha · c6 preto cavalo · e6 preto peão · h6 preto cavalo · c5 preto peão · d5 preto peão · e5 branco peão · d4 branco peão · f4 branco peão · c3 branco peão · f3 branco cavalo · a2 branco peão · b2 branco peão · g2 branco peão · h2 branco peão · a1 branco torre · b1 branco cavalo · c1 branco bispo · d1 branco rainha · e1 branco rei · f1 branco bispo · h1 branco torre | a8 preto torre · c8 preto bispo · e8 preto rei · f8 preto bispo · h8 preto torre · a7 preto peão · b7 preto peão · f7 preto peão · g7 preto peão · h7 preto peão · b6 preto rainha · c6 preto cavalo · e6 preto peão · h6 preto cavalo · c5 preto peão · d5 preto peão · e5 branco peão · d4 branco peão · f4 branco peão · c3 branco peão · f3 branco cavalo · a2 branco peão · b2 branco peão · g2 branco peão · h2 branco peão · a1 branco torre · b1 branco cavalo · c1 branco bispo · d1 branco rainha · e1 branco rei · f1 branco bispo · h1 branco torre | a8 preto torre · c8 preto bispo · e8 preto rei · f8 preto bispo · h8 preto torre · a7 preto peão · b7 preto peão · f7 preto peão · g7 preto peão · h7 preto peão · b6 preto rainha · c6 preto cavalo · e6 preto peão · h6 preto cavalo · c5 preto peão · d5 preto peão · e5 branco peão · d4 branco peão · f4 branco peão · c3 branco peão · f3 branco cavalo · a2 branco peão · b2 branco peão · g2 branco peão · h2 branco peão · a1 branco torre · b1 branco cavalo · c1 branco bispo · d1 branco rainha · e1 branco rei · f1 branco bispo · h1 branco torre | a8 preto torre · c8 preto bispo · e8 preto rei · f8 preto bispo · h8 preto torre · a7 preto peão · b7 preto peão · f7 preto peão · g7 preto peão · h7 preto peão · b6 preto rainha · c6 preto cavalo · e6 preto peão · h6 preto cavalo · c5 preto peão · d5 preto peão · e5 branco peão · d4 branco peão · f4 branco peão · c3 branco peão · f3 branco cavalo · a2 branco peão · b2 branco peão · g2 branco peão · h2 branco peão · a1 branco torre · b1 branco cavalo · c1 branco bispo · d1 branco rainha · e1 branco rei · f1 branco bispo · h1 branco torre | a8 preto torre · c8 preto bispo · e8 preto rei · f8 preto bispo · h8 preto torre · a7 preto peão · b7 preto peão · f7 preto peão · g7 preto peão · h7 preto peão · b6 preto rainha · c6 preto cavalo · e6 preto peão · h6 preto cavalo · c5 preto peão · d5 preto peão · e5 branco peão · d4 branco peão · f4 branco peão · c3 branco peão · f3 branco cavalo · a2 branco peão · b2 branco peão · g2 branco peão · h2 branco peão · a1 branco torre · b1 branco cavalo · c1 branco bispo · d1 branco rainha · e1 branco rei · f1 branco bispo · h1 branco torre | 4 |
| 3 | a8 preto torre · c8 preto bispo · e8 preto rei · f8 preto bispo · h8 preto torre · a7 preto peão · b7 preto peão · f7 preto peão · g7 preto peão · h7 preto peão · b6 preto rainha · c6 preto cavalo · e6 preto peão · h6 preto cavalo · c5 preto peão · d5 preto peão · e5 branco peão · d4 branco peão · f4 branco peão · c3 branco peão · f3 branco cavalo · a2 branco peão · b2 branco peão · g2 branco peão · h2 branco peão · a1 branco torre · b1 branco cavalo · c1 branco bispo · d1 branco rainha · e1 branco rei · f1 branco bispo · h1 branco torre | a8 preto torre · c8 preto bispo · e8 preto rei · f8 preto bispo · h8 preto torre · a7 preto peão · b7 preto peão · f7 preto peão · g7 preto peão · h7 preto peão · b6 preto rainha · c6 preto cavalo · e6 preto peão · h6 preto cavalo · c5 preto peão · d5 preto peão · e5 branco peão · d4 branco peão · f4 branco peão · c3 branco peão · f3 branco cavalo · a2 branco peão · b2 branco peão · g2 branco peão · h2 branco peão · a1 branco torre · b1 branco cavalo · c1 branco bispo · d1 branco rainha · e1 branco rei · f1 branco bispo · h1 branco torre | a8 preto torre · c8 preto bispo · e8 preto rei · f8 preto bispo · h8 preto torre · a7 preto peão · b7 preto peão · f7 preto peão · g7 preto peão · h7 preto peão · b6 preto rainha · c6 preto cavalo · e6 preto peão · h6 preto cavalo · c5 preto peão · d5 preto peão · e5 branco peão · d4 branco peão · f4 branco peão · c3 branco peão · f3 branco cavalo · a2 branco peão · b2 branco peão · g2 branco peão · h2 branco peão · a1 branco torre · b1 branco cavalo · c1 branco bispo · d1 branco rainha · e1 branco rei · f1 branco bispo · h1 branco torre | a8 preto torre · c8 preto bispo · e8 preto rei · f8 preto bispo · h8 preto torre · a7 preto peão · b7 preto peão · f7 preto peão · g7 preto peão · h7 preto peão · b6 preto rainha · c6 preto cavalo · e6 preto peão · h6 preto cavalo · c5 preto peão · d5 preto peão · e5 branco peão · d4 branco peão · f4 branco peão · c3 branco peão · f3 branco cavalo · a2 branco peão · b2 branco peão · g2 branco peão · h2 branco peão · a1 branco torre · b1 branco cavalo · c1 branco bispo · d1 branco rainha · e1 branco rei · f1 branco bispo · h1 branco torre | a8 preto torre · c8 preto bispo · e8 preto rei · f8 preto bispo · h8 preto torre · a7 preto peão · b7 preto peão · f7 preto peão · g7 preto peão · h7 preto peão · b6 preto rainha · c6 preto cavalo · e6 preto peão · h6 preto cavalo · c5 preto peão · d5 preto peão · e5 branco peão · d4 branco peão · f4 branco peão · c3 branco peão · f3 branco cavalo · a2 branco peão · b2 branco peão · g2 branco peão · h2 branco peão · a1 branco torre · b1 branco cavalo · c1 branco bispo · d1 branco rainha · e1 branco rei · f1 branco bispo · h1 branco torre | a8 preto torre · c8 preto bispo · e8 preto rei · f8 preto bispo · h8 preto torre · a7 preto peão · b7 preto peão · f7 preto peão · g7 preto peão · h7 preto peão · b6 preto rainha · c6 preto cavalo · e6 preto peão · h6 preto cavalo · c5 preto peão · d5 preto peão · e5 branco peão · d4 branco peão · f4 branco peão · c3 branco peão · f3 branco cavalo · a2 branco peão · b2 branco peão · g2 branco peão · h2 branco peão · a1 branco torre · b1 branco cavalo · c1 branco bispo · d1 branco rainha · e1 branco rei · f1 branco bispo · h1 branco torre | a8 preto torre · c8 preto bispo · e8 preto rei · f8 preto bispo · h8 preto torre · a7 preto peão · b7 preto peão · f7 preto peão · g7 preto peão · h7 preto peão · b6 preto rainha · c6 preto cavalo · e6 preto peão · h6 preto cavalo · c5 preto peão · d5 preto peão · e5 branco peão · d4 branco peão · f4 branco peão · c3 branco peão · f3 branco cavalo · a2 branco peão · b2 branco peão · g2 branco peão · h2 branco peão · a1 branco torre · b1 branco cavalo · c1 branco bispo · d1 branco rainha · e1 branco rei · f1 branco bispo · h1 branco torre | a8 preto torre · c8 preto bispo · e8 preto rei · f8 preto bispo · h8 preto torre · a7 preto peão · b7 preto peão · f7 preto peão · g7 preto peão · h7 preto peão · b6 preto rainha · c6 preto cavalo · e6 preto peão · h6 preto cavalo · c5 preto peão · d5 preto peão · e5 branco peão · d4 branco peão · f4 branco peão · c3 branco peão · f3 branco cavalo · a2 branco peão · b2 branco peão · g2 branco peão · h2 branco peão · a1 branco torre · b1 branco cavalo · c1 branco bispo · d1 branco rainha · e1 branco rei · f1 branco bispo · h1 branco torre | 3 |
| 2 | a8 preto torre · c8 preto bispo · e8 preto rei · f8 preto bispo · h8 preto torre · a7 preto peão · b7 preto peão · f7 preto peão · g7 preto peão · h7 preto peão · b6 preto rainha · c6 preto cavalo · e6 preto peão · h6 preto cavalo · c5 preto peão · d5 preto peão · e5 branco peão · d4 branco peão · f4 branco peão · c3 branco peão · f3 branco cavalo · a2 branco peão · b2 branco peão · g2 branco peão · h2 branco peão · a1 branco torre · b1 branco cavalo · c1 branco bispo · d1 branco rainha · e1 branco rei · f1 branco bispo · h1 branco torre | a8 preto torre · c8 preto bispo · e8 preto rei · f8 preto bispo · h8 preto torre · a7 preto peão · b7 preto peão · f7 preto peão · g7 preto peão · h7 preto peão · b6 preto rainha · c6 preto cavalo · e6 preto peão · h6 preto cavalo · c5 preto peão · d5 preto peão · e5 branco peão · d4 branco peão · f4 branco peão · c3 branco peão · f3 branco cavalo · a2 branco peão · b2 branco peão · g2 branco peão · h2 branco peão · a1 branco torre · b1 branco cavalo · c1 branco bispo · d1 branco rainha · e1 branco rei · f1 branco bispo · h1 branco torre | a8 preto torre · c8 preto bispo · e8 preto rei · f8 preto bispo · h8 preto torre · a7 preto peão · b7 preto peão · f7 preto peão · g7 preto peão · h7 preto peão · b6 preto rainha · c6 preto cavalo · e6 preto peão · h6 preto cavalo · c5 preto peão · d5 preto peão · e5 branco peão · d4 branco peão · f4 branco peão · c3 branco peão · f3 branco cavalo · a2 branco peão · b2 branco peão · g2 branco peão · h2 branco peão · a1 branco torre · b1 branco cavalo · c1 branco bispo · d1 branco rainha · e1 branco rei · f1 branco bispo · h1 branco torre | a8 preto torre · c8 preto bispo · e8 preto rei · f8 preto bispo · h8 preto torre · a7 preto peão · b7 preto peão · f7 preto peão · g7 preto peão · h7 preto peão · b6 preto rainha · c6 preto cavalo · e6 preto peão · h6 preto cavalo · c5 preto peão · d5 preto peão · e5 branco peão · d4 branco peão · f4 branco peão · c3 branco peão · f3 branco cavalo · a2 branco peão · b2 branco peão · g2 branco peão · h2 branco peão · a1 branco torre · b1 branco cavalo · c1 branco bispo · d1 branco rainha · e1 branco rei · f1 branco bispo · h1 branco torre | a8 preto torre · c8 preto bispo · e8 preto rei · f8 preto bispo · h8 preto torre · a7 preto peão · b7 preto peão · f7 preto peão · g7 preto peão · h7 preto peão · b6 preto rainha · c6 preto cavalo · e6 preto peão · h6 preto cavalo · c5 preto peão · d5 preto peão · e5 branco peão · d4 branco peão · f4 branco peão · c3 branco peão · f3 branco cavalo · a2 branco peão · b2 branco peão · g2 branco peão · h2 branco peão · a1 branco torre · b1 branco cavalo · c1 branco bispo · d1 branco rainha · e1 branco rei · f1 branco bispo · h1 branco torre | a8 preto torre · c8 preto bispo · e8 preto rei · f8 preto bispo · h8 preto torre · a7 preto peão · b7 preto peão · f7 preto peão · g7 preto peão · h7 preto peão · b6 preto rainha · c6 preto cavalo · e6 preto peão · h6 preto cavalo · c5 preto peão · d5 preto peão · e5 branco peão · d4 branco peão · f4 branco peão · c3 branco peão · f3 branco cavalo · a2 branco peão · b2 branco peão · g2 branco peão · h2 branco peão · a1 branco torre · b1 branco cavalo · c1 branco bispo · d1 branco rainha · e1 branco rei · f1 branco bispo · h1 branco torre | a8 preto torre · c8 preto bispo · e8 preto rei · f8 preto bispo · h8 preto torre · a7 preto peão · b7 preto peão · f7 preto peão · g7 preto peão · h7 preto peão · b6 preto rainha · c6 preto cavalo · e6 preto peão · h6 preto cavalo · c5 preto peão · d5 preto peão · e5 branco peão · d4 branco peão · f4 branco peão · c3 branco peão · f3 branco cavalo · a2 branco peão · b2 branco peão · g2 branco peão · h2 branco peão · a1 branco torre · b1 branco cavalo · c1 branco bispo · d1 branco rainha · e1 branco rei · f1 branco bispo · h1 branco torre | a8 preto torre · c8 preto bispo · e8 preto rei · f8 preto bispo · h8 preto torre · a7 preto peão · b7 preto peão · f7 preto peão · g7 preto peão · h7 preto peão · b6 preto rainha · c6 preto cavalo · e6 preto peão · h6 preto cavalo · c5 preto peão · d5 preto peão · e5 branco peão · d4 branco peão · f4 branco peão · c3 branco peão · f3 branco cavalo · a2 branco peão · b2 branco peão · g2 branco peão · h2 branco peão · a1 branco torre · b1 branco cavalo · c1 branco bispo · d1 branco rainha · e1 branco rei · f1 branco bispo · h1 branco torre | 2 |
| 1 | a8 preto torre · c8 preto bispo · e8 preto rei · f8 preto bispo · h8 preto torre · a7 preto peão · b7 preto peão · f7 preto peão · g7 preto peão · h7 preto peão · b6 preto rainha · c6 preto cavalo · e6 preto peão · h6 preto cavalo · c5 preto peão · d5 preto peão · e5 branco peão · d4 branco peão · f4 branco peão · c3 branco peão · f3 branco cavalo · a2 branco peão · b2 branco peão · g2 branco peão · h2 branco peão · a1 branco torre · b1 branco cavalo · c1 branco bispo · d1 branco rainha · e1 branco rei · f1 branco bispo · h1 branco torre | a8 preto torre · c8 preto bispo · e8 preto rei · f8 preto bispo · h8 preto torre · a7 preto peão · b7 preto peão · f7 preto peão · g7 preto peão · h7 preto peão · b6 preto rainha · c6 preto cavalo · e6 preto peão · h6 preto cavalo · c5 preto peão · d5 preto peão · e5 branco peão · d4 branco peão · f4 branco peão · c3 branco peão · f3 branco cavalo · a2 branco peão · b2 branco peão · g2 branco peão · h2 branco peão · a1 branco torre · b1 branco cavalo · c1 branco bispo · d1 branco rainha · e1 branco rei · f1 branco bispo · h1 branco torre | a8 preto torre · c8 preto bispo · e8 preto rei · f8 preto bispo · h8 preto torre · a7 preto peão · b7 preto peão · f7 preto peão · g7 preto peão · h7 preto peão · b6 preto rainha · c6 preto cavalo · e6 preto peão · h6 preto cavalo · c5 preto peão · d5 preto peão · e5 branco peão · d4 branco peão · f4 branco peão · c3 branco peão · f3 branco cavalo · a2 branco peão · b2 branco peão · g2 branco peão · h2 branco peão · a1 branco torre · b1 branco cavalo · c1 branco bispo · d1 branco rainha · e1 branco rei · f1 branco bispo · h1 branco torre | a8 preto torre · c8 preto bispo · e8 preto rei · f8 preto bispo · h8 preto torre · a7 preto peão · b7 preto peão · f7 preto peão · g7 preto peão · h7 preto peão · b6 preto rainha · c6 preto cavalo · e6 preto peão · h6 preto cavalo · c5 preto peão · d5 preto peão · e5 branco peão · d4 branco peão · f4 branco peão · c3 branco peão · f3 branco cavalo · a2 branco peão · b2 branco peão · g2 branco peão · h2 branco peão · a1 branco torre · b1 branco cavalo · c1 branco bispo · d1 branco rainha · e1 branco rei · f1 branco bispo · h1 branco torre | a8 preto torre · c8 preto bispo · e8 preto rei · f8 preto bispo · h8 preto torre · a7 preto peão · b7 preto peão · f7 preto peão · g7 preto peão · h7 preto peão · b6 preto rainha · c6 preto cavalo · e6 preto peão · h6 preto cavalo · c5 preto peão · d5 preto peão · e5 branco peão · d4 branco peão · f4 branco peão · c3 branco peão · f3 branco cavalo · a2 branco peão · b2 branco peão · g2 branco peão · h2 branco peão · a1 branco torre · b1 branco cavalo · c1 branco bispo · d1 branco rainha · e1 branco rei · f1 branco bispo · h1 branco torre | a8 preto torre · c8 preto bispo · e8 preto rei · f8 preto bispo · h8 preto torre · a7 preto peão · b7 preto peão · f7 preto peão · g7 preto peão · h7 preto peão · b6 preto rainha · c6 preto cavalo · e6 preto peão · h6 preto cavalo · c5 preto peão · d5 preto peão · e5 branco peão · d4 branco peão · f4 branco peão · c3 branco peão · f3 branco cavalo · a2 branco peão · b2 branco peão · g2 branco peão · h2 branco peão · a1 branco torre · b1 branco cavalo · c1 branco bispo · d1 branco rainha · e1 branco rei · f1 branco bispo · h1 branco torre | a8 preto torre · c8 preto bispo · e8 preto rei · f8 preto bispo · h8 preto torre · a7 preto peão · b7 preto peão · f7 preto peão · g7 preto peão · h7 preto peão · b6 preto rainha · c6 preto cavalo · e6 preto peão · h6 preto cavalo · c5 preto peão · d5 preto peão · e5 branco peão · d4 branco peão · f4 branco peão · c3 branco peão · f3 branco cavalo · a2 branco peão · b2 branco peão · g2 branco peão · h2 branco peão · a1 branco torre · b1 branco cavalo · c1 branco bispo · d1 branco rainha · e1 branco rei · f1 branco bispo · h1 branco torre | a8 preto torre · c8 preto bispo · e8 preto rei · f8 preto bispo · h8 preto torre · a7 preto peão · b7 preto peão · f7 preto peão · g7 preto peão · h7 preto peão · b6 preto rainha · c6 preto cavalo · e6 preto peão · h6 preto cavalo · c5 preto peão · d5 preto peão · e5 branco peão · d4 branco peão · f4 branco peão · c3 branco peão · f3 branco cavalo · a2 branco peão · b2 branco peão · g2 branco peão · h2 branco peão · a1 branco torre · b1 branco cavalo · c1 branco bispo · d1 branco rainha · e1 branco rei · f1 branco bispo · h1 branco torre | 1 |
|   | a | b | c | d | e | f | g | h |   |

Posição após 1.e4 e6 2.d4 d5 3.e5 c5 4.c3 Cc6 5.f4 Db6 6.Cf3 Ch6
Alternativa ou simultaneamente, as pretas jogarão contra o centro das brancas, o que está limitando sua posição. No caso improvável de que o ataque de flanco ...c7 – c5 seja insuficiente para alcançar o contrajogo, as pretas também podem tentar ...f7 – f6. Em muitas posições, as brancas podem apoiar o peão na e5 jogando f2 – f4, com ideias de f4 – f5, mas a principal desvantagem do avanço do peão na f é a abertura da diagonal g1 – a7, que é particularmente significativa devido a posição frequentemente encontrada da dama preta na b6 e a forte pressão na d4. Além disso, muitas linhas de avanço da francesa não fornecem às brancas tempo para jogar f2 – f4, pois não suportam o peão na d4 fortemente pressionado. Por exemplo, 1.e4 e6 2.d4 d5 3.e5 c5 4.c3 Cc6 5.f4? (se as brancas jogarem Cf3, f4 virá muito mais devagar) 5...Db6 6.Cf3 Ch6! e o cavalo irá para f5 para colocar uma pressão fatal na d4 e dxc5 nunca será uma opção, pois o rei das brancas ficaria preso no centro do tabuleiro depois de ...Bxc5.
|   | a | b | c | d | e | f | g | h |   |
| 8 | a8 preto torre · b8 preto cavalo · c8 preto bispo · f8 preto torre · g8 preto rei · a7 preto peão · b7 preto peão · d7 preto cavalo · e7 preto rainha · f7 preto peão · g7 preto peão · h7 preto peão · e6 preto peão · c5 preto peão · d5 preto peão · e5 branco peão · d4 branco peão · f4 branco peão · c3 branco cavalo · d3 branco bispo · f3 branco cavalo · a2 branco peão · b2 branco peão · c2 branco peão · g2 branco peão · h2 branco peão · a1 branco torre · d1 branco rainha · e1 branco rei · h1 branco torre | a8 preto torre · b8 preto cavalo · c8 preto bispo · f8 preto torre · g8 preto rei · a7 preto peão · b7 preto peão · d7 preto cavalo · e7 preto rainha · f7 preto peão · g7 preto peão · h7 preto peão · e6 preto peão · c5 preto peão · d5 preto peão · e5 branco peão · d4 branco peão · f4 branco peão · c3 branco cavalo · d3 branco bispo · f3 branco cavalo · a2 branco peão · b2 branco peão · c2 branco peão · g2 branco peão · h2 branco peão · a1 branco torre · d1 branco rainha · e1 branco rei · h1 branco torre | a8 preto torre · b8 preto cavalo · c8 preto bispo · f8 preto torre · g8 preto rei · a7 preto peão · b7 preto peão · d7 preto cavalo · e7 preto rainha · f7 preto peão · g7 preto peão · h7 preto peão · e6 preto peão · c5 preto peão · d5 preto peão · e5 branco peão · d4 branco peão · f4 branco peão · c3 branco cavalo · d3 branco bispo · f3 branco cavalo · a2 branco peão · b2 branco peão · c2 branco peão · g2 branco peão · h2 branco peão · a1 branco torre · d1 branco rainha · e1 branco rei · h1 branco torre | a8 preto torre · b8 preto cavalo · c8 preto bispo · f8 preto torre · g8 preto rei · a7 preto peão · b7 preto peão · d7 preto cavalo · e7 preto rainha · f7 preto peão · g7 preto peão · h7 preto peão · e6 preto peão · c5 preto peão · d5 preto peão · e5 branco peão · d4 branco peão · f4 branco peão · c3 branco cavalo · d3 branco bispo · f3 branco cavalo · a2 branco peão · b2 branco peão · c2 branco peão · g2 branco peão · h2 branco peão · a1 branco torre · d1 branco rainha · e1 branco rei · h1 branco torre | a8 preto torre · b8 preto cavalo · c8 preto bispo · f8 preto torre · g8 preto rei · a7 preto peão · b7 preto peão · d7 preto cavalo · e7 preto rainha · f7 preto peão · g7 preto peão · h7 preto peão · e6 preto peão · c5 preto peão · d5 preto peão · e5 branco peão · d4 branco peão · f4 branco peão · c3 branco cavalo · d3 branco bispo · f3 branco cavalo · a2 branco peão · b2 branco peão · c2 branco peão · g2 branco peão · h2 branco peão · a1 branco torre · d1 branco rainha · e1 branco rei · h1 branco torre | a8 preto torre · b8 preto cavalo · c8 preto bispo · f8 preto torre · g8 preto rei · a7 preto peão · b7 preto peão · d7 preto cavalo · e7 preto rainha · f7 preto peão · g7 preto peão · h7 preto peão · e6 preto peão · c5 preto peão · d5 preto peão · e5 branco peão · d4 branco peão · f4 branco peão · c3 branco cavalo · d3 branco bispo · f3 branco cavalo · a2 branco peão · b2 branco peão · c2 branco peão · g2 branco peão · h2 branco peão · a1 branco torre · d1 branco rainha · e1 branco rei · h1 branco torre | a8 preto torre · b8 preto cavalo · c8 preto bispo · f8 preto torre · g8 preto rei · a7 preto peão · b7 preto peão · d7 preto cavalo · e7 preto rainha · f7 preto peão · g7 preto peão · h7 preto peão · e6 preto peão · c5 preto peão · d5 preto peão · e5 branco peão · d4 branco peão · f4 branco peão · c3 branco cavalo · d3 branco bispo · f3 branco cavalo · a2 branco peão · b2 branco peão · c2 branco peão · g2 branco peão · h2 branco peão · a1 branco torre · d1 branco rainha · e1 branco rei · h1 branco torre | a8 preto torre · b8 preto cavalo · c8 preto bispo · f8 preto torre · g8 preto rei · a7 preto peão · b7 preto peão · d7 preto cavalo · e7 preto rainha · f7 preto peão · g7 preto peão · h7 preto peão · e6 preto peão · c5 preto peão · d5 preto peão · e5 branco peão · d4 branco peão · f4 branco peão · c3 branco cavalo · d3 branco bispo · f3 branco cavalo · a2 branco peão · b2 branco peão · c2 branco peão · g2 branco peão · h2 branco peão · a1 branco torre · d1 branco rainha · e1 branco rei · h1 branco torre | 8 |
| 7 | a8 preto torre · b8 preto cavalo · c8 preto bispo · f8 preto torre · g8 preto rei · a7 preto peão · b7 preto peão · d7 preto cavalo · e7 preto rainha · f7 preto peão · g7 preto peão · h7 preto peão · e6 preto peão · c5 preto peão · d5 preto peão · e5 branco peão · d4 branco peão · f4 branco peão · c3 branco cavalo · d3 branco bispo · f3 branco cavalo · a2 branco peão · b2 branco peão · c2 branco peão · g2 branco peão · h2 branco peão · a1 branco torre · d1 branco rainha · e1 branco rei · h1 branco torre | a8 preto torre · b8 preto cavalo · c8 preto bispo · f8 preto torre · g8 preto rei · a7 preto peão · b7 preto peão · d7 preto cavalo · e7 preto rainha · f7 preto peão · g7 preto peão · h7 preto peão · e6 preto peão · c5 preto peão · d5 preto peão · e5 branco peão · d4 branco peão · f4 branco peão · c3 branco cavalo · d3 branco bispo · f3 branco cavalo · a2 branco peão · b2 branco peão · c2 branco peão · g2 branco peão · h2 branco peão · a1 branco torre · d1 branco rainha · e1 branco rei · h1 branco torre | a8 preto torre · b8 preto cavalo · c8 preto bispo · f8 preto torre · g8 preto rei · a7 preto peão · b7 preto peão · d7 preto cavalo · e7 preto rainha · f7 preto peão · g7 preto peão · h7 preto peão · e6 preto peão · c5 preto peão · d5 preto peão · e5 branco peão · d4 branco peão · f4 branco peão · c3 branco cavalo · d3 branco bispo · f3 branco cavalo · a2 branco peão · b2 branco peão · c2 branco peão · g2 branco peão · h2 branco peão · a1 branco torre · d1 branco rainha · e1 branco rei · h1 branco torre | a8 preto torre · b8 preto cavalo · c8 preto bispo · f8 preto torre · g8 preto rei · a7 preto peão · b7 preto peão · d7 preto cavalo · e7 preto rainha · f7 preto peão · g7 preto peão · h7 preto peão · e6 preto peão · c5 preto peão · d5 preto peão · e5 branco peão · d4 branco peão · f4 branco peão · c3 branco cavalo · d3 branco bispo · f3 branco cavalo · a2 branco peão · b2 branco peão · c2 branco peão · g2 branco peão · h2 branco peão · a1 branco torre · d1 branco rainha · e1 branco rei · h1 branco torre | a8 preto torre · b8 preto cavalo · c8 preto bispo · f8 preto torre · g8 preto rei · a7 preto peão · b7 preto peão · d7 preto cavalo · e7 preto rainha · f7 preto peão · g7 preto peão · h7 preto peão · e6 preto peão · c5 preto peão · d5 preto peão · e5 branco peão · d4 branco peão · f4 branco peão · c3 branco cavalo · d3 branco bispo · f3 branco cavalo · a2 branco peão · b2 branco peão · c2 branco peão · g2 branco peão · h2 branco peão · a1 branco torre · d1 branco rainha · e1 branco rei · h1 branco torre | a8 preto torre · b8 preto cavalo · c8 preto bispo · f8 preto torre · g8 preto rei · a7 preto peão · b7 preto peão · d7 preto cavalo · e7 preto rainha · f7 preto peão · g7 preto peão · h7 preto peão · e6 preto peão · c5 preto peão · d5 preto peão · e5 branco peão · d4 branco peão · f4 branco peão · c3 branco cavalo · d3 branco bispo · f3 branco cavalo · a2 branco peão · b2 branco peão · c2 branco peão · g2 branco peão · h2 branco peão · a1 branco torre · d1 branco rainha · e1 branco rei · h1 branco torre | a8 preto torre · b8 preto cavalo · c8 preto bispo · f8 preto torre · g8 preto rei · a7 preto peão · b7 preto peão · d7 preto cavalo · e7 preto rainha · f7 preto peão · g7 preto peão · h7 preto peão · e6 preto peão · c5 preto peão · d5 preto peão · e5 branco peão · d4 branco peão · f4 branco peão · c3 branco cavalo · d3 branco bispo · f3 branco cavalo · a2 branco peão · b2 branco peão · c2 branco peão · g2 branco peão · h2 branco peão · a1 branco torre · d1 branco rainha · e1 branco rei · h1 branco torre | a8 preto torre · b8 preto cavalo · c8 preto bispo · f8 preto torre · g8 preto rei · a7 preto peão · b7 preto peão · d7 preto cavalo · e7 preto rainha · f7 preto peão · g7 preto peão · h7 preto peão · e6 preto peão · c5 preto peão · d5 preto peão · e5 branco peão · d4 branco peão · f4 branco peão · c3 branco cavalo · d3 branco bispo · f3 branco cavalo · a2 branco peão · b2 branco peão · c2 branco peão · g2 branco peão · h2 branco peão · a1 branco torre · d1 branco rainha · e1 branco rei · h1 branco torre | 7 |
| 6 | a8 preto torre · b8 preto cavalo · c8 preto bispo · f8 preto torre · g8 preto rei · a7 preto peão · b7 preto peão · d7 preto cavalo · e7 preto rainha · f7 preto peão · g7 preto peão · h7 preto peão · e6 preto peão · c5 preto peão · d5 preto peão · e5 branco peão · d4 branco peão · f4 branco peão · c3 branco cavalo · d3 branco bispo · f3 branco cavalo · a2 branco peão · b2 branco peão · c2 branco peão · g2 branco peão · h2 branco peão · a1 branco torre · d1 branco rainha · e1 branco rei · h1 branco torre | a8 preto torre · b8 preto cavalo · c8 preto bispo · f8 preto torre · g8 preto rei · a7 preto peão · b7 preto peão · d7 preto cavalo · e7 preto rainha · f7 preto peão · g7 preto peão · h7 preto peão · e6 preto peão · c5 preto peão · d5 preto peão · e5 branco peão · d4 branco peão · f4 branco peão · c3 branco cavalo · d3 branco bispo · f3 branco cavalo · a2 branco peão · b2 branco peão · c2 branco peão · g2 branco peão · h2 branco peão · a1 branco torre · d1 branco rainha · e1 branco rei · h1 branco torre | a8 preto torre · b8 preto cavalo · c8 preto bispo · f8 preto torre · g8 preto rei · a7 preto peão · b7 preto peão · d7 preto cavalo · e7 preto rainha · f7 preto peão · g7 preto peão · h7 preto peão · e6 preto peão · c5 preto peão · d5 preto peão · e5 branco peão · d4 branco peão · f4 branco peão · c3 branco cavalo · d3 branco bispo · f3 branco cavalo · a2 branco peão · b2 branco peão · c2 branco peão · g2 branco peão · h2 branco peão · a1 branco torre · d1 branco rainha · e1 branco rei · h1 branco torre | a8 preto torre · b8 preto cavalo · c8 preto bispo · f8 preto torre · g8 preto rei · a7 preto peão · b7 preto peão · d7 preto cavalo · e7 preto rainha · f7 preto peão · g7 preto peão · h7 preto peão · e6 preto peão · c5 preto peão · d5 preto peão · e5 branco peão · d4 branco peão · f4 branco peão · c3 branco cavalo · d3 branco bispo · f3 branco cavalo · a2 branco peão · b2 branco peão · c2 branco peão · g2 branco peão · h2 branco peão · a1 branco torre · d1 branco rainha · e1 branco rei · h1 branco torre | a8 preto torre · b8 preto cavalo · c8 preto bispo · f8 preto torre · g8 preto rei · a7 preto peão · b7 preto peão · d7 preto cavalo · e7 preto rainha · f7 preto peão · g7 preto peão · h7 preto peão · e6 preto peão · c5 preto peão · d5 preto peão · e5 branco peão · d4 branco peão · f4 branco peão · c3 branco cavalo · d3 branco bispo · f3 branco cavalo · a2 branco peão · b2 branco peão · c2 branco peão · g2 branco peão · h2 branco peão · a1 branco torre · d1 branco rainha · e1 branco rei · h1 branco torre | a8 preto torre · b8 preto cavalo · c8 preto bispo · f8 preto torre · g8 preto rei · a7 preto peão · b7 preto peão · d7 preto cavalo · e7 preto rainha · f7 preto peão · g7 preto peão · h7 preto peão · e6 preto peão · c5 preto peão · d5 preto peão · e5 branco peão · d4 branco peão · f4 branco peão · c3 branco cavalo · d3 branco bispo · f3 branco cavalo · a2 branco peão · b2 branco peão · c2 branco peão · g2 branco peão · h2 branco peão · a1 branco torre · d1 branco rainha · e1 branco rei · h1 branco torre | a8 preto torre · b8 preto cavalo · c8 preto bispo · f8 preto torre · g8 preto rei · a7 preto peão · b7 preto peão · d7 preto cavalo · e7 preto rainha · f7 preto peão · g7 preto peão · h7 preto peão · e6 preto peão · c5 preto peão · d5 preto peão · e5 branco peão · d4 branco peão · f4 branco peão · c3 branco cavalo · d3 branco bispo · f3 branco cavalo · a2 branco peão · b2 branco peão · c2 branco peão · g2 branco peão · h2 branco peão · a1 branco torre · d1 branco rainha · e1 branco rei · h1 branco torre | a8 preto torre · b8 preto cavalo · c8 preto bispo · f8 preto torre · g8 preto rei · a7 preto peão · b7 preto peão · d7 preto cavalo · e7 preto rainha · f7 preto peão · g7 preto peão · h7 preto peão · e6 preto peão · c5 preto peão · d5 preto peão · e5 branco peão · d4 branco peão · f4 branco peão · c3 branco cavalo · d3 branco bispo · f3 branco cavalo · a2 branco peão · b2 branco peão · c2 branco peão · g2 branco peão · h2 branco peão · a1 branco torre · d1 branco rainha · e1 branco rei · h1 branco torre | 6 |
| 5 | a8 preto torre · b8 preto cavalo · c8 preto bispo · f8 preto torre · g8 preto rei · a7 preto peão · b7 preto peão · d7 preto cavalo · e7 preto rainha · f7 preto peão · g7 preto peão · h7 preto peão · e6 preto peão · c5 preto peão · d5 preto peão · e5 branco peão · d4 branco peão · f4 branco peão · c3 branco cavalo · d3 branco bispo · f3 branco cavalo · a2 branco peão · b2 branco peão · c2 branco peão · g2 branco peão · h2 branco peão · a1 branco torre · d1 branco rainha · e1 branco rei · h1 branco torre | a8 preto torre · b8 preto cavalo · c8 preto bispo · f8 preto torre · g8 preto rei · a7 preto peão · b7 preto peão · d7 preto cavalo · e7 preto rainha · f7 preto peão · g7 preto peão · h7 preto peão · e6 preto peão · c5 preto peão · d5 preto peão · e5 branco peão · d4 branco peão · f4 branco peão · c3 branco cavalo · d3 branco bispo · f3 branco cavalo · a2 branco peão · b2 branco peão · c2 branco peão · g2 branco peão · h2 branco peão · a1 branco torre · d1 branco rainha · e1 branco rei · h1 branco torre | a8 preto torre · b8 preto cavalo · c8 preto bispo · f8 preto torre · g8 preto rei · a7 preto peão · b7 preto peão · d7 preto cavalo · e7 preto rainha · f7 preto peão · g7 preto peão · h7 preto peão · e6 preto peão · c5 preto peão · d5 preto peão · e5 branco peão · d4 branco peão · f4 branco peão · c3 branco cavalo · d3 branco bispo · f3 branco cavalo · a2 branco peão · b2 branco peão · c2 branco peão · g2 branco peão · h2 branco peão · a1 branco torre · d1 branco rainha · e1 branco rei · h1 branco torre | a8 preto torre · b8 preto cavalo · c8 preto bispo · f8 preto torre · g8 preto rei · a7 preto peão · b7 preto peão · d7 preto cavalo · e7 preto rainha · f7 preto peão · g7 preto peão · h7 preto peão · e6 preto peão · c5 preto peão · d5 preto peão · e5 branco peão · d4 branco peão · f4 branco peão · c3 branco cavalo · d3 branco bispo · f3 branco cavalo · a2 branco peão · b2 branco peão · c2 branco peão · g2 branco peão · h2 branco peão · a1 branco torre · d1 branco rainha · e1 branco rei · h1 branco torre | a8 preto torre · b8 preto cavalo · c8 preto bispo · f8 preto torre · g8 preto rei · a7 preto peão · b7 preto peão · d7 preto cavalo · e7 preto rainha · f7 preto peão · g7 preto peão · h7 preto peão · e6 preto peão · c5 preto peão · d5 preto peão · e5 branco peão · d4 branco peão · f4 branco peão · c3 branco cavalo · d3 branco bispo · f3 branco cavalo · a2 branco peão · b2 branco peão · c2 branco peão · g2 branco peão · h2 branco peão · a1 branco torre · d1 branco rainha · e1 branco rei · h1 branco torre | a8 preto torre · b8 preto cavalo · c8 preto bispo · f8 preto torre · g8 preto rei · a7 preto peão · b7 preto peão · d7 preto cavalo · e7 preto rainha · f7 preto peão · g7 preto peão · h7 preto peão · e6 preto peão · c5 preto peão · d5 preto peão · e5 branco peão · d4 branco peão · f4 branco peão · c3 branco cavalo · d3 branco bispo · f3 branco cavalo · a2 branco peão · b2 branco peão · c2 branco peão · g2 branco peão · h2 branco peão · a1 branco torre · d1 branco rainha · e1 branco rei · h1 branco torre | a8 preto torre · b8 preto cavalo · c8 preto bispo · f8 preto torre · g8 preto rei · a7 preto peão · b7 preto peão · d7 preto cavalo · e7 preto rainha · f7 preto peão · g7 preto peão · h7 preto peão · e6 preto peão · c5 preto peão · d5 preto peão · e5 branco peão · d4 branco peão · f4 branco peão · c3 branco cavalo · d3 branco bispo · f3 branco cavalo · a2 branco peão · b2 branco peão · c2 branco peão · g2 branco peão · h2 branco peão · a1 branco torre · d1 branco rainha · e1 branco rei · h1 branco torre | a8 preto torre · b8 preto cavalo · c8 preto bispo · f8 preto torre · g8 preto rei · a7 preto peão · b7 preto peão · d7 preto cavalo · e7 preto rainha · f7 preto peão · g7 preto peão · h7 preto peão · e6 preto peão · c5 preto peão · d5 preto peão · e5 branco peão · d4 branco peão · f4 branco peão · c3 branco cavalo · d3 branco bispo · f3 branco cavalo · a2 branco peão · b2 branco peão · c2 branco peão · g2 branco peão · h2 branco peão · a1 branco torre · d1 branco rainha · e1 branco rei · h1 branco torre | 5 |
| 4 | a8 preto torre · b8 preto cavalo · c8 preto bispo · f8 preto torre · g8 preto rei · a7 preto peão · b7 preto peão · d7 preto cavalo · e7 preto rainha · f7 preto peão · g7 preto peão · h7 preto peão · e6 preto peão · c5 preto peão · d5 preto peão · e5 branco peão · d4 branco peão · f4 branco peão · c3 branco cavalo · d3 branco bispo · f3 branco cavalo · a2 branco peão · b2 branco peão · c2 branco peão · g2 branco peão · h2 branco peão · a1 branco torre · d1 branco rainha · e1 branco rei · h1 branco torre | a8 preto torre · b8 preto cavalo · c8 preto bispo · f8 preto torre · g8 preto rei · a7 preto peão · b7 preto peão · d7 preto cavalo · e7 preto rainha · f7 preto peão · g7 preto peão · h7 preto peão · e6 preto peão · c5 preto peão · d5 preto peão · e5 branco peão · d4 branco peão · f4 branco peão · c3 branco cavalo · d3 branco bispo · f3 branco cavalo · a2 branco peão · b2 branco peão · c2 branco peão · g2 branco peão · h2 branco peão · a1 branco torre · d1 branco rainha · e1 branco rei · h1 branco torre | a8 preto torre · b8 preto cavalo · c8 preto bispo · f8 preto torre · g8 preto rei · a7 preto peão · b7 preto peão · d7 preto cavalo · e7 preto rainha · f7 preto peão · g7 preto peão · h7 preto peão · e6 preto peão · c5 preto peão · d5 preto peão · e5 branco peão · d4 branco peão · f4 branco peão · c3 branco cavalo · d3 branco bispo · f3 branco cavalo · a2 branco peão · b2 branco peão · c2 branco peão · g2 branco peão · h2 branco peão · a1 branco torre · d1 branco rainha · e1 branco rei · h1 branco torre | a8 preto torre · b8 preto cavalo · c8 preto bispo · f8 preto torre · g8 preto rei · a7 preto peão · b7 preto peão · d7 preto cavalo · e7 preto rainha · f7 preto peão · g7 preto peão · h7 preto peão · e6 preto peão · c5 preto peão · d5 preto peão · e5 branco peão · d4 branco peão · f4 branco peão · c3 branco cavalo · d3 branco bispo · f3 branco cavalo · a2 branco peão · b2 branco peão · c2 branco peão · g2 branco peão · h2 branco peão · a1 branco torre · d1 branco rainha · e1 branco rei · h1 branco torre | a8 preto torre · b8 preto cavalo · c8 preto bispo · f8 preto torre · g8 preto rei · a7 preto peão · b7 preto peão · d7 preto cavalo · e7 preto rainha · f7 preto peão · g7 preto peão · h7 preto peão · e6 preto peão · c5 preto peão · d5 preto peão · e5 branco peão · d4 branco peão · f4 branco peão · c3 branco cavalo · d3 branco bispo · f3 branco cavalo · a2 branco peão · b2 branco peão · c2 branco peão · g2 branco peão · h2 branco peão · a1 branco torre · d1 branco rainha · e1 branco rei · h1 branco torre | a8 preto torre · b8 preto cavalo · c8 preto bispo · f8 preto torre · g8 preto rei · a7 preto peão · b7 preto peão · d7 preto cavalo · e7 preto rainha · f7 preto peão · g7 preto peão · h7 preto peão · e6 preto peão · c5 preto peão · d5 preto peão · e5 branco peão · d4 branco peão · f4 branco peão · c3 branco cavalo · d3 branco bispo · f3 branco cavalo · a2 branco peão · b2 branco peão · c2 branco peão · g2 branco peão · h2 branco peão · a1 branco torre · d1 branco rainha · e1 branco rei · h1 branco torre | a8 preto torre · b8 preto cavalo · c8 preto bispo · f8 preto torre · g8 preto rei · a7 preto peão · b7 preto peão · d7 preto cavalo · e7 preto rainha · f7 preto peão · g7 preto peão · h7 preto peão · e6 preto peão · c5 preto peão · d5 preto peão · e5 branco peão · d4 branco peão · f4 branco peão · c3 branco cavalo · d3 branco bispo · f3 branco cavalo · a2 branco peão · b2 branco peão · c2 branco peão · g2 branco peão · h2 branco peão · a1 branco torre · d1 branco rainha · e1 branco rei · h1 branco torre | a8 preto torre · b8 preto cavalo · c8 preto bispo · f8 preto torre · g8 preto rei · a7 preto peão · b7 preto peão · d7 preto cavalo · e7 preto rainha · f7 preto peão · g7 preto peão · h7 preto peão · e6 preto peão · c5 preto peão · d5 preto peão · e5 branco peão · d4 branco peão · f4 branco peão · c3 branco cavalo · d3 branco bispo · f3 branco cavalo · a2 branco peão · b2 branco peão · c2 branco peão · g2 branco peão · h2 branco peão · a1 branco torre · d1 branco rainha · e1 branco rei · h1 branco torre | 4 |
| 3 | a8 preto torre · b8 preto cavalo · c8 preto bispo · f8 preto torre · g8 preto rei · a7 preto peão · b7 preto peão · d7 preto cavalo · e7 preto rainha · f7 preto peão · g7 preto peão · h7 preto peão · e6 preto peão · c5 preto peão · d5 preto peão · e5 branco peão · d4 branco peão · f4 branco peão · c3 branco cavalo · d3 branco bispo · f3 branco cavalo · a2 branco peão · b2 branco peão · c2 branco peão · g2 branco peão · h2 branco peão · a1 branco torre · d1 branco rainha · e1 branco rei · h1 branco torre | a8 preto torre · b8 preto cavalo · c8 preto bispo · f8 preto torre · g8 preto rei · a7 preto peão · b7 preto peão · d7 preto cavalo · e7 preto rainha · f7 preto peão · g7 preto peão · h7 preto peão · e6 preto peão · c5 preto peão · d5 preto peão · e5 branco peão · d4 branco peão · f4 branco peão · c3 branco cavalo · d3 branco bispo · f3 branco cavalo · a2 branco peão · b2 branco peão · c2 branco peão · g2 branco peão · h2 branco peão · a1 branco torre · d1 branco rainha · e1 branco rei · h1 branco torre | a8 preto torre · b8 preto cavalo · c8 preto bispo · f8 preto torre · g8 preto rei · a7 preto peão · b7 preto peão · d7 preto cavalo · e7 preto rainha · f7 preto peão · g7 preto peão · h7 preto peão · e6 preto peão · c5 preto peão · d5 preto peão · e5 branco peão · d4 branco peão · f4 branco peão · c3 branco cavalo · d3 branco bispo · f3 branco cavalo · a2 branco peão · b2 branco peão · c2 branco peão · g2 branco peão · h2 branco peão · a1 branco torre · d1 branco rainha · e1 branco rei · h1 branco torre | a8 preto torre · b8 preto cavalo · c8 preto bispo · f8 preto torre · g8 preto rei · a7 preto peão · b7 preto peão · d7 preto cavalo · e7 preto rainha · f7 preto peão · g7 preto peão · h7 preto peão · e6 preto peão · c5 preto peão · d5 preto peão · e5 branco peão · d4 branco peão · f4 branco peão · c3 branco cavalo · d3 branco bispo · f3 branco cavalo · a2 branco peão · b2 branco peão · c2 branco peão · g2 branco peão · h2 branco peão · a1 branco torre · d1 branco rainha · e1 branco rei · h1 branco torre | a8 preto torre · b8 preto cavalo · c8 preto bispo · f8 preto torre · g8 preto rei · a7 preto peão · b7 preto peão · d7 preto cavalo · e7 preto rainha · f7 preto peão · g7 preto peão · h7 preto peão · e6 preto peão · c5 preto peão · d5 preto peão · e5 branco peão · d4 branco peão · f4 branco peão · c3 branco cavalo · d3 branco bispo · f3 branco cavalo · a2 branco peão · b2 branco peão · c2 branco peão · g2 branco peão · h2 branco peão · a1 branco torre · d1 branco rainha · e1 branco rei · h1 branco torre | a8 preto torre · b8 preto cavalo · c8 preto bispo · f8 preto torre · g8 preto rei · a7 preto peão · b7 preto peão · d7 preto cavalo · e7 preto rainha · f7 preto peão · g7 preto peão · h7 preto peão · e6 preto peão · c5 preto peão · d5 preto peão · e5 branco peão · d4 branco peão · f4 branco peão · c3 branco cavalo · d3 branco bispo · f3 branco cavalo · a2 branco peão · b2 branco peão · c2 branco peão · g2 branco peão · h2 branco peão · a1 branco torre · d1 branco rainha · e1 branco rei · h1 branco torre | a8 preto torre · b8 preto cavalo · c8 preto bispo · f8 preto torre · g8 preto rei · a7 preto peão · b7 preto peão · d7 preto cavalo · e7 preto rainha · f7 preto peão · g7 preto peão · h7 preto peão · e6 preto peão · c5 preto peão · d5 preto peão · e5 branco peão · d4 branco peão · f4 branco peão · c3 branco cavalo · d3 branco bispo · f3 branco cavalo · a2 branco peão · b2 branco peão · c2 branco peão · g2 branco peão · h2 branco peão · a1 branco torre · d1 branco rainha · e1 branco rei · h1 branco torre | a8 preto torre · b8 preto cavalo · c8 preto bispo · f8 preto torre · g8 preto rei · a7 preto peão · b7 preto peão · d7 preto cavalo · e7 preto rainha · f7 preto peão · g7 preto peão · h7 preto peão · e6 preto peão · c5 preto peão · d5 preto peão · e5 branco peão · d4 branco peão · f4 branco peão · c3 branco cavalo · d3 branco bispo · f3 branco cavalo · a2 branco peão · b2 branco peão · c2 branco peão · g2 branco peão · h2 branco peão · a1 branco torre · d1 branco rainha · e1 branco rei · h1 branco torre | 3 |
| 2 | a8 preto torre · b8 preto cavalo · c8 preto bispo · f8 preto torre · g8 preto rei · a7 preto peão · b7 preto peão · d7 preto cavalo · e7 preto rainha · f7 preto peão · g7 preto peão · h7 preto peão · e6 preto peão · c5 preto peão · d5 preto peão · e5 branco peão · d4 branco peão · f4 branco peão · c3 branco cavalo · d3 branco bispo · f3 branco cavalo · a2 branco peão · b2 branco peão · c2 branco peão · g2 branco peão · h2 branco peão · a1 branco torre · d1 branco rainha · e1 branco rei · h1 branco torre | a8 preto torre · b8 preto cavalo · c8 preto bispo · f8 preto torre · g8 preto rei · a7 preto peão · b7 preto peão · d7 preto cavalo · e7 preto rainha · f7 preto peão · g7 preto peão · h7 preto peão · e6 preto peão · c5 preto peão · d5 preto peão · e5 branco peão · d4 branco peão · f4 branco peão · c3 branco cavalo · d3 branco bispo · f3 branco cavalo · a2 branco peão · b2 branco peão · c2 branco peão · g2 branco peão · h2 branco peão · a1 branco torre · d1 branco rainha · e1 branco rei · h1 branco torre | a8 preto torre · b8 preto cavalo · c8 preto bispo · f8 preto torre · g8 preto rei · a7 preto peão · b7 preto peão · d7 preto cavalo · e7 preto rainha · f7 preto peão · g7 preto peão · h7 preto peão · e6 preto peão · c5 preto peão · d5 preto peão · e5 branco peão · d4 branco peão · f4 branco peão · c3 branco cavalo · d3 branco bispo · f3 branco cavalo · a2 branco peão · b2 branco peão · c2 branco peão · g2 branco peão · h2 branco peão · a1 branco torre · d1 branco rainha · e1 branco rei · h1 branco torre | a8 preto torre · b8 preto cavalo · c8 preto bispo · f8 preto torre · g8 preto rei · a7 preto peão · b7 preto peão · d7 preto cavalo · e7 preto rainha · f7 preto peão · g7 preto peão · h7 preto peão · e6 preto peão · c5 preto peão · d5 preto peão · e5 branco peão · d4 branco peão · f4 branco peão · c3 branco cavalo · d3 branco bispo · f3 branco cavalo · a2 branco peão · b2 branco peão · c2 branco peão · g2 branco peão · h2 branco peão · a1 branco torre · d1 branco rainha · e1 branco rei · h1 branco torre | a8 preto torre · b8 preto cavalo · c8 preto bispo · f8 preto torre · g8 preto rei · a7 preto peão · b7 preto peão · d7 preto cavalo · e7 preto rainha · f7 preto peão · g7 preto peão · h7 preto peão · e6 preto peão · c5 preto peão · d5 preto peão · e5 branco peão · d4 branco peão · f4 branco peão · c3 branco cavalo · d3 branco bispo · f3 branco cavalo · a2 branco peão · b2 branco peão · c2 branco peão · g2 branco peão · h2 branco peão · a1 branco torre · d1 branco rainha · e1 branco rei · h1 branco torre | a8 preto torre · b8 preto cavalo · c8 preto bispo · f8 preto torre · g8 preto rei · a7 preto peão · b7 preto peão · d7 preto cavalo · e7 preto rainha · f7 preto peão · g7 preto peão · h7 preto peão · e6 preto peão · c5 preto peão · d5 preto peão · e5 branco peão · d4 branco peão · f4 branco peão · c3 branco cavalo · d3 branco bispo · f3 branco cavalo · a2 branco peão · b2 branco peão · c2 branco peão · g2 branco peão · h2 branco peão · a1 branco torre · d1 branco rainha · e1 branco rei · h1 branco torre | a8 preto torre · b8 preto cavalo · c8 preto bispo · f8 preto torre · g8 preto rei · a7 preto peão · b7 preto peão · d7 preto cavalo · e7 preto rainha · f7 preto peão · g7 preto peão · h7 preto peão · e6 preto peão · c5 preto peão · d5 preto peão · e5 branco peão · d4 branco peão · f4 branco peão · c3 branco cavalo · d3 branco bispo · f3 branco cavalo · a2 branco peão · b2 branco peão · c2 branco peão · g2 branco peão · h2 branco peão · a1 branco torre · d1 branco rainha · e1 branco rei · h1 branco torre | a8 preto torre · b8 preto cavalo · c8 preto bispo · f8 preto torre · g8 preto rei · a7 preto peão · b7 preto peão · d7 preto cavalo · e7 preto rainha · f7 preto peão · g7 preto peão · h7 preto peão · e6 preto peão · c5 preto peão · d5 preto peão · e5 branco peão · d4 branco peão · f4 branco peão · c3 branco cavalo · d3 branco bispo · f3 branco cavalo · a2 branco peão · b2 branco peão · c2 branco peão · g2 branco peão · h2 branco peão · a1 branco torre · d1 branco rainha · e1 branco rei · h1 branco torre | 2 |
| 1 | a8 preto torre · b8 preto cavalo · c8 preto bispo · f8 preto torre · g8 preto rei · a7 preto peão · b7 preto peão · d7 preto cavalo · e7 preto rainha · f7 preto peão · g7 preto peão · h7 preto peão · e6 preto peão · c5 preto peão · d5 preto peão · e5 branco peão · d4 branco peão · f4 branco peão · c3 branco cavalo · d3 branco bispo · f3 branco cavalo · a2 branco peão · b2 branco peão · c2 branco peão · g2 branco peão · h2 branco peão · a1 branco torre · d1 branco rainha · e1 branco rei · h1 branco torre | a8 preto torre · b8 preto cavalo · c8 preto bispo · f8 preto torre · g8 preto rei · a7 preto peão · b7 preto peão · d7 preto cavalo · e7 preto rainha · f7 preto peão · g7 preto peão · h7 preto peão · e6 preto peão · c5 preto peão · d5 preto peão · e5 branco peão · d4 branco peão · f4 branco peão · c3 branco cavalo · d3 branco bispo · f3 branco cavalo · a2 branco peão · b2 branco peão · c2 branco peão · g2 branco peão · h2 branco peão · a1 branco torre · d1 branco rainha · e1 branco rei · h1 branco torre | a8 preto torre · b8 preto cavalo · c8 preto bispo · f8 preto torre · g8 preto rei · a7 preto peão · b7 preto peão · d7 preto cavalo · e7 preto rainha · f7 preto peão · g7 preto peão · h7 preto peão · e6 preto peão · c5 preto peão · d5 preto peão · e5 branco peão · d4 branco peão · f4 branco peão · c3 branco cavalo · d3 branco bispo · f3 branco cavalo · a2 branco peão · b2 branco peão · c2 branco peão · g2 branco peão · h2 branco peão · a1 branco torre · d1 branco rainha · e1 branco rei · h1 branco torre | a8 preto torre · b8 preto cavalo · c8 preto bispo · f8 preto torre · g8 preto rei · a7 preto peão · b7 preto peão · d7 preto cavalo · e7 preto rainha · f7 preto peão · g7 preto peão · h7 preto peão · e6 preto peão · c5 preto peão · d5 preto peão · e5 branco peão · d4 branco peão · f4 branco peão · c3 branco cavalo · d3 branco bispo · f3 branco cavalo · a2 branco peão · b2 branco peão · c2 branco peão · g2 branco peão · h2 branco peão · a1 branco torre · d1 branco rainha · e1 branco rei · h1 branco torre | a8 preto torre · b8 preto cavalo · c8 preto bispo · f8 preto torre · g8 preto rei · a7 preto peão · b7 preto peão · d7 preto cavalo · e7 preto rainha · f7 preto peão · g7 preto peão · h7 preto peão · e6 preto peão · c5 preto peão · d5 preto peão · e5 branco peão · d4 branco peão · f4 branco peão · c3 branco cavalo · d3 branco bispo · f3 branco cavalo · a2 branco peão · b2 branco peão · c2 branco peão · g2 branco peão · h2 branco peão · a1 branco torre · d1 branco rainha · e1 branco rei · h1 branco torre | a8 preto torre · b8 preto cavalo · c8 preto bispo · f8 preto torre · g8 preto rei · a7 preto peão · b7 preto peão · d7 preto cavalo · e7 preto rainha · f7 preto peão · g7 preto peão · h7 preto peão · e6 preto peão · c5 preto peão · d5 preto peão · e5 branco peão · d4 branco peão · f4 branco peão · c3 branco cavalo · d3 branco bispo · f3 branco cavalo · a2 branco peão · b2 branco peão · c2 branco peão · g2 branco peão · h2 branco peão · a1 branco torre · d1 branco rainha · e1 branco rei · h1 branco torre | a8 preto torre · b8 preto cavalo · c8 preto bispo · f8 preto torre · g8 preto rei · a7 preto peão · b7 preto peão · d7 preto cavalo · e7 preto rainha · f7 preto peão · g7 preto peão · h7 preto peão · e6 preto peão · c5 preto peão · d5 preto peão · e5 branco peão · d4 branco peão · f4 branco peão · c3 branco cavalo · d3 branco bispo · f3 branco cavalo · a2 branco peão · b2 branco peão · c2 branco peão · g2 branco peão · h2 branco peão · a1 branco torre · d1 branco rainha · e1 branco rei · h1 branco torre | a8 preto torre · b8 preto cavalo · c8 preto bispo · f8 preto torre · g8 preto rei · a7 preto peão · b7 preto peão · d7 preto cavalo · e7 preto rainha · f7 preto peão · g7 preto peão · h7 preto peão · e6 preto peão · c5 preto peão · d5 preto peão · e5 branco peão · d4 branco peão · f4 branco peão · c3 branco cavalo · d3 branco bispo · f3 branco cavalo · a2 branco peão · b2 branco peão · c2 branco peão · g2 branco peão · h2 branco peão · a1 branco torre · d1 branco rainha · e1 branco rei · h1 branco torre | 1 |
|   | a | b | c | d | e | f | g | h |   |

As brancas geralmente tentam explorar seu espaço extra na ala do rei, onde costumam jogar para um ataque de mate. As brancas tentam fazer isso no ataque Alekhine – Chatard, por exemplo. Outro exemplo é a seguinte linha da francesa clássica: 1.e4 e6 2.d4 d5 3.Cc3 Cf6 4.Bg5 Be7 5.e5 Cfd7 6.Bxe7 Dxe7 7.f4 0-0 8.Cf3 c5 9.Bd3 (diagrama). O bispo das casas claras das brancas olha para o fraco peão na h7, que geralmente é defendido por um cavalo na f6, mas aqui foi afastado pela e5. Se 9...cxd4 (as pretas se saem melhor com 9...f5 ou 9...f6), as brancas podem jogar o sacrifício do presente de grego 10.Bxh7+ Rxh7 11.Cg5+ Dxg5! 12.fxg5 dxc3 13.Dh5+! onde as pretas têm três peças menores pela dama, o que lhe dá uma leve superioridade material, mas seu rei é vulnerável e as brancas têm boas chances de ataque.
Além de um ataque de peça, as brancas podem jogar para o avanço de seus peões da ala do rei (uma ideia especialmente comum no final do jogo), que geralmente envolve f2 – f4, g2 – g4 e depois f4 – f5 para usar sua vantagem espacial natural nesse lado do tabuleiro. Um peão branco na f5 pode ser muito forte, pois pode ameaçar capturar na e6 ou avançar para a f6. Às vezes, empurrar o peão na h para a h5 ou a h6 também pode ser eficaz. Uma ideia moderna é que as brancas ganhem espaço na ala da dama jogando a2 – a3 e b2 – b4. Se implementado com sucesso, isso restringirá ainda mais as peças pretas.
|   | a | b | c | d | e | f | g | h |   |
| 8 | a8 preto torre · c8 preto bispo · f8 preto torre · g8 preto rei · f7 preto peão · g7 preto peão · h7 preto peão · a6 preto peão · e6 preto peão · b5 preto peão · c5 preto cavalo · d5 preto peão · e5 branco peão · f4 branco peão · c3 branco cavalo · g3 branco peão · a2 branco peão · b2 branco peão · c2 branco peão · g2 branco bispo · h2 branco peão · a1 branco torre · f1 branco torre · g1 branco rei | a8 preto torre · c8 preto bispo · f8 preto torre · g8 preto rei · f7 preto peão · g7 preto peão · h7 preto peão · a6 preto peão · e6 preto peão · b5 preto peão · c5 preto cavalo · d5 preto peão · e5 branco peão · f4 branco peão · c3 branco cavalo · g3 branco peão · a2 branco peão · b2 branco peão · c2 branco peão · g2 branco bispo · h2 branco peão · a1 branco torre · f1 branco torre · g1 branco rei | a8 preto torre · c8 preto bispo · f8 preto torre · g8 preto rei · f7 preto peão · g7 preto peão · h7 preto peão · a6 preto peão · e6 preto peão · b5 preto peão · c5 preto cavalo · d5 preto peão · e5 branco peão · f4 branco peão · c3 branco cavalo · g3 branco peão · a2 branco peão · b2 branco peão · c2 branco peão · g2 branco bispo · h2 branco peão · a1 branco torre · f1 branco torre · g1 branco rei | a8 preto torre · c8 preto bispo · f8 preto torre · g8 preto rei · f7 preto peão · g7 preto peão · h7 preto peão · a6 preto peão · e6 preto peão · b5 preto peão · c5 preto cavalo · d5 preto peão · e5 branco peão · f4 branco peão · c3 branco cavalo · g3 branco peão · a2 branco peão · b2 branco peão · c2 branco peão · g2 branco bispo · h2 branco peão · a1 branco torre · f1 branco torre · g1 branco rei | a8 preto torre · c8 preto bispo · f8 preto torre · g8 preto rei · f7 preto peão · g7 preto peão · h7 preto peão · a6 preto peão · e6 preto peão · b5 preto peão · c5 preto cavalo · d5 preto peão · e5 branco peão · f4 branco peão · c3 branco cavalo · g3 branco peão · a2 branco peão · b2 branco peão · c2 branco peão · g2 branco bispo · h2 branco peão · a1 branco torre · f1 branco torre · g1 branco rei | a8 preto torre · c8 preto bispo · f8 preto torre · g8 preto rei · f7 preto peão · g7 preto peão · h7 preto peão · a6 preto peão · e6 preto peão · b5 preto peão · c5 preto cavalo · d5 preto peão · e5 branco peão · f4 branco peão · c3 branco cavalo · g3 branco peão · a2 branco peão · b2 branco peão · c2 branco peão · g2 branco bispo · h2 branco peão · a1 branco torre · f1 branco torre · g1 branco rei | a8 preto torre · c8 preto bispo · f8 preto torre · g8 preto rei · f7 preto peão · g7 preto peão · h7 preto peão · a6 preto peão · e6 preto peão · b5 preto peão · c5 preto cavalo · d5 preto peão · e5 branco peão · f4 branco peão · c3 branco cavalo · g3 branco peão · a2 branco peão · b2 branco peão · c2 branco peão · g2 branco bispo · h2 branco peão · a1 branco torre · f1 branco torre · g1 branco rei | a8 preto torre · c8 preto bispo · f8 preto torre · g8 preto rei · f7 preto peão · g7 preto peão · h7 preto peão · a6 preto peão · e6 preto peão · b5 preto peão · c5 preto cavalo · d5 preto peão · e5 branco peão · f4 branco peão · c3 branco cavalo · g3 branco peão · a2 branco peão · b2 branco peão · c2 branco peão · g2 branco bispo · h2 branco peão · a1 branco torre · f1 branco torre · g1 branco rei | 8 |
| 7 | a8 preto torre · c8 preto bispo · f8 preto torre · g8 preto rei · f7 preto peão · g7 preto peão · h7 preto peão · a6 preto peão · e6 preto peão · b5 preto peão · c5 preto cavalo · d5 preto peão · e5 branco peão · f4 branco peão · c3 branco cavalo · g3 branco peão · a2 branco peão · b2 branco peão · c2 branco peão · g2 branco bispo · h2 branco peão · a1 branco torre · f1 branco torre · g1 branco rei | a8 preto torre · c8 preto bispo · f8 preto torre · g8 preto rei · f7 preto peão · g7 preto peão · h7 preto peão · a6 preto peão · e6 preto peão · b5 preto peão · c5 preto cavalo · d5 preto peão · e5 branco peão · f4 branco peão · c3 branco cavalo · g3 branco peão · a2 branco peão · b2 branco peão · c2 branco peão · g2 branco bispo · h2 branco peão · a1 branco torre · f1 branco torre · g1 branco rei | a8 preto torre · c8 preto bispo · f8 preto torre · g8 preto rei · f7 preto peão · g7 preto peão · h7 preto peão · a6 preto peão · e6 preto peão · b5 preto peão · c5 preto cavalo · d5 preto peão · e5 branco peão · f4 branco peão · c3 branco cavalo · g3 branco peão · a2 branco peão · b2 branco peão · c2 branco peão · g2 branco bispo · h2 branco peão · a1 branco torre · f1 branco torre · g1 branco rei | a8 preto torre · c8 preto bispo · f8 preto torre · g8 preto rei · f7 preto peão · g7 preto peão · h7 preto peão · a6 preto peão · e6 preto peão · b5 preto peão · c5 preto cavalo · d5 preto peão · e5 branco peão · f4 branco peão · c3 branco cavalo · g3 branco peão · a2 branco peão · b2 branco peão · c2 branco peão · g2 branco bispo · h2 branco peão · a1 branco torre · f1 branco torre · g1 branco rei | a8 preto torre · c8 preto bispo · f8 preto torre · g8 preto rei · f7 preto peão · g7 preto peão · h7 preto peão · a6 preto peão · e6 preto peão · b5 preto peão · c5 preto cavalo · d5 preto peão · e5 branco peão · f4 branco peão · c3 branco cavalo · g3 branco peão · a2 branco peão · b2 branco peão · c2 branco peão · g2 branco bispo · h2 branco peão · a1 branco torre · f1 branco torre · g1 branco rei | a8 preto torre · c8 preto bispo · f8 preto torre · g8 preto rei · f7 preto peão · g7 preto peão · h7 preto peão · a6 preto peão · e6 preto peão · b5 preto peão · c5 preto cavalo · d5 preto peão · e5 branco peão · f4 branco peão · c3 branco cavalo · g3 branco peão · a2 branco peão · b2 branco peão · c2 branco peão · g2 branco bispo · h2 branco peão · a1 branco torre · f1 branco torre · g1 branco rei | a8 preto torre · c8 preto bispo · f8 preto torre · g8 preto rei · f7 preto peão · g7 preto peão · h7 preto peão · a6 preto peão · e6 preto peão · b5 preto peão · c5 preto cavalo · d5 preto peão · e5 branco peão · f4 branco peão · c3 branco cavalo · g3 branco peão · a2 branco peão · b2 branco peão · c2 branco peão · g2 branco bispo · h2 branco peão · a1 branco torre · f1 branco torre · g1 branco rei | a8 preto torre · c8 preto bispo · f8 preto torre · g8 preto rei · f7 preto peão · g7 preto peão · h7 preto peão · a6 preto peão · e6 preto peão · b5 preto peão · c5 preto cavalo · d5 preto peão · e5 branco peão · f4 branco peão · c3 branco cavalo · g3 branco peão · a2 branco peão · b2 branco peão · c2 branco peão · g2 branco bispo · h2 branco peão · a1 branco torre · f1 branco torre · g1 branco rei | 7 |
| 6 | a8 preto torre · c8 preto bispo · f8 preto torre · g8 preto rei · f7 preto peão · g7 preto peão · h7 preto peão · a6 preto peão · e6 preto peão · b5 preto peão · c5 preto cavalo · d5 preto peão · e5 branco peão · f4 branco peão · c3 branco cavalo · g3 branco peão · a2 branco peão · b2 branco peão · c2 branco peão · g2 branco bispo · h2 branco peão · a1 branco torre · f1 branco torre · g1 branco rei | a8 preto torre · c8 preto bispo · f8 preto torre · g8 preto rei · f7 preto peão · g7 preto peão · h7 preto peão · a6 preto peão · e6 preto peão · b5 preto peão · c5 preto cavalo · d5 preto peão · e5 branco peão · f4 branco peão · c3 branco cavalo · g3 branco peão · a2 branco peão · b2 branco peão · c2 branco peão · g2 branco bispo · h2 branco peão · a1 branco torre · f1 branco torre · g1 branco rei | a8 preto torre · c8 preto bispo · f8 preto torre · g8 preto rei · f7 preto peão · g7 preto peão · h7 preto peão · a6 preto peão · e6 preto peão · b5 preto peão · c5 preto cavalo · d5 preto peão · e5 branco peão · f4 branco peão · c3 branco cavalo · g3 branco peão · a2 branco peão · b2 branco peão · c2 branco peão · g2 branco bispo · h2 branco peão · a1 branco torre · f1 branco torre · g1 branco rei | a8 preto torre · c8 preto bispo · f8 preto torre · g8 preto rei · f7 preto peão · g7 preto peão · h7 preto peão · a6 preto peão · e6 preto peão · b5 preto peão · c5 preto cavalo · d5 preto peão · e5 branco peão · f4 branco peão · c3 branco cavalo · g3 branco peão · a2 branco peão · b2 branco peão · c2 branco peão · g2 branco bispo · h2 branco peão · a1 branco torre · f1 branco torre · g1 branco rei | a8 preto torre · c8 preto bispo · f8 preto torre · g8 preto rei · f7 preto peão · g7 preto peão · h7 preto peão · a6 preto peão · e6 preto peão · b5 preto peão · c5 preto cavalo · d5 preto peão · e5 branco peão · f4 branco peão · c3 branco cavalo · g3 branco peão · a2 branco peão · b2 branco peão · c2 branco peão · g2 branco bispo · h2 branco peão · a1 branco torre · f1 branco torre · g1 branco rei | a8 preto torre · c8 preto bispo · f8 preto torre · g8 preto rei · f7 preto peão · g7 preto peão · h7 preto peão · a6 preto peão · e6 preto peão · b5 preto peão · c5 preto cavalo · d5 preto peão · e5 branco peão · f4 branco peão · c3 branco cavalo · g3 branco peão · a2 branco peão · b2 branco peão · c2 branco peão · g2 branco bispo · h2 branco peão · a1 branco torre · f1 branco torre · g1 branco rei | a8 preto torre · c8 preto bispo · f8 preto torre · g8 preto rei · f7 preto peão · g7 preto peão · h7 preto peão · a6 preto peão · e6 preto peão · b5 preto peão · c5 preto cavalo · d5 preto peão · e5 branco peão · f4 branco peão · c3 branco cavalo · g3 branco peão · a2 branco peão · b2 branco peão · c2 branco peão · g2 branco bispo · h2 branco peão · a1 branco torre · f1 branco torre · g1 branco rei | a8 preto torre · c8 preto bispo · f8 preto torre · g8 preto rei · f7 preto peão · g7 preto peão · h7 preto peão · a6 preto peão · e6 preto peão · b5 preto peão · c5 preto cavalo · d5 preto peão · e5 branco peão · f4 branco peão · c3 branco cavalo · g3 branco peão · a2 branco peão · b2 branco peão · c2 branco peão · g2 branco bispo · h2 branco peão · a1 branco torre · f1 branco torre · g1 branco rei | 6 |
| 5 | a8 preto torre · c8 preto bispo · f8 preto torre · g8 preto rei · f7 preto peão · g7 preto peão · h7 preto peão · a6 preto peão · e6 preto peão · b5 preto peão · c5 preto cavalo · d5 preto peão · e5 branco peão · f4 branco peão · c3 branco cavalo · g3 branco peão · a2 branco peão · b2 branco peão · c2 branco peão · g2 branco bispo · h2 branco peão · a1 branco torre · f1 branco torre · g1 branco rei | a8 preto torre · c8 preto bispo · f8 preto torre · g8 preto rei · f7 preto peão · g7 preto peão · h7 preto peão · a6 preto peão · e6 preto peão · b5 preto peão · c5 preto cavalo · d5 preto peão · e5 branco peão · f4 branco peão · c3 branco cavalo · g3 branco peão · a2 branco peão · b2 branco peão · c2 branco peão · g2 branco bispo · h2 branco peão · a1 branco torre · f1 branco torre · g1 branco rei | a8 preto torre · c8 preto bispo · f8 preto torre · g8 preto rei · f7 preto peão · g7 preto peão · h7 preto peão · a6 preto peão · e6 preto peão · b5 preto peão · c5 preto cavalo · d5 preto peão · e5 branco peão · f4 branco peão · c3 branco cavalo · g3 branco peão · a2 branco peão · b2 branco peão · c2 branco peão · g2 branco bispo · h2 branco peão · a1 branco torre · f1 branco torre · g1 branco rei | a8 preto torre · c8 preto bispo · f8 preto torre · g8 preto rei · f7 preto peão · g7 preto peão · h7 preto peão · a6 preto peão · e6 preto peão · b5 preto peão · c5 preto cavalo · d5 preto peão · e5 branco peão · f4 branco peão · c3 branco cavalo · g3 branco peão · a2 branco peão · b2 branco peão · c2 branco peão · g2 branco bispo · h2 branco peão · a1 branco torre · f1 branco torre · g1 branco rei | a8 preto torre · c8 preto bispo · f8 preto torre · g8 preto rei · f7 preto peão · g7 preto peão · h7 preto peão · a6 preto peão · e6 preto peão · b5 preto peão · c5 preto cavalo · d5 preto peão · e5 branco peão · f4 branco peão · c3 branco cavalo · g3 branco peão · a2 branco peão · b2 branco peão · c2 branco peão · g2 branco bispo · h2 branco peão · a1 branco torre · f1 branco torre · g1 branco rei | a8 preto torre · c8 preto bispo · f8 preto torre · g8 preto rei · f7 preto peão · g7 preto peão · h7 preto peão · a6 preto peão · e6 preto peão · b5 preto peão · c5 preto cavalo · d5 preto peão · e5 branco peão · f4 branco peão · c3 branco cavalo · g3 branco peão · a2 branco peão · b2 branco peão · c2 branco peão · g2 branco bispo · h2 branco peão · a1 branco torre · f1 branco torre · g1 branco rei | a8 preto torre · c8 preto bispo · f8 preto torre · g8 preto rei · f7 preto peão · g7 preto peão · h7 preto peão · a6 preto peão · e6 preto peão · b5 preto peão · c5 preto cavalo · d5 preto peão · e5 branco peão · f4 branco peão · c3 branco cavalo · g3 branco peão · a2 branco peão · b2 branco peão · c2 branco peão · g2 branco bispo · h2 branco peão · a1 branco torre · f1 branco torre · g1 branco rei | a8 preto torre · c8 preto bispo · f8 preto torre · g8 preto rei · f7 preto peão · g7 preto peão · h7 preto peão · a6 preto peão · e6 preto peão · b5 preto peão · c5 preto cavalo · d5 preto peão · e5 branco peão · f4 branco peão · c3 branco cavalo · g3 branco peão · a2 branco peão · b2 branco peão · c2 branco peão · g2 branco bispo · h2 branco peão · a1 branco torre · f1 branco torre · g1 branco rei | 5 |
| 4 | a8 preto torre · c8 preto bispo · f8 preto torre · g8 preto rei · f7 preto peão · g7 preto peão · h7 preto peão · a6 preto peão · e6 preto peão · b5 preto peão · c5 preto cavalo · d5 preto peão · e5 branco peão · f4 branco peão · c3 branco cavalo · g3 branco peão · a2 branco peão · b2 branco peão · c2 branco peão · g2 branco bispo · h2 branco peão · a1 branco torre · f1 branco torre · g1 branco rei | a8 preto torre · c8 preto bispo · f8 preto torre · g8 preto rei · f7 preto peão · g7 preto peão · h7 preto peão · a6 preto peão · e6 preto peão · b5 preto peão · c5 preto cavalo · d5 preto peão · e5 branco peão · f4 branco peão · c3 branco cavalo · g3 branco peão · a2 branco peão · b2 branco peão · c2 branco peão · g2 branco bispo · h2 branco peão · a1 branco torre · f1 branco torre · g1 branco rei | a8 preto torre · c8 preto bispo · f8 preto torre · g8 preto rei · f7 preto peão · g7 preto peão · h7 preto peão · a6 preto peão · e6 preto peão · b5 preto peão · c5 preto cavalo · d5 preto peão · e5 branco peão · f4 branco peão · c3 branco cavalo · g3 branco peão · a2 branco peão · b2 branco peão · c2 branco peão · g2 branco bispo · h2 branco peão · a1 branco torre · f1 branco torre · g1 branco rei | a8 preto torre · c8 preto bispo · f8 preto torre · g8 preto rei · f7 preto peão · g7 preto peão · h7 preto peão · a6 preto peão · e6 preto peão · b5 preto peão · c5 preto cavalo · d5 preto peão · e5 branco peão · f4 branco peão · c3 branco cavalo · g3 branco peão · a2 branco peão · b2 branco peão · c2 branco peão · g2 branco bispo · h2 branco peão · a1 branco torre · f1 branco torre · g1 branco rei | a8 preto torre · c8 preto bispo · f8 preto torre · g8 preto rei · f7 preto peão · g7 preto peão · h7 preto peão · a6 preto peão · e6 preto peão · b5 preto peão · c5 preto cavalo · d5 preto peão · e5 branco peão · f4 branco peão · c3 branco cavalo · g3 branco peão · a2 branco peão · b2 branco peão · c2 branco peão · g2 branco bispo · h2 branco peão · a1 branco torre · f1 branco torre · g1 branco rei | a8 preto torre · c8 preto bispo · f8 preto torre · g8 preto rei · f7 preto peão · g7 preto peão · h7 preto peão · a6 preto peão · e6 preto peão · b5 preto peão · c5 preto cavalo · d5 preto peão · e5 branco peão · f4 branco peão · c3 branco cavalo · g3 branco peão · a2 branco peão · b2 branco peão · c2 branco peão · g2 branco bispo · h2 branco peão · a1 branco torre · f1 branco torre · g1 branco rei | a8 preto torre · c8 preto bispo · f8 preto torre · g8 preto rei · f7 preto peão · g7 preto peão · h7 preto peão · a6 preto peão · e6 preto peão · b5 preto peão · c5 preto cavalo · d5 preto peão · e5 branco peão · f4 branco peão · c3 branco cavalo · g3 branco peão · a2 branco peão · b2 branco peão · c2 branco peão · g2 branco bispo · h2 branco peão · a1 branco torre · f1 branco torre · g1 branco rei | a8 preto torre · c8 preto bispo · f8 preto torre · g8 preto rei · f7 preto peão · g7 preto peão · h7 preto peão · a6 preto peão · e6 preto peão · b5 preto peão · c5 preto cavalo · d5 preto peão · e5 branco peão · f4 branco peão · c3 branco cavalo · g3 branco peão · a2 branco peão · b2 branco peão · c2 branco peão · g2 branco bispo · h2 branco peão · a1 branco torre · f1 branco torre · g1 branco rei | 4 |
| 3 | a8 preto torre · c8 preto bispo · f8 preto torre · g8 preto rei · f7 preto peão · g7 preto peão · h7 preto peão · a6 preto peão · e6 preto peão · b5 preto peão · c5 preto cavalo · d5 preto peão · e5 branco peão · f4 branco peão · c3 branco cavalo · g3 branco peão · a2 branco peão · b2 branco peão · c2 branco peão · g2 branco bispo · h2 branco peão · a1 branco torre · f1 branco torre · g1 branco rei | a8 preto torre · c8 preto bispo · f8 preto torre · g8 preto rei · f7 preto peão · g7 preto peão · h7 preto peão · a6 preto peão · e6 preto peão · b5 preto peão · c5 preto cavalo · d5 preto peão · e5 branco peão · f4 branco peão · c3 branco cavalo · g3 branco peão · a2 branco peão · b2 branco peão · c2 branco peão · g2 branco bispo · h2 branco peão · a1 branco torre · f1 branco torre · g1 branco rei | a8 preto torre · c8 preto bispo · f8 preto torre · g8 preto rei · f7 preto peão · g7 preto peão · h7 preto peão · a6 preto peão · e6 preto peão · b5 preto peão · c5 preto cavalo · d5 preto peão · e5 branco peão · f4 branco peão · c3 branco cavalo · g3 branco peão · a2 branco peão · b2 branco peão · c2 branco peão · g2 branco bispo · h2 branco peão · a1 branco torre · f1 branco torre · g1 branco rei | a8 preto torre · c8 preto bispo · f8 preto torre · g8 preto rei · f7 preto peão · g7 preto peão · h7 preto peão · a6 preto peão · e6 preto peão · b5 preto peão · c5 preto cavalo · d5 preto peão · e5 branco peão · f4 branco peão · c3 branco cavalo · g3 branco peão · a2 branco peão · b2 branco peão · c2 branco peão · g2 branco bispo · h2 branco peão · a1 branco torre · f1 branco torre · g1 branco rei | a8 preto torre · c8 preto bispo · f8 preto torre · g8 preto rei · f7 preto peão · g7 preto peão · h7 preto peão · a6 preto peão · e6 preto peão · b5 preto peão · c5 preto cavalo · d5 preto peão · e5 branco peão · f4 branco peão · c3 branco cavalo · g3 branco peão · a2 branco peão · b2 branco peão · c2 branco peão · g2 branco bispo · h2 branco peão · a1 branco torre · f1 branco torre · g1 branco rei | a8 preto torre · c8 preto bispo · f8 preto torre · g8 preto rei · f7 preto peão · g7 preto peão · h7 preto peão · a6 preto peão · e6 preto peão · b5 preto peão · c5 preto cavalo · d5 preto peão · e5 branco peão · f4 branco peão · c3 branco cavalo · g3 branco peão · a2 branco peão · b2 branco peão · c2 branco peão · g2 branco bispo · h2 branco peão · a1 branco torre · f1 branco torre · g1 branco rei | a8 preto torre · c8 preto bispo · f8 preto torre · g8 preto rei · f7 preto peão · g7 preto peão · h7 preto peão · a6 preto peão · e6 preto peão · b5 preto peão · c5 preto cavalo · d5 preto peão · e5 branco peão · f4 branco peão · c3 branco cavalo · g3 branco peão · a2 branco peão · b2 branco peão · c2 branco peão · g2 branco bispo · h2 branco peão · a1 branco torre · f1 branco torre · g1 branco rei | a8 preto torre · c8 preto bispo · f8 preto torre · g8 preto rei · f7 preto peão · g7 preto peão · h7 preto peão · a6 preto peão · e6 preto peão · b5 preto peão · c5 preto cavalo · d5 preto peão · e5 branco peão · f4 branco peão · c3 branco cavalo · g3 branco peão · a2 branco peão · b2 branco peão · c2 branco peão · g2 branco bispo · h2 branco peão · a1 branco torre · f1 branco torre · g1 branco rei | 3 |
| 2 | a8 preto torre · c8 preto bispo · f8 preto torre · g8 preto rei · f7 preto peão · g7 preto peão · h7 preto peão · a6 preto peão · e6 preto peão · b5 preto peão · c5 preto cavalo · d5 preto peão · e5 branco peão · f4 branco peão · c3 branco cavalo · g3 branco peão · a2 branco peão · b2 branco peão · c2 branco peão · g2 branco bispo · h2 branco peão · a1 branco torre · f1 branco torre · g1 branco rei | a8 preto torre · c8 preto bispo · f8 preto torre · g8 preto rei · f7 preto peão · g7 preto peão · h7 preto peão · a6 preto peão · e6 preto peão · b5 preto peão · c5 preto cavalo · d5 preto peão · e5 branco peão · f4 branco peão · c3 branco cavalo · g3 branco peão · a2 branco peão · b2 branco peão · c2 branco peão · g2 branco bispo · h2 branco peão · a1 branco torre · f1 branco torre · g1 branco rei | a8 preto torre · c8 preto bispo · f8 preto torre · g8 preto rei · f7 preto peão · g7 preto peão · h7 preto peão · a6 preto peão · e6 preto peão · b5 preto peão · c5 preto cavalo · d5 preto peão · e5 branco peão · f4 branco peão · c3 branco cavalo · g3 branco peão · a2 branco peão · b2 branco peão · c2 branco peão · g2 branco bispo · h2 branco peão · a1 branco torre · f1 branco torre · g1 branco rei | a8 preto torre · c8 preto bispo · f8 preto torre · g8 preto rei · f7 preto peão · g7 preto peão · h7 preto peão · a6 preto peão · e6 preto peão · b5 preto peão · c5 preto cavalo · d5 preto peão · e5 branco peão · f4 branco peão · c3 branco cavalo · g3 branco peão · a2 branco peão · b2 branco peão · c2 branco peão · g2 branco bispo · h2 branco peão · a1 branco torre · f1 branco torre · g1 branco rei | a8 preto torre · c8 preto bispo · f8 preto torre · g8 preto rei · f7 preto peão · g7 preto peão · h7 preto peão · a6 preto peão · e6 preto peão · b5 preto peão · c5 preto cavalo · d5 preto peão · e5 branco peão · f4 branco peão · c3 branco cavalo · g3 branco peão · a2 branco peão · b2 branco peão · c2 branco peão · g2 branco bispo · h2 branco peão · a1 branco torre · f1 branco torre · g1 branco rei | a8 preto torre · c8 preto bispo · f8 preto torre · g8 preto rei · f7 preto peão · g7 preto peão · h7 preto peão · a6 preto peão · e6 preto peão · b5 preto peão · c5 preto cavalo · d5 preto peão · e5 branco peão · f4 branco peão · c3 branco cavalo · g3 branco peão · a2 branco peão · b2 branco peão · c2 branco peão · g2 branco bispo · h2 branco peão · a1 branco torre · f1 branco torre · g1 branco rei | a8 preto torre · c8 preto bispo · f8 preto torre · g8 preto rei · f7 preto peão · g7 preto peão · h7 preto peão · a6 preto peão · e6 preto peão · b5 preto peão · c5 preto cavalo · d5 preto peão · e5 branco peão · f4 branco peão · c3 branco cavalo · g3 branco peão · a2 branco peão · b2 branco peão · c2 branco peão · g2 branco bispo · h2 branco peão · a1 branco torre · f1 branco torre · g1 branco rei | a8 preto torre · c8 preto bispo · f8 preto torre · g8 preto rei · f7 preto peão · g7 preto peão · h7 preto peão · a6 preto peão · e6 preto peão · b5 preto peão · c5 preto cavalo · d5 preto peão · e5 branco peão · f4 branco peão · c3 branco cavalo · g3 branco peão · a2 branco peão · b2 branco peão · c2 branco peão · g2 branco bispo · h2 branco peão · a1 branco torre · f1 branco torre · g1 branco rei | 2 |
| 1 | a8 preto torre · c8 preto bispo · f8 preto torre · g8 preto rei · f7 preto peão · g7 preto peão · h7 preto peão · a6 preto peão · e6 preto peão · b5 preto peão · c5 preto cavalo · d5 preto peão · e5 branco peão · f4 branco peão · c3 branco cavalo · g3 branco peão · a2 branco peão · b2 branco peão · c2 branco peão · g2 branco bispo · h2 branco peão · a1 branco torre · f1 branco torre · g1 branco rei | a8 preto torre · c8 preto bispo · f8 preto torre · g8 preto rei · f7 preto peão · g7 preto peão · h7 preto peão · a6 preto peão · e6 preto peão · b5 preto peão · c5 preto cavalo · d5 preto peão · e5 branco peão · f4 branco peão · c3 branco cavalo · g3 branco peão · a2 branco peão · b2 branco peão · c2 branco peão · g2 branco bispo · h2 branco peão · a1 branco torre · f1 branco torre · g1 branco rei | a8 preto torre · c8 preto bispo · f8 preto torre · g8 preto rei · f7 preto peão · g7 preto peão · h7 preto peão · a6 preto peão · e6 preto peão · b5 preto peão · c5 preto cavalo · d5 preto peão · e5 branco peão · f4 branco peão · c3 branco cavalo · g3 branco peão · a2 branco peão · b2 branco peão · c2 branco peão · g2 branco bispo · h2 branco peão · a1 branco torre · f1 branco torre · g1 branco rei | a8 preto torre · c8 preto bispo · f8 preto torre · g8 preto rei · f7 preto peão · g7 preto peão · h7 preto peão · a6 preto peão · e6 preto peão · b5 preto peão · c5 preto cavalo · d5 preto peão · e5 branco peão · f4 branco peão · c3 branco cavalo · g3 branco peão · a2 branco peão · b2 branco peão · c2 branco peão · g2 branco bispo · h2 branco peão · a1 branco torre · f1 branco torre · g1 branco rei | a8 preto torre · c8 preto bispo · f8 preto torre · g8 preto rei · f7 preto peão · g7 preto peão · h7 preto peão · a6 preto peão · e6 preto peão · b5 preto peão · c5 preto cavalo · d5 preto peão · e5 branco peão · f4 branco peão · c3 branco cavalo · g3 branco peão · a2 branco peão · b2 branco peão · c2 branco peão · g2 branco bispo · h2 branco peão · a1 branco torre · f1 branco torre · g1 branco rei | a8 preto torre · c8 preto bispo · f8 preto torre · g8 preto rei · f7 preto peão · g7 preto peão · h7 preto peão · a6 preto peão · e6 preto peão · b5 preto peão · c5 preto cavalo · d5 preto peão · e5 branco peão · f4 branco peão · c3 branco cavalo · g3 branco peão · a2 branco peão · b2 branco peão · c2 branco peão · g2 branco bispo · h2 branco peão · a1 branco torre · f1 branco torre · g1 branco rei | a8 preto torre · c8 preto bispo · f8 preto torre · g8 preto rei · f7 preto peão · g7 preto peão · h7 preto peão · a6 preto peão · e6 preto peão · b5 preto peão · c5 preto cavalo · d5 preto peão · e5 branco peão · f4 branco peão · c3 branco cavalo · g3 branco peão · a2 branco peão · b2 branco peão · c2 branco peão · g2 branco bispo · h2 branco peão · a1 branco torre · f1 branco torre · g1 branco rei | a8 preto torre · c8 preto bispo · f8 preto torre · g8 preto rei · f7 preto peão · g7 preto peão · h7 preto peão · a6 preto peão · e6 preto peão · b5 preto peão · c5 preto cavalo · d5 preto peão · e5 branco peão · f4 branco peão · c3 branco cavalo · g3 branco peão · a2 branco peão · b2 branco peão · c2 branco peão · g2 branco bispo · h2 branco peão · a1 branco torre · f1 branco torre · g1 branco rei | 1 |
|   | a | b | c | d | e | f | g | h |   |

Uma das desvantagens da defesa francesa para as pretas é o bispo de sua dama, que é bloqueado por seu peão na e6 e pode permanecer passivo durante todo o jogo. Um exemplo frequentemente citado da fraqueza potencial desse bispo é S. Tarrasch – R. Teichmann, San Sebastián (1912), em que a posição diagramada foi alcançada após quinze jogadas de uma francesa clássica.
A posição das pretas é passiva porque seu bispo das casas claras está cercado por peões na a6, na b5, na d5, na e6 e na f7. As brancas provavelmente tentarão trocar o cavalo das pretas, que é a única de suas peças que tem algum alcance. Embora possa ser possível para as pretas segurar o empate, não é fácil e, salvo qualquer erro das brancas, as pretas terão poucas chances de criar um contrajogo; é por isso que, por muitos anos, as linhas clássicas caíram em desuso e 3...Bb4 começaram a ser vistas com mais frequência após a Primeira guerra mundial, devido aos esforços de Nimzowitsch e Botvinnik. Em Tarrasch – Teichmann, as brancas venceram após 41 lances. Para evitar esse destino, as pretas geralmente priorizam no início do jogo encontrar um posto útil para o bispo. As pretas podem jogar ...Bd7 – a4 para atacar um peão na c2, que ocorre em muitas linhas da variante Winawer. Se o peão na f das pretas se moveu para a f6, então as pretas também podem considerar trazer o bispo para a g6 ou a h5 via a d7 e a e8. Se o bispo das casas claras das brancas estiver na diagonal f1 – a6, as pretas podem tentar trocá-lo jogando ...b6 e ...Ba6, ou ...Db6 seguido por ...Bd7 – b5.

## Linha principal: 2.d4 d5

### 3.Cc3
Jogado em mais de 40% de todos os jogos após 1.e4 e6 2.d4 d5, 3. Cc3 é a linha mais comumente vista contra a francesa. As pretas têm três opções principais, 3...Bb4 (a variante Winawer), 3...Cf6 (a variante clássica) e 3...dxe4 (a variante Rubinstein). Uma ideia excêntrica é 3...Cc6!? 4.Cf3 Cf6 com a ideia de 5.e5 Ce4; O Mestre internacional (M.I., IM) alemão Helmut Reefschlaeger gostou dessa mudança.

#### Variante Winawer: 3...Bb4
Essa variante, nomeada em homenagem a Szymon Winawer e iniciada por Nimzowitsch e Botvinnik, é um dos principais sistemas da francesa, devido principalmente aos esforços deste último na década de 1940, tornando-se a réplica mais vista de 3.Cc3, embora na década de 1980, a variante clássica com 3...Cf6 começou um renascimento e, desde então, se tornou mais popular.
|   | a | b | c | d | e | f | g | h |   |
| 8 | a8 preto torre · b8 preto cavalo · c8 preto bispo · d8 preto rainha · e8 preto rei · g8 preto cavalo · h8 preto torre · a7 preto peão · b7 preto peão · f7 preto peão · g7 preto peão · h7 preto peão · e6 preto peão · c5 preto peão · d5 preto peão · e5 branco peão · d4 branco peão · a3 branco peão · c3 branco peão · c2 branco peão · f2 branco peão · g2 branco peão · h2 branco peão · a1 branco torre · c1 branco bispo · d1 branco rainha · e1 branco rei · f1 branco bispo · g1 branco cavalo · h1 branco torre | a8 preto torre · b8 preto cavalo · c8 preto bispo · d8 preto rainha · e8 preto rei · g8 preto cavalo · h8 preto torre · a7 preto peão · b7 preto peão · f7 preto peão · g7 preto peão · h7 preto peão · e6 preto peão · c5 preto peão · d5 preto peão · e5 branco peão · d4 branco peão · a3 branco peão · c3 branco peão · c2 branco peão · f2 branco peão · g2 branco peão · h2 branco peão · a1 branco torre · c1 branco bispo · d1 branco rainha · e1 branco rei · f1 branco bispo · g1 branco cavalo · h1 branco torre | a8 preto torre · b8 preto cavalo · c8 preto bispo · d8 preto rainha · e8 preto rei · g8 preto cavalo · h8 preto torre · a7 preto peão · b7 preto peão · f7 preto peão · g7 preto peão · h7 preto peão · e6 preto peão · c5 preto peão · d5 preto peão · e5 branco peão · d4 branco peão · a3 branco peão · c3 branco peão · c2 branco peão · f2 branco peão · g2 branco peão · h2 branco peão · a1 branco torre · c1 branco bispo · d1 branco rainha · e1 branco rei · f1 branco bispo · g1 branco cavalo · h1 branco torre | a8 preto torre · b8 preto cavalo · c8 preto bispo · d8 preto rainha · e8 preto rei · g8 preto cavalo · h8 preto torre · a7 preto peão · b7 preto peão · f7 preto peão · g7 preto peão · h7 preto peão · e6 preto peão · c5 preto peão · d5 preto peão · e5 branco peão · d4 branco peão · a3 branco peão · c3 branco peão · c2 branco peão · f2 branco peão · g2 branco peão · h2 branco peão · a1 branco torre · c1 branco bispo · d1 branco rainha · e1 branco rei · f1 branco bispo · g1 branco cavalo · h1 branco torre | a8 preto torre · b8 preto cavalo · c8 preto bispo · d8 preto rainha · e8 preto rei · g8 preto cavalo · h8 preto torre · a7 preto peão · b7 preto peão · f7 preto peão · g7 preto peão · h7 preto peão · e6 preto peão · c5 preto peão · d5 preto peão · e5 branco peão · d4 branco peão · a3 branco peão · c3 branco peão · c2 branco peão · f2 branco peão · g2 branco peão · h2 branco peão · a1 branco torre · c1 branco bispo · d1 branco rainha · e1 branco rei · f1 branco bispo · g1 branco cavalo · h1 branco torre | a8 preto torre · b8 preto cavalo · c8 preto bispo · d8 preto rainha · e8 preto rei · g8 preto cavalo · h8 preto torre · a7 preto peão · b7 preto peão · f7 preto peão · g7 preto peão · h7 preto peão · e6 preto peão · c5 preto peão · d5 preto peão · e5 branco peão · d4 branco peão · a3 branco peão · c3 branco peão · c2 branco peão · f2 branco peão · g2 branco peão · h2 branco peão · a1 branco torre · c1 branco bispo · d1 branco rainha · e1 branco rei · f1 branco bispo · g1 branco cavalo · h1 branco torre | a8 preto torre · b8 preto cavalo · c8 preto bispo · d8 preto rainha · e8 preto rei · g8 preto cavalo · h8 preto torre · a7 preto peão · b7 preto peão · f7 preto peão · g7 preto peão · h7 preto peão · e6 preto peão · c5 preto peão · d5 preto peão · e5 branco peão · d4 branco peão · a3 branco peão · c3 branco peão · c2 branco peão · f2 branco peão · g2 branco peão · h2 branco peão · a1 branco torre · c1 branco bispo · d1 branco rainha · e1 branco rei · f1 branco bispo · g1 branco cavalo · h1 branco torre | a8 preto torre · b8 preto cavalo · c8 preto bispo · d8 preto rainha · e8 preto rei · g8 preto cavalo · h8 preto torre · a7 preto peão · b7 preto peão · f7 preto peão · g7 preto peão · h7 preto peão · e6 preto peão · c5 preto peão · d5 preto peão · e5 branco peão · d4 branco peão · a3 branco peão · c3 branco peão · c2 branco peão · f2 branco peão · g2 branco peão · h2 branco peão · a1 branco torre · c1 branco bispo · d1 branco rainha · e1 branco rei · f1 branco bispo · g1 branco cavalo · h1 branco torre | 8 |
| 7 | a8 preto torre · b8 preto cavalo · c8 preto bispo · d8 preto rainha · e8 preto rei · g8 preto cavalo · h8 preto torre · a7 preto peão · b7 preto peão · f7 preto peão · g7 preto peão · h7 preto peão · e6 preto peão · c5 preto peão · d5 preto peão · e5 branco peão · d4 branco peão · a3 branco peão · c3 branco peão · c2 branco peão · f2 branco peão · g2 branco peão · h2 branco peão · a1 branco torre · c1 branco bispo · d1 branco rainha · e1 branco rei · f1 branco bispo · g1 branco cavalo · h1 branco torre | a8 preto torre · b8 preto cavalo · c8 preto bispo · d8 preto rainha · e8 preto rei · g8 preto cavalo · h8 preto torre · a7 preto peão · b7 preto peão · f7 preto peão · g7 preto peão · h7 preto peão · e6 preto peão · c5 preto peão · d5 preto peão · e5 branco peão · d4 branco peão · a3 branco peão · c3 branco peão · c2 branco peão · f2 branco peão · g2 branco peão · h2 branco peão · a1 branco torre · c1 branco bispo · d1 branco rainha · e1 branco rei · f1 branco bispo · g1 branco cavalo · h1 branco torre | a8 preto torre · b8 preto cavalo · c8 preto bispo · d8 preto rainha · e8 preto rei · g8 preto cavalo · h8 preto torre · a7 preto peão · b7 preto peão · f7 preto peão · g7 preto peão · h7 preto peão · e6 preto peão · c5 preto peão · d5 preto peão · e5 branco peão · d4 branco peão · a3 branco peão · c3 branco peão · c2 branco peão · f2 branco peão · g2 branco peão · h2 branco peão · a1 branco torre · c1 branco bispo · d1 branco rainha · e1 branco rei · f1 branco bispo · g1 branco cavalo · h1 branco torre | a8 preto torre · b8 preto cavalo · c8 preto bispo · d8 preto rainha · e8 preto rei · g8 preto cavalo · h8 preto torre · a7 preto peão · b7 preto peão · f7 preto peão · g7 preto peão · h7 preto peão · e6 preto peão · c5 preto peão · d5 preto peão · e5 branco peão · d4 branco peão · a3 branco peão · c3 branco peão · c2 branco peão · f2 branco peão · g2 branco peão · h2 branco peão · a1 branco torre · c1 branco bispo · d1 branco rainha · e1 branco rei · f1 branco bispo · g1 branco cavalo · h1 branco torre | a8 preto torre · b8 preto cavalo · c8 preto bispo · d8 preto rainha · e8 preto rei · g8 preto cavalo · h8 preto torre · a7 preto peão · b7 preto peão · f7 preto peão · g7 preto peão · h7 preto peão · e6 preto peão · c5 preto peão · d5 preto peão · e5 branco peão · d4 branco peão · a3 branco peão · c3 branco peão · c2 branco peão · f2 branco peão · g2 branco peão · h2 branco peão · a1 branco torre · c1 branco bispo · d1 branco rainha · e1 branco rei · f1 branco bispo · g1 branco cavalo · h1 branco torre | a8 preto torre · b8 preto cavalo · c8 preto bispo · d8 preto rainha · e8 preto rei · g8 preto cavalo · h8 preto torre · a7 preto peão · b7 preto peão · f7 preto peão · g7 preto peão · h7 preto peão · e6 preto peão · c5 preto peão · d5 preto peão · e5 branco peão · d4 branco peão · a3 branco peão · c3 branco peão · c2 branco peão · f2 branco peão · g2 branco peão · h2 branco peão · a1 branco torre · c1 branco bispo · d1 branco rainha · e1 branco rei · f1 branco bispo · g1 branco cavalo · h1 branco torre | a8 preto torre · b8 preto cavalo · c8 preto bispo · d8 preto rainha · e8 preto rei · g8 preto cavalo · h8 preto torre · a7 preto peão · b7 preto peão · f7 preto peão · g7 preto peão · h7 preto peão · e6 preto peão · c5 preto peão · d5 preto peão · e5 branco peão · d4 branco peão · a3 branco peão · c3 branco peão · c2 branco peão · f2 branco peão · g2 branco peão · h2 branco peão · a1 branco torre · c1 branco bispo · d1 branco rainha · e1 branco rei · f1 branco bispo · g1 branco cavalo · h1 branco torre | a8 preto torre · b8 preto cavalo · c8 preto bispo · d8 preto rainha · e8 preto rei · g8 preto cavalo · h8 preto torre · a7 preto peão · b7 preto peão · f7 preto peão · g7 preto peão · h7 preto peão · e6 preto peão · c5 preto peão · d5 preto peão · e5 branco peão · d4 branco peão · a3 branco peão · c3 branco peão · c2 branco peão · f2 branco peão · g2 branco peão · h2 branco peão · a1 branco torre · c1 branco bispo · d1 branco rainha · e1 branco rei · f1 branco bispo · g1 branco cavalo · h1 branco torre | 7 |
| 6 | a8 preto torre · b8 preto cavalo · c8 preto bispo · d8 preto rainha · e8 preto rei · g8 preto cavalo · h8 preto torre · a7 preto peão · b7 preto peão · f7 preto peão · g7 preto peão · h7 preto peão · e6 preto peão · c5 preto peão · d5 preto peão · e5 branco peão · d4 branco peão · a3 branco peão · c3 branco peão · c2 branco peão · f2 branco peão · g2 branco peão · h2 branco peão · a1 branco torre · c1 branco bispo · d1 branco rainha · e1 branco rei · f1 branco bispo · g1 branco cavalo · h1 branco torre | a8 preto torre · b8 preto cavalo · c8 preto bispo · d8 preto rainha · e8 preto rei · g8 preto cavalo · h8 preto torre · a7 preto peão · b7 preto peão · f7 preto peão · g7 preto peão · h7 preto peão · e6 preto peão · c5 preto peão · d5 preto peão · e5 branco peão · d4 branco peão · a3 branco peão · c3 branco peão · c2 branco peão · f2 branco peão · g2 branco peão · h2 branco peão · a1 branco torre · c1 branco bispo · d1 branco rainha · e1 branco rei · f1 branco bispo · g1 branco cavalo · h1 branco torre | a8 preto torre · b8 preto cavalo · c8 preto bispo · d8 preto rainha · e8 preto rei · g8 preto cavalo · h8 preto torre · a7 preto peão · b7 preto peão · f7 preto peão · g7 preto peão · h7 preto peão · e6 preto peão · c5 preto peão · d5 preto peão · e5 branco peão · d4 branco peão · a3 branco peão · c3 branco peão · c2 branco peão · f2 branco peão · g2 branco peão · h2 branco peão · a1 branco torre · c1 branco bispo · d1 branco rainha · e1 branco rei · f1 branco bispo · g1 branco cavalo · h1 branco torre | a8 preto torre · b8 preto cavalo · c8 preto bispo · d8 preto rainha · e8 preto rei · g8 preto cavalo · h8 preto torre · a7 preto peão · b7 preto peão · f7 preto peão · g7 preto peão · h7 preto peão · e6 preto peão · c5 preto peão · d5 preto peão · e5 branco peão · d4 branco peão · a3 branco peão · c3 branco peão · c2 branco peão · f2 branco peão · g2 branco peão · h2 branco peão · a1 branco torre · c1 branco bispo · d1 branco rainha · e1 branco rei · f1 branco bispo · g1 branco cavalo · h1 branco torre | a8 preto torre · b8 preto cavalo · c8 preto bispo · d8 preto rainha · e8 preto rei · g8 preto cavalo · h8 preto torre · a7 preto peão · b7 preto peão · f7 preto peão · g7 preto peão · h7 preto peão · e6 preto peão · c5 preto peão · d5 preto peão · e5 branco peão · d4 branco peão · a3 branco peão · c3 branco peão · c2 branco peão · f2 branco peão · g2 branco peão · h2 branco peão · a1 branco torre · c1 branco bispo · d1 branco rainha · e1 branco rei · f1 branco bispo · g1 branco cavalo · h1 branco torre | a8 preto torre · b8 preto cavalo · c8 preto bispo · d8 preto rainha · e8 preto rei · g8 preto cavalo · h8 preto torre · a7 preto peão · b7 preto peão · f7 preto peão · g7 preto peão · h7 preto peão · e6 preto peão · c5 preto peão · d5 preto peão · e5 branco peão · d4 branco peão · a3 branco peão · c3 branco peão · c2 branco peão · f2 branco peão · g2 branco peão · h2 branco peão · a1 branco torre · c1 branco bispo · d1 branco rainha · e1 branco rei · f1 branco bispo · g1 branco cavalo · h1 branco torre | a8 preto torre · b8 preto cavalo · c8 preto bispo · d8 preto rainha · e8 preto rei · g8 preto cavalo · h8 preto torre · a7 preto peão · b7 preto peão · f7 preto peão · g7 preto peão · h7 preto peão · e6 preto peão · c5 preto peão · d5 preto peão · e5 branco peão · d4 branco peão · a3 branco peão · c3 branco peão · c2 branco peão · f2 branco peão · g2 branco peão · h2 branco peão · a1 branco torre · c1 branco bispo · d1 branco rainha · e1 branco rei · f1 branco bispo · g1 branco cavalo · h1 branco torre | a8 preto torre · b8 preto cavalo · c8 preto bispo · d8 preto rainha · e8 preto rei · g8 preto cavalo · h8 preto torre · a7 preto peão · b7 preto peão · f7 preto peão · g7 preto peão · h7 preto peão · e6 preto peão · c5 preto peão · d5 preto peão · e5 branco peão · d4 branco peão · a3 branco peão · c3 branco peão · c2 branco peão · f2 branco peão · g2 branco peão · h2 branco peão · a1 branco torre · c1 branco bispo · d1 branco rainha · e1 branco rei · f1 branco bispo · g1 branco cavalo · h1 branco torre | 6 |
| 5 | a8 preto torre · b8 preto cavalo · c8 preto bispo · d8 preto rainha · e8 preto rei · g8 preto cavalo · h8 preto torre · a7 preto peão · b7 preto peão · f7 preto peão · g7 preto peão · h7 preto peão · e6 preto peão · c5 preto peão · d5 preto peão · e5 branco peão · d4 branco peão · a3 branco peão · c3 branco peão · c2 branco peão · f2 branco peão · g2 branco peão · h2 branco peão · a1 branco torre · c1 branco bispo · d1 branco rainha · e1 branco rei · f1 branco bispo · g1 branco cavalo · h1 branco torre | a8 preto torre · b8 preto cavalo · c8 preto bispo · d8 preto rainha · e8 preto rei · g8 preto cavalo · h8 preto torre · a7 preto peão · b7 preto peão · f7 preto peão · g7 preto peão · h7 preto peão · e6 preto peão · c5 preto peão · d5 preto peão · e5 branco peão · d4 branco peão · a3 branco peão · c3 branco peão · c2 branco peão · f2 branco peão · g2 branco peão · h2 branco peão · a1 branco torre · c1 branco bispo · d1 branco rainha · e1 branco rei · f1 branco bispo · g1 branco cavalo · h1 branco torre | a8 preto torre · b8 preto cavalo · c8 preto bispo · d8 preto rainha · e8 preto rei · g8 preto cavalo · h8 preto torre · a7 preto peão · b7 preto peão · f7 preto peão · g7 preto peão · h7 preto peão · e6 preto peão · c5 preto peão · d5 preto peão · e5 branco peão · d4 branco peão · a3 branco peão · c3 branco peão · c2 branco peão · f2 branco peão · g2 branco peão · h2 branco peão · a1 branco torre · c1 branco bispo · d1 branco rainha · e1 branco rei · f1 branco bispo · g1 branco cavalo · h1 branco torre | a8 preto torre · b8 preto cavalo · c8 preto bispo · d8 preto rainha · e8 preto rei · g8 preto cavalo · h8 preto torre · a7 preto peão · b7 preto peão · f7 preto peão · g7 preto peão · h7 preto peão · e6 preto peão · c5 preto peão · d5 preto peão · e5 branco peão · d4 branco peão · a3 branco peão · c3 branco peão · c2 branco peão · f2 branco peão · g2 branco peão · h2 branco peão · a1 branco torre · c1 branco bispo · d1 branco rainha · e1 branco rei · f1 branco bispo · g1 branco cavalo · h1 branco torre | a8 preto torre · b8 preto cavalo · c8 preto bispo · d8 preto rainha · e8 preto rei · g8 preto cavalo · h8 preto torre · a7 preto peão · b7 preto peão · f7 preto peão · g7 preto peão · h7 preto peão · e6 preto peão · c5 preto peão · d5 preto peão · e5 branco peão · d4 branco peão · a3 branco peão · c3 branco peão · c2 branco peão · f2 branco peão · g2 branco peão · h2 branco peão · a1 branco torre · c1 branco bispo · d1 branco rainha · e1 branco rei · f1 branco bispo · g1 branco cavalo · h1 branco torre | a8 preto torre · b8 preto cavalo · c8 preto bispo · d8 preto rainha · e8 preto rei · g8 preto cavalo · h8 preto torre · a7 preto peão · b7 preto peão · f7 preto peão · g7 preto peão · h7 preto peão · e6 preto peão · c5 preto peão · d5 preto peão · e5 branco peão · d4 branco peão · a3 branco peão · c3 branco peão · c2 branco peão · f2 branco peão · g2 branco peão · h2 branco peão · a1 branco torre · c1 branco bispo · d1 branco rainha · e1 branco rei · f1 branco bispo · g1 branco cavalo · h1 branco torre | a8 preto torre · b8 preto cavalo · c8 preto bispo · d8 preto rainha · e8 preto rei · g8 preto cavalo · h8 preto torre · a7 preto peão · b7 preto peão · f7 preto peão · g7 preto peão · h7 preto peão · e6 preto peão · c5 preto peão · d5 preto peão · e5 branco peão · d4 branco peão · a3 branco peão · c3 branco peão · c2 branco peão · f2 branco peão · g2 branco peão · h2 branco peão · a1 branco torre · c1 branco bispo · d1 branco rainha · e1 branco rei · f1 branco bispo · g1 branco cavalo · h1 branco torre | a8 preto torre · b8 preto cavalo · c8 preto bispo · d8 preto rainha · e8 preto rei · g8 preto cavalo · h8 preto torre · a7 preto peão · b7 preto peão · f7 preto peão · g7 preto peão · h7 preto peão · e6 preto peão · c5 preto peão · d5 preto peão · e5 branco peão · d4 branco peão · a3 branco peão · c3 branco peão · c2 branco peão · f2 branco peão · g2 branco peão · h2 branco peão · a1 branco torre · c1 branco bispo · d1 branco rainha · e1 branco rei · f1 branco bispo · g1 branco cavalo · h1 branco torre | 5 |
| 4 | a8 preto torre · b8 preto cavalo · c8 preto bispo · d8 preto rainha · e8 preto rei · g8 preto cavalo · h8 preto torre · a7 preto peão · b7 preto peão · f7 preto peão · g7 preto peão · h7 preto peão · e6 preto peão · c5 preto peão · d5 preto peão · e5 branco peão · d4 branco peão · a3 branco peão · c3 branco peão · c2 branco peão · f2 branco peão · g2 branco peão · h2 branco peão · a1 branco torre · c1 branco bispo · d1 branco rainha · e1 branco rei · f1 branco bispo · g1 branco cavalo · h1 branco torre | a8 preto torre · b8 preto cavalo · c8 preto bispo · d8 preto rainha · e8 preto rei · g8 preto cavalo · h8 preto torre · a7 preto peão · b7 preto peão · f7 preto peão · g7 preto peão · h7 preto peão · e6 preto peão · c5 preto peão · d5 preto peão · e5 branco peão · d4 branco peão · a3 branco peão · c3 branco peão · c2 branco peão · f2 branco peão · g2 branco peão · h2 branco peão · a1 branco torre · c1 branco bispo · d1 branco rainha · e1 branco rei · f1 branco bispo · g1 branco cavalo · h1 branco torre | a8 preto torre · b8 preto cavalo · c8 preto bispo · d8 preto rainha · e8 preto rei · g8 preto cavalo · h8 preto torre · a7 preto peão · b7 preto peão · f7 preto peão · g7 preto peão · h7 preto peão · e6 preto peão · c5 preto peão · d5 preto peão · e5 branco peão · d4 branco peão · a3 branco peão · c3 branco peão · c2 branco peão · f2 branco peão · g2 branco peão · h2 branco peão · a1 branco torre · c1 branco bispo · d1 branco rainha · e1 branco rei · f1 branco bispo · g1 branco cavalo · h1 branco torre | a8 preto torre · b8 preto cavalo · c8 preto bispo · d8 preto rainha · e8 preto rei · g8 preto cavalo · h8 preto torre · a7 preto peão · b7 preto peão · f7 preto peão · g7 preto peão · h7 preto peão · e6 preto peão · c5 preto peão · d5 preto peão · e5 branco peão · d4 branco peão · a3 branco peão · c3 branco peão · c2 branco peão · f2 branco peão · g2 branco peão · h2 branco peão · a1 branco torre · c1 branco bispo · d1 branco rainha · e1 branco rei · f1 branco bispo · g1 branco cavalo · h1 branco torre | a8 preto torre · b8 preto cavalo · c8 preto bispo · d8 preto rainha · e8 preto rei · g8 preto cavalo · h8 preto torre · a7 preto peão · b7 preto peão · f7 preto peão · g7 preto peão · h7 preto peão · e6 preto peão · c5 preto peão · d5 preto peão · e5 branco peão · d4 branco peão · a3 branco peão · c3 branco peão · c2 branco peão · f2 branco peão · g2 branco peão · h2 branco peão · a1 branco torre · c1 branco bispo · d1 branco rainha · e1 branco rei · f1 branco bispo · g1 branco cavalo · h1 branco torre | a8 preto torre · b8 preto cavalo · c8 preto bispo · d8 preto rainha · e8 preto rei · g8 preto cavalo · h8 preto torre · a7 preto peão · b7 preto peão · f7 preto peão · g7 preto peão · h7 preto peão · e6 preto peão · c5 preto peão · d5 preto peão · e5 branco peão · d4 branco peão · a3 branco peão · c3 branco peão · c2 branco peão · f2 branco peão · g2 branco peão · h2 branco peão · a1 branco torre · c1 branco bispo · d1 branco rainha · e1 branco rei · f1 branco bispo · g1 branco cavalo · h1 branco torre | a8 preto torre · b8 preto cavalo · c8 preto bispo · d8 preto rainha · e8 preto rei · g8 preto cavalo · h8 preto torre · a7 preto peão · b7 preto peão · f7 preto peão · g7 preto peão · h7 preto peão · e6 preto peão · c5 preto peão · d5 preto peão · e5 branco peão · d4 branco peão · a3 branco peão · c3 branco peão · c2 branco peão · f2 branco peão · g2 branco peão · h2 branco peão · a1 branco torre · c1 branco bispo · d1 branco rainha · e1 branco rei · f1 branco bispo · g1 branco cavalo · h1 branco torre | a8 preto torre · b8 preto cavalo · c8 preto bispo · d8 preto rainha · e8 preto rei · g8 preto cavalo · h8 preto torre · a7 preto peão · b7 preto peão · f7 preto peão · g7 preto peão · h7 preto peão · e6 preto peão · c5 preto peão · d5 preto peão · e5 branco peão · d4 branco peão · a3 branco peão · c3 branco peão · c2 branco peão · f2 branco peão · g2 branco peão · h2 branco peão · a1 branco torre · c1 branco bispo · d1 branco rainha · e1 branco rei · f1 branco bispo · g1 branco cavalo · h1 branco torre | 4 |
| 3 | a8 preto torre · b8 preto cavalo · c8 preto bispo · d8 preto rainha · e8 preto rei · g8 preto cavalo · h8 preto torre · a7 preto peão · b7 preto peão · f7 preto peão · g7 preto peão · h7 preto peão · e6 preto peão · c5 preto peão · d5 preto peão · e5 branco peão · d4 branco peão · a3 branco peão · c3 branco peão · c2 branco peão · f2 branco peão · g2 branco peão · h2 branco peão · a1 branco torre · c1 branco bispo · d1 branco rainha · e1 branco rei · f1 branco bispo · g1 branco cavalo · h1 branco torre | a8 preto torre · b8 preto cavalo · c8 preto bispo · d8 preto rainha · e8 preto rei · g8 preto cavalo · h8 preto torre · a7 preto peão · b7 preto peão · f7 preto peão · g7 preto peão · h7 preto peão · e6 preto peão · c5 preto peão · d5 preto peão · e5 branco peão · d4 branco peão · a3 branco peão · c3 branco peão · c2 branco peão · f2 branco peão · g2 branco peão · h2 branco peão · a1 branco torre · c1 branco bispo · d1 branco rainha · e1 branco rei · f1 branco bispo · g1 branco cavalo · h1 branco torre | a8 preto torre · b8 preto cavalo · c8 preto bispo · d8 preto rainha · e8 preto rei · g8 preto cavalo · h8 preto torre · a7 preto peão · b7 preto peão · f7 preto peão · g7 preto peão · h7 preto peão · e6 preto peão · c5 preto peão · d5 preto peão · e5 branco peão · d4 branco peão · a3 branco peão · c3 branco peão · c2 branco peão · f2 branco peão · g2 branco peão · h2 branco peão · a1 branco torre · c1 branco bispo · d1 branco rainha · e1 branco rei · f1 branco bispo · g1 branco cavalo · h1 branco torre | a8 preto torre · b8 preto cavalo · c8 preto bispo · d8 preto rainha · e8 preto rei · g8 preto cavalo · h8 preto torre · a7 preto peão · b7 preto peão · f7 preto peão · g7 preto peão · h7 preto peão · e6 preto peão · c5 preto peão · d5 preto peão · e5 branco peão · d4 branco peão · a3 branco peão · c3 branco peão · c2 branco peão · f2 branco peão · g2 branco peão · h2 branco peão · a1 branco torre · c1 branco bispo · d1 branco rainha · e1 branco rei · f1 branco bispo · g1 branco cavalo · h1 branco torre | a8 preto torre · b8 preto cavalo · c8 preto bispo · d8 preto rainha · e8 preto rei · g8 preto cavalo · h8 preto torre · a7 preto peão · b7 preto peão · f7 preto peão · g7 preto peão · h7 preto peão · e6 preto peão · c5 preto peão · d5 preto peão · e5 branco peão · d4 branco peão · a3 branco peão · c3 branco peão · c2 branco peão · f2 branco peão · g2 branco peão · h2 branco peão · a1 branco torre · c1 branco bispo · d1 branco rainha · e1 branco rei · f1 branco bispo · g1 branco cavalo · h1 branco torre | a8 preto torre · b8 preto cavalo · c8 preto bispo · d8 preto rainha · e8 preto rei · g8 preto cavalo · h8 preto torre · a7 preto peão · b7 preto peão · f7 preto peão · g7 preto peão · h7 preto peão · e6 preto peão · c5 preto peão · d5 preto peão · e5 branco peão · d4 branco peão · a3 branco peão · c3 branco peão · c2 branco peão · f2 branco peão · g2 branco peão · h2 branco peão · a1 branco torre · c1 branco bispo · d1 branco rainha · e1 branco rei · f1 branco bispo · g1 branco cavalo · h1 branco torre | a8 preto torre · b8 preto cavalo · c8 preto bispo · d8 preto rainha · e8 preto rei · g8 preto cavalo · h8 preto torre · a7 preto peão · b7 preto peão · f7 preto peão · g7 preto peão · h7 preto peão · e6 preto peão · c5 preto peão · d5 preto peão · e5 branco peão · d4 branco peão · a3 branco peão · c3 branco peão · c2 branco peão · f2 branco peão · g2 branco peão · h2 branco peão · a1 branco torre · c1 branco bispo · d1 branco rainha · e1 branco rei · f1 branco bispo · g1 branco cavalo · h1 branco torre | a8 preto torre · b8 preto cavalo · c8 preto bispo · d8 preto rainha · e8 preto rei · g8 preto cavalo · h8 preto torre · a7 preto peão · b7 preto peão · f7 preto peão · g7 preto peão · h7 preto peão · e6 preto peão · c5 preto peão · d5 preto peão · e5 branco peão · d4 branco peão · a3 branco peão · c3 branco peão · c2 branco peão · f2 branco peão · g2 branco peão · h2 branco peão · a1 branco torre · c1 branco bispo · d1 branco rainha · e1 branco rei · f1 branco bispo · g1 branco cavalo · h1 branco torre | 3 |
| 2 | a8 preto torre · b8 preto cavalo · c8 preto bispo · d8 preto rainha · e8 preto rei · g8 preto cavalo · h8 preto torre · a7 preto peão · b7 preto peão · f7 preto peão · g7 preto peão · h7 preto peão · e6 preto peão · c5 preto peão · d5 preto peão · e5 branco peão · d4 branco peão · a3 branco peão · c3 branco peão · c2 branco peão · f2 branco peão · g2 branco peão · h2 branco peão · a1 branco torre · c1 branco bispo · d1 branco rainha · e1 branco rei · f1 branco bispo · g1 branco cavalo · h1 branco torre | a8 preto torre · b8 preto cavalo · c8 preto bispo · d8 preto rainha · e8 preto rei · g8 preto cavalo · h8 preto torre · a7 preto peão · b7 preto peão · f7 preto peão · g7 preto peão · h7 preto peão · e6 preto peão · c5 preto peão · d5 preto peão · e5 branco peão · d4 branco peão · a3 branco peão · c3 branco peão · c2 branco peão · f2 branco peão · g2 branco peão · h2 branco peão · a1 branco torre · c1 branco bispo · d1 branco rainha · e1 branco rei · f1 branco bispo · g1 branco cavalo · h1 branco torre | a8 preto torre · b8 preto cavalo · c8 preto bispo · d8 preto rainha · e8 preto rei · g8 preto cavalo · h8 preto torre · a7 preto peão · b7 preto peão · f7 preto peão · g7 preto peão · h7 preto peão · e6 preto peão · c5 preto peão · d5 preto peão · e5 branco peão · d4 branco peão · a3 branco peão · c3 branco peão · c2 branco peão · f2 branco peão · g2 branco peão · h2 branco peão · a1 branco torre · c1 branco bispo · d1 branco rainha · e1 branco rei · f1 branco bispo · g1 branco cavalo · h1 branco torre | a8 preto torre · b8 preto cavalo · c8 preto bispo · d8 preto rainha · e8 preto rei · g8 preto cavalo · h8 preto torre · a7 preto peão · b7 preto peão · f7 preto peão · g7 preto peão · h7 preto peão · e6 preto peão · c5 preto peão · d5 preto peão · e5 branco peão · d4 branco peão · a3 branco peão · c3 branco peão · c2 branco peão · f2 branco peão · g2 branco peão · h2 branco peão · a1 branco torre · c1 branco bispo · d1 branco rainha · e1 branco rei · f1 branco bispo · g1 branco cavalo · h1 branco torre | a8 preto torre · b8 preto cavalo · c8 preto bispo · d8 preto rainha · e8 preto rei · g8 preto cavalo · h8 preto torre · a7 preto peão · b7 preto peão · f7 preto peão · g7 preto peão · h7 preto peão · e6 preto peão · c5 preto peão · d5 preto peão · e5 branco peão · d4 branco peão · a3 branco peão · c3 branco peão · c2 branco peão · f2 branco peão · g2 branco peão · h2 branco peão · a1 branco torre · c1 branco bispo · d1 branco rainha · e1 branco rei · f1 branco bispo · g1 branco cavalo · h1 branco torre | a8 preto torre · b8 preto cavalo · c8 preto bispo · d8 preto rainha · e8 preto rei · g8 preto cavalo · h8 preto torre · a7 preto peão · b7 preto peão · f7 preto peão · g7 preto peão · h7 preto peão · e6 preto peão · c5 preto peão · d5 preto peão · e5 branco peão · d4 branco peão · a3 branco peão · c3 branco peão · c2 branco peão · f2 branco peão · g2 branco peão · h2 branco peão · a1 branco torre · c1 branco bispo · d1 branco rainha · e1 branco rei · f1 branco bispo · g1 branco cavalo · h1 branco torre | a8 preto torre · b8 preto cavalo · c8 preto bispo · d8 preto rainha · e8 preto rei · g8 preto cavalo · h8 preto torre · a7 preto peão · b7 preto peão · f7 preto peão · g7 preto peão · h7 preto peão · e6 preto peão · c5 preto peão · d5 preto peão · e5 branco peão · d4 branco peão · a3 branco peão · c3 branco peão · c2 branco peão · f2 branco peão · g2 branco peão · h2 branco peão · a1 branco torre · c1 branco bispo · d1 branco rainha · e1 branco rei · f1 branco bispo · g1 branco cavalo · h1 branco torre | a8 preto torre · b8 preto cavalo · c8 preto bispo · d8 preto rainha · e8 preto rei · g8 preto cavalo · h8 preto torre · a7 preto peão · b7 preto peão · f7 preto peão · g7 preto peão · h7 preto peão · e6 preto peão · c5 preto peão · d5 preto peão · e5 branco peão · d4 branco peão · a3 branco peão · c3 branco peão · c2 branco peão · f2 branco peão · g2 branco peão · h2 branco peão · a1 branco torre · c1 branco bispo · d1 branco rainha · e1 branco rei · f1 branco bispo · g1 branco cavalo · h1 branco torre | 2 |
| 1 | a8 preto torre · b8 preto cavalo · c8 preto bispo · d8 preto rainha · e8 preto rei · g8 preto cavalo · h8 preto torre · a7 preto peão · b7 preto peão · f7 preto peão · g7 preto peão · h7 preto peão · e6 preto peão · c5 preto peão · d5 preto peão · e5 branco peão · d4 branco peão · a3 branco peão · c3 branco peão · c2 branco peão · f2 branco peão · g2 branco peão · h2 branco peão · a1 branco torre · c1 branco bispo · d1 branco rainha · e1 branco rei · f1 branco bispo · g1 branco cavalo · h1 branco torre | a8 preto torre · b8 preto cavalo · c8 preto bispo · d8 preto rainha · e8 preto rei · g8 preto cavalo · h8 preto torre · a7 preto peão · b7 preto peão · f7 preto peão · g7 preto peão · h7 preto peão · e6 preto peão · c5 preto peão · d5 preto peão · e5 branco peão · d4 branco peão · a3 branco peão · c3 branco peão · c2 branco peão · f2 branco peão · g2 branco peão · h2 branco peão · a1 branco torre · c1 branco bispo · d1 branco rainha · e1 branco rei · f1 branco bispo · g1 branco cavalo · h1 branco torre | a8 preto torre · b8 preto cavalo · c8 preto bispo · d8 preto rainha · e8 preto rei · g8 preto cavalo · h8 preto torre · a7 preto peão · b7 preto peão · f7 preto peão · g7 preto peão · h7 preto peão · e6 preto peão · c5 preto peão · d5 preto peão · e5 branco peão · d4 branco peão · a3 branco peão · c3 branco peão · c2 branco peão · f2 branco peão · g2 branco peão · h2 branco peão · a1 branco torre · c1 branco bispo · d1 branco rainha · e1 branco rei · f1 branco bispo · g1 branco cavalo · h1 branco torre | a8 preto torre · b8 preto cavalo · c8 preto bispo · d8 preto rainha · e8 preto rei · g8 preto cavalo · h8 preto torre · a7 preto peão · b7 preto peão · f7 preto peão · g7 preto peão · h7 preto peão · e6 preto peão · c5 preto peão · d5 preto peão · e5 branco peão · d4 branco peão · a3 branco peão · c3 branco peão · c2 branco peão · f2 branco peão · g2 branco peão · h2 branco peão · a1 branco torre · c1 branco bispo · d1 branco rainha · e1 branco rei · f1 branco bispo · g1 branco cavalo · h1 branco torre | a8 preto torre · b8 preto cavalo · c8 preto bispo · d8 preto rainha · e8 preto rei · g8 preto cavalo · h8 preto torre · a7 preto peão · b7 preto peão · f7 preto peão · g7 preto peão · h7 preto peão · e6 preto peão · c5 preto peão · d5 preto peão · e5 branco peão · d4 branco peão · a3 branco peão · c3 branco peão · c2 branco peão · f2 branco peão · g2 branco peão · h2 branco peão · a1 branco torre · c1 branco bispo · d1 branco rainha · e1 branco rei · f1 branco bispo · g1 branco cavalo · h1 branco torre | a8 preto torre · b8 preto cavalo · c8 preto bispo · d8 preto rainha · e8 preto rei · g8 preto cavalo · h8 preto torre · a7 preto peão · b7 preto peão · f7 preto peão · g7 preto peão · h7 preto peão · e6 preto peão · c5 preto peão · d5 preto peão · e5 branco peão · d4 branco peão · a3 branco peão · c3 branco peão · c2 branco peão · f2 branco peão · g2 branco peão · h2 branco peão · a1 branco torre · c1 branco bispo · d1 branco rainha · e1 branco rei · f1 branco bispo · g1 branco cavalo · h1 branco torre | a8 preto torre · b8 preto cavalo · c8 preto bispo · d8 preto rainha · e8 preto rei · g8 preto cavalo · h8 preto torre · a7 preto peão · b7 preto peão · f7 preto peão · g7 preto peão · h7 preto peão · e6 preto peão · c5 preto peão · d5 preto peão · e5 branco peão · d4 branco peão · a3 branco peão · c3 branco peão · c2 branco peão · f2 branco peão · g2 branco peão · h2 branco peão · a1 branco torre · c1 branco bispo · d1 branco rainha · e1 branco rei · f1 branco bispo · g1 branco cavalo · h1 branco torre | a8 preto torre · b8 preto cavalo · c8 preto bispo · d8 preto rainha · e8 preto rei · g8 preto cavalo · h8 preto torre · a7 preto peão · b7 preto peão · f7 preto peão · g7 preto peão · h7 preto peão · e6 preto peão · c5 preto peão · d5 preto peão · e5 branco peão · d4 branco peão · a3 branco peão · c3 branco peão · c2 branco peão · f2 branco peão · g2 branco peão · h2 branco peão · a1 branco torre · c1 branco bispo · d1 branco rainha · e1 branco rei · f1 branco bispo · g1 branco cavalo · h1 branco torre | 1 |
|   | a | b | c | d | e | f | g | h |   |

3... Bb4 imobiliza o cavalo na c3, forçando as brancas a resolver a tensão central. As brancas normalmente esclarecem a situação central no momento com 4. e5, ganhando espaço e esperando mostrar que o bispo na b4 das pretas está mal colocado. A linha principal então é: 4... c5 5. a3 Bxc3+ 6. bxc3, resultando na posição diagramada.
Enquanto as brancas têm peões dobrados/duplos na ala da dama, que formam a base para o contrajogo das pretas, eles também podem ajudar as brancas, pois fortalecem seu centro e dão a ele uma coluna b semi-aberta. As brancas têm uma vantagem espacial na ala do rei, onde as pretas estão ainda mais fracas do que o normal porque trocaram seu bispo das casas escuras. Combinado com o par de bispos, isso dá chances de ataque às brancas, que elas devem tentar usar, pois as características de longo prazo dessa estrutura de peões favorecem as pretas.
Na posição diagramada, as pretas jogam com mais frequência 6... Ce7 (a principal alternativa é 6...Dc7, que pode simplesmente transpor para as linhas principais após 7.Dg4 Ce7, mas as pretas também têm a opção de 7.Dg4 f5 ou ...f6. 6...Qa5 tornou-se recentemente uma alternativa popular). Agora as brancas podem explorar a ausência do bispo das casas escuras das pretas jogando 7. Dg4, dando às pretas duas opções: elas podem sacrificar seus peões da ala do rei com 7...Dc7 8.Dxg7 Tg8 9.Dxh7 cxd4 mas destruir o centro das brancas em troca, a chamada "variante do peão envenenado"; ou elas podem jogar 7...0-0 8.Bd3 Cbc6, o que evita desistir de material, mas deixa o rei no flanco onde as brancas estão tentando atacar. Uma alternativa mais recente é 7... Rf8, que tenta fazer uso do centro de peões bloqueado (o rei está a salvo de ataques centrais e pode fugir de um ataque da ala do rei). Especialistas na linha 7.Dg4 incluem Judit Polgár.
Se as complicações táticas de 7.Dg4 não são do agrado das brancas, 7.Cf3 e 7.a4 são boas alternativas posicionais, e 7.h4 é uma tentativa mais agressiva:
7. Cf3 é um movimento de desenvolvimento natural, e as brancas geralmente o seguem desenvolvendo o bispo do rei para d3 ou e2 (ocasionalmente para b5) e roque na ala de rei. Isso é chamado de variante Winawer do avanço. Esta linha geralmente continua 7...Bd7 8.Bd3 c4 9.Be2 Ba4 10.0-0 Da5 11.Bd2 Cbc6 12.Cg5 h6 13.Ch3 0-0-0. Sua avaliação não é clara, mas provavelmente as pretas seriam consideradas em situação "confortável" aqui.
O propósito por trás de 7. a4 é triplo: ele prepara Bc1 – a3, aproveitando a ausência do bispo das casas escuras das pretas. Também evita que as pretas joguem ...Da5 – a4 ou ...Bd7 – a4 atacando c2, e se as pretas jogarem ...b6 (seguido por ...Ba6 para trocar o bispo ruim), as brancas podem jogar a5 para atacar o peão na b6. Os campeões mundiais Vasily Smyslov e Bobby Fischer usaram essa linha com sucesso.
As brancas também têm 7. h4, que tem a ideia de empurrar este peão para h6 para causar mais fraquezas nas casas escuras na ala do rei das pretas (se as pretas encontrarem h5 com ...h6, as brancas podem jogar g4 – g5), ou obter a torre para o jogo via Th3 – g3.
As pretas também podem ganhar chances de ataque na maioria das linhas: contra 7.Dg4, as pretas atacarão o rei branco no centro; enquanto que contra as outras linhas, as pretas podem muitas vezes ganhar um ataque com ...0-0-0, normalmente combinado com ...c4 para fechar a ala da dama, e então ...f6 para abrir a ala do rei, onde o rei das brancas geralmente reside. Se as pretas conseguirem fazer isso, as brancas geralmente ficam sem jogo significativo, embora ...c4 permita que as brancas a4 seguido por Ba3 se as pretas não tiverem interrompido isso colocando uma peça em a4 (por exemplo, por Bd7 – a4).

##### Linhas secundárias
Os desvios do 5º movimento para as brancas incluem:
- 5.Dg4
- 5.dxc5
- 5.Cf3
- 5.Bd2

Os desvios do 4º movimento para as brancas incluem:
- 4.exd5 exd5, transpondo para uma linha da variante da troca, onde as brancas podem tentar provar que o bispo das pretas na b4 está mal colocado.
- 4.Ce2 (o gambito Alekhine) 4...dxe4 5.a3 Be7 (5...Bxc3+ é necessário se as pretas quiserem tentar segurar o peão) 6.Cxe4 para evitar que as pretas dobrem seus peões.
- 4.Bd3 defendendo e4.
- 4.a3 Bxc3+ 5.bxc3 dxe4 6.Dg4, outra tentativa de explorar a fraqueza das pretas na g7.
- 4.e5 c5 5.Bd2, novamente impedindo os peões dobrados e tornando possível 6.Cb5, onde o cavalo pode pular para a d6 ou simplesmente defender a d4.
- 4.Bd2 (uma jogada antiga às vezes executada por Rashid Nezhmetdinov, principalmente contra Mikhail Tal)

Os desvios para as pretas incluem:
- 4...Ce7 embora este lance geralmente se transponha para a linha principal.
- 4...b6 seguido por ...Ba6, ou 4...Dd7 com a ideia de encontrar 5.Dg4 com 5...f5. No entanto, a teoria atualmente prefere as chances das brancas em ambas as linhas.
- Outra forma popular de desvio das pretas é 4.e5 c5 5.a3 Ba5, a variante armênia, pois sua teoria e prática foram muito enriquecidas por jogadores daquele país, sendo o mais notável deles Rafael Vaganian. As pretas mantêm a imobilização no cavalo, que as brancas geralmente tentam quebrar jogando 6.b4 cxb4 7.Dg4 ou 7.Cb5 (geralmente 7.Cb5 bxa3+ 8.c3 Bc7 9.Bxa3 e as brancas têm a vantagem).

#### Variante clássica: 3...Cf6
Este é outro sistema importante na francesa. As brancas podem continuar com as seguintes opções:

##### 4.Bg5
|   | a | b | c | d | e | f | g | h |   |
| 8 | a8 preto torre · b8 preto cavalo · c8 preto bispo · d8 preto rainha · e8 preto rei · f8 preto bispo · h8 preto torre · a7 preto peão · b7 preto peão · c7 preto peão · f7 preto peão · g7 preto peão · h7 preto peão · e6 preto peão · f6 preto cavalo · d5 preto peão · g5 branco bispo · d4 branco peão · e4 branco peão · c3 branco cavalo · a2 branco peão · b2 branco peão · c2 branco peão · f2 branco peão · g2 branco peão · h2 branco peão · a1 branco torre · d1 branco rainha · e1 branco rei · f1 branco bispo · g1 branco cavalo · h1 branco torre | a8 preto torre · b8 preto cavalo · c8 preto bispo · d8 preto rainha · e8 preto rei · f8 preto bispo · h8 preto torre · a7 preto peão · b7 preto peão · c7 preto peão · f7 preto peão · g7 preto peão · h7 preto peão · e6 preto peão · f6 preto cavalo · d5 preto peão · g5 branco bispo · d4 branco peão · e4 branco peão · c3 branco cavalo · a2 branco peão · b2 branco peão · c2 branco peão · f2 branco peão · g2 branco peão · h2 branco peão · a1 branco torre · d1 branco rainha · e1 branco rei · f1 branco bispo · g1 branco cavalo · h1 branco torre | a8 preto torre · b8 preto cavalo · c8 preto bispo · d8 preto rainha · e8 preto rei · f8 preto bispo · h8 preto torre · a7 preto peão · b7 preto peão · c7 preto peão · f7 preto peão · g7 preto peão · h7 preto peão · e6 preto peão · f6 preto cavalo · d5 preto peão · g5 branco bispo · d4 branco peão · e4 branco peão · c3 branco cavalo · a2 branco peão · b2 branco peão · c2 branco peão · f2 branco peão · g2 branco peão · h2 branco peão · a1 branco torre · d1 branco rainha · e1 branco rei · f1 branco bispo · g1 branco cavalo · h1 branco torre | a8 preto torre · b8 preto cavalo · c8 preto bispo · d8 preto rainha · e8 preto rei · f8 preto bispo · h8 preto torre · a7 preto peão · b7 preto peão · c7 preto peão · f7 preto peão · g7 preto peão · h7 preto peão · e6 preto peão · f6 preto cavalo · d5 preto peão · g5 branco bispo · d4 branco peão · e4 branco peão · c3 branco cavalo · a2 branco peão · b2 branco peão · c2 branco peão · f2 branco peão · g2 branco peão · h2 branco peão · a1 branco torre · d1 branco rainha · e1 branco rei · f1 branco bispo · g1 branco cavalo · h1 branco torre | a8 preto torre · b8 preto cavalo · c8 preto bispo · d8 preto rainha · e8 preto rei · f8 preto bispo · h8 preto torre · a7 preto peão · b7 preto peão · c7 preto peão · f7 preto peão · g7 preto peão · h7 preto peão · e6 preto peão · f6 preto cavalo · d5 preto peão · g5 branco bispo · d4 branco peão · e4 branco peão · c3 branco cavalo · a2 branco peão · b2 branco peão · c2 branco peão · f2 branco peão · g2 branco peão · h2 branco peão · a1 branco torre · d1 branco rainha · e1 branco rei · f1 branco bispo · g1 branco cavalo · h1 branco torre | a8 preto torre · b8 preto cavalo · c8 preto bispo · d8 preto rainha · e8 preto rei · f8 preto bispo · h8 preto torre · a7 preto peão · b7 preto peão · c7 preto peão · f7 preto peão · g7 preto peão · h7 preto peão · e6 preto peão · f6 preto cavalo · d5 preto peão · g5 branco bispo · d4 branco peão · e4 branco peão · c3 branco cavalo · a2 branco peão · b2 branco peão · c2 branco peão · f2 branco peão · g2 branco peão · h2 branco peão · a1 branco torre · d1 branco rainha · e1 branco rei · f1 branco bispo · g1 branco cavalo · h1 branco torre | a8 preto torre · b8 preto cavalo · c8 preto bispo · d8 preto rainha · e8 preto rei · f8 preto bispo · h8 preto torre · a7 preto peão · b7 preto peão · c7 preto peão · f7 preto peão · g7 preto peão · h7 preto peão · e6 preto peão · f6 preto cavalo · d5 preto peão · g5 branco bispo · d4 branco peão · e4 branco peão · c3 branco cavalo · a2 branco peão · b2 branco peão · c2 branco peão · f2 branco peão · g2 branco peão · h2 branco peão · a1 branco torre · d1 branco rainha · e1 branco rei · f1 branco bispo · g1 branco cavalo · h1 branco torre | a8 preto torre · b8 preto cavalo · c8 preto bispo · d8 preto rainha · e8 preto rei · f8 preto bispo · h8 preto torre · a7 preto peão · b7 preto peão · c7 preto peão · f7 preto peão · g7 preto peão · h7 preto peão · e6 preto peão · f6 preto cavalo · d5 preto peão · g5 branco bispo · d4 branco peão · e4 branco peão · c3 branco cavalo · a2 branco peão · b2 branco peão · c2 branco peão · f2 branco peão · g2 branco peão · h2 branco peão · a1 branco torre · d1 branco rainha · e1 branco rei · f1 branco bispo · g1 branco cavalo · h1 branco torre | 8 |
| 7 | a8 preto torre · b8 preto cavalo · c8 preto bispo · d8 preto rainha · e8 preto rei · f8 preto bispo · h8 preto torre · a7 preto peão · b7 preto peão · c7 preto peão · f7 preto peão · g7 preto peão · h7 preto peão · e6 preto peão · f6 preto cavalo · d5 preto peão · g5 branco bispo · d4 branco peão · e4 branco peão · c3 branco cavalo · a2 branco peão · b2 branco peão · c2 branco peão · f2 branco peão · g2 branco peão · h2 branco peão · a1 branco torre · d1 branco rainha · e1 branco rei · f1 branco bispo · g1 branco cavalo · h1 branco torre | a8 preto torre · b8 preto cavalo · c8 preto bispo · d8 preto rainha · e8 preto rei · f8 preto bispo · h8 preto torre · a7 preto peão · b7 preto peão · c7 preto peão · f7 preto peão · g7 preto peão · h7 preto peão · e6 preto peão · f6 preto cavalo · d5 preto peão · g5 branco bispo · d4 branco peão · e4 branco peão · c3 branco cavalo · a2 branco peão · b2 branco peão · c2 branco peão · f2 branco peão · g2 branco peão · h2 branco peão · a1 branco torre · d1 branco rainha · e1 branco rei · f1 branco bispo · g1 branco cavalo · h1 branco torre | a8 preto torre · b8 preto cavalo · c8 preto bispo · d8 preto rainha · e8 preto rei · f8 preto bispo · h8 preto torre · a7 preto peão · b7 preto peão · c7 preto peão · f7 preto peão · g7 preto peão · h7 preto peão · e6 preto peão · f6 preto cavalo · d5 preto peão · g5 branco bispo · d4 branco peão · e4 branco peão · c3 branco cavalo · a2 branco peão · b2 branco peão · c2 branco peão · f2 branco peão · g2 branco peão · h2 branco peão · a1 branco torre · d1 branco rainha · e1 branco rei · f1 branco bispo · g1 branco cavalo · h1 branco torre | a8 preto torre · b8 preto cavalo · c8 preto bispo · d8 preto rainha · e8 preto rei · f8 preto bispo · h8 preto torre · a7 preto peão · b7 preto peão · c7 preto peão · f7 preto peão · g7 preto peão · h7 preto peão · e6 preto peão · f6 preto cavalo · d5 preto peão · g5 branco bispo · d4 branco peão · e4 branco peão · c3 branco cavalo · a2 branco peão · b2 branco peão · c2 branco peão · f2 branco peão · g2 branco peão · h2 branco peão · a1 branco torre · d1 branco rainha · e1 branco rei · f1 branco bispo · g1 branco cavalo · h1 branco torre | a8 preto torre · b8 preto cavalo · c8 preto bispo · d8 preto rainha · e8 preto rei · f8 preto bispo · h8 preto torre · a7 preto peão · b7 preto peão · c7 preto peão · f7 preto peão · g7 preto peão · h7 preto peão · e6 preto peão · f6 preto cavalo · d5 preto peão · g5 branco bispo · d4 branco peão · e4 branco peão · c3 branco cavalo · a2 branco peão · b2 branco peão · c2 branco peão · f2 branco peão · g2 branco peão · h2 branco peão · a1 branco torre · d1 branco rainha · e1 branco rei · f1 branco bispo · g1 branco cavalo · h1 branco torre | a8 preto torre · b8 preto cavalo · c8 preto bispo · d8 preto rainha · e8 preto rei · f8 preto bispo · h8 preto torre · a7 preto peão · b7 preto peão · c7 preto peão · f7 preto peão · g7 preto peão · h7 preto peão · e6 preto peão · f6 preto cavalo · d5 preto peão · g5 branco bispo · d4 branco peão · e4 branco peão · c3 branco cavalo · a2 branco peão · b2 branco peão · c2 branco peão · f2 branco peão · g2 branco peão · h2 branco peão · a1 branco torre · d1 branco rainha · e1 branco rei · f1 branco bispo · g1 branco cavalo · h1 branco torre | a8 preto torre · b8 preto cavalo · c8 preto bispo · d8 preto rainha · e8 preto rei · f8 preto bispo · h8 preto torre · a7 preto peão · b7 preto peão · c7 preto peão · f7 preto peão · g7 preto peão · h7 preto peão · e6 preto peão · f6 preto cavalo · d5 preto peão · g5 branco bispo · d4 branco peão · e4 branco peão · c3 branco cavalo · a2 branco peão · b2 branco peão · c2 branco peão · f2 branco peão · g2 branco peão · h2 branco peão · a1 branco torre · d1 branco rainha · e1 branco rei · f1 branco bispo · g1 branco cavalo · h1 branco torre | a8 preto torre · b8 preto cavalo · c8 preto bispo · d8 preto rainha · e8 preto rei · f8 preto bispo · h8 preto torre · a7 preto peão · b7 preto peão · c7 preto peão · f7 preto peão · g7 preto peão · h7 preto peão · e6 preto peão · f6 preto cavalo · d5 preto peão · g5 branco bispo · d4 branco peão · e4 branco peão · c3 branco cavalo · a2 branco peão · b2 branco peão · c2 branco peão · f2 branco peão · g2 branco peão · h2 branco peão · a1 branco torre · d1 branco rainha · e1 branco rei · f1 branco bispo · g1 branco cavalo · h1 branco torre | 7 |
| 6 | a8 preto torre · b8 preto cavalo · c8 preto bispo · d8 preto rainha · e8 preto rei · f8 preto bispo · h8 preto torre · a7 preto peão · b7 preto peão · c7 preto peão · f7 preto peão · g7 preto peão · h7 preto peão · e6 preto peão · f6 preto cavalo · d5 preto peão · g5 branco bispo · d4 branco peão · e4 branco peão · c3 branco cavalo · a2 branco peão · b2 branco peão · c2 branco peão · f2 branco peão · g2 branco peão · h2 branco peão · a1 branco torre · d1 branco rainha · e1 branco rei · f1 branco bispo · g1 branco cavalo · h1 branco torre | a8 preto torre · b8 preto cavalo · c8 preto bispo · d8 preto rainha · e8 preto rei · f8 preto bispo · h8 preto torre · a7 preto peão · b7 preto peão · c7 preto peão · f7 preto peão · g7 preto peão · h7 preto peão · e6 preto peão · f6 preto cavalo · d5 preto peão · g5 branco bispo · d4 branco peão · e4 branco peão · c3 branco cavalo · a2 branco peão · b2 branco peão · c2 branco peão · f2 branco peão · g2 branco peão · h2 branco peão · a1 branco torre · d1 branco rainha · e1 branco rei · f1 branco bispo · g1 branco cavalo · h1 branco torre | a8 preto torre · b8 preto cavalo · c8 preto bispo · d8 preto rainha · e8 preto rei · f8 preto bispo · h8 preto torre · a7 preto peão · b7 preto peão · c7 preto peão · f7 preto peão · g7 preto peão · h7 preto peão · e6 preto peão · f6 preto cavalo · d5 preto peão · g5 branco bispo · d4 branco peão · e4 branco peão · c3 branco cavalo · a2 branco peão · b2 branco peão · c2 branco peão · f2 branco peão · g2 branco peão · h2 branco peão · a1 branco torre · d1 branco rainha · e1 branco rei · f1 branco bispo · g1 branco cavalo · h1 branco torre | a8 preto torre · b8 preto cavalo · c8 preto bispo · d8 preto rainha · e8 preto rei · f8 preto bispo · h8 preto torre · a7 preto peão · b7 preto peão · c7 preto peão · f7 preto peão · g7 preto peão · h7 preto peão · e6 preto peão · f6 preto cavalo · d5 preto peão · g5 branco bispo · d4 branco peão · e4 branco peão · c3 branco cavalo · a2 branco peão · b2 branco peão · c2 branco peão · f2 branco peão · g2 branco peão · h2 branco peão · a1 branco torre · d1 branco rainha · e1 branco rei · f1 branco bispo · g1 branco cavalo · h1 branco torre | a8 preto torre · b8 preto cavalo · c8 preto bispo · d8 preto rainha · e8 preto rei · f8 preto bispo · h8 preto torre · a7 preto peão · b7 preto peão · c7 preto peão · f7 preto peão · g7 preto peão · h7 preto peão · e6 preto peão · f6 preto cavalo · d5 preto peão · g5 branco bispo · d4 branco peão · e4 branco peão · c3 branco cavalo · a2 branco peão · b2 branco peão · c2 branco peão · f2 branco peão · g2 branco peão · h2 branco peão · a1 branco torre · d1 branco rainha · e1 branco rei · f1 branco bispo · g1 branco cavalo · h1 branco torre | a8 preto torre · b8 preto cavalo · c8 preto bispo · d8 preto rainha · e8 preto rei · f8 preto bispo · h8 preto torre · a7 preto peão · b7 preto peão · c7 preto peão · f7 preto peão · g7 preto peão · h7 preto peão · e6 preto peão · f6 preto cavalo · d5 preto peão · g5 branco bispo · d4 branco peão · e4 branco peão · c3 branco cavalo · a2 branco peão · b2 branco peão · c2 branco peão · f2 branco peão · g2 branco peão · h2 branco peão · a1 branco torre · d1 branco rainha · e1 branco rei · f1 branco bispo · g1 branco cavalo · h1 branco torre | a8 preto torre · b8 preto cavalo · c8 preto bispo · d8 preto rainha · e8 preto rei · f8 preto bispo · h8 preto torre · a7 preto peão · b7 preto peão · c7 preto peão · f7 preto peão · g7 preto peão · h7 preto peão · e6 preto peão · f6 preto cavalo · d5 preto peão · g5 branco bispo · d4 branco peão · e4 branco peão · c3 branco cavalo · a2 branco peão · b2 branco peão · c2 branco peão · f2 branco peão · g2 branco peão · h2 branco peão · a1 branco torre · d1 branco rainha · e1 branco rei · f1 branco bispo · g1 branco cavalo · h1 branco torre | a8 preto torre · b8 preto cavalo · c8 preto bispo · d8 preto rainha · e8 preto rei · f8 preto bispo · h8 preto torre · a7 preto peão · b7 preto peão · c7 preto peão · f7 preto peão · g7 preto peão · h7 preto peão · e6 preto peão · f6 preto cavalo · d5 preto peão · g5 branco bispo · d4 branco peão · e4 branco peão · c3 branco cavalo · a2 branco peão · b2 branco peão · c2 branco peão · f2 branco peão · g2 branco peão · h2 branco peão · a1 branco torre · d1 branco rainha · e1 branco rei · f1 branco bispo · g1 branco cavalo · h1 branco torre | 6 |
| 5 | a8 preto torre · b8 preto cavalo · c8 preto bispo · d8 preto rainha · e8 preto rei · f8 preto bispo · h8 preto torre · a7 preto peão · b7 preto peão · c7 preto peão · f7 preto peão · g7 preto peão · h7 preto peão · e6 preto peão · f6 preto cavalo · d5 preto peão · g5 branco bispo · d4 branco peão · e4 branco peão · c3 branco cavalo · a2 branco peão · b2 branco peão · c2 branco peão · f2 branco peão · g2 branco peão · h2 branco peão · a1 branco torre · d1 branco rainha · e1 branco rei · f1 branco bispo · g1 branco cavalo · h1 branco torre | a8 preto torre · b8 preto cavalo · c8 preto bispo · d8 preto rainha · e8 preto rei · f8 preto bispo · h8 preto torre · a7 preto peão · b7 preto peão · c7 preto peão · f7 preto peão · g7 preto peão · h7 preto peão · e6 preto peão · f6 preto cavalo · d5 preto peão · g5 branco bispo · d4 branco peão · e4 branco peão · c3 branco cavalo · a2 branco peão · b2 branco peão · c2 branco peão · f2 branco peão · g2 branco peão · h2 branco peão · a1 branco torre · d1 branco rainha · e1 branco rei · f1 branco bispo · g1 branco cavalo · h1 branco torre | a8 preto torre · b8 preto cavalo · c8 preto bispo · d8 preto rainha · e8 preto rei · f8 preto bispo · h8 preto torre · a7 preto peão · b7 preto peão · c7 preto peão · f7 preto peão · g7 preto peão · h7 preto peão · e6 preto peão · f6 preto cavalo · d5 preto peão · g5 branco bispo · d4 branco peão · e4 branco peão · c3 branco cavalo · a2 branco peão · b2 branco peão · c2 branco peão · f2 branco peão · g2 branco peão · h2 branco peão · a1 branco torre · d1 branco rainha · e1 branco rei · f1 branco bispo · g1 branco cavalo · h1 branco torre | a8 preto torre · b8 preto cavalo · c8 preto bispo · d8 preto rainha · e8 preto rei · f8 preto bispo · h8 preto torre · a7 preto peão · b7 preto peão · c7 preto peão · f7 preto peão · g7 preto peão · h7 preto peão · e6 preto peão · f6 preto cavalo · d5 preto peão · g5 branco bispo · d4 branco peão · e4 branco peão · c3 branco cavalo · a2 branco peão · b2 branco peão · c2 branco peão · f2 branco peão · g2 branco peão · h2 branco peão · a1 branco torre · d1 branco rainha · e1 branco rei · f1 branco bispo · g1 branco cavalo · h1 branco torre | a8 preto torre · b8 preto cavalo · c8 preto bispo · d8 preto rainha · e8 preto rei · f8 preto bispo · h8 preto torre · a7 preto peão · b7 preto peão · c7 preto peão · f7 preto peão · g7 preto peão · h7 preto peão · e6 preto peão · f6 preto cavalo · d5 preto peão · g5 branco bispo · d4 branco peão · e4 branco peão · c3 branco cavalo · a2 branco peão · b2 branco peão · c2 branco peão · f2 branco peão · g2 branco peão · h2 branco peão · a1 branco torre · d1 branco rainha · e1 branco rei · f1 branco bispo · g1 branco cavalo · h1 branco torre | a8 preto torre · b8 preto cavalo · c8 preto bispo · d8 preto rainha · e8 preto rei · f8 preto bispo · h8 preto torre · a7 preto peão · b7 preto peão · c7 preto peão · f7 preto peão · g7 preto peão · h7 preto peão · e6 preto peão · f6 preto cavalo · d5 preto peão · g5 branco bispo · d4 branco peão · e4 branco peão · c3 branco cavalo · a2 branco peão · b2 branco peão · c2 branco peão · f2 branco peão · g2 branco peão · h2 branco peão · a1 branco torre · d1 branco rainha · e1 branco rei · f1 branco bispo · g1 branco cavalo · h1 branco torre | a8 preto torre · b8 preto cavalo · c8 preto bispo · d8 preto rainha · e8 preto rei · f8 preto bispo · h8 preto torre · a7 preto peão · b7 preto peão · c7 preto peão · f7 preto peão · g7 preto peão · h7 preto peão · e6 preto peão · f6 preto cavalo · d5 preto peão · g5 branco bispo · d4 branco peão · e4 branco peão · c3 branco cavalo · a2 branco peão · b2 branco peão · c2 branco peão · f2 branco peão · g2 branco peão · h2 branco peão · a1 branco torre · d1 branco rainha · e1 branco rei · f1 branco bispo · g1 branco cavalo · h1 branco torre | a8 preto torre · b8 preto cavalo · c8 preto bispo · d8 preto rainha · e8 preto rei · f8 preto bispo · h8 preto torre · a7 preto peão · b7 preto peão · c7 preto peão · f7 preto peão · g7 preto peão · h7 preto peão · e6 preto peão · f6 preto cavalo · d5 preto peão · g5 branco bispo · d4 branco peão · e4 branco peão · c3 branco cavalo · a2 branco peão · b2 branco peão · c2 branco peão · f2 branco peão · g2 branco peão · h2 branco peão · a1 branco torre · d1 branco rainha · e1 branco rei · f1 branco bispo · g1 branco cavalo · h1 branco torre | 5 |
| 4 | a8 preto torre · b8 preto cavalo · c8 preto bispo · d8 preto rainha · e8 preto rei · f8 preto bispo · h8 preto torre · a7 preto peão · b7 preto peão · c7 preto peão · f7 preto peão · g7 preto peão · h7 preto peão · e6 preto peão · f6 preto cavalo · d5 preto peão · g5 branco bispo · d4 branco peão · e4 branco peão · c3 branco cavalo · a2 branco peão · b2 branco peão · c2 branco peão · f2 branco peão · g2 branco peão · h2 branco peão · a1 branco torre · d1 branco rainha · e1 branco rei · f1 branco bispo · g1 branco cavalo · h1 branco torre | a8 preto torre · b8 preto cavalo · c8 preto bispo · d8 preto rainha · e8 preto rei · f8 preto bispo · h8 preto torre · a7 preto peão · b7 preto peão · c7 preto peão · f7 preto peão · g7 preto peão · h7 preto peão · e6 preto peão · f6 preto cavalo · d5 preto peão · g5 branco bispo · d4 branco peão · e4 branco peão · c3 branco cavalo · a2 branco peão · b2 branco peão · c2 branco peão · f2 branco peão · g2 branco peão · h2 branco peão · a1 branco torre · d1 branco rainha · e1 branco rei · f1 branco bispo · g1 branco cavalo · h1 branco torre | a8 preto torre · b8 preto cavalo · c8 preto bispo · d8 preto rainha · e8 preto rei · f8 preto bispo · h8 preto torre · a7 preto peão · b7 preto peão · c7 preto peão · f7 preto peão · g7 preto peão · h7 preto peão · e6 preto peão · f6 preto cavalo · d5 preto peão · g5 branco bispo · d4 branco peão · e4 branco peão · c3 branco cavalo · a2 branco peão · b2 branco peão · c2 branco peão · f2 branco peão · g2 branco peão · h2 branco peão · a1 branco torre · d1 branco rainha · e1 branco rei · f1 branco bispo · g1 branco cavalo · h1 branco torre | a8 preto torre · b8 preto cavalo · c8 preto bispo · d8 preto rainha · e8 preto rei · f8 preto bispo · h8 preto torre · a7 preto peão · b7 preto peão · c7 preto peão · f7 preto peão · g7 preto peão · h7 preto peão · e6 preto peão · f6 preto cavalo · d5 preto peão · g5 branco bispo · d4 branco peão · e4 branco peão · c3 branco cavalo · a2 branco peão · b2 branco peão · c2 branco peão · f2 branco peão · g2 branco peão · h2 branco peão · a1 branco torre · d1 branco rainha · e1 branco rei · f1 branco bispo · g1 branco cavalo · h1 branco torre | a8 preto torre · b8 preto cavalo · c8 preto bispo · d8 preto rainha · e8 preto rei · f8 preto bispo · h8 preto torre · a7 preto peão · b7 preto peão · c7 preto peão · f7 preto peão · g7 preto peão · h7 preto peão · e6 preto peão · f6 preto cavalo · d5 preto peão · g5 branco bispo · d4 branco peão · e4 branco peão · c3 branco cavalo · a2 branco peão · b2 branco peão · c2 branco peão · f2 branco peão · g2 branco peão · h2 branco peão · a1 branco torre · d1 branco rainha · e1 branco rei · f1 branco bispo · g1 branco cavalo · h1 branco torre | a8 preto torre · b8 preto cavalo · c8 preto bispo · d8 preto rainha · e8 preto rei · f8 preto bispo · h8 preto torre · a7 preto peão · b7 preto peão · c7 preto peão · f7 preto peão · g7 preto peão · h7 preto peão · e6 preto peão · f6 preto cavalo · d5 preto peão · g5 branco bispo · d4 branco peão · e4 branco peão · c3 branco cavalo · a2 branco peão · b2 branco peão · c2 branco peão · f2 branco peão · g2 branco peão · h2 branco peão · a1 branco torre · d1 branco rainha · e1 branco rei · f1 branco bispo · g1 branco cavalo · h1 branco torre | a8 preto torre · b8 preto cavalo · c8 preto bispo · d8 preto rainha · e8 preto rei · f8 preto bispo · h8 preto torre · a7 preto peão · b7 preto peão · c7 preto peão · f7 preto peão · g7 preto peão · h7 preto peão · e6 preto peão · f6 preto cavalo · d5 preto peão · g5 branco bispo · d4 branco peão · e4 branco peão · c3 branco cavalo · a2 branco peão · b2 branco peão · c2 branco peão · f2 branco peão · g2 branco peão · h2 branco peão · a1 branco torre · d1 branco rainha · e1 branco rei · f1 branco bispo · g1 branco cavalo · h1 branco torre | a8 preto torre · b8 preto cavalo · c8 preto bispo · d8 preto rainha · e8 preto rei · f8 preto bispo · h8 preto torre · a7 preto peão · b7 preto peão · c7 preto peão · f7 preto peão · g7 preto peão · h7 preto peão · e6 preto peão · f6 preto cavalo · d5 preto peão · g5 branco bispo · d4 branco peão · e4 branco peão · c3 branco cavalo · a2 branco peão · b2 branco peão · c2 branco peão · f2 branco peão · g2 branco peão · h2 branco peão · a1 branco torre · d1 branco rainha · e1 branco rei · f1 branco bispo · g1 branco cavalo · h1 branco torre | 4 |
| 3 | a8 preto torre · b8 preto cavalo · c8 preto bispo · d8 preto rainha · e8 preto rei · f8 preto bispo · h8 preto torre · a7 preto peão · b7 preto peão · c7 preto peão · f7 preto peão · g7 preto peão · h7 preto peão · e6 preto peão · f6 preto cavalo · d5 preto peão · g5 branco bispo · d4 branco peão · e4 branco peão · c3 branco cavalo · a2 branco peão · b2 branco peão · c2 branco peão · f2 branco peão · g2 branco peão · h2 branco peão · a1 branco torre · d1 branco rainha · e1 branco rei · f1 branco bispo · g1 branco cavalo · h1 branco torre | a8 preto torre · b8 preto cavalo · c8 preto bispo · d8 preto rainha · e8 preto rei · f8 preto bispo · h8 preto torre · a7 preto peão · b7 preto peão · c7 preto peão · f7 preto peão · g7 preto peão · h7 preto peão · e6 preto peão · f6 preto cavalo · d5 preto peão · g5 branco bispo · d4 branco peão · e4 branco peão · c3 branco cavalo · a2 branco peão · b2 branco peão · c2 branco peão · f2 branco peão · g2 branco peão · h2 branco peão · a1 branco torre · d1 branco rainha · e1 branco rei · f1 branco bispo · g1 branco cavalo · h1 branco torre | a8 preto torre · b8 preto cavalo · c8 preto bispo · d8 preto rainha · e8 preto rei · f8 preto bispo · h8 preto torre · a7 preto peão · b7 preto peão · c7 preto peão · f7 preto peão · g7 preto peão · h7 preto peão · e6 preto peão · f6 preto cavalo · d5 preto peão · g5 branco bispo · d4 branco peão · e4 branco peão · c3 branco cavalo · a2 branco peão · b2 branco peão · c2 branco peão · f2 branco peão · g2 branco peão · h2 branco peão · a1 branco torre · d1 branco rainha · e1 branco rei · f1 branco bispo · g1 branco cavalo · h1 branco torre | a8 preto torre · b8 preto cavalo · c8 preto bispo · d8 preto rainha · e8 preto rei · f8 preto bispo · h8 preto torre · a7 preto peão · b7 preto peão · c7 preto peão · f7 preto peão · g7 preto peão · h7 preto peão · e6 preto peão · f6 preto cavalo · d5 preto peão · g5 branco bispo · d4 branco peão · e4 branco peão · c3 branco cavalo · a2 branco peão · b2 branco peão · c2 branco peão · f2 branco peão · g2 branco peão · h2 branco peão · a1 branco torre · d1 branco rainha · e1 branco rei · f1 branco bispo · g1 branco cavalo · h1 branco torre | a8 preto torre · b8 preto cavalo · c8 preto bispo · d8 preto rainha · e8 preto rei · f8 preto bispo · h8 preto torre · a7 preto peão · b7 preto peão · c7 preto peão · f7 preto peão · g7 preto peão · h7 preto peão · e6 preto peão · f6 preto cavalo · d5 preto peão · g5 branco bispo · d4 branco peão · e4 branco peão · c3 branco cavalo · a2 branco peão · b2 branco peão · c2 branco peão · f2 branco peão · g2 branco peão · h2 branco peão · a1 branco torre · d1 branco rainha · e1 branco rei · f1 branco bispo · g1 branco cavalo · h1 branco torre | a8 preto torre · b8 preto cavalo · c8 preto bispo · d8 preto rainha · e8 preto rei · f8 preto bispo · h8 preto torre · a7 preto peão · b7 preto peão · c7 preto peão · f7 preto peão · g7 preto peão · h7 preto peão · e6 preto peão · f6 preto cavalo · d5 preto peão · g5 branco bispo · d4 branco peão · e4 branco peão · c3 branco cavalo · a2 branco peão · b2 branco peão · c2 branco peão · f2 branco peão · g2 branco peão · h2 branco peão · a1 branco torre · d1 branco rainha · e1 branco rei · f1 branco bispo · g1 branco cavalo · h1 branco torre | a8 preto torre · b8 preto cavalo · c8 preto bispo · d8 preto rainha · e8 preto rei · f8 preto bispo · h8 preto torre · a7 preto peão · b7 preto peão · c7 preto peão · f7 preto peão · g7 preto peão · h7 preto peão · e6 preto peão · f6 preto cavalo · d5 preto peão · g5 branco bispo · d4 branco peão · e4 branco peão · c3 branco cavalo · a2 branco peão · b2 branco peão · c2 branco peão · f2 branco peão · g2 branco peão · h2 branco peão · a1 branco torre · d1 branco rainha · e1 branco rei · f1 branco bispo · g1 branco cavalo · h1 branco torre | a8 preto torre · b8 preto cavalo · c8 preto bispo · d8 preto rainha · e8 preto rei · f8 preto bispo · h8 preto torre · a7 preto peão · b7 preto peão · c7 preto peão · f7 preto peão · g7 preto peão · h7 preto peão · e6 preto peão · f6 preto cavalo · d5 preto peão · g5 branco bispo · d4 branco peão · e4 branco peão · c3 branco cavalo · a2 branco peão · b2 branco peão · c2 branco peão · f2 branco peão · g2 branco peão · h2 branco peão · a1 branco torre · d1 branco rainha · e1 branco rei · f1 branco bispo · g1 branco cavalo · h1 branco torre | 3 |
| 2 | a8 preto torre · b8 preto cavalo · c8 preto bispo · d8 preto rainha · e8 preto rei · f8 preto bispo · h8 preto torre · a7 preto peão · b7 preto peão · c7 preto peão · f7 preto peão · g7 preto peão · h7 preto peão · e6 preto peão · f6 preto cavalo · d5 preto peão · g5 branco bispo · d4 branco peão · e4 branco peão · c3 branco cavalo · a2 branco peão · b2 branco peão · c2 branco peão · f2 branco peão · g2 branco peão · h2 branco peão · a1 branco torre · d1 branco rainha · e1 branco rei · f1 branco bispo · g1 branco cavalo · h1 branco torre | a8 preto torre · b8 preto cavalo · c8 preto bispo · d8 preto rainha · e8 preto rei · f8 preto bispo · h8 preto torre · a7 preto peão · b7 preto peão · c7 preto peão · f7 preto peão · g7 preto peão · h7 preto peão · e6 preto peão · f6 preto cavalo · d5 preto peão · g5 branco bispo · d4 branco peão · e4 branco peão · c3 branco cavalo · a2 branco peão · b2 branco peão · c2 branco peão · f2 branco peão · g2 branco peão · h2 branco peão · a1 branco torre · d1 branco rainha · e1 branco rei · f1 branco bispo · g1 branco cavalo · h1 branco torre | a8 preto torre · b8 preto cavalo · c8 preto bispo · d8 preto rainha · e8 preto rei · f8 preto bispo · h8 preto torre · a7 preto peão · b7 preto peão · c7 preto peão · f7 preto peão · g7 preto peão · h7 preto peão · e6 preto peão · f6 preto cavalo · d5 preto peão · g5 branco bispo · d4 branco peão · e4 branco peão · c3 branco cavalo · a2 branco peão · b2 branco peão · c2 branco peão · f2 branco peão · g2 branco peão · h2 branco peão · a1 branco torre · d1 branco rainha · e1 branco rei · f1 branco bispo · g1 branco cavalo · h1 branco torre | a8 preto torre · b8 preto cavalo · c8 preto bispo · d8 preto rainha · e8 preto rei · f8 preto bispo · h8 preto torre · a7 preto peão · b7 preto peão · c7 preto peão · f7 preto peão · g7 preto peão · h7 preto peão · e6 preto peão · f6 preto cavalo · d5 preto peão · g5 branco bispo · d4 branco peão · e4 branco peão · c3 branco cavalo · a2 branco peão · b2 branco peão · c2 branco peão · f2 branco peão · g2 branco peão · h2 branco peão · a1 branco torre · d1 branco rainha · e1 branco rei · f1 branco bispo · g1 branco cavalo · h1 branco torre | a8 preto torre · b8 preto cavalo · c8 preto bispo · d8 preto rainha · e8 preto rei · f8 preto bispo · h8 preto torre · a7 preto peão · b7 preto peão · c7 preto peão · f7 preto peão · g7 preto peão · h7 preto peão · e6 preto peão · f6 preto cavalo · d5 preto peão · g5 branco bispo · d4 branco peão · e4 branco peão · c3 branco cavalo · a2 branco peão · b2 branco peão · c2 branco peão · f2 branco peão · g2 branco peão · h2 branco peão · a1 branco torre · d1 branco rainha · e1 branco rei · f1 branco bispo · g1 branco cavalo · h1 branco torre | a8 preto torre · b8 preto cavalo · c8 preto bispo · d8 preto rainha · e8 preto rei · f8 preto bispo · h8 preto torre · a7 preto peão · b7 preto peão · c7 preto peão · f7 preto peão · g7 preto peão · h7 preto peão · e6 preto peão · f6 preto cavalo · d5 preto peão · g5 branco bispo · d4 branco peão · e4 branco peão · c3 branco cavalo · a2 branco peão · b2 branco peão · c2 branco peão · f2 branco peão · g2 branco peão · h2 branco peão · a1 branco torre · d1 branco rainha · e1 branco rei · f1 branco bispo · g1 branco cavalo · h1 branco torre | a8 preto torre · b8 preto cavalo · c8 preto bispo · d8 preto rainha · e8 preto rei · f8 preto bispo · h8 preto torre · a7 preto peão · b7 preto peão · c7 preto peão · f7 preto peão · g7 preto peão · h7 preto peão · e6 preto peão · f6 preto cavalo · d5 preto peão · g5 branco bispo · d4 branco peão · e4 branco peão · c3 branco cavalo · a2 branco peão · b2 branco peão · c2 branco peão · f2 branco peão · g2 branco peão · h2 branco peão · a1 branco torre · d1 branco rainha · e1 branco rei · f1 branco bispo · g1 branco cavalo · h1 branco torre | a8 preto torre · b8 preto cavalo · c8 preto bispo · d8 preto rainha · e8 preto rei · f8 preto bispo · h8 preto torre · a7 preto peão · b7 preto peão · c7 preto peão · f7 preto peão · g7 preto peão · h7 preto peão · e6 preto peão · f6 preto cavalo · d5 preto peão · g5 branco bispo · d4 branco peão · e4 branco peão · c3 branco cavalo · a2 branco peão · b2 branco peão · c2 branco peão · f2 branco peão · g2 branco peão · h2 branco peão · a1 branco torre · d1 branco rainha · e1 branco rei · f1 branco bispo · g1 branco cavalo · h1 branco torre | 2 |
| 1 | a8 preto torre · b8 preto cavalo · c8 preto bispo · d8 preto rainha · e8 preto rei · f8 preto bispo · h8 preto torre · a7 preto peão · b7 preto peão · c7 preto peão · f7 preto peão · g7 preto peão · h7 preto peão · e6 preto peão · f6 preto cavalo · d5 preto peão · g5 branco bispo · d4 branco peão · e4 branco peão · c3 branco cavalo · a2 branco peão · b2 branco peão · c2 branco peão · f2 branco peão · g2 branco peão · h2 branco peão · a1 branco torre · d1 branco rainha · e1 branco rei · f1 branco bispo · g1 branco cavalo · h1 branco torre | a8 preto torre · b8 preto cavalo · c8 preto bispo · d8 preto rainha · e8 preto rei · f8 preto bispo · h8 preto torre · a7 preto peão · b7 preto peão · c7 preto peão · f7 preto peão · g7 preto peão · h7 preto peão · e6 preto peão · f6 preto cavalo · d5 preto peão · g5 branco bispo · d4 branco peão · e4 branco peão · c3 branco cavalo · a2 branco peão · b2 branco peão · c2 branco peão · f2 branco peão · g2 branco peão · h2 branco peão · a1 branco torre · d1 branco rainha · e1 branco rei · f1 branco bispo · g1 branco cavalo · h1 branco torre | a8 preto torre · b8 preto cavalo · c8 preto bispo · d8 preto rainha · e8 preto rei · f8 preto bispo · h8 preto torre · a7 preto peão · b7 preto peão · c7 preto peão · f7 preto peão · g7 preto peão · h7 preto peão · e6 preto peão · f6 preto cavalo · d5 preto peão · g5 branco bispo · d4 branco peão · e4 branco peão · c3 branco cavalo · a2 branco peão · b2 branco peão · c2 branco peão · f2 branco peão · g2 branco peão · h2 branco peão · a1 branco torre · d1 branco rainha · e1 branco rei · f1 branco bispo · g1 branco cavalo · h1 branco torre | a8 preto torre · b8 preto cavalo · c8 preto bispo · d8 preto rainha · e8 preto rei · f8 preto bispo · h8 preto torre · a7 preto peão · b7 preto peão · c7 preto peão · f7 preto peão · g7 preto peão · h7 preto peão · e6 preto peão · f6 preto cavalo · d5 preto peão · g5 branco bispo · d4 branco peão · e4 branco peão · c3 branco cavalo · a2 branco peão · b2 branco peão · c2 branco peão · f2 branco peão · g2 branco peão · h2 branco peão · a1 branco torre · d1 branco rainha · e1 branco rei · f1 branco bispo · g1 branco cavalo · h1 branco torre | a8 preto torre · b8 preto cavalo · c8 preto bispo · d8 preto rainha · e8 preto rei · f8 preto bispo · h8 preto torre · a7 preto peão · b7 preto peão · c7 preto peão · f7 preto peão · g7 preto peão · h7 preto peão · e6 preto peão · f6 preto cavalo · d5 preto peão · g5 branco bispo · d4 branco peão · e4 branco peão · c3 branco cavalo · a2 branco peão · b2 branco peão · c2 branco peão · f2 branco peão · g2 branco peão · h2 branco peão · a1 branco torre · d1 branco rainha · e1 branco rei · f1 branco bispo · g1 branco cavalo · h1 branco torre | a8 preto torre · b8 preto cavalo · c8 preto bispo · d8 preto rainha · e8 preto rei · f8 preto bispo · h8 preto torre · a7 preto peão · b7 preto peão · c7 preto peão · f7 preto peão · g7 preto peão · h7 preto peão · e6 preto peão · f6 preto cavalo · d5 preto peão · g5 branco bispo · d4 branco peão · e4 branco peão · c3 branco cavalo · a2 branco peão · b2 branco peão · c2 branco peão · f2 branco peão · g2 branco peão · h2 branco peão · a1 branco torre · d1 branco rainha · e1 branco rei · f1 branco bispo · g1 branco cavalo · h1 branco torre | a8 preto torre · b8 preto cavalo · c8 preto bispo · d8 preto rainha · e8 preto rei · f8 preto bispo · h8 preto torre · a7 preto peão · b7 preto peão · c7 preto peão · f7 preto peão · g7 preto peão · h7 preto peão · e6 preto peão · f6 preto cavalo · d5 preto peão · g5 branco bispo · d4 branco peão · e4 branco peão · c3 branco cavalo · a2 branco peão · b2 branco peão · c2 branco peão · f2 branco peão · g2 branco peão · h2 branco peão · a1 branco torre · d1 branco rainha · e1 branco rei · f1 branco bispo · g1 branco cavalo · h1 branco torre | a8 preto torre · b8 preto cavalo · c8 preto bispo · d8 preto rainha · e8 preto rei · f8 preto bispo · h8 preto torre · a7 preto peão · b7 preto peão · c7 preto peão · f7 preto peão · g7 preto peão · h7 preto peão · e6 preto peão · f6 preto cavalo · d5 preto peão · g5 branco bispo · d4 branco peão · e4 branco peão · c3 branco cavalo · a2 branco peão · b2 branco peão · c2 branco peão · f2 branco peão · g2 branco peão · h2 branco peão · a1 branco torre · d1 branco rainha · e1 branco rei · f1 branco bispo · g1 branco cavalo · h1 branco torre | 1 |
|   | a | b | c | d | e | f | g | h |   |

As brancas ameaçam 5.e5, atacando o cavalo imobilizado. As pretas têm várias maneiras de enfrentar essa ameaça:
A variante Burn, nomeada em homenagem a Amos Burn, é a resposta mais comum no nível superior: 4...dxe4 5.Cxe4 e geralmente segue: 5...Be7 6.Bxf6 Bxf6 7.Cf3 Cd7 ou 7...0-0, resultando em uma posição semelhante àquelas decorrentes da variante Rubinstein. No entanto, aqui as pretas têm o par de bispos, com maiores chances dinâmicas (embora o cavalo branco esteja bem colocado na e4), então essa linha é mais popular que a Rubinstein e há muito é a favorita de Evgeny Bareev. As pretas também podem tentar 5...Be7 6.Bxf6 gxf6, jogado por Alexander Morozevich e Gregory Kaidanov; seguindo com ...f5 e ...Bf6, as pretas obtêm um jogo de peças ativo em troca de sua estrutura de peões quebrada. Outra linha que se assemelha a Rubinstein é 5...Cbd7 6.Cf3 Be7 (6...h6 também é tentado) 7.Cxf6+ Bxf6.
|   | a | b | c | d | e | f | g | h |   |
| 8 | a8 preto torre · b8 preto cavalo · c8 preto bispo · e8 preto rei · h8 preto torre · b7 preto peão · c7 preto peão · d7 preto cavalo · e7 preto rainha · f7 preto peão · g7 preto peão · a6 preto peão · e6 preto peão · h6 preto peão · d5 preto peão · e5 branco peão · d4 branco peão · f4 branco peão · g4 branco peão · h4 branco peão · c3 branco cavalo · a2 branco peão · b2 branco peão · c2 branco peão · a1 branco torre · d1 branco rainha · e1 branco rei · f1 branco bispo · g1 branco cavalo · h1 branco torre | a8 preto torre · b8 preto cavalo · c8 preto bispo · e8 preto rei · h8 preto torre · b7 preto peão · c7 preto peão · d7 preto cavalo · e7 preto rainha · f7 preto peão · g7 preto peão · a6 preto peão · e6 preto peão · h6 preto peão · d5 preto peão · e5 branco peão · d4 branco peão · f4 branco peão · g4 branco peão · h4 branco peão · c3 branco cavalo · a2 branco peão · b2 branco peão · c2 branco peão · a1 branco torre · d1 branco rainha · e1 branco rei · f1 branco bispo · g1 branco cavalo · h1 branco torre | a8 preto torre · b8 preto cavalo · c8 preto bispo · e8 preto rei · h8 preto torre · b7 preto peão · c7 preto peão · d7 preto cavalo · e7 preto rainha · f7 preto peão · g7 preto peão · a6 preto peão · e6 preto peão · h6 preto peão · d5 preto peão · e5 branco peão · d4 branco peão · f4 branco peão · g4 branco peão · h4 branco peão · c3 branco cavalo · a2 branco peão · b2 branco peão · c2 branco peão · a1 branco torre · d1 branco rainha · e1 branco rei · f1 branco bispo · g1 branco cavalo · h1 branco torre | a8 preto torre · b8 preto cavalo · c8 preto bispo · e8 preto rei · h8 preto torre · b7 preto peão · c7 preto peão · d7 preto cavalo · e7 preto rainha · f7 preto peão · g7 preto peão · a6 preto peão · e6 preto peão · h6 preto peão · d5 preto peão · e5 branco peão · d4 branco peão · f4 branco peão · g4 branco peão · h4 branco peão · c3 branco cavalo · a2 branco peão · b2 branco peão · c2 branco peão · a1 branco torre · d1 branco rainha · e1 branco rei · f1 branco bispo · g1 branco cavalo · h1 branco torre | a8 preto torre · b8 preto cavalo · c8 preto bispo · e8 preto rei · h8 preto torre · b7 preto peão · c7 preto peão · d7 preto cavalo · e7 preto rainha · f7 preto peão · g7 preto peão · a6 preto peão · e6 preto peão · h6 preto peão · d5 preto peão · e5 branco peão · d4 branco peão · f4 branco peão · g4 branco peão · h4 branco peão · c3 branco cavalo · a2 branco peão · b2 branco peão · c2 branco peão · a1 branco torre · d1 branco rainha · e1 branco rei · f1 branco bispo · g1 branco cavalo · h1 branco torre | a8 preto torre · b8 preto cavalo · c8 preto bispo · e8 preto rei · h8 preto torre · b7 preto peão · c7 preto peão · d7 preto cavalo · e7 preto rainha · f7 preto peão · g7 preto peão · a6 preto peão · e6 preto peão · h6 preto peão · d5 preto peão · e5 branco peão · d4 branco peão · f4 branco peão · g4 branco peão · h4 branco peão · c3 branco cavalo · a2 branco peão · b2 branco peão · c2 branco peão · a1 branco torre · d1 branco rainha · e1 branco rei · f1 branco bispo · g1 branco cavalo · h1 branco torre | a8 preto torre · b8 preto cavalo · c8 preto bispo · e8 preto rei · h8 preto torre · b7 preto peão · c7 preto peão · d7 preto cavalo · e7 preto rainha · f7 preto peão · g7 preto peão · a6 preto peão · e6 preto peão · h6 preto peão · d5 preto peão · e5 branco peão · d4 branco peão · f4 branco peão · g4 branco peão · h4 branco peão · c3 branco cavalo · a2 branco peão · b2 branco peão · c2 branco peão · a1 branco torre · d1 branco rainha · e1 branco rei · f1 branco bispo · g1 branco cavalo · h1 branco torre | a8 preto torre · b8 preto cavalo · c8 preto bispo · e8 preto rei · h8 preto torre · b7 preto peão · c7 preto peão · d7 preto cavalo · e7 preto rainha · f7 preto peão · g7 preto peão · a6 preto peão · e6 preto peão · h6 preto peão · d5 preto peão · e5 branco peão · d4 branco peão · f4 branco peão · g4 branco peão · h4 branco peão · c3 branco cavalo · a2 branco peão · b2 branco peão · c2 branco peão · a1 branco torre · d1 branco rainha · e1 branco rei · f1 branco bispo · g1 branco cavalo · h1 branco torre | 8 |
| 7 | a8 preto torre · b8 preto cavalo · c8 preto bispo · e8 preto rei · h8 preto torre · b7 preto peão · c7 preto peão · d7 preto cavalo · e7 preto rainha · f7 preto peão · g7 preto peão · a6 preto peão · e6 preto peão · h6 preto peão · d5 preto peão · e5 branco peão · d4 branco peão · f4 branco peão · g4 branco peão · h4 branco peão · c3 branco cavalo · a2 branco peão · b2 branco peão · c2 branco peão · a1 branco torre · d1 branco rainha · e1 branco rei · f1 branco bispo · g1 branco cavalo · h1 branco torre | a8 preto torre · b8 preto cavalo · c8 preto bispo · e8 preto rei · h8 preto torre · b7 preto peão · c7 preto peão · d7 preto cavalo · e7 preto rainha · f7 preto peão · g7 preto peão · a6 preto peão · e6 preto peão · h6 preto peão · d5 preto peão · e5 branco peão · d4 branco peão · f4 branco peão · g4 branco peão · h4 branco peão · c3 branco cavalo · a2 branco peão · b2 branco peão · c2 branco peão · a1 branco torre · d1 branco rainha · e1 branco rei · f1 branco bispo · g1 branco cavalo · h1 branco torre | a8 preto torre · b8 preto cavalo · c8 preto bispo · e8 preto rei · h8 preto torre · b7 preto peão · c7 preto peão · d7 preto cavalo · e7 preto rainha · f7 preto peão · g7 preto peão · a6 preto peão · e6 preto peão · h6 preto peão · d5 preto peão · e5 branco peão · d4 branco peão · f4 branco peão · g4 branco peão · h4 branco peão · c3 branco cavalo · a2 branco peão · b2 branco peão · c2 branco peão · a1 branco torre · d1 branco rainha · e1 branco rei · f1 branco bispo · g1 branco cavalo · h1 branco torre | a8 preto torre · b8 preto cavalo · c8 preto bispo · e8 preto rei · h8 preto torre · b7 preto peão · c7 preto peão · d7 preto cavalo · e7 preto rainha · f7 preto peão · g7 preto peão · a6 preto peão · e6 preto peão · h6 preto peão · d5 preto peão · e5 branco peão · d4 branco peão · f4 branco peão · g4 branco peão · h4 branco peão · c3 branco cavalo · a2 branco peão · b2 branco peão · c2 branco peão · a1 branco torre · d1 branco rainha · e1 branco rei · f1 branco bispo · g1 branco cavalo · h1 branco torre | a8 preto torre · b8 preto cavalo · c8 preto bispo · e8 preto rei · h8 preto torre · b7 preto peão · c7 preto peão · d7 preto cavalo · e7 preto rainha · f7 preto peão · g7 preto peão · a6 preto peão · e6 preto peão · h6 preto peão · d5 preto peão · e5 branco peão · d4 branco peão · f4 branco peão · g4 branco peão · h4 branco peão · c3 branco cavalo · a2 branco peão · b2 branco peão · c2 branco peão · a1 branco torre · d1 branco rainha · e1 branco rei · f1 branco bispo · g1 branco cavalo · h1 branco torre | a8 preto torre · b8 preto cavalo · c8 preto bispo · e8 preto rei · h8 preto torre · b7 preto peão · c7 preto peão · d7 preto cavalo · e7 preto rainha · f7 preto peão · g7 preto peão · a6 preto peão · e6 preto peão · h6 preto peão · d5 preto peão · e5 branco peão · d4 branco peão · f4 branco peão · g4 branco peão · h4 branco peão · c3 branco cavalo · a2 branco peão · b2 branco peão · c2 branco peão · a1 branco torre · d1 branco rainha · e1 branco rei · f1 branco bispo · g1 branco cavalo · h1 branco torre | a8 preto torre · b8 preto cavalo · c8 preto bispo · e8 preto rei · h8 preto torre · b7 preto peão · c7 preto peão · d7 preto cavalo · e7 preto rainha · f7 preto peão · g7 preto peão · a6 preto peão · e6 preto peão · h6 preto peão · d5 preto peão · e5 branco peão · d4 branco peão · f4 branco peão · g4 branco peão · h4 branco peão · c3 branco cavalo · a2 branco peão · b2 branco peão · c2 branco peão · a1 branco torre · d1 branco rainha · e1 branco rei · f1 branco bispo · g1 branco cavalo · h1 branco torre | a8 preto torre · b8 preto cavalo · c8 preto bispo · e8 preto rei · h8 preto torre · b7 preto peão · c7 preto peão · d7 preto cavalo · e7 preto rainha · f7 preto peão · g7 preto peão · a6 preto peão · e6 preto peão · h6 preto peão · d5 preto peão · e5 branco peão · d4 branco peão · f4 branco peão · g4 branco peão · h4 branco peão · c3 branco cavalo · a2 branco peão · b2 branco peão · c2 branco peão · a1 branco torre · d1 branco rainha · e1 branco rei · f1 branco bispo · g1 branco cavalo · h1 branco torre | 7 |
| 6 | a8 preto torre · b8 preto cavalo · c8 preto bispo · e8 preto rei · h8 preto torre · b7 preto peão · c7 preto peão · d7 preto cavalo · e7 preto rainha · f7 preto peão · g7 preto peão · a6 preto peão · e6 preto peão · h6 preto peão · d5 preto peão · e5 branco peão · d4 branco peão · f4 branco peão · g4 branco peão · h4 branco peão · c3 branco cavalo · a2 branco peão · b2 branco peão · c2 branco peão · a1 branco torre · d1 branco rainha · e1 branco rei · f1 branco bispo · g1 branco cavalo · h1 branco torre | a8 preto torre · b8 preto cavalo · c8 preto bispo · e8 preto rei · h8 preto torre · b7 preto peão · c7 preto peão · d7 preto cavalo · e7 preto rainha · f7 preto peão · g7 preto peão · a6 preto peão · e6 preto peão · h6 preto peão · d5 preto peão · e5 branco peão · d4 branco peão · f4 branco peão · g4 branco peão · h4 branco peão · c3 branco cavalo · a2 branco peão · b2 branco peão · c2 branco peão · a1 branco torre · d1 branco rainha · e1 branco rei · f1 branco bispo · g1 branco cavalo · h1 branco torre | a8 preto torre · b8 preto cavalo · c8 preto bispo · e8 preto rei · h8 preto torre · b7 preto peão · c7 preto peão · d7 preto cavalo · e7 preto rainha · f7 preto peão · g7 preto peão · a6 preto peão · e6 preto peão · h6 preto peão · d5 preto peão · e5 branco peão · d4 branco peão · f4 branco peão · g4 branco peão · h4 branco peão · c3 branco cavalo · a2 branco peão · b2 branco peão · c2 branco peão · a1 branco torre · d1 branco rainha · e1 branco rei · f1 branco bispo · g1 branco cavalo · h1 branco torre | a8 preto torre · b8 preto cavalo · c8 preto bispo · e8 preto rei · h8 preto torre · b7 preto peão · c7 preto peão · d7 preto cavalo · e7 preto rainha · f7 preto peão · g7 preto peão · a6 preto peão · e6 preto peão · h6 preto peão · d5 preto peão · e5 branco peão · d4 branco peão · f4 branco peão · g4 branco peão · h4 branco peão · c3 branco cavalo · a2 branco peão · b2 branco peão · c2 branco peão · a1 branco torre · d1 branco rainha · e1 branco rei · f1 branco bispo · g1 branco cavalo · h1 branco torre | a8 preto torre · b8 preto cavalo · c8 preto bispo · e8 preto rei · h8 preto torre · b7 preto peão · c7 preto peão · d7 preto cavalo · e7 preto rainha · f7 preto peão · g7 preto peão · a6 preto peão · e6 preto peão · h6 preto peão · d5 preto peão · e5 branco peão · d4 branco peão · f4 branco peão · g4 branco peão · h4 branco peão · c3 branco cavalo · a2 branco peão · b2 branco peão · c2 branco peão · a1 branco torre · d1 branco rainha · e1 branco rei · f1 branco bispo · g1 branco cavalo · h1 branco torre | a8 preto torre · b8 preto cavalo · c8 preto bispo · e8 preto rei · h8 preto torre · b7 preto peão · c7 preto peão · d7 preto cavalo · e7 preto rainha · f7 preto peão · g7 preto peão · a6 preto peão · e6 preto peão · h6 preto peão · d5 preto peão · e5 branco peão · d4 branco peão · f4 branco peão · g4 branco peão · h4 branco peão · c3 branco cavalo · a2 branco peão · b2 branco peão · c2 branco peão · a1 branco torre · d1 branco rainha · e1 branco rei · f1 branco bispo · g1 branco cavalo · h1 branco torre | a8 preto torre · b8 preto cavalo · c8 preto bispo · e8 preto rei · h8 preto torre · b7 preto peão · c7 preto peão · d7 preto cavalo · e7 preto rainha · f7 preto peão · g7 preto peão · a6 preto peão · e6 preto peão · h6 preto peão · d5 preto peão · e5 branco peão · d4 branco peão · f4 branco peão · g4 branco peão · h4 branco peão · c3 branco cavalo · a2 branco peão · b2 branco peão · c2 branco peão · a1 branco torre · d1 branco rainha · e1 branco rei · f1 branco bispo · g1 branco cavalo · h1 branco torre | a8 preto torre · b8 preto cavalo · c8 preto bispo · e8 preto rei · h8 preto torre · b7 preto peão · c7 preto peão · d7 preto cavalo · e7 preto rainha · f7 preto peão · g7 preto peão · a6 preto peão · e6 preto peão · h6 preto peão · d5 preto peão · e5 branco peão · d4 branco peão · f4 branco peão · g4 branco peão · h4 branco peão · c3 branco cavalo · a2 branco peão · b2 branco peão · c2 branco peão · a1 branco torre · d1 branco rainha · e1 branco rei · f1 branco bispo · g1 branco cavalo · h1 branco torre | 6 |
| 5 | a8 preto torre · b8 preto cavalo · c8 preto bispo · e8 preto rei · h8 preto torre · b7 preto peão · c7 preto peão · d7 preto cavalo · e7 preto rainha · f7 preto peão · g7 preto peão · a6 preto peão · e6 preto peão · h6 preto peão · d5 preto peão · e5 branco peão · d4 branco peão · f4 branco peão · g4 branco peão · h4 branco peão · c3 branco cavalo · a2 branco peão · b2 branco peão · c2 branco peão · a1 branco torre · d1 branco rainha · e1 branco rei · f1 branco bispo · g1 branco cavalo · h1 branco torre | a8 preto torre · b8 preto cavalo · c8 preto bispo · e8 preto rei · h8 preto torre · b7 preto peão · c7 preto peão · d7 preto cavalo · e7 preto rainha · f7 preto peão · g7 preto peão · a6 preto peão · e6 preto peão · h6 preto peão · d5 preto peão · e5 branco peão · d4 branco peão · f4 branco peão · g4 branco peão · h4 branco peão · c3 branco cavalo · a2 branco peão · b2 branco peão · c2 branco peão · a1 branco torre · d1 branco rainha · e1 branco rei · f1 branco bispo · g1 branco cavalo · h1 branco torre | a8 preto torre · b8 preto cavalo · c8 preto bispo · e8 preto rei · h8 preto torre · b7 preto peão · c7 preto peão · d7 preto cavalo · e7 preto rainha · f7 preto peão · g7 preto peão · a6 preto peão · e6 preto peão · h6 preto peão · d5 preto peão · e5 branco peão · d4 branco peão · f4 branco peão · g4 branco peão · h4 branco peão · c3 branco cavalo · a2 branco peão · b2 branco peão · c2 branco peão · a1 branco torre · d1 branco rainha · e1 branco rei · f1 branco bispo · g1 branco cavalo · h1 branco torre | a8 preto torre · b8 preto cavalo · c8 preto bispo · e8 preto rei · h8 preto torre · b7 preto peão · c7 preto peão · d7 preto cavalo · e7 preto rainha · f7 preto peão · g7 preto peão · a6 preto peão · e6 preto peão · h6 preto peão · d5 preto peão · e5 branco peão · d4 branco peão · f4 branco peão · g4 branco peão · h4 branco peão · c3 branco cavalo · a2 branco peão · b2 branco peão · c2 branco peão · a1 branco torre · d1 branco rainha · e1 branco rei · f1 branco bispo · g1 branco cavalo · h1 branco torre | a8 preto torre · b8 preto cavalo · c8 preto bispo · e8 preto rei · h8 preto torre · b7 preto peão · c7 preto peão · d7 preto cavalo · e7 preto rainha · f7 preto peão · g7 preto peão · a6 preto peão · e6 preto peão · h6 preto peão · d5 preto peão · e5 branco peão · d4 branco peão · f4 branco peão · g4 branco peão · h4 branco peão · c3 branco cavalo · a2 branco peão · b2 branco peão · c2 branco peão · a1 branco torre · d1 branco rainha · e1 branco rei · f1 branco bispo · g1 branco cavalo · h1 branco torre | a8 preto torre · b8 preto cavalo · c8 preto bispo · e8 preto rei · h8 preto torre · b7 preto peão · c7 preto peão · d7 preto cavalo · e7 preto rainha · f7 preto peão · g7 preto peão · a6 preto peão · e6 preto peão · h6 preto peão · d5 preto peão · e5 branco peão · d4 branco peão · f4 branco peão · g4 branco peão · h4 branco peão · c3 branco cavalo · a2 branco peão · b2 branco peão · c2 branco peão · a1 branco torre · d1 branco rainha · e1 branco rei · f1 branco bispo · g1 branco cavalo · h1 branco torre | a8 preto torre · b8 preto cavalo · c8 preto bispo · e8 preto rei · h8 preto torre · b7 preto peão · c7 preto peão · d7 preto cavalo · e7 preto rainha · f7 preto peão · g7 preto peão · a6 preto peão · e6 preto peão · h6 preto peão · d5 preto peão · e5 branco peão · d4 branco peão · f4 branco peão · g4 branco peão · h4 branco peão · c3 branco cavalo · a2 branco peão · b2 branco peão · c2 branco peão · a1 branco torre · d1 branco rainha · e1 branco rei · f1 branco bispo · g1 branco cavalo · h1 branco torre | a8 preto torre · b8 preto cavalo · c8 preto bispo · e8 preto rei · h8 preto torre · b7 preto peão · c7 preto peão · d7 preto cavalo · e7 preto rainha · f7 preto peão · g7 preto peão · a6 preto peão · e6 preto peão · h6 preto peão · d5 preto peão · e5 branco peão · d4 branco peão · f4 branco peão · g4 branco peão · h4 branco peão · c3 branco cavalo · a2 branco peão · b2 branco peão · c2 branco peão · a1 branco torre · d1 branco rainha · e1 branco rei · f1 branco bispo · g1 branco cavalo · h1 branco torre | 5 |
| 4 | a8 preto torre · b8 preto cavalo · c8 preto bispo · e8 preto rei · h8 preto torre · b7 preto peão · c7 preto peão · d7 preto cavalo · e7 preto rainha · f7 preto peão · g7 preto peão · a6 preto peão · e6 preto peão · h6 preto peão · d5 preto peão · e5 branco peão · d4 branco peão · f4 branco peão · g4 branco peão · h4 branco peão · c3 branco cavalo · a2 branco peão · b2 branco peão · c2 branco peão · a1 branco torre · d1 branco rainha · e1 branco rei · f1 branco bispo · g1 branco cavalo · h1 branco torre | a8 preto torre · b8 preto cavalo · c8 preto bispo · e8 preto rei · h8 preto torre · b7 preto peão · c7 preto peão · d7 preto cavalo · e7 preto rainha · f7 preto peão · g7 preto peão · a6 preto peão · e6 preto peão · h6 preto peão · d5 preto peão · e5 branco peão · d4 branco peão · f4 branco peão · g4 branco peão · h4 branco peão · c3 branco cavalo · a2 branco peão · b2 branco peão · c2 branco peão · a1 branco torre · d1 branco rainha · e1 branco rei · f1 branco bispo · g1 branco cavalo · h1 branco torre | a8 preto torre · b8 preto cavalo · c8 preto bispo · e8 preto rei · h8 preto torre · b7 preto peão · c7 preto peão · d7 preto cavalo · e7 preto rainha · f7 preto peão · g7 preto peão · a6 preto peão · e6 preto peão · h6 preto peão · d5 preto peão · e5 branco peão · d4 branco peão · f4 branco peão · g4 branco peão · h4 branco peão · c3 branco cavalo · a2 branco peão · b2 branco peão · c2 branco peão · a1 branco torre · d1 branco rainha · e1 branco rei · f1 branco bispo · g1 branco cavalo · h1 branco torre | a8 preto torre · b8 preto cavalo · c8 preto bispo · e8 preto rei · h8 preto torre · b7 preto peão · c7 preto peão · d7 preto cavalo · e7 preto rainha · f7 preto peão · g7 preto peão · a6 preto peão · e6 preto peão · h6 preto peão · d5 preto peão · e5 branco peão · d4 branco peão · f4 branco peão · g4 branco peão · h4 branco peão · c3 branco cavalo · a2 branco peão · b2 branco peão · c2 branco peão · a1 branco torre · d1 branco rainha · e1 branco rei · f1 branco bispo · g1 branco cavalo · h1 branco torre | a8 preto torre · b8 preto cavalo · c8 preto bispo · e8 preto rei · h8 preto torre · b7 preto peão · c7 preto peão · d7 preto cavalo · e7 preto rainha · f7 preto peão · g7 preto peão · a6 preto peão · e6 preto peão · h6 preto peão · d5 preto peão · e5 branco peão · d4 branco peão · f4 branco peão · g4 branco peão · h4 branco peão · c3 branco cavalo · a2 branco peão · b2 branco peão · c2 branco peão · a1 branco torre · d1 branco rainha · e1 branco rei · f1 branco bispo · g1 branco cavalo · h1 branco torre | a8 preto torre · b8 preto cavalo · c8 preto bispo · e8 preto rei · h8 preto torre · b7 preto peão · c7 preto peão · d7 preto cavalo · e7 preto rainha · f7 preto peão · g7 preto peão · a6 preto peão · e6 preto peão · h6 preto peão · d5 preto peão · e5 branco peão · d4 branco peão · f4 branco peão · g4 branco peão · h4 branco peão · c3 branco cavalo · a2 branco peão · b2 branco peão · c2 branco peão · a1 branco torre · d1 branco rainha · e1 branco rei · f1 branco bispo · g1 branco cavalo · h1 branco torre | a8 preto torre · b8 preto cavalo · c8 preto bispo · e8 preto rei · h8 preto torre · b7 preto peão · c7 preto peão · d7 preto cavalo · e7 preto rainha · f7 preto peão · g7 preto peão · a6 preto peão · e6 preto peão · h6 preto peão · d5 preto peão · e5 branco peão · d4 branco peão · f4 branco peão · g4 branco peão · h4 branco peão · c3 branco cavalo · a2 branco peão · b2 branco peão · c2 branco peão · a1 branco torre · d1 branco rainha · e1 branco rei · f1 branco bispo · g1 branco cavalo · h1 branco torre | a8 preto torre · b8 preto cavalo · c8 preto bispo · e8 preto rei · h8 preto torre · b7 preto peão · c7 preto peão · d7 preto cavalo · e7 preto rainha · f7 preto peão · g7 preto peão · a6 preto peão · e6 preto peão · h6 preto peão · d5 preto peão · e5 branco peão · d4 branco peão · f4 branco peão · g4 branco peão · h4 branco peão · c3 branco cavalo · a2 branco peão · b2 branco peão · c2 branco peão · a1 branco torre · d1 branco rainha · e1 branco rei · f1 branco bispo · g1 branco cavalo · h1 branco torre | 4 |
| 3 | a8 preto torre · b8 preto cavalo · c8 preto bispo · e8 preto rei · h8 preto torre · b7 preto peão · c7 preto peão · d7 preto cavalo · e7 preto rainha · f7 preto peão · g7 preto peão · a6 preto peão · e6 preto peão · h6 preto peão · d5 preto peão · e5 branco peão · d4 branco peão · f4 branco peão · g4 branco peão · h4 branco peão · c3 branco cavalo · a2 branco peão · b2 branco peão · c2 branco peão · a1 branco torre · d1 branco rainha · e1 branco rei · f1 branco bispo · g1 branco cavalo · h1 branco torre | a8 preto torre · b8 preto cavalo · c8 preto bispo · e8 preto rei · h8 preto torre · b7 preto peão · c7 preto peão · d7 preto cavalo · e7 preto rainha · f7 preto peão · g7 preto peão · a6 preto peão · e6 preto peão · h6 preto peão · d5 preto peão · e5 branco peão · d4 branco peão · f4 branco peão · g4 branco peão · h4 branco peão · c3 branco cavalo · a2 branco peão · b2 branco peão · c2 branco peão · a1 branco torre · d1 branco rainha · e1 branco rei · f1 branco bispo · g1 branco cavalo · h1 branco torre | a8 preto torre · b8 preto cavalo · c8 preto bispo · e8 preto rei · h8 preto torre · b7 preto peão · c7 preto peão · d7 preto cavalo · e7 preto rainha · f7 preto peão · g7 preto peão · a6 preto peão · e6 preto peão · h6 preto peão · d5 preto peão · e5 branco peão · d4 branco peão · f4 branco peão · g4 branco peão · h4 branco peão · c3 branco cavalo · a2 branco peão · b2 branco peão · c2 branco peão · a1 branco torre · d1 branco rainha · e1 branco rei · f1 branco bispo · g1 branco cavalo · h1 branco torre | a8 preto torre · b8 preto cavalo · c8 preto bispo · e8 preto rei · h8 preto torre · b7 preto peão · c7 preto peão · d7 preto cavalo · e7 preto rainha · f7 preto peão · g7 preto peão · a6 preto peão · e6 preto peão · h6 preto peão · d5 preto peão · e5 branco peão · d4 branco peão · f4 branco peão · g4 branco peão · h4 branco peão · c3 branco cavalo · a2 branco peão · b2 branco peão · c2 branco peão · a1 branco torre · d1 branco rainha · e1 branco rei · f1 branco bispo · g1 branco cavalo · h1 branco torre | a8 preto torre · b8 preto cavalo · c8 preto bispo · e8 preto rei · h8 preto torre · b7 preto peão · c7 preto peão · d7 preto cavalo · e7 preto rainha · f7 preto peão · g7 preto peão · a6 preto peão · e6 preto peão · h6 preto peão · d5 preto peão · e5 branco peão · d4 branco peão · f4 branco peão · g4 branco peão · h4 branco peão · c3 branco cavalo · a2 branco peão · b2 branco peão · c2 branco peão · a1 branco torre · d1 branco rainha · e1 branco rei · f1 branco bispo · g1 branco cavalo · h1 branco torre | a8 preto torre · b8 preto cavalo · c8 preto bispo · e8 preto rei · h8 preto torre · b7 preto peão · c7 preto peão · d7 preto cavalo · e7 preto rainha · f7 preto peão · g7 preto peão · a6 preto peão · e6 preto peão · h6 preto peão · d5 preto peão · e5 branco peão · d4 branco peão · f4 branco peão · g4 branco peão · h4 branco peão · c3 branco cavalo · a2 branco peão · b2 branco peão · c2 branco peão · a1 branco torre · d1 branco rainha · e1 branco rei · f1 branco bispo · g1 branco cavalo · h1 branco torre | a8 preto torre · b8 preto cavalo · c8 preto bispo · e8 preto rei · h8 preto torre · b7 preto peão · c7 preto peão · d7 preto cavalo · e7 preto rainha · f7 preto peão · g7 preto peão · a6 preto peão · e6 preto peão · h6 preto peão · d5 preto peão · e5 branco peão · d4 branco peão · f4 branco peão · g4 branco peão · h4 branco peão · c3 branco cavalo · a2 branco peão · b2 branco peão · c2 branco peão · a1 branco torre · d1 branco rainha · e1 branco rei · f1 branco bispo · g1 branco cavalo · h1 branco torre | a8 preto torre · b8 preto cavalo · c8 preto bispo · e8 preto rei · h8 preto torre · b7 preto peão · c7 preto peão · d7 preto cavalo · e7 preto rainha · f7 preto peão · g7 preto peão · a6 preto peão · e6 preto peão · h6 preto peão · d5 preto peão · e5 branco peão · d4 branco peão · f4 branco peão · g4 branco peão · h4 branco peão · c3 branco cavalo · a2 branco peão · b2 branco peão · c2 branco peão · a1 branco torre · d1 branco rainha · e1 branco rei · f1 branco bispo · g1 branco cavalo · h1 branco torre | 3 |
| 2 | a8 preto torre · b8 preto cavalo · c8 preto bispo · e8 preto rei · h8 preto torre · b7 preto peão · c7 preto peão · d7 preto cavalo · e7 preto rainha · f7 preto peão · g7 preto peão · a6 preto peão · e6 preto peão · h6 preto peão · d5 preto peão · e5 branco peão · d4 branco peão · f4 branco peão · g4 branco peão · h4 branco peão · c3 branco cavalo · a2 branco peão · b2 branco peão · c2 branco peão · a1 branco torre · d1 branco rainha · e1 branco rei · f1 branco bispo · g1 branco cavalo · h1 branco torre | a8 preto torre · b8 preto cavalo · c8 preto bispo · e8 preto rei · h8 preto torre · b7 preto peão · c7 preto peão · d7 preto cavalo · e7 preto rainha · f7 preto peão · g7 preto peão · a6 preto peão · e6 preto peão · h6 preto peão · d5 preto peão · e5 branco peão · d4 branco peão · f4 branco peão · g4 branco peão · h4 branco peão · c3 branco cavalo · a2 branco peão · b2 branco peão · c2 branco peão · a1 branco torre · d1 branco rainha · e1 branco rei · f1 branco bispo · g1 branco cavalo · h1 branco torre | a8 preto torre · b8 preto cavalo · c8 preto bispo · e8 preto rei · h8 preto torre · b7 preto peão · c7 preto peão · d7 preto cavalo · e7 preto rainha · f7 preto peão · g7 preto peão · a6 preto peão · e6 preto peão · h6 preto peão · d5 preto peão · e5 branco peão · d4 branco peão · f4 branco peão · g4 branco peão · h4 branco peão · c3 branco cavalo · a2 branco peão · b2 branco peão · c2 branco peão · a1 branco torre · d1 branco rainha · e1 branco rei · f1 branco bispo · g1 branco cavalo · h1 branco torre | a8 preto torre · b8 preto cavalo · c8 preto bispo · e8 preto rei · h8 preto torre · b7 preto peão · c7 preto peão · d7 preto cavalo · e7 preto rainha · f7 preto peão · g7 preto peão · a6 preto peão · e6 preto peão · h6 preto peão · d5 preto peão · e5 branco peão · d4 branco peão · f4 branco peão · g4 branco peão · h4 branco peão · c3 branco cavalo · a2 branco peão · b2 branco peão · c2 branco peão · a1 branco torre · d1 branco rainha · e1 branco rei · f1 branco bispo · g1 branco cavalo · h1 branco torre | a8 preto torre · b8 preto cavalo · c8 preto bispo · e8 preto rei · h8 preto torre · b7 preto peão · c7 preto peão · d7 preto cavalo · e7 preto rainha · f7 preto peão · g7 preto peão · a6 preto peão · e6 preto peão · h6 preto peão · d5 preto peão · e5 branco peão · d4 branco peão · f4 branco peão · g4 branco peão · h4 branco peão · c3 branco cavalo · a2 branco peão · b2 branco peão · c2 branco peão · a1 branco torre · d1 branco rainha · e1 branco rei · f1 branco bispo · g1 branco cavalo · h1 branco torre | a8 preto torre · b8 preto cavalo · c8 preto bispo · e8 preto rei · h8 preto torre · b7 preto peão · c7 preto peão · d7 preto cavalo · e7 preto rainha · f7 preto peão · g7 preto peão · a6 preto peão · e6 preto peão · h6 preto peão · d5 preto peão · e5 branco peão · d4 branco peão · f4 branco peão · g4 branco peão · h4 branco peão · c3 branco cavalo · a2 branco peão · b2 branco peão · c2 branco peão · a1 branco torre · d1 branco rainha · e1 branco rei · f1 branco bispo · g1 branco cavalo · h1 branco torre | a8 preto torre · b8 preto cavalo · c8 preto bispo · e8 preto rei · h8 preto torre · b7 preto peão · c7 preto peão · d7 preto cavalo · e7 preto rainha · f7 preto peão · g7 preto peão · a6 preto peão · e6 preto peão · h6 preto peão · d5 preto peão · e5 branco peão · d4 branco peão · f4 branco peão · g4 branco peão · h4 branco peão · c3 branco cavalo · a2 branco peão · b2 branco peão · c2 branco peão · a1 branco torre · d1 branco rainha · e1 branco rei · f1 branco bispo · g1 branco cavalo · h1 branco torre | a8 preto torre · b8 preto cavalo · c8 preto bispo · e8 preto rei · h8 preto torre · b7 preto peão · c7 preto peão · d7 preto cavalo · e7 preto rainha · f7 preto peão · g7 preto peão · a6 preto peão · e6 preto peão · h6 preto peão · d5 preto peão · e5 branco peão · d4 branco peão · f4 branco peão · g4 branco peão · h4 branco peão · c3 branco cavalo · a2 branco peão · b2 branco peão · c2 branco peão · a1 branco torre · d1 branco rainha · e1 branco rei · f1 branco bispo · g1 branco cavalo · h1 branco torre | 2 |
| 1 | a8 preto torre · b8 preto cavalo · c8 preto bispo · e8 preto rei · h8 preto torre · b7 preto peão · c7 preto peão · d7 preto cavalo · e7 preto rainha · f7 preto peão · g7 preto peão · a6 preto peão · e6 preto peão · h6 preto peão · d5 preto peão · e5 branco peão · d4 branco peão · f4 branco peão · g4 branco peão · h4 branco peão · c3 branco cavalo · a2 branco peão · b2 branco peão · c2 branco peão · a1 branco torre · d1 branco rainha · e1 branco rei · f1 branco bispo · g1 branco cavalo · h1 branco torre | a8 preto torre · b8 preto cavalo · c8 preto bispo · e8 preto rei · h8 preto torre · b7 preto peão · c7 preto peão · d7 preto cavalo · e7 preto rainha · f7 preto peão · g7 preto peão · a6 preto peão · e6 preto peão · h6 preto peão · d5 preto peão · e5 branco peão · d4 branco peão · f4 branco peão · g4 branco peão · h4 branco peão · c3 branco cavalo · a2 branco peão · b2 branco peão · c2 branco peão · a1 branco torre · d1 branco rainha · e1 branco rei · f1 branco bispo · g1 branco cavalo · h1 branco torre | a8 preto torre · b8 preto cavalo · c8 preto bispo · e8 preto rei · h8 preto torre · b7 preto peão · c7 preto peão · d7 preto cavalo · e7 preto rainha · f7 preto peão · g7 preto peão · a6 preto peão · e6 preto peão · h6 preto peão · d5 preto peão · e5 branco peão · d4 branco peão · f4 branco peão · g4 branco peão · h4 branco peão · c3 branco cavalo · a2 branco peão · b2 branco peão · c2 branco peão · a1 branco torre · d1 branco rainha · e1 branco rei · f1 branco bispo · g1 branco cavalo · h1 branco torre | a8 preto torre · b8 preto cavalo · c8 preto bispo · e8 preto rei · h8 preto torre · b7 preto peão · c7 preto peão · d7 preto cavalo · e7 preto rainha · f7 preto peão · g7 preto peão · a6 preto peão · e6 preto peão · h6 preto peão · d5 preto peão · e5 branco peão · d4 branco peão · f4 branco peão · g4 branco peão · h4 branco peão · c3 branco cavalo · a2 branco peão · b2 branco peão · c2 branco peão · a1 branco torre · d1 branco rainha · e1 branco rei · f1 branco bispo · g1 branco cavalo · h1 branco torre | a8 preto torre · b8 preto cavalo · c8 preto bispo · e8 preto rei · h8 preto torre · b7 preto peão · c7 preto peão · d7 preto cavalo · e7 preto rainha · f7 preto peão · g7 preto peão · a6 preto peão · e6 preto peão · h6 preto peão · d5 preto peão · e5 branco peão · d4 branco peão · f4 branco peão · g4 branco peão · h4 branco peão · c3 branco cavalo · a2 branco peão · b2 branco peão · c2 branco peão · a1 branco torre · d1 branco rainha · e1 branco rei · f1 branco bispo · g1 branco cavalo · h1 branco torre | a8 preto torre · b8 preto cavalo · c8 preto bispo · e8 preto rei · h8 preto torre · b7 preto peão · c7 preto peão · d7 preto cavalo · e7 preto rainha · f7 preto peão · g7 preto peão · a6 preto peão · e6 preto peão · h6 preto peão · d5 preto peão · e5 branco peão · d4 branco peão · f4 branco peão · g4 branco peão · h4 branco peão · c3 branco cavalo · a2 branco peão · b2 branco peão · c2 branco peão · a1 branco torre · d1 branco rainha · e1 branco rei · f1 branco bispo · g1 branco cavalo · h1 branco torre | a8 preto torre · b8 preto cavalo · c8 preto bispo · e8 preto rei · h8 preto torre · b7 preto peão · c7 preto peão · d7 preto cavalo · e7 preto rainha · f7 preto peão · g7 preto peão · a6 preto peão · e6 preto peão · h6 preto peão · d5 preto peão · e5 branco peão · d4 branco peão · f4 branco peão · g4 branco peão · h4 branco peão · c3 branco cavalo · a2 branco peão · b2 branco peão · c2 branco peão · a1 branco torre · d1 branco rainha · e1 branco rei · f1 branco bispo · g1 branco cavalo · h1 branco torre | a8 preto torre · b8 preto cavalo · c8 preto bispo · e8 preto rei · h8 preto torre · b7 preto peão · c7 preto peão · d7 preto cavalo · e7 preto rainha · f7 preto peão · g7 preto peão · a6 preto peão · e6 preto peão · h6 preto peão · d5 preto peão · e5 branco peão · d4 branco peão · f4 branco peão · g4 branco peão · h4 branco peão · c3 branco cavalo · a2 branco peão · b2 branco peão · c2 branco peão · a1 branco torre · d1 branco rainha · e1 branco rei · f1 branco bispo · g1 branco cavalo · h1 branco torre | 1 |
|   | a | b | c | d | e | f | g | h |   |

- 4...Be7 5.e5 Cfd7 costumava ser a linha principal, embora a variante Burn tenha ultrapassado-a em popularidade.
  - A continuação usual é 6. Bxe7 Dxe7 7.f4 0-0 (não 7...c5? 8. Cb5!) 8.Cf3 c5, quando as brancas têm várias opções, incluindo 9.Bd3, 9.Dd2 e 9.dxc5.
  - Uma alternativa para as brancas é o gambito 6.h4, que foi inventado por Adolf Albin e jogado por Chatard, mas não levado a sério até o jogo Alekhine – Fahrni, Mannheim (1914). É conhecido hoje como ataque Albin – Chatard ou ataque Alekhine – Chatard. Depois de 6...Bxg5 7.hxg5 Dxg5 8.Ch3 De7 9.Dg4 g6 10.Cg5 (a razão para 8.Ch3 em vez de 8.Cf3 é jogar Dg4), as brancas sacrificaram um peão para manter o rei das pretas no centro, já que o roque nem da ala da dama nem da ala do rei parece seguro. Outro ponto da jogada é que o movimento natural da defesa francesa das pretas 6...c5 corre para 7.Bxe7 quando as pretas devem mover o rei com 7...Rxe7 ou permitir 7...Dxe7 8.Cb5! com uma ameaça dupla de Cc7+, ganhando a torre na a8, e Cd6+, quando o rei das pretas deve se mover e o cavalo é muito forte na d6. As pretas podem recusar o gambito de várias maneiras, como 6...a6 e 6...h6. Depois de 6...a6, as brancas podem continuar a jogar para um ataque com o agressivo 7.Dg4! ameaçando Bxe7 e então Dxg7. As pretas são forçadas a eliminar o bispo com 7...Bxg5 8.hxg5, abrindo a coluna h. Um jogo selvagem com reis inseguros certamente acontecerá. 6...h6 é uma declinação mais segura do sacrifício, forçando o bispo a negociar com 7.Bxe7 Dxe7 após o que as brancas podem continuar a tentar atacar na ala do rei em antecipação ao roque das pretas na ala do rei (uma vez que o roque na ala da dama é indesejável devido ao necessidade de c5) com 8.f4 a6 9.g4 com um ataque ameaçador.
- Uma terceira opção para as pretas é contra-atacar com a variante McCutcheon. Nesta variante, o segundo jogador ignora a ameaça das brancas de e4 – e5 e, em vez disso, joga 4...Bb4. A linha principal continua: 5.e5 h6 6.Bd2 Bxc3 7.bxc3 Ce4 8.Dg4. Neste ponto, as pretas podem jogar 8...g6, o que enfraquece as casas escuras da ala do rei, mas mantém a opção de "rocar" na ala da dama, ou 8...Rf8. Uma forma alternativa para as brancas tratarem o 5...h6 é realizar a ameaça com 6.exf6 hxg5 7.fxg7 Tg8. A variante McCutcheon recebeu o nome de John Lindsay McCutcheon da Filadélfia (1857 – 1905), que chamou a atenção do público para a variante quando a usou para derrotar o então campeão mundial Steinitz em uma exibição simultânea em Manhattan em 1885.[2][3][4]

##### 4.e5
|   | a | b | c | d | e | f | g | h |   |
| 8 | a8 preto torre · b8 preto cavalo · c8 preto bispo · d8 preto rainha · e8 preto rei · f8 preto bispo · h8 preto torre · a7 preto peão · b7 preto peão · c7 preto peão · d7 preto cavalo · f7 preto peão · g7 preto peão · h7 preto peão · e6 preto peão · d5 preto peão · e5 branco peão · d4 branco peão · c3 branco cavalo · a2 branco peão · b2 branco peão · c2 branco peão · f2 branco peão · g2 branco peão · h2 branco peão · a1 branco torre · c1 branco bispo · d1 branco rainha · e1 branco rei · f1 branco bispo · g1 branco cavalo · h1 branco torre | a8 preto torre · b8 preto cavalo · c8 preto bispo · d8 preto rainha · e8 preto rei · f8 preto bispo · h8 preto torre · a7 preto peão · b7 preto peão · c7 preto peão · d7 preto cavalo · f7 preto peão · g7 preto peão · h7 preto peão · e6 preto peão · d5 preto peão · e5 branco peão · d4 branco peão · c3 branco cavalo · a2 branco peão · b2 branco peão · c2 branco peão · f2 branco peão · g2 branco peão · h2 branco peão · a1 branco torre · c1 branco bispo · d1 branco rainha · e1 branco rei · f1 branco bispo · g1 branco cavalo · h1 branco torre | a8 preto torre · b8 preto cavalo · c8 preto bispo · d8 preto rainha · e8 preto rei · f8 preto bispo · h8 preto torre · a7 preto peão · b7 preto peão · c7 preto peão · d7 preto cavalo · f7 preto peão · g7 preto peão · h7 preto peão · e6 preto peão · d5 preto peão · e5 branco peão · d4 branco peão · c3 branco cavalo · a2 branco peão · b2 branco peão · c2 branco peão · f2 branco peão · g2 branco peão · h2 branco peão · a1 branco torre · c1 branco bispo · d1 branco rainha · e1 branco rei · f1 branco bispo · g1 branco cavalo · h1 branco torre | a8 preto torre · b8 preto cavalo · c8 preto bispo · d8 preto rainha · e8 preto rei · f8 preto bispo · h8 preto torre · a7 preto peão · b7 preto peão · c7 preto peão · d7 preto cavalo · f7 preto peão · g7 preto peão · h7 preto peão · e6 preto peão · d5 preto peão · e5 branco peão · d4 branco peão · c3 branco cavalo · a2 branco peão · b2 branco peão · c2 branco peão · f2 branco peão · g2 branco peão · h2 branco peão · a1 branco torre · c1 branco bispo · d1 branco rainha · e1 branco rei · f1 branco bispo · g1 branco cavalo · h1 branco torre | a8 preto torre · b8 preto cavalo · c8 preto bispo · d8 preto rainha · e8 preto rei · f8 preto bispo · h8 preto torre · a7 preto peão · b7 preto peão · c7 preto peão · d7 preto cavalo · f7 preto peão · g7 preto peão · h7 preto peão · e6 preto peão · d5 preto peão · e5 branco peão · d4 branco peão · c3 branco cavalo · a2 branco peão · b2 branco peão · c2 branco peão · f2 branco peão · g2 branco peão · h2 branco peão · a1 branco torre · c1 branco bispo · d1 branco rainha · e1 branco rei · f1 branco bispo · g1 branco cavalo · h1 branco torre | a8 preto torre · b8 preto cavalo · c8 preto bispo · d8 preto rainha · e8 preto rei · f8 preto bispo · h8 preto torre · a7 preto peão · b7 preto peão · c7 preto peão · d7 preto cavalo · f7 preto peão · g7 preto peão · h7 preto peão · e6 preto peão · d5 preto peão · e5 branco peão · d4 branco peão · c3 branco cavalo · a2 branco peão · b2 branco peão · c2 branco peão · f2 branco peão · g2 branco peão · h2 branco peão · a1 branco torre · c1 branco bispo · d1 branco rainha · e1 branco rei · f1 branco bispo · g1 branco cavalo · h1 branco torre | a8 preto torre · b8 preto cavalo · c8 preto bispo · d8 preto rainha · e8 preto rei · f8 preto bispo · h8 preto torre · a7 preto peão · b7 preto peão · c7 preto peão · d7 preto cavalo · f7 preto peão · g7 preto peão · h7 preto peão · e6 preto peão · d5 preto peão · e5 branco peão · d4 branco peão · c3 branco cavalo · a2 branco peão · b2 branco peão · c2 branco peão · f2 branco peão · g2 branco peão · h2 branco peão · a1 branco torre · c1 branco bispo · d1 branco rainha · e1 branco rei · f1 branco bispo · g1 branco cavalo · h1 branco torre | a8 preto torre · b8 preto cavalo · c8 preto bispo · d8 preto rainha · e8 preto rei · f8 preto bispo · h8 preto torre · a7 preto peão · b7 preto peão · c7 preto peão · d7 preto cavalo · f7 preto peão · g7 preto peão · h7 preto peão · e6 preto peão · d5 preto peão · e5 branco peão · d4 branco peão · c3 branco cavalo · a2 branco peão · b2 branco peão · c2 branco peão · f2 branco peão · g2 branco peão · h2 branco peão · a1 branco torre · c1 branco bispo · d1 branco rainha · e1 branco rei · f1 branco bispo · g1 branco cavalo · h1 branco torre | 8 |
| 7 | a8 preto torre · b8 preto cavalo · c8 preto bispo · d8 preto rainha · e8 preto rei · f8 preto bispo · h8 preto torre · a7 preto peão · b7 preto peão · c7 preto peão · d7 preto cavalo · f7 preto peão · g7 preto peão · h7 preto peão · e6 preto peão · d5 preto peão · e5 branco peão · d4 branco peão · c3 branco cavalo · a2 branco peão · b2 branco peão · c2 branco peão · f2 branco peão · g2 branco peão · h2 branco peão · a1 branco torre · c1 branco bispo · d1 branco rainha · e1 branco rei · f1 branco bispo · g1 branco cavalo · h1 branco torre | a8 preto torre · b8 preto cavalo · c8 preto bispo · d8 preto rainha · e8 preto rei · f8 preto bispo · h8 preto torre · a7 preto peão · b7 preto peão · c7 preto peão · d7 preto cavalo · f7 preto peão · g7 preto peão · h7 preto peão · e6 preto peão · d5 preto peão · e5 branco peão · d4 branco peão · c3 branco cavalo · a2 branco peão · b2 branco peão · c2 branco peão · f2 branco peão · g2 branco peão · h2 branco peão · a1 branco torre · c1 branco bispo · d1 branco rainha · e1 branco rei · f1 branco bispo · g1 branco cavalo · h1 branco torre | a8 preto torre · b8 preto cavalo · c8 preto bispo · d8 preto rainha · e8 preto rei · f8 preto bispo · h8 preto torre · a7 preto peão · b7 preto peão · c7 preto peão · d7 preto cavalo · f7 preto peão · g7 preto peão · h7 preto peão · e6 preto peão · d5 preto peão · e5 branco peão · d4 branco peão · c3 branco cavalo · a2 branco peão · b2 branco peão · c2 branco peão · f2 branco peão · g2 branco peão · h2 branco peão · a1 branco torre · c1 branco bispo · d1 branco rainha · e1 branco rei · f1 branco bispo · g1 branco cavalo · h1 branco torre | a8 preto torre · b8 preto cavalo · c8 preto bispo · d8 preto rainha · e8 preto rei · f8 preto bispo · h8 preto torre · a7 preto peão · b7 preto peão · c7 preto peão · d7 preto cavalo · f7 preto peão · g7 preto peão · h7 preto peão · e6 preto peão · d5 preto peão · e5 branco peão · d4 branco peão · c3 branco cavalo · a2 branco peão · b2 branco peão · c2 branco peão · f2 branco peão · g2 branco peão · h2 branco peão · a1 branco torre · c1 branco bispo · d1 branco rainha · e1 branco rei · f1 branco bispo · g1 branco cavalo · h1 branco torre | a8 preto torre · b8 preto cavalo · c8 preto bispo · d8 preto rainha · e8 preto rei · f8 preto bispo · h8 preto torre · a7 preto peão · b7 preto peão · c7 preto peão · d7 preto cavalo · f7 preto peão · g7 preto peão · h7 preto peão · e6 preto peão · d5 preto peão · e5 branco peão · d4 branco peão · c3 branco cavalo · a2 branco peão · b2 branco peão · c2 branco peão · f2 branco peão · g2 branco peão · h2 branco peão · a1 branco torre · c1 branco bispo · d1 branco rainha · e1 branco rei · f1 branco bispo · g1 branco cavalo · h1 branco torre | a8 preto torre · b8 preto cavalo · c8 preto bispo · d8 preto rainha · e8 preto rei · f8 preto bispo · h8 preto torre · a7 preto peão · b7 preto peão · c7 preto peão · d7 preto cavalo · f7 preto peão · g7 preto peão · h7 preto peão · e6 preto peão · d5 preto peão · e5 branco peão · d4 branco peão · c3 branco cavalo · a2 branco peão · b2 branco peão · c2 branco peão · f2 branco peão · g2 branco peão · h2 branco peão · a1 branco torre · c1 branco bispo · d1 branco rainha · e1 branco rei · f1 branco bispo · g1 branco cavalo · h1 branco torre | a8 preto torre · b8 preto cavalo · c8 preto bispo · d8 preto rainha · e8 preto rei · f8 preto bispo · h8 preto torre · a7 preto peão · b7 preto peão · c7 preto peão · d7 preto cavalo · f7 preto peão · g7 preto peão · h7 preto peão · e6 preto peão · d5 preto peão · e5 branco peão · d4 branco peão · c3 branco cavalo · a2 branco peão · b2 branco peão · c2 branco peão · f2 branco peão · g2 branco peão · h2 branco peão · a1 branco torre · c1 branco bispo · d1 branco rainha · e1 branco rei · f1 branco bispo · g1 branco cavalo · h1 branco torre | a8 preto torre · b8 preto cavalo · c8 preto bispo · d8 preto rainha · e8 preto rei · f8 preto bispo · h8 preto torre · a7 preto peão · b7 preto peão · c7 preto peão · d7 preto cavalo · f7 preto peão · g7 preto peão · h7 preto peão · e6 preto peão · d5 preto peão · e5 branco peão · d4 branco peão · c3 branco cavalo · a2 branco peão · b2 branco peão · c2 branco peão · f2 branco peão · g2 branco peão · h2 branco peão · a1 branco torre · c1 branco bispo · d1 branco rainha · e1 branco rei · f1 branco bispo · g1 branco cavalo · h1 branco torre | 7 |
| 6 | a8 preto torre · b8 preto cavalo · c8 preto bispo · d8 preto rainha · e8 preto rei · f8 preto bispo · h8 preto torre · a7 preto peão · b7 preto peão · c7 preto peão · d7 preto cavalo · f7 preto peão · g7 preto peão · h7 preto peão · e6 preto peão · d5 preto peão · e5 branco peão · d4 branco peão · c3 branco cavalo · a2 branco peão · b2 branco peão · c2 branco peão · f2 branco peão · g2 branco peão · h2 branco peão · a1 branco torre · c1 branco bispo · d1 branco rainha · e1 branco rei · f1 branco bispo · g1 branco cavalo · h1 branco torre | a8 preto torre · b8 preto cavalo · c8 preto bispo · d8 preto rainha · e8 preto rei · f8 preto bispo · h8 preto torre · a7 preto peão · b7 preto peão · c7 preto peão · d7 preto cavalo · f7 preto peão · g7 preto peão · h7 preto peão · e6 preto peão · d5 preto peão · e5 branco peão · d4 branco peão · c3 branco cavalo · a2 branco peão · b2 branco peão · c2 branco peão · f2 branco peão · g2 branco peão · h2 branco peão · a1 branco torre · c1 branco bispo · d1 branco rainha · e1 branco rei · f1 branco bispo · g1 branco cavalo · h1 branco torre | a8 preto torre · b8 preto cavalo · c8 preto bispo · d8 preto rainha · e8 preto rei · f8 preto bispo · h8 preto torre · a7 preto peão · b7 preto peão · c7 preto peão · d7 preto cavalo · f7 preto peão · g7 preto peão · h7 preto peão · e6 preto peão · d5 preto peão · e5 branco peão · d4 branco peão · c3 branco cavalo · a2 branco peão · b2 branco peão · c2 branco peão · f2 branco peão · g2 branco peão · h2 branco peão · a1 branco torre · c1 branco bispo · d1 branco rainha · e1 branco rei · f1 branco bispo · g1 branco cavalo · h1 branco torre | a8 preto torre · b8 preto cavalo · c8 preto bispo · d8 preto rainha · e8 preto rei · f8 preto bispo · h8 preto torre · a7 preto peão · b7 preto peão · c7 preto peão · d7 preto cavalo · f7 preto peão · g7 preto peão · h7 preto peão · e6 preto peão · d5 preto peão · e5 branco peão · d4 branco peão · c3 branco cavalo · a2 branco peão · b2 branco peão · c2 branco peão · f2 branco peão · g2 branco peão · h2 branco peão · a1 branco torre · c1 branco bispo · d1 branco rainha · e1 branco rei · f1 branco bispo · g1 branco cavalo · h1 branco torre | a8 preto torre · b8 preto cavalo · c8 preto bispo · d8 preto rainha · e8 preto rei · f8 preto bispo · h8 preto torre · a7 preto peão · b7 preto peão · c7 preto peão · d7 preto cavalo · f7 preto peão · g7 preto peão · h7 preto peão · e6 preto peão · d5 preto peão · e5 branco peão · d4 branco peão · c3 branco cavalo · a2 branco peão · b2 branco peão · c2 branco peão · f2 branco peão · g2 branco peão · h2 branco peão · a1 branco torre · c1 branco bispo · d1 branco rainha · e1 branco rei · f1 branco bispo · g1 branco cavalo · h1 branco torre | a8 preto torre · b8 preto cavalo · c8 preto bispo · d8 preto rainha · e8 preto rei · f8 preto bispo · h8 preto torre · a7 preto peão · b7 preto peão · c7 preto peão · d7 preto cavalo · f7 preto peão · g7 preto peão · h7 preto peão · e6 preto peão · d5 preto peão · e5 branco peão · d4 branco peão · c3 branco cavalo · a2 branco peão · b2 branco peão · c2 branco peão · f2 branco peão · g2 branco peão · h2 branco peão · a1 branco torre · c1 branco bispo · d1 branco rainha · e1 branco rei · f1 branco bispo · g1 branco cavalo · h1 branco torre | a8 preto torre · b8 preto cavalo · c8 preto bispo · d8 preto rainha · e8 preto rei · f8 preto bispo · h8 preto torre · a7 preto peão · b7 preto peão · c7 preto peão · d7 preto cavalo · f7 preto peão · g7 preto peão · h7 preto peão · e6 preto peão · d5 preto peão · e5 branco peão · d4 branco peão · c3 branco cavalo · a2 branco peão · b2 branco peão · c2 branco peão · f2 branco peão · g2 branco peão · h2 branco peão · a1 branco torre · c1 branco bispo · d1 branco rainha · e1 branco rei · f1 branco bispo · g1 branco cavalo · h1 branco torre | a8 preto torre · b8 preto cavalo · c8 preto bispo · d8 preto rainha · e8 preto rei · f8 preto bispo · h8 preto torre · a7 preto peão · b7 preto peão · c7 preto peão · d7 preto cavalo · f7 preto peão · g7 preto peão · h7 preto peão · e6 preto peão · d5 preto peão · e5 branco peão · d4 branco peão · c3 branco cavalo · a2 branco peão · b2 branco peão · c2 branco peão · f2 branco peão · g2 branco peão · h2 branco peão · a1 branco torre · c1 branco bispo · d1 branco rainha · e1 branco rei · f1 branco bispo · g1 branco cavalo · h1 branco torre | 6 |
| 5 | a8 preto torre · b8 preto cavalo · c8 preto bispo · d8 preto rainha · e8 preto rei · f8 preto bispo · h8 preto torre · a7 preto peão · b7 preto peão · c7 preto peão · d7 preto cavalo · f7 preto peão · g7 preto peão · h7 preto peão · e6 preto peão · d5 preto peão · e5 branco peão · d4 branco peão · c3 branco cavalo · a2 branco peão · b2 branco peão · c2 branco peão · f2 branco peão · g2 branco peão · h2 branco peão · a1 branco torre · c1 branco bispo · d1 branco rainha · e1 branco rei · f1 branco bispo · g1 branco cavalo · h1 branco torre | a8 preto torre · b8 preto cavalo · c8 preto bispo · d8 preto rainha · e8 preto rei · f8 preto bispo · h8 preto torre · a7 preto peão · b7 preto peão · c7 preto peão · d7 preto cavalo · f7 preto peão · g7 preto peão · h7 preto peão · e6 preto peão · d5 preto peão · e5 branco peão · d4 branco peão · c3 branco cavalo · a2 branco peão · b2 branco peão · c2 branco peão · f2 branco peão · g2 branco peão · h2 branco peão · a1 branco torre · c1 branco bispo · d1 branco rainha · e1 branco rei · f1 branco bispo · g1 branco cavalo · h1 branco torre | a8 preto torre · b8 preto cavalo · c8 preto bispo · d8 preto rainha · e8 preto rei · f8 preto bispo · h8 preto torre · a7 preto peão · b7 preto peão · c7 preto peão · d7 preto cavalo · f7 preto peão · g7 preto peão · h7 preto peão · e6 preto peão · d5 preto peão · e5 branco peão · d4 branco peão · c3 branco cavalo · a2 branco peão · b2 branco peão · c2 branco peão · f2 branco peão · g2 branco peão · h2 branco peão · a1 branco torre · c1 branco bispo · d1 branco rainha · e1 branco rei · f1 branco bispo · g1 branco cavalo · h1 branco torre | a8 preto torre · b8 preto cavalo · c8 preto bispo · d8 preto rainha · e8 preto rei · f8 preto bispo · h8 preto torre · a7 preto peão · b7 preto peão · c7 preto peão · d7 preto cavalo · f7 preto peão · g7 preto peão · h7 preto peão · e6 preto peão · d5 preto peão · e5 branco peão · d4 branco peão · c3 branco cavalo · a2 branco peão · b2 branco peão · c2 branco peão · f2 branco peão · g2 branco peão · h2 branco peão · a1 branco torre · c1 branco bispo · d1 branco rainha · e1 branco rei · f1 branco bispo · g1 branco cavalo · h1 branco torre | a8 preto torre · b8 preto cavalo · c8 preto bispo · d8 preto rainha · e8 preto rei · f8 preto bispo · h8 preto torre · a7 preto peão · b7 preto peão · c7 preto peão · d7 preto cavalo · f7 preto peão · g7 preto peão · h7 preto peão · e6 preto peão · d5 preto peão · e5 branco peão · d4 branco peão · c3 branco cavalo · a2 branco peão · b2 branco peão · c2 branco peão · f2 branco peão · g2 branco peão · h2 branco peão · a1 branco torre · c1 branco bispo · d1 branco rainha · e1 branco rei · f1 branco bispo · g1 branco cavalo · h1 branco torre | a8 preto torre · b8 preto cavalo · c8 preto bispo · d8 preto rainha · e8 preto rei · f8 preto bispo · h8 preto torre · a7 preto peão · b7 preto peão · c7 preto peão · d7 preto cavalo · f7 preto peão · g7 preto peão · h7 preto peão · e6 preto peão · d5 preto peão · e5 branco peão · d4 branco peão · c3 branco cavalo · a2 branco peão · b2 branco peão · c2 branco peão · f2 branco peão · g2 branco peão · h2 branco peão · a1 branco torre · c1 branco bispo · d1 branco rainha · e1 branco rei · f1 branco bispo · g1 branco cavalo · h1 branco torre | a8 preto torre · b8 preto cavalo · c8 preto bispo · d8 preto rainha · e8 preto rei · f8 preto bispo · h8 preto torre · a7 preto peão · b7 preto peão · c7 preto peão · d7 preto cavalo · f7 preto peão · g7 preto peão · h7 preto peão · e6 preto peão · d5 preto peão · e5 branco peão · d4 branco peão · c3 branco cavalo · a2 branco peão · b2 branco peão · c2 branco peão · f2 branco peão · g2 branco peão · h2 branco peão · a1 branco torre · c1 branco bispo · d1 branco rainha · e1 branco rei · f1 branco bispo · g1 branco cavalo · h1 branco torre | a8 preto torre · b8 preto cavalo · c8 preto bispo · d8 preto rainha · e8 preto rei · f8 preto bispo · h8 preto torre · a7 preto peão · b7 preto peão · c7 preto peão · d7 preto cavalo · f7 preto peão · g7 preto peão · h7 preto peão · e6 preto peão · d5 preto peão · e5 branco peão · d4 branco peão · c3 branco cavalo · a2 branco peão · b2 branco peão · c2 branco peão · f2 branco peão · g2 branco peão · h2 branco peão · a1 branco torre · c1 branco bispo · d1 branco rainha · e1 branco rei · f1 branco bispo · g1 branco cavalo · h1 branco torre | 5 |
| 4 | a8 preto torre · b8 preto cavalo · c8 preto bispo · d8 preto rainha · e8 preto rei · f8 preto bispo · h8 preto torre · a7 preto peão · b7 preto peão · c7 preto peão · d7 preto cavalo · f7 preto peão · g7 preto peão · h7 preto peão · e6 preto peão · d5 preto peão · e5 branco peão · d4 branco peão · c3 branco cavalo · a2 branco peão · b2 branco peão · c2 branco peão · f2 branco peão · g2 branco peão · h2 branco peão · a1 branco torre · c1 branco bispo · d1 branco rainha · e1 branco rei · f1 branco bispo · g1 branco cavalo · h1 branco torre | a8 preto torre · b8 preto cavalo · c8 preto bispo · d8 preto rainha · e8 preto rei · f8 preto bispo · h8 preto torre · a7 preto peão · b7 preto peão · c7 preto peão · d7 preto cavalo · f7 preto peão · g7 preto peão · h7 preto peão · e6 preto peão · d5 preto peão · e5 branco peão · d4 branco peão · c3 branco cavalo · a2 branco peão · b2 branco peão · c2 branco peão · f2 branco peão · g2 branco peão · h2 branco peão · a1 branco torre · c1 branco bispo · d1 branco rainha · e1 branco rei · f1 branco bispo · g1 branco cavalo · h1 branco torre | a8 preto torre · b8 preto cavalo · c8 preto bispo · d8 preto rainha · e8 preto rei · f8 preto bispo · h8 preto torre · a7 preto peão · b7 preto peão · c7 preto peão · d7 preto cavalo · f7 preto peão · g7 preto peão · h7 preto peão · e6 preto peão · d5 preto peão · e5 branco peão · d4 branco peão · c3 branco cavalo · a2 branco peão · b2 branco peão · c2 branco peão · f2 branco peão · g2 branco peão · h2 branco peão · a1 branco torre · c1 branco bispo · d1 branco rainha · e1 branco rei · f1 branco bispo · g1 branco cavalo · h1 branco torre | a8 preto torre · b8 preto cavalo · c8 preto bispo · d8 preto rainha · e8 preto rei · f8 preto bispo · h8 preto torre · a7 preto peão · b7 preto peão · c7 preto peão · d7 preto cavalo · f7 preto peão · g7 preto peão · h7 preto peão · e6 preto peão · d5 preto peão · e5 branco peão · d4 branco peão · c3 branco cavalo · a2 branco peão · b2 branco peão · c2 branco peão · f2 branco peão · g2 branco peão · h2 branco peão · a1 branco torre · c1 branco bispo · d1 branco rainha · e1 branco rei · f1 branco bispo · g1 branco cavalo · h1 branco torre | a8 preto torre · b8 preto cavalo · c8 preto bispo · d8 preto rainha · e8 preto rei · f8 preto bispo · h8 preto torre · a7 preto peão · b7 preto peão · c7 preto peão · d7 preto cavalo · f7 preto peão · g7 preto peão · h7 preto peão · e6 preto peão · d5 preto peão · e5 branco peão · d4 branco peão · c3 branco cavalo · a2 branco peão · b2 branco peão · c2 branco peão · f2 branco peão · g2 branco peão · h2 branco peão · a1 branco torre · c1 branco bispo · d1 branco rainha · e1 branco rei · f1 branco bispo · g1 branco cavalo · h1 branco torre | a8 preto torre · b8 preto cavalo · c8 preto bispo · d8 preto rainha · e8 preto rei · f8 preto bispo · h8 preto torre · a7 preto peão · b7 preto peão · c7 preto peão · d7 preto cavalo · f7 preto peão · g7 preto peão · h7 preto peão · e6 preto peão · d5 preto peão · e5 branco peão · d4 branco peão · c3 branco cavalo · a2 branco peão · b2 branco peão · c2 branco peão · f2 branco peão · g2 branco peão · h2 branco peão · a1 branco torre · c1 branco bispo · d1 branco rainha · e1 branco rei · f1 branco bispo · g1 branco cavalo · h1 branco torre | a8 preto torre · b8 preto cavalo · c8 preto bispo · d8 preto rainha · e8 preto rei · f8 preto bispo · h8 preto torre · a7 preto peão · b7 preto peão · c7 preto peão · d7 preto cavalo · f7 preto peão · g7 preto peão · h7 preto peão · e6 preto peão · d5 preto peão · e5 branco peão · d4 branco peão · c3 branco cavalo · a2 branco peão · b2 branco peão · c2 branco peão · f2 branco peão · g2 branco peão · h2 branco peão · a1 branco torre · c1 branco bispo · d1 branco rainha · e1 branco rei · f1 branco bispo · g1 branco cavalo · h1 branco torre | a8 preto torre · b8 preto cavalo · c8 preto bispo · d8 preto rainha · e8 preto rei · f8 preto bispo · h8 preto torre · a7 preto peão · b7 preto peão · c7 preto peão · d7 preto cavalo · f7 preto peão · g7 preto peão · h7 preto peão · e6 preto peão · d5 preto peão · e5 branco peão · d4 branco peão · c3 branco cavalo · a2 branco peão · b2 branco peão · c2 branco peão · f2 branco peão · g2 branco peão · h2 branco peão · a1 branco torre · c1 branco bispo · d1 branco rainha · e1 branco rei · f1 branco bispo · g1 branco cavalo · h1 branco torre | 4 |
| 3 | a8 preto torre · b8 preto cavalo · c8 preto bispo · d8 preto rainha · e8 preto rei · f8 preto bispo · h8 preto torre · a7 preto peão · b7 preto peão · c7 preto peão · d7 preto cavalo · f7 preto peão · g7 preto peão · h7 preto peão · e6 preto peão · d5 preto peão · e5 branco peão · d4 branco peão · c3 branco cavalo · a2 branco peão · b2 branco peão · c2 branco peão · f2 branco peão · g2 branco peão · h2 branco peão · a1 branco torre · c1 branco bispo · d1 branco rainha · e1 branco rei · f1 branco bispo · g1 branco cavalo · h1 branco torre | a8 preto torre · b8 preto cavalo · c8 preto bispo · d8 preto rainha · e8 preto rei · f8 preto bispo · h8 preto torre · a7 preto peão · b7 preto peão · c7 preto peão · d7 preto cavalo · f7 preto peão · g7 preto peão · h7 preto peão · e6 preto peão · d5 preto peão · e5 branco peão · d4 branco peão · c3 branco cavalo · a2 branco peão · b2 branco peão · c2 branco peão · f2 branco peão · g2 branco peão · h2 branco peão · a1 branco torre · c1 branco bispo · d1 branco rainha · e1 branco rei · f1 branco bispo · g1 branco cavalo · h1 branco torre | a8 preto torre · b8 preto cavalo · c8 preto bispo · d8 preto rainha · e8 preto rei · f8 preto bispo · h8 preto torre · a7 preto peão · b7 preto peão · c7 preto peão · d7 preto cavalo · f7 preto peão · g7 preto peão · h7 preto peão · e6 preto peão · d5 preto peão · e5 branco peão · d4 branco peão · c3 branco cavalo · a2 branco peão · b2 branco peão · c2 branco peão · f2 branco peão · g2 branco peão · h2 branco peão · a1 branco torre · c1 branco bispo · d1 branco rainha · e1 branco rei · f1 branco bispo · g1 branco cavalo · h1 branco torre | a8 preto torre · b8 preto cavalo · c8 preto bispo · d8 preto rainha · e8 preto rei · f8 preto bispo · h8 preto torre · a7 preto peão · b7 preto peão · c7 preto peão · d7 preto cavalo · f7 preto peão · g7 preto peão · h7 preto peão · e6 preto peão · d5 preto peão · e5 branco peão · d4 branco peão · c3 branco cavalo · a2 branco peão · b2 branco peão · c2 branco peão · f2 branco peão · g2 branco peão · h2 branco peão · a1 branco torre · c1 branco bispo · d1 branco rainha · e1 branco rei · f1 branco bispo · g1 branco cavalo · h1 branco torre | a8 preto torre · b8 preto cavalo · c8 preto bispo · d8 preto rainha · e8 preto rei · f8 preto bispo · h8 preto torre · a7 preto peão · b7 preto peão · c7 preto peão · d7 preto cavalo · f7 preto peão · g7 preto peão · h7 preto peão · e6 preto peão · d5 preto peão · e5 branco peão · d4 branco peão · c3 branco cavalo · a2 branco peão · b2 branco peão · c2 branco peão · f2 branco peão · g2 branco peão · h2 branco peão · a1 branco torre · c1 branco bispo · d1 branco rainha · e1 branco rei · f1 branco bispo · g1 branco cavalo · h1 branco torre | a8 preto torre · b8 preto cavalo · c8 preto bispo · d8 preto rainha · e8 preto rei · f8 preto bispo · h8 preto torre · a7 preto peão · b7 preto peão · c7 preto peão · d7 preto cavalo · f7 preto peão · g7 preto peão · h7 preto peão · e6 preto peão · d5 preto peão · e5 branco peão · d4 branco peão · c3 branco cavalo · a2 branco peão · b2 branco peão · c2 branco peão · f2 branco peão · g2 branco peão · h2 branco peão · a1 branco torre · c1 branco bispo · d1 branco rainha · e1 branco rei · f1 branco bispo · g1 branco cavalo · h1 branco torre | a8 preto torre · b8 preto cavalo · c8 preto bispo · d8 preto rainha · e8 preto rei · f8 preto bispo · h8 preto torre · a7 preto peão · b7 preto peão · c7 preto peão · d7 preto cavalo · f7 preto peão · g7 preto peão · h7 preto peão · e6 preto peão · d5 preto peão · e5 branco peão · d4 branco peão · c3 branco cavalo · a2 branco peão · b2 branco peão · c2 branco peão · f2 branco peão · g2 branco peão · h2 branco peão · a1 branco torre · c1 branco bispo · d1 branco rainha · e1 branco rei · f1 branco bispo · g1 branco cavalo · h1 branco torre | a8 preto torre · b8 preto cavalo · c8 preto bispo · d8 preto rainha · e8 preto rei · f8 preto bispo · h8 preto torre · a7 preto peão · b7 preto peão · c7 preto peão · d7 preto cavalo · f7 preto peão · g7 preto peão · h7 preto peão · e6 preto peão · d5 preto peão · e5 branco peão · d4 branco peão · c3 branco cavalo · a2 branco peão · b2 branco peão · c2 branco peão · f2 branco peão · g2 branco peão · h2 branco peão · a1 branco torre · c1 branco bispo · d1 branco rainha · e1 branco rei · f1 branco bispo · g1 branco cavalo · h1 branco torre | 3 |
| 2 | a8 preto torre · b8 preto cavalo · c8 preto bispo · d8 preto rainha · e8 preto rei · f8 preto bispo · h8 preto torre · a7 preto peão · b7 preto peão · c7 preto peão · d7 preto cavalo · f7 preto peão · g7 preto peão · h7 preto peão · e6 preto peão · d5 preto peão · e5 branco peão · d4 branco peão · c3 branco cavalo · a2 branco peão · b2 branco peão · c2 branco peão · f2 branco peão · g2 branco peão · h2 branco peão · a1 branco torre · c1 branco bispo · d1 branco rainha · e1 branco rei · f1 branco bispo · g1 branco cavalo · h1 branco torre | a8 preto torre · b8 preto cavalo · c8 preto bispo · d8 preto rainha · e8 preto rei · f8 preto bispo · h8 preto torre · a7 preto peão · b7 preto peão · c7 preto peão · d7 preto cavalo · f7 preto peão · g7 preto peão · h7 preto peão · e6 preto peão · d5 preto peão · e5 branco peão · d4 branco peão · c3 branco cavalo · a2 branco peão · b2 branco peão · c2 branco peão · f2 branco peão · g2 branco peão · h2 branco peão · a1 branco torre · c1 branco bispo · d1 branco rainha · e1 branco rei · f1 branco bispo · g1 branco cavalo · h1 branco torre | a8 preto torre · b8 preto cavalo · c8 preto bispo · d8 preto rainha · e8 preto rei · f8 preto bispo · h8 preto torre · a7 preto peão · b7 preto peão · c7 preto peão · d7 preto cavalo · f7 preto peão · g7 preto peão · h7 preto peão · e6 preto peão · d5 preto peão · e5 branco peão · d4 branco peão · c3 branco cavalo · a2 branco peão · b2 branco peão · c2 branco peão · f2 branco peão · g2 branco peão · h2 branco peão · a1 branco torre · c1 branco bispo · d1 branco rainha · e1 branco rei · f1 branco bispo · g1 branco cavalo · h1 branco torre | a8 preto torre · b8 preto cavalo · c8 preto bispo · d8 preto rainha · e8 preto rei · f8 preto bispo · h8 preto torre · a7 preto peão · b7 preto peão · c7 preto peão · d7 preto cavalo · f7 preto peão · g7 preto peão · h7 preto peão · e6 preto peão · d5 preto peão · e5 branco peão · d4 branco peão · c3 branco cavalo · a2 branco peão · b2 branco peão · c2 branco peão · f2 branco peão · g2 branco peão · h2 branco peão · a1 branco torre · c1 branco bispo · d1 branco rainha · e1 branco rei · f1 branco bispo · g1 branco cavalo · h1 branco torre | a8 preto torre · b8 preto cavalo · c8 preto bispo · d8 preto rainha · e8 preto rei · f8 preto bispo · h8 preto torre · a7 preto peão · b7 preto peão · c7 preto peão · d7 preto cavalo · f7 preto peão · g7 preto peão · h7 preto peão · e6 preto peão · d5 preto peão · e5 branco peão · d4 branco peão · c3 branco cavalo · a2 branco peão · b2 branco peão · c2 branco peão · f2 branco peão · g2 branco peão · h2 branco peão · a1 branco torre · c1 branco bispo · d1 branco rainha · e1 branco rei · f1 branco bispo · g1 branco cavalo · h1 branco torre | a8 preto torre · b8 preto cavalo · c8 preto bispo · d8 preto rainha · e8 preto rei · f8 preto bispo · h8 preto torre · a7 preto peão · b7 preto peão · c7 preto peão · d7 preto cavalo · f7 preto peão · g7 preto peão · h7 preto peão · e6 preto peão · d5 preto peão · e5 branco peão · d4 branco peão · c3 branco cavalo · a2 branco peão · b2 branco peão · c2 branco peão · f2 branco peão · g2 branco peão · h2 branco peão · a1 branco torre · c1 branco bispo · d1 branco rainha · e1 branco rei · f1 branco bispo · g1 branco cavalo · h1 branco torre | a8 preto torre · b8 preto cavalo · c8 preto bispo · d8 preto rainha · e8 preto rei · f8 preto bispo · h8 preto torre · a7 preto peão · b7 preto peão · c7 preto peão · d7 preto cavalo · f7 preto peão · g7 preto peão · h7 preto peão · e6 preto peão · d5 preto peão · e5 branco peão · d4 branco peão · c3 branco cavalo · a2 branco peão · b2 branco peão · c2 branco peão · f2 branco peão · g2 branco peão · h2 branco peão · a1 branco torre · c1 branco bispo · d1 branco rainha · e1 branco rei · f1 branco bispo · g1 branco cavalo · h1 branco torre | a8 preto torre · b8 preto cavalo · c8 preto bispo · d8 preto rainha · e8 preto rei · f8 preto bispo · h8 preto torre · a7 preto peão · b7 preto peão · c7 preto peão · d7 preto cavalo · f7 preto peão · g7 preto peão · h7 preto peão · e6 preto peão · d5 preto peão · e5 branco peão · d4 branco peão · c3 branco cavalo · a2 branco peão · b2 branco peão · c2 branco peão · f2 branco peão · g2 branco peão · h2 branco peão · a1 branco torre · c1 branco bispo · d1 branco rainha · e1 branco rei · f1 branco bispo · g1 branco cavalo · h1 branco torre | 2 |
| 1 | a8 preto torre · b8 preto cavalo · c8 preto bispo · d8 preto rainha · e8 preto rei · f8 preto bispo · h8 preto torre · a7 preto peão · b7 preto peão · c7 preto peão · d7 preto cavalo · f7 preto peão · g7 preto peão · h7 preto peão · e6 preto peão · d5 preto peão · e5 branco peão · d4 branco peão · c3 branco cavalo · a2 branco peão · b2 branco peão · c2 branco peão · f2 branco peão · g2 branco peão · h2 branco peão · a1 branco torre · c1 branco bispo · d1 branco rainha · e1 branco rei · f1 branco bispo · g1 branco cavalo · h1 branco torre | a8 preto torre · b8 preto cavalo · c8 preto bispo · d8 preto rainha · e8 preto rei · f8 preto bispo · h8 preto torre · a7 preto peão · b7 preto peão · c7 preto peão · d7 preto cavalo · f7 preto peão · g7 preto peão · h7 preto peão · e6 preto peão · d5 preto peão · e5 branco peão · d4 branco peão · c3 branco cavalo · a2 branco peão · b2 branco peão · c2 branco peão · f2 branco peão · g2 branco peão · h2 branco peão · a1 branco torre · c1 branco bispo · d1 branco rainha · e1 branco rei · f1 branco bispo · g1 branco cavalo · h1 branco torre | a8 preto torre · b8 preto cavalo · c8 preto bispo · d8 preto rainha · e8 preto rei · f8 preto bispo · h8 preto torre · a7 preto peão · b7 preto peão · c7 preto peão · d7 preto cavalo · f7 preto peão · g7 preto peão · h7 preto peão · e6 preto peão · d5 preto peão · e5 branco peão · d4 branco peão · c3 branco cavalo · a2 branco peão · b2 branco peão · c2 branco peão · f2 branco peão · g2 branco peão · h2 branco peão · a1 branco torre · c1 branco bispo · d1 branco rainha · e1 branco rei · f1 branco bispo · g1 branco cavalo · h1 branco torre | a8 preto torre · b8 preto cavalo · c8 preto bispo · d8 preto rainha · e8 preto rei · f8 preto bispo · h8 preto torre · a7 preto peão · b7 preto peão · c7 preto peão · d7 preto cavalo · f7 preto peão · g7 preto peão · h7 preto peão · e6 preto peão · d5 preto peão · e5 branco peão · d4 branco peão · c3 branco cavalo · a2 branco peão · b2 branco peão · c2 branco peão · f2 branco peão · g2 branco peão · h2 branco peão · a1 branco torre · c1 branco bispo · d1 branco rainha · e1 branco rei · f1 branco bispo · g1 branco cavalo · h1 branco torre | a8 preto torre · b8 preto cavalo · c8 preto bispo · d8 preto rainha · e8 preto rei · f8 preto bispo · h8 preto torre · a7 preto peão · b7 preto peão · c7 preto peão · d7 preto cavalo · f7 preto peão · g7 preto peão · h7 preto peão · e6 preto peão · d5 preto peão · e5 branco peão · d4 branco peão · c3 branco cavalo · a2 branco peão · b2 branco peão · c2 branco peão · f2 branco peão · g2 branco peão · h2 branco peão · a1 branco torre · c1 branco bispo · d1 branco rainha · e1 branco rei · f1 branco bispo · g1 branco cavalo · h1 branco torre | a8 preto torre · b8 preto cavalo · c8 preto bispo · d8 preto rainha · e8 preto rei · f8 preto bispo · h8 preto torre · a7 preto peão · b7 preto peão · c7 preto peão · d7 preto cavalo · f7 preto peão · g7 preto peão · h7 preto peão · e6 preto peão · d5 preto peão · e5 branco peão · d4 branco peão · c3 branco cavalo · a2 branco peão · b2 branco peão · c2 branco peão · f2 branco peão · g2 branco peão · h2 branco peão · a1 branco torre · c1 branco bispo · d1 branco rainha · e1 branco rei · f1 branco bispo · g1 branco cavalo · h1 branco torre | a8 preto torre · b8 preto cavalo · c8 preto bispo · d8 preto rainha · e8 preto rei · f8 preto bispo · h8 preto torre · a7 preto peão · b7 preto peão · c7 preto peão · d7 preto cavalo · f7 preto peão · g7 preto peão · h7 preto peão · e6 preto peão · d5 preto peão · e5 branco peão · d4 branco peão · c3 branco cavalo · a2 branco peão · b2 branco peão · c2 branco peão · f2 branco peão · g2 branco peão · h2 branco peão · a1 branco torre · c1 branco bispo · d1 branco rainha · e1 branco rei · f1 branco bispo · g1 branco cavalo · h1 branco torre | a8 preto torre · b8 preto cavalo · c8 preto bispo · d8 preto rainha · e8 preto rei · f8 preto bispo · h8 preto torre · a7 preto peão · b7 preto peão · c7 preto peão · d7 preto cavalo · f7 preto peão · g7 preto peão · h7 preto peão · e6 preto peão · d5 preto peão · e5 branco peão · d4 branco peão · c3 branco cavalo · a2 branco peão · b2 branco peão · c2 branco peão · f2 branco peão · g2 branco peão · h2 branco peão · a1 branco torre · c1 branco bispo · d1 branco rainha · e1 branco rei · f1 branco bispo · g1 branco cavalo · h1 branco torre | 1 |
|   | a | b | c | d | e | f | g | h |   |

A variante Steinitz, nomeada em homenagem a Wilhelm Steinitz, continua com 4. e5 Cfd7. Aqui 5.Cce2, a variante Shirov-Anand, prepara para reforçar o centro de peões das brancas com c2 – c3 e f2 – f4; enquanto 5.Cf3 transpõe para uma posição também alcançada através da variante dos dois cavalos (2.Cf3 d5 3.Cc3 Cf6 4.e5 Cfd7 5.d4). A linha principal da Steinitz é 5. f4 c5 6. Cf3 Cc6 7. Be3. (Em vez disso, 7.Ce2 transpõe para a variante Shirov – Anand, enquanto 7.Be2? cxd4 8.Cxd4 Cdxe5! 9.fxe5 Dh4+ ganha um peão para as pretas.) Aqui as pretas podem aumentar a pressão na d4 jogando 7... Db6 ou 7...cxd4 8.Cxd4 Db6, começar o jogo da ala da dama com 7...a6 8.Dd2 b5, ou continuar o desenvolvimento da ala do rei jogando 7...Be7 ou 7...cxd4 8.Cxd4 Bc5. Nessas linhas, as brancas têm a opção de jogar Dd2 e 0-0-0, ou Be2 e 0-0, com o primeiro tipicamente levando a posições mais arriscadas devido ao roque do lado oposto quando as pretas rocam na ala do rei em ambos os casos.

#### Variante Rubinstein: 3...dxe4
|   | a | b | c | d | e | f | g | h |   |
| 8 | a8 preto torre · b8 preto cavalo · c8 preto bispo · d8 preto rainha · e8 preto rei · f8 preto bispo · g8 preto cavalo · h8 preto torre · a7 preto peão · b7 preto peão · c7 preto peão · f7 preto peão · g7 preto peão · h7 preto peão · e6 preto peão · d4 branco peão · e4 branco cavalo · a2 branco peão · b2 branco peão · c2 branco peão · f2 branco peão · g2 branco peão · h2 branco peão · a1 branco torre · c1 branco bispo · d1 branco rainha · e1 branco rei · f1 branco bispo · g1 branco cavalo · h1 branco torre | a8 preto torre · b8 preto cavalo · c8 preto bispo · d8 preto rainha · e8 preto rei · f8 preto bispo · g8 preto cavalo · h8 preto torre · a7 preto peão · b7 preto peão · c7 preto peão · f7 preto peão · g7 preto peão · h7 preto peão · e6 preto peão · d4 branco peão · e4 branco cavalo · a2 branco peão · b2 branco peão · c2 branco peão · f2 branco peão · g2 branco peão · h2 branco peão · a1 branco torre · c1 branco bispo · d1 branco rainha · e1 branco rei · f1 branco bispo · g1 branco cavalo · h1 branco torre | a8 preto torre · b8 preto cavalo · c8 preto bispo · d8 preto rainha · e8 preto rei · f8 preto bispo · g8 preto cavalo · h8 preto torre · a7 preto peão · b7 preto peão · c7 preto peão · f7 preto peão · g7 preto peão · h7 preto peão · e6 preto peão · d4 branco peão · e4 branco cavalo · a2 branco peão · b2 branco peão · c2 branco peão · f2 branco peão · g2 branco peão · h2 branco peão · a1 branco torre · c1 branco bispo · d1 branco rainha · e1 branco rei · f1 branco bispo · g1 branco cavalo · h1 branco torre | a8 preto torre · b8 preto cavalo · c8 preto bispo · d8 preto rainha · e8 preto rei · f8 preto bispo · g8 preto cavalo · h8 preto torre · a7 preto peão · b7 preto peão · c7 preto peão · f7 preto peão · g7 preto peão · h7 preto peão · e6 preto peão · d4 branco peão · e4 branco cavalo · a2 branco peão · b2 branco peão · c2 branco peão · f2 branco peão · g2 branco peão · h2 branco peão · a1 branco torre · c1 branco bispo · d1 branco rainha · e1 branco rei · f1 branco bispo · g1 branco cavalo · h1 branco torre | a8 preto torre · b8 preto cavalo · c8 preto bispo · d8 preto rainha · e8 preto rei · f8 preto bispo · g8 preto cavalo · h8 preto torre · a7 preto peão · b7 preto peão · c7 preto peão · f7 preto peão · g7 preto peão · h7 preto peão · e6 preto peão · d4 branco peão · e4 branco cavalo · a2 branco peão · b2 branco peão · c2 branco peão · f2 branco peão · g2 branco peão · h2 branco peão · a1 branco torre · c1 branco bispo · d1 branco rainha · e1 branco rei · f1 branco bispo · g1 branco cavalo · h1 branco torre | a8 preto torre · b8 preto cavalo · c8 preto bispo · d8 preto rainha · e8 preto rei · f8 preto bispo · g8 preto cavalo · h8 preto torre · a7 preto peão · b7 preto peão · c7 preto peão · f7 preto peão · g7 preto peão · h7 preto peão · e6 preto peão · d4 branco peão · e4 branco cavalo · a2 branco peão · b2 branco peão · c2 branco peão · f2 branco peão · g2 branco peão · h2 branco peão · a1 branco torre · c1 branco bispo · d1 branco rainha · e1 branco rei · f1 branco bispo · g1 branco cavalo · h1 branco torre | a8 preto torre · b8 preto cavalo · c8 preto bispo · d8 preto rainha · e8 preto rei · f8 preto bispo · g8 preto cavalo · h8 preto torre · a7 preto peão · b7 preto peão · c7 preto peão · f7 preto peão · g7 preto peão · h7 preto peão · e6 preto peão · d4 branco peão · e4 branco cavalo · a2 branco peão · b2 branco peão · c2 branco peão · f2 branco peão · g2 branco peão · h2 branco peão · a1 branco torre · c1 branco bispo · d1 branco rainha · e1 branco rei · f1 branco bispo · g1 branco cavalo · h1 branco torre | a8 preto torre · b8 preto cavalo · c8 preto bispo · d8 preto rainha · e8 preto rei · f8 preto bispo · g8 preto cavalo · h8 preto torre · a7 preto peão · b7 preto peão · c7 preto peão · f7 preto peão · g7 preto peão · h7 preto peão · e6 preto peão · d4 branco peão · e4 branco cavalo · a2 branco peão · b2 branco peão · c2 branco peão · f2 branco peão · g2 branco peão · h2 branco peão · a1 branco torre · c1 branco bispo · d1 branco rainha · e1 branco rei · f1 branco bispo · g1 branco cavalo · h1 branco torre | 8 |
| 7 | a8 preto torre · b8 preto cavalo · c8 preto bispo · d8 preto rainha · e8 preto rei · f8 preto bispo · g8 preto cavalo · h8 preto torre · a7 preto peão · b7 preto peão · c7 preto peão · f7 preto peão · g7 preto peão · h7 preto peão · e6 preto peão · d4 branco peão · e4 branco cavalo · a2 branco peão · b2 branco peão · c2 branco peão · f2 branco peão · g2 branco peão · h2 branco peão · a1 branco torre · c1 branco bispo · d1 branco rainha · e1 branco rei · f1 branco bispo · g1 branco cavalo · h1 branco torre | a8 preto torre · b8 preto cavalo · c8 preto bispo · d8 preto rainha · e8 preto rei · f8 preto bispo · g8 preto cavalo · h8 preto torre · a7 preto peão · b7 preto peão · c7 preto peão · f7 preto peão · g7 preto peão · h7 preto peão · e6 preto peão · d4 branco peão · e4 branco cavalo · a2 branco peão · b2 branco peão · c2 branco peão · f2 branco peão · g2 branco peão · h2 branco peão · a1 branco torre · c1 branco bispo · d1 branco rainha · e1 branco rei · f1 branco bispo · g1 branco cavalo · h1 branco torre | a8 preto torre · b8 preto cavalo · c8 preto bispo · d8 preto rainha · e8 preto rei · f8 preto bispo · g8 preto cavalo · h8 preto torre · a7 preto peão · b7 preto peão · c7 preto peão · f7 preto peão · g7 preto peão · h7 preto peão · e6 preto peão · d4 branco peão · e4 branco cavalo · a2 branco peão · b2 branco peão · c2 branco peão · f2 branco peão · g2 branco peão · h2 branco peão · a1 branco torre · c1 branco bispo · d1 branco rainha · e1 branco rei · f1 branco bispo · g1 branco cavalo · h1 branco torre | a8 preto torre · b8 preto cavalo · c8 preto bispo · d8 preto rainha · e8 preto rei · f8 preto bispo · g8 preto cavalo · h8 preto torre · a7 preto peão · b7 preto peão · c7 preto peão · f7 preto peão · g7 preto peão · h7 preto peão · e6 preto peão · d4 branco peão · e4 branco cavalo · a2 branco peão · b2 branco peão · c2 branco peão · f2 branco peão · g2 branco peão · h2 branco peão · a1 branco torre · c1 branco bispo · d1 branco rainha · e1 branco rei · f1 branco bispo · g1 branco cavalo · h1 branco torre | a8 preto torre · b8 preto cavalo · c8 preto bispo · d8 preto rainha · e8 preto rei · f8 preto bispo · g8 preto cavalo · h8 preto torre · a7 preto peão · b7 preto peão · c7 preto peão · f7 preto peão · g7 preto peão · h7 preto peão · e6 preto peão · d4 branco peão · e4 branco cavalo · a2 branco peão · b2 branco peão · c2 branco peão · f2 branco peão · g2 branco peão · h2 branco peão · a1 branco torre · c1 branco bispo · d1 branco rainha · e1 branco rei · f1 branco bispo · g1 branco cavalo · h1 branco torre | a8 preto torre · b8 preto cavalo · c8 preto bispo · d8 preto rainha · e8 preto rei · f8 preto bispo · g8 preto cavalo · h8 preto torre · a7 preto peão · b7 preto peão · c7 preto peão · f7 preto peão · g7 preto peão · h7 preto peão · e6 preto peão · d4 branco peão · e4 branco cavalo · a2 branco peão · b2 branco peão · c2 branco peão · f2 branco peão · g2 branco peão · h2 branco peão · a1 branco torre · c1 branco bispo · d1 branco rainha · e1 branco rei · f1 branco bispo · g1 branco cavalo · h1 branco torre | a8 preto torre · b8 preto cavalo · c8 preto bispo · d8 preto rainha · e8 preto rei · f8 preto bispo · g8 preto cavalo · h8 preto torre · a7 preto peão · b7 preto peão · c7 preto peão · f7 preto peão · g7 preto peão · h7 preto peão · e6 preto peão · d4 branco peão · e4 branco cavalo · a2 branco peão · b2 branco peão · c2 branco peão · f2 branco peão · g2 branco peão · h2 branco peão · a1 branco torre · c1 branco bispo · d1 branco rainha · e1 branco rei · f1 branco bispo · g1 branco cavalo · h1 branco torre | a8 preto torre · b8 preto cavalo · c8 preto bispo · d8 preto rainha · e8 preto rei · f8 preto bispo · g8 preto cavalo · h8 preto torre · a7 preto peão · b7 preto peão · c7 preto peão · f7 preto peão · g7 preto peão · h7 preto peão · e6 preto peão · d4 branco peão · e4 branco cavalo · a2 branco peão · b2 branco peão · c2 branco peão · f2 branco peão · g2 branco peão · h2 branco peão · a1 branco torre · c1 branco bispo · d1 branco rainha · e1 branco rei · f1 branco bispo · g1 branco cavalo · h1 branco torre | 7 |
| 6 | a8 preto torre · b8 preto cavalo · c8 preto bispo · d8 preto rainha · e8 preto rei · f8 preto bispo · g8 preto cavalo · h8 preto torre · a7 preto peão · b7 preto peão · c7 preto peão · f7 preto peão · g7 preto peão · h7 preto peão · e6 preto peão · d4 branco peão · e4 branco cavalo · a2 branco peão · b2 branco peão · c2 branco peão · f2 branco peão · g2 branco peão · h2 branco peão · a1 branco torre · c1 branco bispo · d1 branco rainha · e1 branco rei · f1 branco bispo · g1 branco cavalo · h1 branco torre | a8 preto torre · b8 preto cavalo · c8 preto bispo · d8 preto rainha · e8 preto rei · f8 preto bispo · g8 preto cavalo · h8 preto torre · a7 preto peão · b7 preto peão · c7 preto peão · f7 preto peão · g7 preto peão · h7 preto peão · e6 preto peão · d4 branco peão · e4 branco cavalo · a2 branco peão · b2 branco peão · c2 branco peão · f2 branco peão · g2 branco peão · h2 branco peão · a1 branco torre · c1 branco bispo · d1 branco rainha · e1 branco rei · f1 branco bispo · g1 branco cavalo · h1 branco torre | a8 preto torre · b8 preto cavalo · c8 preto bispo · d8 preto rainha · e8 preto rei · f8 preto bispo · g8 preto cavalo · h8 preto torre · a7 preto peão · b7 preto peão · c7 preto peão · f7 preto peão · g7 preto peão · h7 preto peão · e6 preto peão · d4 branco peão · e4 branco cavalo · a2 branco peão · b2 branco peão · c2 branco peão · f2 branco peão · g2 branco peão · h2 branco peão · a1 branco torre · c1 branco bispo · d1 branco rainha · e1 branco rei · f1 branco bispo · g1 branco cavalo · h1 branco torre | a8 preto torre · b8 preto cavalo · c8 preto bispo · d8 preto rainha · e8 preto rei · f8 preto bispo · g8 preto cavalo · h8 preto torre · a7 preto peão · b7 preto peão · c7 preto peão · f7 preto peão · g7 preto peão · h7 preto peão · e6 preto peão · d4 branco peão · e4 branco cavalo · a2 branco peão · b2 branco peão · c2 branco peão · f2 branco peão · g2 branco peão · h2 branco peão · a1 branco torre · c1 branco bispo · d1 branco rainha · e1 branco rei · f1 branco bispo · g1 branco cavalo · h1 branco torre | a8 preto torre · b8 preto cavalo · c8 preto bispo · d8 preto rainha · e8 preto rei · f8 preto bispo · g8 preto cavalo · h8 preto torre · a7 preto peão · b7 preto peão · c7 preto peão · f7 preto peão · g7 preto peão · h7 preto peão · e6 preto peão · d4 branco peão · e4 branco cavalo · a2 branco peão · b2 branco peão · c2 branco peão · f2 branco peão · g2 branco peão · h2 branco peão · a1 branco torre · c1 branco bispo · d1 branco rainha · e1 branco rei · f1 branco bispo · g1 branco cavalo · h1 branco torre | a8 preto torre · b8 preto cavalo · c8 preto bispo · d8 preto rainha · e8 preto rei · f8 preto bispo · g8 preto cavalo · h8 preto torre · a7 preto peão · b7 preto peão · c7 preto peão · f7 preto peão · g7 preto peão · h7 preto peão · e6 preto peão · d4 branco peão · e4 branco cavalo · a2 branco peão · b2 branco peão · c2 branco peão · f2 branco peão · g2 branco peão · h2 branco peão · a1 branco torre · c1 branco bispo · d1 branco rainha · e1 branco rei · f1 branco bispo · g1 branco cavalo · h1 branco torre | a8 preto torre · b8 preto cavalo · c8 preto bispo · d8 preto rainha · e8 preto rei · f8 preto bispo · g8 preto cavalo · h8 preto torre · a7 preto peão · b7 preto peão · c7 preto peão · f7 preto peão · g7 preto peão · h7 preto peão · e6 preto peão · d4 branco peão · e4 branco cavalo · a2 branco peão · b2 branco peão · c2 branco peão · f2 branco peão · g2 branco peão · h2 branco peão · a1 branco torre · c1 branco bispo · d1 branco rainha · e1 branco rei · f1 branco bispo · g1 branco cavalo · h1 branco torre | a8 preto torre · b8 preto cavalo · c8 preto bispo · d8 preto rainha · e8 preto rei · f8 preto bispo · g8 preto cavalo · h8 preto torre · a7 preto peão · b7 preto peão · c7 preto peão · f7 preto peão · g7 preto peão · h7 preto peão · e6 preto peão · d4 branco peão · e4 branco cavalo · a2 branco peão · b2 branco peão · c2 branco peão · f2 branco peão · g2 branco peão · h2 branco peão · a1 branco torre · c1 branco bispo · d1 branco rainha · e1 branco rei · f1 branco bispo · g1 branco cavalo · h1 branco torre | 6 |
| 5 | a8 preto torre · b8 preto cavalo · c8 preto bispo · d8 preto rainha · e8 preto rei · f8 preto bispo · g8 preto cavalo · h8 preto torre · a7 preto peão · b7 preto peão · c7 preto peão · f7 preto peão · g7 preto peão · h7 preto peão · e6 preto peão · d4 branco peão · e4 branco cavalo · a2 branco peão · b2 branco peão · c2 branco peão · f2 branco peão · g2 branco peão · h2 branco peão · a1 branco torre · c1 branco bispo · d1 branco rainha · e1 branco rei · f1 branco bispo · g1 branco cavalo · h1 branco torre | a8 preto torre · b8 preto cavalo · c8 preto bispo · d8 preto rainha · e8 preto rei · f8 preto bispo · g8 preto cavalo · h8 preto torre · a7 preto peão · b7 preto peão · c7 preto peão · f7 preto peão · g7 preto peão · h7 preto peão · e6 preto peão · d4 branco peão · e4 branco cavalo · a2 branco peão · b2 branco peão · c2 branco peão · f2 branco peão · g2 branco peão · h2 branco peão · a1 branco torre · c1 branco bispo · d1 branco rainha · e1 branco rei · f1 branco bispo · g1 branco cavalo · h1 branco torre | a8 preto torre · b8 preto cavalo · c8 preto bispo · d8 preto rainha · e8 preto rei · f8 preto bispo · g8 preto cavalo · h8 preto torre · a7 preto peão · b7 preto peão · c7 preto peão · f7 preto peão · g7 preto peão · h7 preto peão · e6 preto peão · d4 branco peão · e4 branco cavalo · a2 branco peão · b2 branco peão · c2 branco peão · f2 branco peão · g2 branco peão · h2 branco peão · a1 branco torre · c1 branco bispo · d1 branco rainha · e1 branco rei · f1 branco bispo · g1 branco cavalo · h1 branco torre | a8 preto torre · b8 preto cavalo · c8 preto bispo · d8 preto rainha · e8 preto rei · f8 preto bispo · g8 preto cavalo · h8 preto torre · a7 preto peão · b7 preto peão · c7 preto peão · f7 preto peão · g7 preto peão · h7 preto peão · e6 preto peão · d4 branco peão · e4 branco cavalo · a2 branco peão · b2 branco peão · c2 branco peão · f2 branco peão · g2 branco peão · h2 branco peão · a1 branco torre · c1 branco bispo · d1 branco rainha · e1 branco rei · f1 branco bispo · g1 branco cavalo · h1 branco torre | a8 preto torre · b8 preto cavalo · c8 preto bispo · d8 preto rainha · e8 preto rei · f8 preto bispo · g8 preto cavalo · h8 preto torre · a7 preto peão · b7 preto peão · c7 preto peão · f7 preto peão · g7 preto peão · h7 preto peão · e6 preto peão · d4 branco peão · e4 branco cavalo · a2 branco peão · b2 branco peão · c2 branco peão · f2 branco peão · g2 branco peão · h2 branco peão · a1 branco torre · c1 branco bispo · d1 branco rainha · e1 branco rei · f1 branco bispo · g1 branco cavalo · h1 branco torre | a8 preto torre · b8 preto cavalo · c8 preto bispo · d8 preto rainha · e8 preto rei · f8 preto bispo · g8 preto cavalo · h8 preto torre · a7 preto peão · b7 preto peão · c7 preto peão · f7 preto peão · g7 preto peão · h7 preto peão · e6 preto peão · d4 branco peão · e4 branco cavalo · a2 branco peão · b2 branco peão · c2 branco peão · f2 branco peão · g2 branco peão · h2 branco peão · a1 branco torre · c1 branco bispo · d1 branco rainha · e1 branco rei · f1 branco bispo · g1 branco cavalo · h1 branco torre | a8 preto torre · b8 preto cavalo · c8 preto bispo · d8 preto rainha · e8 preto rei · f8 preto bispo · g8 preto cavalo · h8 preto torre · a7 preto peão · b7 preto peão · c7 preto peão · f7 preto peão · g7 preto peão · h7 preto peão · e6 preto peão · d4 branco peão · e4 branco cavalo · a2 branco peão · b2 branco peão · c2 branco peão · f2 branco peão · g2 branco peão · h2 branco peão · a1 branco torre · c1 branco bispo · d1 branco rainha · e1 branco rei · f1 branco bispo · g1 branco cavalo · h1 branco torre | a8 preto torre · b8 preto cavalo · c8 preto bispo · d8 preto rainha · e8 preto rei · f8 preto bispo · g8 preto cavalo · h8 preto torre · a7 preto peão · b7 preto peão · c7 preto peão · f7 preto peão · g7 preto peão · h7 preto peão · e6 preto peão · d4 branco peão · e4 branco cavalo · a2 branco peão · b2 branco peão · c2 branco peão · f2 branco peão · g2 branco peão · h2 branco peão · a1 branco torre · c1 branco bispo · d1 branco rainha · e1 branco rei · f1 branco bispo · g1 branco cavalo · h1 branco torre | 5 |
| 4 | a8 preto torre · b8 preto cavalo · c8 preto bispo · d8 preto rainha · e8 preto rei · f8 preto bispo · g8 preto cavalo · h8 preto torre · a7 preto peão · b7 preto peão · c7 preto peão · f7 preto peão · g7 preto peão · h7 preto peão · e6 preto peão · d4 branco peão · e4 branco cavalo · a2 branco peão · b2 branco peão · c2 branco peão · f2 branco peão · g2 branco peão · h2 branco peão · a1 branco torre · c1 branco bispo · d1 branco rainha · e1 branco rei · f1 branco bispo · g1 branco cavalo · h1 branco torre | a8 preto torre · b8 preto cavalo · c8 preto bispo · d8 preto rainha · e8 preto rei · f8 preto bispo · g8 preto cavalo · h8 preto torre · a7 preto peão · b7 preto peão · c7 preto peão · f7 preto peão · g7 preto peão · h7 preto peão · e6 preto peão · d4 branco peão · e4 branco cavalo · a2 branco peão · b2 branco peão · c2 branco peão · f2 branco peão · g2 branco peão · h2 branco peão · a1 branco torre · c1 branco bispo · d1 branco rainha · e1 branco rei · f1 branco bispo · g1 branco cavalo · h1 branco torre | a8 preto torre · b8 preto cavalo · c8 preto bispo · d8 preto rainha · e8 preto rei · f8 preto bispo · g8 preto cavalo · h8 preto torre · a7 preto peão · b7 preto peão · c7 preto peão · f7 preto peão · g7 preto peão · h7 preto peão · e6 preto peão · d4 branco peão · e4 branco cavalo · a2 branco peão · b2 branco peão · c2 branco peão · f2 branco peão · g2 branco peão · h2 branco peão · a1 branco torre · c1 branco bispo · d1 branco rainha · e1 branco rei · f1 branco bispo · g1 branco cavalo · h1 branco torre | a8 preto torre · b8 preto cavalo · c8 preto bispo · d8 preto rainha · e8 preto rei · f8 preto bispo · g8 preto cavalo · h8 preto torre · a7 preto peão · b7 preto peão · c7 preto peão · f7 preto peão · g7 preto peão · h7 preto peão · e6 preto peão · d4 branco peão · e4 branco cavalo · a2 branco peão · b2 branco peão · c2 branco peão · f2 branco peão · g2 branco peão · h2 branco peão · a1 branco torre · c1 branco bispo · d1 branco rainha · e1 branco rei · f1 branco bispo · g1 branco cavalo · h1 branco torre | a8 preto torre · b8 preto cavalo · c8 preto bispo · d8 preto rainha · e8 preto rei · f8 preto bispo · g8 preto cavalo · h8 preto torre · a7 preto peão · b7 preto peão · c7 preto peão · f7 preto peão · g7 preto peão · h7 preto peão · e6 preto peão · d4 branco peão · e4 branco cavalo · a2 branco peão · b2 branco peão · c2 branco peão · f2 branco peão · g2 branco peão · h2 branco peão · a1 branco torre · c1 branco bispo · d1 branco rainha · e1 branco rei · f1 branco bispo · g1 branco cavalo · h1 branco torre | a8 preto torre · b8 preto cavalo · c8 preto bispo · d8 preto rainha · e8 preto rei · f8 preto bispo · g8 preto cavalo · h8 preto torre · a7 preto peão · b7 preto peão · c7 preto peão · f7 preto peão · g7 preto peão · h7 preto peão · e6 preto peão · d4 branco peão · e4 branco cavalo · a2 branco peão · b2 branco peão · c2 branco peão · f2 branco peão · g2 branco peão · h2 branco peão · a1 branco torre · c1 branco bispo · d1 branco rainha · e1 branco rei · f1 branco bispo · g1 branco cavalo · h1 branco torre | a8 preto torre · b8 preto cavalo · c8 preto bispo · d8 preto rainha · e8 preto rei · f8 preto bispo · g8 preto cavalo · h8 preto torre · a7 preto peão · b7 preto peão · c7 preto peão · f7 preto peão · g7 preto peão · h7 preto peão · e6 preto peão · d4 branco peão · e4 branco cavalo · a2 branco peão · b2 branco peão · c2 branco peão · f2 branco peão · g2 branco peão · h2 branco peão · a1 branco torre · c1 branco bispo · d1 branco rainha · e1 branco rei · f1 branco bispo · g1 branco cavalo · h1 branco torre | a8 preto torre · b8 preto cavalo · c8 preto bispo · d8 preto rainha · e8 preto rei · f8 preto bispo · g8 preto cavalo · h8 preto torre · a7 preto peão · b7 preto peão · c7 preto peão · f7 preto peão · g7 preto peão · h7 preto peão · e6 preto peão · d4 branco peão · e4 branco cavalo · a2 branco peão · b2 branco peão · c2 branco peão · f2 branco peão · g2 branco peão · h2 branco peão · a1 branco torre · c1 branco bispo · d1 branco rainha · e1 branco rei · f1 branco bispo · g1 branco cavalo · h1 branco torre | 4 |
| 3 | a8 preto torre · b8 preto cavalo · c8 preto bispo · d8 preto rainha · e8 preto rei · f8 preto bispo · g8 preto cavalo · h8 preto torre · a7 preto peão · b7 preto peão · c7 preto peão · f7 preto peão · g7 preto peão · h7 preto peão · e6 preto peão · d4 branco peão · e4 branco cavalo · a2 branco peão · b2 branco peão · c2 branco peão · f2 branco peão · g2 branco peão · h2 branco peão · a1 branco torre · c1 branco bispo · d1 branco rainha · e1 branco rei · f1 branco bispo · g1 branco cavalo · h1 branco torre | a8 preto torre · b8 preto cavalo · c8 preto bispo · d8 preto rainha · e8 preto rei · f8 preto bispo · g8 preto cavalo · h8 preto torre · a7 preto peão · b7 preto peão · c7 preto peão · f7 preto peão · g7 preto peão · h7 preto peão · e6 preto peão · d4 branco peão · e4 branco cavalo · a2 branco peão · b2 branco peão · c2 branco peão · f2 branco peão · g2 branco peão · h2 branco peão · a1 branco torre · c1 branco bispo · d1 branco rainha · e1 branco rei · f1 branco bispo · g1 branco cavalo · h1 branco torre | a8 preto torre · b8 preto cavalo · c8 preto bispo · d8 preto rainha · e8 preto rei · f8 preto bispo · g8 preto cavalo · h8 preto torre · a7 preto peão · b7 preto peão · c7 preto peão · f7 preto peão · g7 preto peão · h7 preto peão · e6 preto peão · d4 branco peão · e4 branco cavalo · a2 branco peão · b2 branco peão · c2 branco peão · f2 branco peão · g2 branco peão · h2 branco peão · a1 branco torre · c1 branco bispo · d1 branco rainha · e1 branco rei · f1 branco bispo · g1 branco cavalo · h1 branco torre | a8 preto torre · b8 preto cavalo · c8 preto bispo · d8 preto rainha · e8 preto rei · f8 preto bispo · g8 preto cavalo · h8 preto torre · a7 preto peão · b7 preto peão · c7 preto peão · f7 preto peão · g7 preto peão · h7 preto peão · e6 preto peão · d4 branco peão · e4 branco cavalo · a2 branco peão · b2 branco peão · c2 branco peão · f2 branco peão · g2 branco peão · h2 branco peão · a1 branco torre · c1 branco bispo · d1 branco rainha · e1 branco rei · f1 branco bispo · g1 branco cavalo · h1 branco torre | a8 preto torre · b8 preto cavalo · c8 preto bispo · d8 preto rainha · e8 preto rei · f8 preto bispo · g8 preto cavalo · h8 preto torre · a7 preto peão · b7 preto peão · c7 preto peão · f7 preto peão · g7 preto peão · h7 preto peão · e6 preto peão · d4 branco peão · e4 branco cavalo · a2 branco peão · b2 branco peão · c2 branco peão · f2 branco peão · g2 branco peão · h2 branco peão · a1 branco torre · c1 branco bispo · d1 branco rainha · e1 branco rei · f1 branco bispo · g1 branco cavalo · h1 branco torre | a8 preto torre · b8 preto cavalo · c8 preto bispo · d8 preto rainha · e8 preto rei · f8 preto bispo · g8 preto cavalo · h8 preto torre · a7 preto peão · b7 preto peão · c7 preto peão · f7 preto peão · g7 preto peão · h7 preto peão · e6 preto peão · d4 branco peão · e4 branco cavalo · a2 branco peão · b2 branco peão · c2 branco peão · f2 branco peão · g2 branco peão · h2 branco peão · a1 branco torre · c1 branco bispo · d1 branco rainha · e1 branco rei · f1 branco bispo · g1 branco cavalo · h1 branco torre | a8 preto torre · b8 preto cavalo · c8 preto bispo · d8 preto rainha · e8 preto rei · f8 preto bispo · g8 preto cavalo · h8 preto torre · a7 preto peão · b7 preto peão · c7 preto peão · f7 preto peão · g7 preto peão · h7 preto peão · e6 preto peão · d4 branco peão · e4 branco cavalo · a2 branco peão · b2 branco peão · c2 branco peão · f2 branco peão · g2 branco peão · h2 branco peão · a1 branco torre · c1 branco bispo · d1 branco rainha · e1 branco rei · f1 branco bispo · g1 branco cavalo · h1 branco torre | a8 preto torre · b8 preto cavalo · c8 preto bispo · d8 preto rainha · e8 preto rei · f8 preto bispo · g8 preto cavalo · h8 preto torre · a7 preto peão · b7 preto peão · c7 preto peão · f7 preto peão · g7 preto peão · h7 preto peão · e6 preto peão · d4 branco peão · e4 branco cavalo · a2 branco peão · b2 branco peão · c2 branco peão · f2 branco peão · g2 branco peão · h2 branco peão · a1 branco torre · c1 branco bispo · d1 branco rainha · e1 branco rei · f1 branco bispo · g1 branco cavalo · h1 branco torre | 3 |
| 2 | a8 preto torre · b8 preto cavalo · c8 preto bispo · d8 preto rainha · e8 preto rei · f8 preto bispo · g8 preto cavalo · h8 preto torre · a7 preto peão · b7 preto peão · c7 preto peão · f7 preto peão · g7 preto peão · h7 preto peão · e6 preto peão · d4 branco peão · e4 branco cavalo · a2 branco peão · b2 branco peão · c2 branco peão · f2 branco peão · g2 branco peão · h2 branco peão · a1 branco torre · c1 branco bispo · d1 branco rainha · e1 branco rei · f1 branco bispo · g1 branco cavalo · h1 branco torre | a8 preto torre · b8 preto cavalo · c8 preto bispo · d8 preto rainha · e8 preto rei · f8 preto bispo · g8 preto cavalo · h8 preto torre · a7 preto peão · b7 preto peão · c7 preto peão · f7 preto peão · g7 preto peão · h7 preto peão · e6 preto peão · d4 branco peão · e4 branco cavalo · a2 branco peão · b2 branco peão · c2 branco peão · f2 branco peão · g2 branco peão · h2 branco peão · a1 branco torre · c1 branco bispo · d1 branco rainha · e1 branco rei · f1 branco bispo · g1 branco cavalo · h1 branco torre | a8 preto torre · b8 preto cavalo · c8 preto bispo · d8 preto rainha · e8 preto rei · f8 preto bispo · g8 preto cavalo · h8 preto torre · a7 preto peão · b7 preto peão · c7 preto peão · f7 preto peão · g7 preto peão · h7 preto peão · e6 preto peão · d4 branco peão · e4 branco cavalo · a2 branco peão · b2 branco peão · c2 branco peão · f2 branco peão · g2 branco peão · h2 branco peão · a1 branco torre · c1 branco bispo · d1 branco rainha · e1 branco rei · f1 branco bispo · g1 branco cavalo · h1 branco torre | a8 preto torre · b8 preto cavalo · c8 preto bispo · d8 preto rainha · e8 preto rei · f8 preto bispo · g8 preto cavalo · h8 preto torre · a7 preto peão · b7 preto peão · c7 preto peão · f7 preto peão · g7 preto peão · h7 preto peão · e6 preto peão · d4 branco peão · e4 branco cavalo · a2 branco peão · b2 branco peão · c2 branco peão · f2 branco peão · g2 branco peão · h2 branco peão · a1 branco torre · c1 branco bispo · d1 branco rainha · e1 branco rei · f1 branco bispo · g1 branco cavalo · h1 branco torre | a8 preto torre · b8 preto cavalo · c8 preto bispo · d8 preto rainha · e8 preto rei · f8 preto bispo · g8 preto cavalo · h8 preto torre · a7 preto peão · b7 preto peão · c7 preto peão · f7 preto peão · g7 preto peão · h7 preto peão · e6 preto peão · d4 branco peão · e4 branco cavalo · a2 branco peão · b2 branco peão · c2 branco peão · f2 branco peão · g2 branco peão · h2 branco peão · a1 branco torre · c1 branco bispo · d1 branco rainha · e1 branco rei · f1 branco bispo · g1 branco cavalo · h1 branco torre | a8 preto torre · b8 preto cavalo · c8 preto bispo · d8 preto rainha · e8 preto rei · f8 preto bispo · g8 preto cavalo · h8 preto torre · a7 preto peão · b7 preto peão · c7 preto peão · f7 preto peão · g7 preto peão · h7 preto peão · e6 preto peão · d4 branco peão · e4 branco cavalo · a2 branco peão · b2 branco peão · c2 branco peão · f2 branco peão · g2 branco peão · h2 branco peão · a1 branco torre · c1 branco bispo · d1 branco rainha · e1 branco rei · f1 branco bispo · g1 branco cavalo · h1 branco torre | a8 preto torre · b8 preto cavalo · c8 preto bispo · d8 preto rainha · e8 preto rei · f8 preto bispo · g8 preto cavalo · h8 preto torre · a7 preto peão · b7 preto peão · c7 preto peão · f7 preto peão · g7 preto peão · h7 preto peão · e6 preto peão · d4 branco peão · e4 branco cavalo · a2 branco peão · b2 branco peão · c2 branco peão · f2 branco peão · g2 branco peão · h2 branco peão · a1 branco torre · c1 branco bispo · d1 branco rainha · e1 branco rei · f1 branco bispo · g1 branco cavalo · h1 branco torre | a8 preto torre · b8 preto cavalo · c8 preto bispo · d8 preto rainha · e8 preto rei · f8 preto bispo · g8 preto cavalo · h8 preto torre · a7 preto peão · b7 preto peão · c7 preto peão · f7 preto peão · g7 preto peão · h7 preto peão · e6 preto peão · d4 branco peão · e4 branco cavalo · a2 branco peão · b2 branco peão · c2 branco peão · f2 branco peão · g2 branco peão · h2 branco peão · a1 branco torre · c1 branco bispo · d1 branco rainha · e1 branco rei · f1 branco bispo · g1 branco cavalo · h1 branco torre | 2 |
| 1 | a8 preto torre · b8 preto cavalo · c8 preto bispo · d8 preto rainha · e8 preto rei · f8 preto bispo · g8 preto cavalo · h8 preto torre · a7 preto peão · b7 preto peão · c7 preto peão · f7 preto peão · g7 preto peão · h7 preto peão · e6 preto peão · d4 branco peão · e4 branco cavalo · a2 branco peão · b2 branco peão · c2 branco peão · f2 branco peão · g2 branco peão · h2 branco peão · a1 branco torre · c1 branco bispo · d1 branco rainha · e1 branco rei · f1 branco bispo · g1 branco cavalo · h1 branco torre | a8 preto torre · b8 preto cavalo · c8 preto bispo · d8 preto rainha · e8 preto rei · f8 preto bispo · g8 preto cavalo · h8 preto torre · a7 preto peão · b7 preto peão · c7 preto peão · f7 preto peão · g7 preto peão · h7 preto peão · e6 preto peão · d4 branco peão · e4 branco cavalo · a2 branco peão · b2 branco peão · c2 branco peão · f2 branco peão · g2 branco peão · h2 branco peão · a1 branco torre · c1 branco bispo · d1 branco rainha · e1 branco rei · f1 branco bispo · g1 branco cavalo · h1 branco torre | a8 preto torre · b8 preto cavalo · c8 preto bispo · d8 preto rainha · e8 preto rei · f8 preto bispo · g8 preto cavalo · h8 preto torre · a7 preto peão · b7 preto peão · c7 preto peão · f7 preto peão · g7 preto peão · h7 preto peão · e6 preto peão · d4 branco peão · e4 branco cavalo · a2 branco peão · b2 branco peão · c2 branco peão · f2 branco peão · g2 branco peão · h2 branco peão · a1 branco torre · c1 branco bispo · d1 branco rainha · e1 branco rei · f1 branco bispo · g1 branco cavalo · h1 branco torre | a8 preto torre · b8 preto cavalo · c8 preto bispo · d8 preto rainha · e8 preto rei · f8 preto bispo · g8 preto cavalo · h8 preto torre · a7 preto peão · b7 preto peão · c7 preto peão · f7 preto peão · g7 preto peão · h7 preto peão · e6 preto peão · d4 branco peão · e4 branco cavalo · a2 branco peão · b2 branco peão · c2 branco peão · f2 branco peão · g2 branco peão · h2 branco peão · a1 branco torre · c1 branco bispo · d1 branco rainha · e1 branco rei · f1 branco bispo · g1 branco cavalo · h1 branco torre | a8 preto torre · b8 preto cavalo · c8 preto bispo · d8 preto rainha · e8 preto rei · f8 preto bispo · g8 preto cavalo · h8 preto torre · a7 preto peão · b7 preto peão · c7 preto peão · f7 preto peão · g7 preto peão · h7 preto peão · e6 preto peão · d4 branco peão · e4 branco cavalo · a2 branco peão · b2 branco peão · c2 branco peão · f2 branco peão · g2 branco peão · h2 branco peão · a1 branco torre · c1 branco bispo · d1 branco rainha · e1 branco rei · f1 branco bispo · g1 branco cavalo · h1 branco torre | a8 preto torre · b8 preto cavalo · c8 preto bispo · d8 preto rainha · e8 preto rei · f8 preto bispo · g8 preto cavalo · h8 preto torre · a7 preto peão · b7 preto peão · c7 preto peão · f7 preto peão · g7 preto peão · h7 preto peão · e6 preto peão · d4 branco peão · e4 branco cavalo · a2 branco peão · b2 branco peão · c2 branco peão · f2 branco peão · g2 branco peão · h2 branco peão · a1 branco torre · c1 branco bispo · d1 branco rainha · e1 branco rei · f1 branco bispo · g1 branco cavalo · h1 branco torre | a8 preto torre · b8 preto cavalo · c8 preto bispo · d8 preto rainha · e8 preto rei · f8 preto bispo · g8 preto cavalo · h8 preto torre · a7 preto peão · b7 preto peão · c7 preto peão · f7 preto peão · g7 preto peão · h7 preto peão · e6 preto peão · d4 branco peão · e4 branco cavalo · a2 branco peão · b2 branco peão · c2 branco peão · f2 branco peão · g2 branco peão · h2 branco peão · a1 branco torre · c1 branco bispo · d1 branco rainha · e1 branco rei · f1 branco bispo · g1 branco cavalo · h1 branco torre | a8 preto torre · b8 preto cavalo · c8 preto bispo · d8 preto rainha · e8 preto rei · f8 preto bispo · g8 preto cavalo · h8 preto torre · a7 preto peão · b7 preto peão · c7 preto peão · f7 preto peão · g7 preto peão · h7 preto peão · e6 preto peão · d4 branco peão · e4 branco cavalo · a2 branco peão · b2 branco peão · c2 branco peão · f2 branco peão · g2 branco peão · h2 branco peão · a1 branco torre · c1 branco bispo · d1 branco rainha · e1 branco rei · f1 branco bispo · g1 branco cavalo · h1 branco torre | 1 |
|   | a | b | c | d | e | f | g | h |   |

Essa variante recebeu o nome em homenagem a Akiba Rubinstein e também pode surgir de uma ordem de movimentos diferente: 3.Cd2 dxe4. As brancas têm um desenvolvimento mais livre e mais espaço no centro, que as pretas pretendem neutralizar jogando ...c7 – c5 em algum ponto. Esta linha sólida passou por um renascimento modesto, apresentando-se em muitos jogos de grandes mestres (G.M.) como uma arma de saque, mas a teoria ainda dá uma ligeira vantagem às brancas. Depois de 3... dxe4 4. Cxe4, as pretas têm as seguintes opções:
- A linha mais popular é: 4...Cd7 5.Cf3 Cgf6 6.Cxf6+ Cxf6 quando as Pretas estão prontas para ...c5.
- 4...Bd7 5.Cf3 Bc6 (a variante Fort Knox) ativando o bispo das casas claras, que é frequentemente jogado por Alexander Rustemov.

#### Linhas secundárias raras após 3.Cc3
Uma rara linha secundária após 3.Cc3 é 3...c6, que é conhecida como variante Paulsen, em homenagem a Louis Paulsen. Também pode ser alcançado através de uma ordem de movimento de Defesa Caro – Kann (1.e4 c6 2.d4 d5 3.Cc3 e6).
Outra linha secundária rara depois de 3.Cc3 é 3...Cc6, que foi jogada por Aron Nimzowitsch.

### Variante Tarrasch: 3.Cd2
|   | a | b | c | d | e | f | g | h |   |
| 8 | a8 preto torre · b8 preto cavalo · c8 preto bispo · d8 preto rainha · e8 preto rei · f8 preto bispo · h8 preto torre · a7 preto peão · b7 preto peão · c7 preto peão · f7 preto peão · g7 preto peão · h7 preto peão · e6 preto peão · f6 preto cavalo · d5 preto peão · d4 branco peão · e4 branco peão · a2 branco peão · b2 branco peão · c2 branco peão · d2 branco cavalo · f2 branco peão · g2 branco peão · h2 branco peão · a1 branco torre · c1 branco bispo · d1 branco rainha · e1 branco rei · f1 branco bispo · g1 branco cavalo · h1 branco torre | a8 preto torre · b8 preto cavalo · c8 preto bispo · d8 preto rainha · e8 preto rei · f8 preto bispo · h8 preto torre · a7 preto peão · b7 preto peão · c7 preto peão · f7 preto peão · g7 preto peão · h7 preto peão · e6 preto peão · f6 preto cavalo · d5 preto peão · d4 branco peão · e4 branco peão · a2 branco peão · b2 branco peão · c2 branco peão · d2 branco cavalo · f2 branco peão · g2 branco peão · h2 branco peão · a1 branco torre · c1 branco bispo · d1 branco rainha · e1 branco rei · f1 branco bispo · g1 branco cavalo · h1 branco torre | a8 preto torre · b8 preto cavalo · c8 preto bispo · d8 preto rainha · e8 preto rei · f8 preto bispo · h8 preto torre · a7 preto peão · b7 preto peão · c7 preto peão · f7 preto peão · g7 preto peão · h7 preto peão · e6 preto peão · f6 preto cavalo · d5 preto peão · d4 branco peão · e4 branco peão · a2 branco peão · b2 branco peão · c2 branco peão · d2 branco cavalo · f2 branco peão · g2 branco peão · h2 branco peão · a1 branco torre · c1 branco bispo · d1 branco rainha · e1 branco rei · f1 branco bispo · g1 branco cavalo · h1 branco torre | a8 preto torre · b8 preto cavalo · c8 preto bispo · d8 preto rainha · e8 preto rei · f8 preto bispo · h8 preto torre · a7 preto peão · b7 preto peão · c7 preto peão · f7 preto peão · g7 preto peão · h7 preto peão · e6 preto peão · f6 preto cavalo · d5 preto peão · d4 branco peão · e4 branco peão · a2 branco peão · b2 branco peão · c2 branco peão · d2 branco cavalo · f2 branco peão · g2 branco peão · h2 branco peão · a1 branco torre · c1 branco bispo · d1 branco rainha · e1 branco rei · f1 branco bispo · g1 branco cavalo · h1 branco torre | a8 preto torre · b8 preto cavalo · c8 preto bispo · d8 preto rainha · e8 preto rei · f8 preto bispo · h8 preto torre · a7 preto peão · b7 preto peão · c7 preto peão · f7 preto peão · g7 preto peão · h7 preto peão · e6 preto peão · f6 preto cavalo · d5 preto peão · d4 branco peão · e4 branco peão · a2 branco peão · b2 branco peão · c2 branco peão · d2 branco cavalo · f2 branco peão · g2 branco peão · h2 branco peão · a1 branco torre · c1 branco bispo · d1 branco rainha · e1 branco rei · f1 branco bispo · g1 branco cavalo · h1 branco torre | a8 preto torre · b8 preto cavalo · c8 preto bispo · d8 preto rainha · e8 preto rei · f8 preto bispo · h8 preto torre · a7 preto peão · b7 preto peão · c7 preto peão · f7 preto peão · g7 preto peão · h7 preto peão · e6 preto peão · f6 preto cavalo · d5 preto peão · d4 branco peão · e4 branco peão · a2 branco peão · b2 branco peão · c2 branco peão · d2 branco cavalo · f2 branco peão · g2 branco peão · h2 branco peão · a1 branco torre · c1 branco bispo · d1 branco rainha · e1 branco rei · f1 branco bispo · g1 branco cavalo · h1 branco torre | a8 preto torre · b8 preto cavalo · c8 preto bispo · d8 preto rainha · e8 preto rei · f8 preto bispo · h8 preto torre · a7 preto peão · b7 preto peão · c7 preto peão · f7 preto peão · g7 preto peão · h7 preto peão · e6 preto peão · f6 preto cavalo · d5 preto peão · d4 branco peão · e4 branco peão · a2 branco peão · b2 branco peão · c2 branco peão · d2 branco cavalo · f2 branco peão · g2 branco peão · h2 branco peão · a1 branco torre · c1 branco bispo · d1 branco rainha · e1 branco rei · f1 branco bispo · g1 branco cavalo · h1 branco torre | a8 preto torre · b8 preto cavalo · c8 preto bispo · d8 preto rainha · e8 preto rei · f8 preto bispo · h8 preto torre · a7 preto peão · b7 preto peão · c7 preto peão · f7 preto peão · g7 preto peão · h7 preto peão · e6 preto peão · f6 preto cavalo · d5 preto peão · d4 branco peão · e4 branco peão · a2 branco peão · b2 branco peão · c2 branco peão · d2 branco cavalo · f2 branco peão · g2 branco peão · h2 branco peão · a1 branco torre · c1 branco bispo · d1 branco rainha · e1 branco rei · f1 branco bispo · g1 branco cavalo · h1 branco torre | 8 |
| 7 | a8 preto torre · b8 preto cavalo · c8 preto bispo · d8 preto rainha · e8 preto rei · f8 preto bispo · h8 preto torre · a7 preto peão · b7 preto peão · c7 preto peão · f7 preto peão · g7 preto peão · h7 preto peão · e6 preto peão · f6 preto cavalo · d5 preto peão · d4 branco peão · e4 branco peão · a2 branco peão · b2 branco peão · c2 branco peão · d2 branco cavalo · f2 branco peão · g2 branco peão · h2 branco peão · a1 branco torre · c1 branco bispo · d1 branco rainha · e1 branco rei · f1 branco bispo · g1 branco cavalo · h1 branco torre | a8 preto torre · b8 preto cavalo · c8 preto bispo · d8 preto rainha · e8 preto rei · f8 preto bispo · h8 preto torre · a7 preto peão · b7 preto peão · c7 preto peão · f7 preto peão · g7 preto peão · h7 preto peão · e6 preto peão · f6 preto cavalo · d5 preto peão · d4 branco peão · e4 branco peão · a2 branco peão · b2 branco peão · c2 branco peão · d2 branco cavalo · f2 branco peão · g2 branco peão · h2 branco peão · a1 branco torre · c1 branco bispo · d1 branco rainha · e1 branco rei · f1 branco bispo · g1 branco cavalo · h1 branco torre | a8 preto torre · b8 preto cavalo · c8 preto bispo · d8 preto rainha · e8 preto rei · f8 preto bispo · h8 preto torre · a7 preto peão · b7 preto peão · c7 preto peão · f7 preto peão · g7 preto peão · h7 preto peão · e6 preto peão · f6 preto cavalo · d5 preto peão · d4 branco peão · e4 branco peão · a2 branco peão · b2 branco peão · c2 branco peão · d2 branco cavalo · f2 branco peão · g2 branco peão · h2 branco peão · a1 branco torre · c1 branco bispo · d1 branco rainha · e1 branco rei · f1 branco bispo · g1 branco cavalo · h1 branco torre | a8 preto torre · b8 preto cavalo · c8 preto bispo · d8 preto rainha · e8 preto rei · f8 preto bispo · h8 preto torre · a7 preto peão · b7 preto peão · c7 preto peão · f7 preto peão · g7 preto peão · h7 preto peão · e6 preto peão · f6 preto cavalo · d5 preto peão · d4 branco peão · e4 branco peão · a2 branco peão · b2 branco peão · c2 branco peão · d2 branco cavalo · f2 branco peão · g2 branco peão · h2 branco peão · a1 branco torre · c1 branco bispo · d1 branco rainha · e1 branco rei · f1 branco bispo · g1 branco cavalo · h1 branco torre | a8 preto torre · b8 preto cavalo · c8 preto bispo · d8 preto rainha · e8 preto rei · f8 preto bispo · h8 preto torre · a7 preto peão · b7 preto peão · c7 preto peão · f7 preto peão · g7 preto peão · h7 preto peão · e6 preto peão · f6 preto cavalo · d5 preto peão · d4 branco peão · e4 branco peão · a2 branco peão · b2 branco peão · c2 branco peão · d2 branco cavalo · f2 branco peão · g2 branco peão · h2 branco peão · a1 branco torre · c1 branco bispo · d1 branco rainha · e1 branco rei · f1 branco bispo · g1 branco cavalo · h1 branco torre | a8 preto torre · b8 preto cavalo · c8 preto bispo · d8 preto rainha · e8 preto rei · f8 preto bispo · h8 preto torre · a7 preto peão · b7 preto peão · c7 preto peão · f7 preto peão · g7 preto peão · h7 preto peão · e6 preto peão · f6 preto cavalo · d5 preto peão · d4 branco peão · e4 branco peão · a2 branco peão · b2 branco peão · c2 branco peão · d2 branco cavalo · f2 branco peão · g2 branco peão · h2 branco peão · a1 branco torre · c1 branco bispo · d1 branco rainha · e1 branco rei · f1 branco bispo · g1 branco cavalo · h1 branco torre | a8 preto torre · b8 preto cavalo · c8 preto bispo · d8 preto rainha · e8 preto rei · f8 preto bispo · h8 preto torre · a7 preto peão · b7 preto peão · c7 preto peão · f7 preto peão · g7 preto peão · h7 preto peão · e6 preto peão · f6 preto cavalo · d5 preto peão · d4 branco peão · e4 branco peão · a2 branco peão · b2 branco peão · c2 branco peão · d2 branco cavalo · f2 branco peão · g2 branco peão · h2 branco peão · a1 branco torre · c1 branco bispo · d1 branco rainha · e1 branco rei · f1 branco bispo · g1 branco cavalo · h1 branco torre | a8 preto torre · b8 preto cavalo · c8 preto bispo · d8 preto rainha · e8 preto rei · f8 preto bispo · h8 preto torre · a7 preto peão · b7 preto peão · c7 preto peão · f7 preto peão · g7 preto peão · h7 preto peão · e6 preto peão · f6 preto cavalo · d5 preto peão · d4 branco peão · e4 branco peão · a2 branco peão · b2 branco peão · c2 branco peão · d2 branco cavalo · f2 branco peão · g2 branco peão · h2 branco peão · a1 branco torre · c1 branco bispo · d1 branco rainha · e1 branco rei · f1 branco bispo · g1 branco cavalo · h1 branco torre | 7 |
| 6 | a8 preto torre · b8 preto cavalo · c8 preto bispo · d8 preto rainha · e8 preto rei · f8 preto bispo · h8 preto torre · a7 preto peão · b7 preto peão · c7 preto peão · f7 preto peão · g7 preto peão · h7 preto peão · e6 preto peão · f6 preto cavalo · d5 preto peão · d4 branco peão · e4 branco peão · a2 branco peão · b2 branco peão · c2 branco peão · d2 branco cavalo · f2 branco peão · g2 branco peão · h2 branco peão · a1 branco torre · c1 branco bispo · d1 branco rainha · e1 branco rei · f1 branco bispo · g1 branco cavalo · h1 branco torre | a8 preto torre · b8 preto cavalo · c8 preto bispo · d8 preto rainha · e8 preto rei · f8 preto bispo · h8 preto torre · a7 preto peão · b7 preto peão · c7 preto peão · f7 preto peão · g7 preto peão · h7 preto peão · e6 preto peão · f6 preto cavalo · d5 preto peão · d4 branco peão · e4 branco peão · a2 branco peão · b2 branco peão · c2 branco peão · d2 branco cavalo · f2 branco peão · g2 branco peão · h2 branco peão · a1 branco torre · c1 branco bispo · d1 branco rainha · e1 branco rei · f1 branco bispo · g1 branco cavalo · h1 branco torre | a8 preto torre · b8 preto cavalo · c8 preto bispo · d8 preto rainha · e8 preto rei · f8 preto bispo · h8 preto torre · a7 preto peão · b7 preto peão · c7 preto peão · f7 preto peão · g7 preto peão · h7 preto peão · e6 preto peão · f6 preto cavalo · d5 preto peão · d4 branco peão · e4 branco peão · a2 branco peão · b2 branco peão · c2 branco peão · d2 branco cavalo · f2 branco peão · g2 branco peão · h2 branco peão · a1 branco torre · c1 branco bispo · d1 branco rainha · e1 branco rei · f1 branco bispo · g1 branco cavalo · h1 branco torre | a8 preto torre · b8 preto cavalo · c8 preto bispo · d8 preto rainha · e8 preto rei · f8 preto bispo · h8 preto torre · a7 preto peão · b7 preto peão · c7 preto peão · f7 preto peão · g7 preto peão · h7 preto peão · e6 preto peão · f6 preto cavalo · d5 preto peão · d4 branco peão · e4 branco peão · a2 branco peão · b2 branco peão · c2 branco peão · d2 branco cavalo · f2 branco peão · g2 branco peão · h2 branco peão · a1 branco torre · c1 branco bispo · d1 branco rainha · e1 branco rei · f1 branco bispo · g1 branco cavalo · h1 branco torre | a8 preto torre · b8 preto cavalo · c8 preto bispo · d8 preto rainha · e8 preto rei · f8 preto bispo · h8 preto torre · a7 preto peão · b7 preto peão · c7 preto peão · f7 preto peão · g7 preto peão · h7 preto peão · e6 preto peão · f6 preto cavalo · d5 preto peão · d4 branco peão · e4 branco peão · a2 branco peão · b2 branco peão · c2 branco peão · d2 branco cavalo · f2 branco peão · g2 branco peão · h2 branco peão · a1 branco torre · c1 branco bispo · d1 branco rainha · e1 branco rei · f1 branco bispo · g1 branco cavalo · h1 branco torre | a8 preto torre · b8 preto cavalo · c8 preto bispo · d8 preto rainha · e8 preto rei · f8 preto bispo · h8 preto torre · a7 preto peão · b7 preto peão · c7 preto peão · f7 preto peão · g7 preto peão · h7 preto peão · e6 preto peão · f6 preto cavalo · d5 preto peão · d4 branco peão · e4 branco peão · a2 branco peão · b2 branco peão · c2 branco peão · d2 branco cavalo · f2 branco peão · g2 branco peão · h2 branco peão · a1 branco torre · c1 branco bispo · d1 branco rainha · e1 branco rei · f1 branco bispo · g1 branco cavalo · h1 branco torre | a8 preto torre · b8 preto cavalo · c8 preto bispo · d8 preto rainha · e8 preto rei · f8 preto bispo · h8 preto torre · a7 preto peão · b7 preto peão · c7 preto peão · f7 preto peão · g7 preto peão · h7 preto peão · e6 preto peão · f6 preto cavalo · d5 preto peão · d4 branco peão · e4 branco peão · a2 branco peão · b2 branco peão · c2 branco peão · d2 branco cavalo · f2 branco peão · g2 branco peão · h2 branco peão · a1 branco torre · c1 branco bispo · d1 branco rainha · e1 branco rei · f1 branco bispo · g1 branco cavalo · h1 branco torre | a8 preto torre · b8 preto cavalo · c8 preto bispo · d8 preto rainha · e8 preto rei · f8 preto bispo · h8 preto torre · a7 preto peão · b7 preto peão · c7 preto peão · f7 preto peão · g7 preto peão · h7 preto peão · e6 preto peão · f6 preto cavalo · d5 preto peão · d4 branco peão · e4 branco peão · a2 branco peão · b2 branco peão · c2 branco peão · d2 branco cavalo · f2 branco peão · g2 branco peão · h2 branco peão · a1 branco torre · c1 branco bispo · d1 branco rainha · e1 branco rei · f1 branco bispo · g1 branco cavalo · h1 branco torre | 6 |
| 5 | a8 preto torre · b8 preto cavalo · c8 preto bispo · d8 preto rainha · e8 preto rei · f8 preto bispo · h8 preto torre · a7 preto peão · b7 preto peão · c7 preto peão · f7 preto peão · g7 preto peão · h7 preto peão · e6 preto peão · f6 preto cavalo · d5 preto peão · d4 branco peão · e4 branco peão · a2 branco peão · b2 branco peão · c2 branco peão · d2 branco cavalo · f2 branco peão · g2 branco peão · h2 branco peão · a1 branco torre · c1 branco bispo · d1 branco rainha · e1 branco rei · f1 branco bispo · g1 branco cavalo · h1 branco torre | a8 preto torre · b8 preto cavalo · c8 preto bispo · d8 preto rainha · e8 preto rei · f8 preto bispo · h8 preto torre · a7 preto peão · b7 preto peão · c7 preto peão · f7 preto peão · g7 preto peão · h7 preto peão · e6 preto peão · f6 preto cavalo · d5 preto peão · d4 branco peão · e4 branco peão · a2 branco peão · b2 branco peão · c2 branco peão · d2 branco cavalo · f2 branco peão · g2 branco peão · h2 branco peão · a1 branco torre · c1 branco bispo · d1 branco rainha · e1 branco rei · f1 branco bispo · g1 branco cavalo · h1 branco torre | a8 preto torre · b8 preto cavalo · c8 preto bispo · d8 preto rainha · e8 preto rei · f8 preto bispo · h8 preto torre · a7 preto peão · b7 preto peão · c7 preto peão · f7 preto peão · g7 preto peão · h7 preto peão · e6 preto peão · f6 preto cavalo · d5 preto peão · d4 branco peão · e4 branco peão · a2 branco peão · b2 branco peão · c2 branco peão · d2 branco cavalo · f2 branco peão · g2 branco peão · h2 branco peão · a1 branco torre · c1 branco bispo · d1 branco rainha · e1 branco rei · f1 branco bispo · g1 branco cavalo · h1 branco torre | a8 preto torre · b8 preto cavalo · c8 preto bispo · d8 preto rainha · e8 preto rei · f8 preto bispo · h8 preto torre · a7 preto peão · b7 preto peão · c7 preto peão · f7 preto peão · g7 preto peão · h7 preto peão · e6 preto peão · f6 preto cavalo · d5 preto peão · d4 branco peão · e4 branco peão · a2 branco peão · b2 branco peão · c2 branco peão · d2 branco cavalo · f2 branco peão · g2 branco peão · h2 branco peão · a1 branco torre · c1 branco bispo · d1 branco rainha · e1 branco rei · f1 branco bispo · g1 branco cavalo · h1 branco torre | a8 preto torre · b8 preto cavalo · c8 preto bispo · d8 preto rainha · e8 preto rei · f8 preto bispo · h8 preto torre · a7 preto peão · b7 preto peão · c7 preto peão · f7 preto peão · g7 preto peão · h7 preto peão · e6 preto peão · f6 preto cavalo · d5 preto peão · d4 branco peão · e4 branco peão · a2 branco peão · b2 branco peão · c2 branco peão · d2 branco cavalo · f2 branco peão · g2 branco peão · h2 branco peão · a1 branco torre · c1 branco bispo · d1 branco rainha · e1 branco rei · f1 branco bispo · g1 branco cavalo · h1 branco torre | a8 preto torre · b8 preto cavalo · c8 preto bispo · d8 preto rainha · e8 preto rei · f8 preto bispo · h8 preto torre · a7 preto peão · b7 preto peão · c7 preto peão · f7 preto peão · g7 preto peão · h7 preto peão · e6 preto peão · f6 preto cavalo · d5 preto peão · d4 branco peão · e4 branco peão · a2 branco peão · b2 branco peão · c2 branco peão · d2 branco cavalo · f2 branco peão · g2 branco peão · h2 branco peão · a1 branco torre · c1 branco bispo · d1 branco rainha · e1 branco rei · f1 branco bispo · g1 branco cavalo · h1 branco torre | a8 preto torre · b8 preto cavalo · c8 preto bispo · d8 preto rainha · e8 preto rei · f8 preto bispo · h8 preto torre · a7 preto peão · b7 preto peão · c7 preto peão · f7 preto peão · g7 preto peão · h7 preto peão · e6 preto peão · f6 preto cavalo · d5 preto peão · d4 branco peão · e4 branco peão · a2 branco peão · b2 branco peão · c2 branco peão · d2 branco cavalo · f2 branco peão · g2 branco peão · h2 branco peão · a1 branco torre · c1 branco bispo · d1 branco rainha · e1 branco rei · f1 branco bispo · g1 branco cavalo · h1 branco torre | a8 preto torre · b8 preto cavalo · c8 preto bispo · d8 preto rainha · e8 preto rei · f8 preto bispo · h8 preto torre · a7 preto peão · b7 preto peão · c7 preto peão · f7 preto peão · g7 preto peão · h7 preto peão · e6 preto peão · f6 preto cavalo · d5 preto peão · d4 branco peão · e4 branco peão · a2 branco peão · b2 branco peão · c2 branco peão · d2 branco cavalo · f2 branco peão · g2 branco peão · h2 branco peão · a1 branco torre · c1 branco bispo · d1 branco rainha · e1 branco rei · f1 branco bispo · g1 branco cavalo · h1 branco torre | 5 |
| 4 | a8 preto torre · b8 preto cavalo · c8 preto bispo · d8 preto rainha · e8 preto rei · f8 preto bispo · h8 preto torre · a7 preto peão · b7 preto peão · c7 preto peão · f7 preto peão · g7 preto peão · h7 preto peão · e6 preto peão · f6 preto cavalo · d5 preto peão · d4 branco peão · e4 branco peão · a2 branco peão · b2 branco peão · c2 branco peão · d2 branco cavalo · f2 branco peão · g2 branco peão · h2 branco peão · a1 branco torre · c1 branco bispo · d1 branco rainha · e1 branco rei · f1 branco bispo · g1 branco cavalo · h1 branco torre | a8 preto torre · b8 preto cavalo · c8 preto bispo · d8 preto rainha · e8 preto rei · f8 preto bispo · h8 preto torre · a7 preto peão · b7 preto peão · c7 preto peão · f7 preto peão · g7 preto peão · h7 preto peão · e6 preto peão · f6 preto cavalo · d5 preto peão · d4 branco peão · e4 branco peão · a2 branco peão · b2 branco peão · c2 branco peão · d2 branco cavalo · f2 branco peão · g2 branco peão · h2 branco peão · a1 branco torre · c1 branco bispo · d1 branco rainha · e1 branco rei · f1 branco bispo · g1 branco cavalo · h1 branco torre | a8 preto torre · b8 preto cavalo · c8 preto bispo · d8 preto rainha · e8 preto rei · f8 preto bispo · h8 preto torre · a7 preto peão · b7 preto peão · c7 preto peão · f7 preto peão · g7 preto peão · h7 preto peão · e6 preto peão · f6 preto cavalo · d5 preto peão · d4 branco peão · e4 branco peão · a2 branco peão · b2 branco peão · c2 branco peão · d2 branco cavalo · f2 branco peão · g2 branco peão · h2 branco peão · a1 branco torre · c1 branco bispo · d1 branco rainha · e1 branco rei · f1 branco bispo · g1 branco cavalo · h1 branco torre | a8 preto torre · b8 preto cavalo · c8 preto bispo · d8 preto rainha · e8 preto rei · f8 preto bispo · h8 preto torre · a7 preto peão · b7 preto peão · c7 preto peão · f7 preto peão · g7 preto peão · h7 preto peão · e6 preto peão · f6 preto cavalo · d5 preto peão · d4 branco peão · e4 branco peão · a2 branco peão · b2 branco peão · c2 branco peão · d2 branco cavalo · f2 branco peão · g2 branco peão · h2 branco peão · a1 branco torre · c1 branco bispo · d1 branco rainha · e1 branco rei · f1 branco bispo · g1 branco cavalo · h1 branco torre | a8 preto torre · b8 preto cavalo · c8 preto bispo · d8 preto rainha · e8 preto rei · f8 preto bispo · h8 preto torre · a7 preto peão · b7 preto peão · c7 preto peão · f7 preto peão · g7 preto peão · h7 preto peão · e6 preto peão · f6 preto cavalo · d5 preto peão · d4 branco peão · e4 branco peão · a2 branco peão · b2 branco peão · c2 branco peão · d2 branco cavalo · f2 branco peão · g2 branco peão · h2 branco peão · a1 branco torre · c1 branco bispo · d1 branco rainha · e1 branco rei · f1 branco bispo · g1 branco cavalo · h1 branco torre | a8 preto torre · b8 preto cavalo · c8 preto bispo · d8 preto rainha · e8 preto rei · f8 preto bispo · h8 preto torre · a7 preto peão · b7 preto peão · c7 preto peão · f7 preto peão · g7 preto peão · h7 preto peão · e6 preto peão · f6 preto cavalo · d5 preto peão · d4 branco peão · e4 branco peão · a2 branco peão · b2 branco peão · c2 branco peão · d2 branco cavalo · f2 branco peão · g2 branco peão · h2 branco peão · a1 branco torre · c1 branco bispo · d1 branco rainha · e1 branco rei · f1 branco bispo · g1 branco cavalo · h1 branco torre | a8 preto torre · b8 preto cavalo · c8 preto bispo · d8 preto rainha · e8 preto rei · f8 preto bispo · h8 preto torre · a7 preto peão · b7 preto peão · c7 preto peão · f7 preto peão · g7 preto peão · h7 preto peão · e6 preto peão · f6 preto cavalo · d5 preto peão · d4 branco peão · e4 branco peão · a2 branco peão · b2 branco peão · c2 branco peão · d2 branco cavalo · f2 branco peão · g2 branco peão · h2 branco peão · a1 branco torre · c1 branco bispo · d1 branco rainha · e1 branco rei · f1 branco bispo · g1 branco cavalo · h1 branco torre | a8 preto torre · b8 preto cavalo · c8 preto bispo · d8 preto rainha · e8 preto rei · f8 preto bispo · h8 preto torre · a7 preto peão · b7 preto peão · c7 preto peão · f7 preto peão · g7 preto peão · h7 preto peão · e6 preto peão · f6 preto cavalo · d5 preto peão · d4 branco peão · e4 branco peão · a2 branco peão · b2 branco peão · c2 branco peão · d2 branco cavalo · f2 branco peão · g2 branco peão · h2 branco peão · a1 branco torre · c1 branco bispo · d1 branco rainha · e1 branco rei · f1 branco bispo · g1 branco cavalo · h1 branco torre | 4 |
| 3 | a8 preto torre · b8 preto cavalo · c8 preto bispo · d8 preto rainha · e8 preto rei · f8 preto bispo · h8 preto torre · a7 preto peão · b7 preto peão · c7 preto peão · f7 preto peão · g7 preto peão · h7 preto peão · e6 preto peão · f6 preto cavalo · d5 preto peão · d4 branco peão · e4 branco peão · a2 branco peão · b2 branco peão · c2 branco peão · d2 branco cavalo · f2 branco peão · g2 branco peão · h2 branco peão · a1 branco torre · c1 branco bispo · d1 branco rainha · e1 branco rei · f1 branco bispo · g1 branco cavalo · h1 branco torre | a8 preto torre · b8 preto cavalo · c8 preto bispo · d8 preto rainha · e8 preto rei · f8 preto bispo · h8 preto torre · a7 preto peão · b7 preto peão · c7 preto peão · f7 preto peão · g7 preto peão · h7 preto peão · e6 preto peão · f6 preto cavalo · d5 preto peão · d4 branco peão · e4 branco peão · a2 branco peão · b2 branco peão · c2 branco peão · d2 branco cavalo · f2 branco peão · g2 branco peão · h2 branco peão · a1 branco torre · c1 branco bispo · d1 branco rainha · e1 branco rei · f1 branco bispo · g1 branco cavalo · h1 branco torre | a8 preto torre · b8 preto cavalo · c8 preto bispo · d8 preto rainha · e8 preto rei · f8 preto bispo · h8 preto torre · a7 preto peão · b7 preto peão · c7 preto peão · f7 preto peão · g7 preto peão · h7 preto peão · e6 preto peão · f6 preto cavalo · d5 preto peão · d4 branco peão · e4 branco peão · a2 branco peão · b2 branco peão · c2 branco peão · d2 branco cavalo · f2 branco peão · g2 branco peão · h2 branco peão · a1 branco torre · c1 branco bispo · d1 branco rainha · e1 branco rei · f1 branco bispo · g1 branco cavalo · h1 branco torre | a8 preto torre · b8 preto cavalo · c8 preto bispo · d8 preto rainha · e8 preto rei · f8 preto bispo · h8 preto torre · a7 preto peão · b7 preto peão · c7 preto peão · f7 preto peão · g7 preto peão · h7 preto peão · e6 preto peão · f6 preto cavalo · d5 preto peão · d4 branco peão · e4 branco peão · a2 branco peão · b2 branco peão · c2 branco peão · d2 branco cavalo · f2 branco peão · g2 branco peão · h2 branco peão · a1 branco torre · c1 branco bispo · d1 branco rainha · e1 branco rei · f1 branco bispo · g1 branco cavalo · h1 branco torre | a8 preto torre · b8 preto cavalo · c8 preto bispo · d8 preto rainha · e8 preto rei · f8 preto bispo · h8 preto torre · a7 preto peão · b7 preto peão · c7 preto peão · f7 preto peão · g7 preto peão · h7 preto peão · e6 preto peão · f6 preto cavalo · d5 preto peão · d4 branco peão · e4 branco peão · a2 branco peão · b2 branco peão · c2 branco peão · d2 branco cavalo · f2 branco peão · g2 branco peão · h2 branco peão · a1 branco torre · c1 branco bispo · d1 branco rainha · e1 branco rei · f1 branco bispo · g1 branco cavalo · h1 branco torre | a8 preto torre · b8 preto cavalo · c8 preto bispo · d8 preto rainha · e8 preto rei · f8 preto bispo · h8 preto torre · a7 preto peão · b7 preto peão · c7 preto peão · f7 preto peão · g7 preto peão · h7 preto peão · e6 preto peão · f6 preto cavalo · d5 preto peão · d4 branco peão · e4 branco peão · a2 branco peão · b2 branco peão · c2 branco peão · d2 branco cavalo · f2 branco peão · g2 branco peão · h2 branco peão · a1 branco torre · c1 branco bispo · d1 branco rainha · e1 branco rei · f1 branco bispo · g1 branco cavalo · h1 branco torre | a8 preto torre · b8 preto cavalo · c8 preto bispo · d8 preto rainha · e8 preto rei · f8 preto bispo · h8 preto torre · a7 preto peão · b7 preto peão · c7 preto peão · f7 preto peão · g7 preto peão · h7 preto peão · e6 preto peão · f6 preto cavalo · d5 preto peão · d4 branco peão · e4 branco peão · a2 branco peão · b2 branco peão · c2 branco peão · d2 branco cavalo · f2 branco peão · g2 branco peão · h2 branco peão · a1 branco torre · c1 branco bispo · d1 branco rainha · e1 branco rei · f1 branco bispo · g1 branco cavalo · h1 branco torre | a8 preto torre · b8 preto cavalo · c8 preto bispo · d8 preto rainha · e8 preto rei · f8 preto bispo · h8 preto torre · a7 preto peão · b7 preto peão · c7 preto peão · f7 preto peão · g7 preto peão · h7 preto peão · e6 preto peão · f6 preto cavalo · d5 preto peão · d4 branco peão · e4 branco peão · a2 branco peão · b2 branco peão · c2 branco peão · d2 branco cavalo · f2 branco peão · g2 branco peão · h2 branco peão · a1 branco torre · c1 branco bispo · d1 branco rainha · e1 branco rei · f1 branco bispo · g1 branco cavalo · h1 branco torre | 3 |
| 2 | a8 preto torre · b8 preto cavalo · c8 preto bispo · d8 preto rainha · e8 preto rei · f8 preto bispo · h8 preto torre · a7 preto peão · b7 preto peão · c7 preto peão · f7 preto peão · g7 preto peão · h7 preto peão · e6 preto peão · f6 preto cavalo · d5 preto peão · d4 branco peão · e4 branco peão · a2 branco peão · b2 branco peão · c2 branco peão · d2 branco cavalo · f2 branco peão · g2 branco peão · h2 branco peão · a1 branco torre · c1 branco bispo · d1 branco rainha · e1 branco rei · f1 branco bispo · g1 branco cavalo · h1 branco torre | a8 preto torre · b8 preto cavalo · c8 preto bispo · d8 preto rainha · e8 preto rei · f8 preto bispo · h8 preto torre · a7 preto peão · b7 preto peão · c7 preto peão · f7 preto peão · g7 preto peão · h7 preto peão · e6 preto peão · f6 preto cavalo · d5 preto peão · d4 branco peão · e4 branco peão · a2 branco peão · b2 branco peão · c2 branco peão · d2 branco cavalo · f2 branco peão · g2 branco peão · h2 branco peão · a1 branco torre · c1 branco bispo · d1 branco rainha · e1 branco rei · f1 branco bispo · g1 branco cavalo · h1 branco torre | a8 preto torre · b8 preto cavalo · c8 preto bispo · d8 preto rainha · e8 preto rei · f8 preto bispo · h8 preto torre · a7 preto peão · b7 preto peão · c7 preto peão · f7 preto peão · g7 preto peão · h7 preto peão · e6 preto peão · f6 preto cavalo · d5 preto peão · d4 branco peão · e4 branco peão · a2 branco peão · b2 branco peão · c2 branco peão · d2 branco cavalo · f2 branco peão · g2 branco peão · h2 branco peão · a1 branco torre · c1 branco bispo · d1 branco rainha · e1 branco rei · f1 branco bispo · g1 branco cavalo · h1 branco torre | a8 preto torre · b8 preto cavalo · c8 preto bispo · d8 preto rainha · e8 preto rei · f8 preto bispo · h8 preto torre · a7 preto peão · b7 preto peão · c7 preto peão · f7 preto peão · g7 preto peão · h7 preto peão · e6 preto peão · f6 preto cavalo · d5 preto peão · d4 branco peão · e4 branco peão · a2 branco peão · b2 branco peão · c2 branco peão · d2 branco cavalo · f2 branco peão · g2 branco peão · h2 branco peão · a1 branco torre · c1 branco bispo · d1 branco rainha · e1 branco rei · f1 branco bispo · g1 branco cavalo · h1 branco torre | a8 preto torre · b8 preto cavalo · c8 preto bispo · d8 preto rainha · e8 preto rei · f8 preto bispo · h8 preto torre · a7 preto peão · b7 preto peão · c7 preto peão · f7 preto peão · g7 preto peão · h7 preto peão · e6 preto peão · f6 preto cavalo · d5 preto peão · d4 branco peão · e4 branco peão · a2 branco peão · b2 branco peão · c2 branco peão · d2 branco cavalo · f2 branco peão · g2 branco peão · h2 branco peão · a1 branco torre · c1 branco bispo · d1 branco rainha · e1 branco rei · f1 branco bispo · g1 branco cavalo · h1 branco torre | a8 preto torre · b8 preto cavalo · c8 preto bispo · d8 preto rainha · e8 preto rei · f8 preto bispo · h8 preto torre · a7 preto peão · b7 preto peão · c7 preto peão · f7 preto peão · g7 preto peão · h7 preto peão · e6 preto peão · f6 preto cavalo · d5 preto peão · d4 branco peão · e4 branco peão · a2 branco peão · b2 branco peão · c2 branco peão · d2 branco cavalo · f2 branco peão · g2 branco peão · h2 branco peão · a1 branco torre · c1 branco bispo · d1 branco rainha · e1 branco rei · f1 branco bispo · g1 branco cavalo · h1 branco torre | a8 preto torre · b8 preto cavalo · c8 preto bispo · d8 preto rainha · e8 preto rei · f8 preto bispo · h8 preto torre · a7 preto peão · b7 preto peão · c7 preto peão · f7 preto peão · g7 preto peão · h7 preto peão · e6 preto peão · f6 preto cavalo · d5 preto peão · d4 branco peão · e4 branco peão · a2 branco peão · b2 branco peão · c2 branco peão · d2 branco cavalo · f2 branco peão · g2 branco peão · h2 branco peão · a1 branco torre · c1 branco bispo · d1 branco rainha · e1 branco rei · f1 branco bispo · g1 branco cavalo · h1 branco torre | a8 preto torre · b8 preto cavalo · c8 preto bispo · d8 preto rainha · e8 preto rei · f8 preto bispo · h8 preto torre · a7 preto peão · b7 preto peão · c7 preto peão · f7 preto peão · g7 preto peão · h7 preto peão · e6 preto peão · f6 preto cavalo · d5 preto peão · d4 branco peão · e4 branco peão · a2 branco peão · b2 branco peão · c2 branco peão · d2 branco cavalo · f2 branco peão · g2 branco peão · h2 branco peão · a1 branco torre · c1 branco bispo · d1 branco rainha · e1 branco rei · f1 branco bispo · g1 branco cavalo · h1 branco torre | 2 |
| 1 | a8 preto torre · b8 preto cavalo · c8 preto bispo · d8 preto rainha · e8 preto rei · f8 preto bispo · h8 preto torre · a7 preto peão · b7 preto peão · c7 preto peão · f7 preto peão · g7 preto peão · h7 preto peão · e6 preto peão · f6 preto cavalo · d5 preto peão · d4 branco peão · e4 branco peão · a2 branco peão · b2 branco peão · c2 branco peão · d2 branco cavalo · f2 branco peão · g2 branco peão · h2 branco peão · a1 branco torre · c1 branco bispo · d1 branco rainha · e1 branco rei · f1 branco bispo · g1 branco cavalo · h1 branco torre | a8 preto torre · b8 preto cavalo · c8 preto bispo · d8 preto rainha · e8 preto rei · f8 preto bispo · h8 preto torre · a7 preto peão · b7 preto peão · c7 preto peão · f7 preto peão · g7 preto peão · h7 preto peão · e6 preto peão · f6 preto cavalo · d5 preto peão · d4 branco peão · e4 branco peão · a2 branco peão · b2 branco peão · c2 branco peão · d2 branco cavalo · f2 branco peão · g2 branco peão · h2 branco peão · a1 branco torre · c1 branco bispo · d1 branco rainha · e1 branco rei · f1 branco bispo · g1 branco cavalo · h1 branco torre | a8 preto torre · b8 preto cavalo · c8 preto bispo · d8 preto rainha · e8 preto rei · f8 preto bispo · h8 preto torre · a7 preto peão · b7 preto peão · c7 preto peão · f7 preto peão · g7 preto peão · h7 preto peão · e6 preto peão · f6 preto cavalo · d5 preto peão · d4 branco peão · e4 branco peão · a2 branco peão · b2 branco peão · c2 branco peão · d2 branco cavalo · f2 branco peão · g2 branco peão · h2 branco peão · a1 branco torre · c1 branco bispo · d1 branco rainha · e1 branco rei · f1 branco bispo · g1 branco cavalo · h1 branco torre | a8 preto torre · b8 preto cavalo · c8 preto bispo · d8 preto rainha · e8 preto rei · f8 preto bispo · h8 preto torre · a7 preto peão · b7 preto peão · c7 preto peão · f7 preto peão · g7 preto peão · h7 preto peão · e6 preto peão · f6 preto cavalo · d5 preto peão · d4 branco peão · e4 branco peão · a2 branco peão · b2 branco peão · c2 branco peão · d2 branco cavalo · f2 branco peão · g2 branco peão · h2 branco peão · a1 branco torre · c1 branco bispo · d1 branco rainha · e1 branco rei · f1 branco bispo · g1 branco cavalo · h1 branco torre | a8 preto torre · b8 preto cavalo · c8 preto bispo · d8 preto rainha · e8 preto rei · f8 preto bispo · h8 preto torre · a7 preto peão · b7 preto peão · c7 preto peão · f7 preto peão · g7 preto peão · h7 preto peão · e6 preto peão · f6 preto cavalo · d5 preto peão · d4 branco peão · e4 branco peão · a2 branco peão · b2 branco peão · c2 branco peão · d2 branco cavalo · f2 branco peão · g2 branco peão · h2 branco peão · a1 branco torre · c1 branco bispo · d1 branco rainha · e1 branco rei · f1 branco bispo · g1 branco cavalo · h1 branco torre | a8 preto torre · b8 preto cavalo · c8 preto bispo · d8 preto rainha · e8 preto rei · f8 preto bispo · h8 preto torre · a7 preto peão · b7 preto peão · c7 preto peão · f7 preto peão · g7 preto peão · h7 preto peão · e6 preto peão · f6 preto cavalo · d5 preto peão · d4 branco peão · e4 branco peão · a2 branco peão · b2 branco peão · c2 branco peão · d2 branco cavalo · f2 branco peão · g2 branco peão · h2 branco peão · a1 branco torre · c1 branco bispo · d1 branco rainha · e1 branco rei · f1 branco bispo · g1 branco cavalo · h1 branco torre | a8 preto torre · b8 preto cavalo · c8 preto bispo · d8 preto rainha · e8 preto rei · f8 preto bispo · h8 preto torre · a7 preto peão · b7 preto peão · c7 preto peão · f7 preto peão · g7 preto peão · h7 preto peão · e6 preto peão · f6 preto cavalo · d5 preto peão · d4 branco peão · e4 branco peão · a2 branco peão · b2 branco peão · c2 branco peão · d2 branco cavalo · f2 branco peão · g2 branco peão · h2 branco peão · a1 branco torre · c1 branco bispo · d1 branco rainha · e1 branco rei · f1 branco bispo · g1 branco cavalo · h1 branco torre | a8 preto torre · b8 preto cavalo · c8 preto bispo · d8 preto rainha · e8 preto rei · f8 preto bispo · h8 preto torre · a7 preto peão · b7 preto peão · c7 preto peão · f7 preto peão · g7 preto peão · h7 preto peão · e6 preto peão · f6 preto cavalo · d5 preto peão · d4 branco peão · e4 branco peão · a2 branco peão · b2 branco peão · c2 branco peão · d2 branco cavalo · f2 branco peão · g2 branco peão · h2 branco peão · a1 branco torre · c1 branco bispo · d1 branco rainha · e1 branco rei · f1 branco bispo · g1 branco cavalo · h1 branco torre | 1 |
|   | a | b | c | d | e | f | g | h |   |

A variante Tarrasch recebeu o nome em homenagem a Siegbert Tarrasch. Este movimento tornou-se particularmente popular durante os anos 1970 e início dos anos 1980, quando Anatoly Karpov o usou com grande efeito. Embora menos agressivo do que o 3.Cc3 alternativo, ainda é usado por jogadores de alto nível que buscam uma vantagem pequena e segura.
Como 3.Cc3, 3.Cd2 protege a e4, mas é diferente em vários aspectos importantes: não impede que o peão das brancas na c avance, o que significa que elas pode jogar c3 em algum ponto para apoiar seu peão na d4. Portanto, ela evita a variante Winawer, já que 3...Bb4 agora é prontamente respondido pelo 4.c3. Por outro lado, 3.Cd2 desenvolve o cavalo para uma casa indiscutivelmente menos ativa do que 3.Cc3 e, além disso, envolve o bispo das casas escuras das brancas. Portanto, as brancas normalmente terão que gastar um tempo extra movendo o cavalo na d2 em algum ponto antes de desenvolver o referido bispo.
- 3... c5 4. exd5 e agora as pretas têm duas maneiras de recapturar:
  - 4... exd5 foi um grampo de muitas batalhas antigas de Karpov-Korchnoi, incluindo sete jogos em sua partida de 1974. Isso geralmente leva as pretas a terem um peão da dama isolado (consulte peão isolado). A linha principal continua 5.Cgf3 Cc6 6.Bb5 Bd6 7.0-0 Cge7 8.dxc5 Bxc5 9.Cb3 Bb6 com uma posição onde, se as brancas puderem neutralizar a atividade das peças pretas no meio-jogo, elas terão uma ligeira vantagem no final. Outra possibilidade para as brancas é 5.Bb5+ Bd7 (5...Cc6 também é possível) 6.De2+ Be7 7.dxc5 para negociar os bispos e tornar mais difícil para as pretas recuperar o peão.
  - 4... Dxd5 é uma alternativa importante para as pretas; a ideia é trocar seus peões na c e na d pelos peões das brancas na d e na e, deixando as pretas com um peão central extra. Isso constitui uma ligeira vantagem estrutural, mas em troca as brancas ganham tempo para se desenvolver atacando a dama das pretas. Esta interação de vantagens estáticas e dinâmicas é a razão pela qual esta linha se tornou popular na última década. O jogo geralmente continua 5.Cgf3 cxd4 6.Bc4 Dd6 7.0-0 Cf6 (impedindo 8.Ce4) 8.Cb3 Cc6 9.Cbxd4 Cxd4, e aqui as brancas podem ficar no meio-jogo com 10.Cxd4 ou oferecer a troca de damas com 10 .Dxd4, com o primeiro muito mais comumente jogado hoje.
- 3... Cf6, enquanto o objetivo de 3...c5 era abrir o centro, 3... Cf6 visa fechá-lo. Depois de 4.e5 Cfd7 5.Bd3 c5 6.c3 Cc6 (6...b6 pretende ...Ba6 a seguir para se livrar do bispo das casas claras "ruim" das pretas, uma ideia recorrente na francesa) 7.Ce2 (deixar f3 aberto para o cavalo da dama) 7...cxd4 8.cxd4 f6 9.exf6 Cxf6 10.Cf3 Bd6, as pretas liberaram suas peças ao custo de ter um peão atrasado na e6. As brancas também podem optar por preservar seu peão na e5 jogando 4.e5 Cfd7 5.c3 c5 6.f4 Cc6 7.Cdf3, mas seu desenvolvimento é retardado como resultado, e as pretas ganharão chances dinâmicas se puderem abrir a posição para vantagem.
- 3... Cc6 é conhecida como a variante Guimard: depois de 4.Cgf3 Cf6 5.e5 Cd7, as pretas trocarão o peão das brancas na e limitando o próximo movimento com ...f6. No entanto, as pretas não exercem nenhuma pressão na d4 porque não podem jogar ... c5, então as brancas devem manter uma ligeira vantagem, com 6.Be2 ou 6 Cb3.
- 3... Be7 é conhecido como variante Morozevich.[5] Uma linha da moda entre os principais G.Ms. nos últimos anos, esse movimento de aparência estranha visa provar que todo movimento das brancas agora tem suas desvantagens, por exemplo, depois de 4.Cgf3 Cf6 5.e5 Cfd7 As brancas não podem jogar f4, enquanto 4.Bd3 c5 5.dxc5 Cf6 e 4.e5 c5 5. Dg4 Rf8!? leva à complicações obscuras. 3...h6?!, com um raciocínio semelhante, também ganhou alguns seguidores aventureiros nos últimos anos, incluindo o G.M. Alexander Morozevich.
- Outra linha rara é 3... a6, que ganhou popularidade na década de 1970. Semelhante a 3...Be7, a ideia é fazer uma jogada de espera para fazer as brancas declararem suas intenções antes que as pretas se comprometam com um plano próprio. 3...a6 também controla a casa b5, que normalmente é útil para as pretas na maioria das linhas francesas porque, por exemplo, as brancas não têm mais a opção de jogar Bb5.

### Variante do avanço: 3.e5
|   | a | b | c | d | e | f | g | h |   |
| 8 | a8 preto torre · c8 preto bispo · d8 preto rainha · e8 preto rei · f8 preto bispo · g8 preto cavalo · h8 preto torre · a7 preto peão · b7 preto peão · f7 preto peão · g7 preto peão · h7 preto peão · c6 preto cavalo · e6 preto peão · c5 preto peão · d5 preto peão · e5 branco peão · d4 branco peão · c3 branco peão · f3 branco cavalo · a2 branco peão · b2 branco peão · f2 branco peão · g2 branco peão · h2 branco peão · a1 branco torre · b1 branco cavalo · c1 branco bispo · d1 branco rainha · e1 branco rei · f1 branco bispo · h1 branco torre | a8 preto torre · c8 preto bispo · d8 preto rainha · e8 preto rei · f8 preto bispo · g8 preto cavalo · h8 preto torre · a7 preto peão · b7 preto peão · f7 preto peão · g7 preto peão · h7 preto peão · c6 preto cavalo · e6 preto peão · c5 preto peão · d5 preto peão · e5 branco peão · d4 branco peão · c3 branco peão · f3 branco cavalo · a2 branco peão · b2 branco peão · f2 branco peão · g2 branco peão · h2 branco peão · a1 branco torre · b1 branco cavalo · c1 branco bispo · d1 branco rainha · e1 branco rei · f1 branco bispo · h1 branco torre | a8 preto torre · c8 preto bispo · d8 preto rainha · e8 preto rei · f8 preto bispo · g8 preto cavalo · h8 preto torre · a7 preto peão · b7 preto peão · f7 preto peão · g7 preto peão · h7 preto peão · c6 preto cavalo · e6 preto peão · c5 preto peão · d5 preto peão · e5 branco peão · d4 branco peão · c3 branco peão · f3 branco cavalo · a2 branco peão · b2 branco peão · f2 branco peão · g2 branco peão · h2 branco peão · a1 branco torre · b1 branco cavalo · c1 branco bispo · d1 branco rainha · e1 branco rei · f1 branco bispo · h1 branco torre | a8 preto torre · c8 preto bispo · d8 preto rainha · e8 preto rei · f8 preto bispo · g8 preto cavalo · h8 preto torre · a7 preto peão · b7 preto peão · f7 preto peão · g7 preto peão · h7 preto peão · c6 preto cavalo · e6 preto peão · c5 preto peão · d5 preto peão · e5 branco peão · d4 branco peão · c3 branco peão · f3 branco cavalo · a2 branco peão · b2 branco peão · f2 branco peão · g2 branco peão · h2 branco peão · a1 branco torre · b1 branco cavalo · c1 branco bispo · d1 branco rainha · e1 branco rei · f1 branco bispo · h1 branco torre | a8 preto torre · c8 preto bispo · d8 preto rainha · e8 preto rei · f8 preto bispo · g8 preto cavalo · h8 preto torre · a7 preto peão · b7 preto peão · f7 preto peão · g7 preto peão · h7 preto peão · c6 preto cavalo · e6 preto peão · c5 preto peão · d5 preto peão · e5 branco peão · d4 branco peão · c3 branco peão · f3 branco cavalo · a2 branco peão · b2 branco peão · f2 branco peão · g2 branco peão · h2 branco peão · a1 branco torre · b1 branco cavalo · c1 branco bispo · d1 branco rainha · e1 branco rei · f1 branco bispo · h1 branco torre | a8 preto torre · c8 preto bispo · d8 preto rainha · e8 preto rei · f8 preto bispo · g8 preto cavalo · h8 preto torre · a7 preto peão · b7 preto peão · f7 preto peão · g7 preto peão · h7 preto peão · c6 preto cavalo · e6 preto peão · c5 preto peão · d5 preto peão · e5 branco peão · d4 branco peão · c3 branco peão · f3 branco cavalo · a2 branco peão · b2 branco peão · f2 branco peão · g2 branco peão · h2 branco peão · a1 branco torre · b1 branco cavalo · c1 branco bispo · d1 branco rainha · e1 branco rei · f1 branco bispo · h1 branco torre | a8 preto torre · c8 preto bispo · d8 preto rainha · e8 preto rei · f8 preto bispo · g8 preto cavalo · h8 preto torre · a7 preto peão · b7 preto peão · f7 preto peão · g7 preto peão · h7 preto peão · c6 preto cavalo · e6 preto peão · c5 preto peão · d5 preto peão · e5 branco peão · d4 branco peão · c3 branco peão · f3 branco cavalo · a2 branco peão · b2 branco peão · f2 branco peão · g2 branco peão · h2 branco peão · a1 branco torre · b1 branco cavalo · c1 branco bispo · d1 branco rainha · e1 branco rei · f1 branco bispo · h1 branco torre | a8 preto torre · c8 preto bispo · d8 preto rainha · e8 preto rei · f8 preto bispo · g8 preto cavalo · h8 preto torre · a7 preto peão · b7 preto peão · f7 preto peão · g7 preto peão · h7 preto peão · c6 preto cavalo · e6 preto peão · c5 preto peão · d5 preto peão · e5 branco peão · d4 branco peão · c3 branco peão · f3 branco cavalo · a2 branco peão · b2 branco peão · f2 branco peão · g2 branco peão · h2 branco peão · a1 branco torre · b1 branco cavalo · c1 branco bispo · d1 branco rainha · e1 branco rei · f1 branco bispo · h1 branco torre | 8 |
| 7 | a8 preto torre · c8 preto bispo · d8 preto rainha · e8 preto rei · f8 preto bispo · g8 preto cavalo · h8 preto torre · a7 preto peão · b7 preto peão · f7 preto peão · g7 preto peão · h7 preto peão · c6 preto cavalo · e6 preto peão · c5 preto peão · d5 preto peão · e5 branco peão · d4 branco peão · c3 branco peão · f3 branco cavalo · a2 branco peão · b2 branco peão · f2 branco peão · g2 branco peão · h2 branco peão · a1 branco torre · b1 branco cavalo · c1 branco bispo · d1 branco rainha · e1 branco rei · f1 branco bispo · h1 branco torre | a8 preto torre · c8 preto bispo · d8 preto rainha · e8 preto rei · f8 preto bispo · g8 preto cavalo · h8 preto torre · a7 preto peão · b7 preto peão · f7 preto peão · g7 preto peão · h7 preto peão · c6 preto cavalo · e6 preto peão · c5 preto peão · d5 preto peão · e5 branco peão · d4 branco peão · c3 branco peão · f3 branco cavalo · a2 branco peão · b2 branco peão · f2 branco peão · g2 branco peão · h2 branco peão · a1 branco torre · b1 branco cavalo · c1 branco bispo · d1 branco rainha · e1 branco rei · f1 branco bispo · h1 branco torre | a8 preto torre · c8 preto bispo · d8 preto rainha · e8 preto rei · f8 preto bispo · g8 preto cavalo · h8 preto torre · a7 preto peão · b7 preto peão · f7 preto peão · g7 preto peão · h7 preto peão · c6 preto cavalo · e6 preto peão · c5 preto peão · d5 preto peão · e5 branco peão · d4 branco peão · c3 branco peão · f3 branco cavalo · a2 branco peão · b2 branco peão · f2 branco peão · g2 branco peão · h2 branco peão · a1 branco torre · b1 branco cavalo · c1 branco bispo · d1 branco rainha · e1 branco rei · f1 branco bispo · h1 branco torre | a8 preto torre · c8 preto bispo · d8 preto rainha · e8 preto rei · f8 preto bispo · g8 preto cavalo · h8 preto torre · a7 preto peão · b7 preto peão · f7 preto peão · g7 preto peão · h7 preto peão · c6 preto cavalo · e6 preto peão · c5 preto peão · d5 preto peão · e5 branco peão · d4 branco peão · c3 branco peão · f3 branco cavalo · a2 branco peão · b2 branco peão · f2 branco peão · g2 branco peão · h2 branco peão · a1 branco torre · b1 branco cavalo · c1 branco bispo · d1 branco rainha · e1 branco rei · f1 branco bispo · h1 branco torre | a8 preto torre · c8 preto bispo · d8 preto rainha · e8 preto rei · f8 preto bispo · g8 preto cavalo · h8 preto torre · a7 preto peão · b7 preto peão · f7 preto peão · g7 preto peão · h7 preto peão · c6 preto cavalo · e6 preto peão · c5 preto peão · d5 preto peão · e5 branco peão · d4 branco peão · c3 branco peão · f3 branco cavalo · a2 branco peão · b2 branco peão · f2 branco peão · g2 branco peão · h2 branco peão · a1 branco torre · b1 branco cavalo · c1 branco bispo · d1 branco rainha · e1 branco rei · f1 branco bispo · h1 branco torre | a8 preto torre · c8 preto bispo · d8 preto rainha · e8 preto rei · f8 preto bispo · g8 preto cavalo · h8 preto torre · a7 preto peão · b7 preto peão · f7 preto peão · g7 preto peão · h7 preto peão · c6 preto cavalo · e6 preto peão · c5 preto peão · d5 preto peão · e5 branco peão · d4 branco peão · c3 branco peão · f3 branco cavalo · a2 branco peão · b2 branco peão · f2 branco peão · g2 branco peão · h2 branco peão · a1 branco torre · b1 branco cavalo · c1 branco bispo · d1 branco rainha · e1 branco rei · f1 branco bispo · h1 branco torre | a8 preto torre · c8 preto bispo · d8 preto rainha · e8 preto rei · f8 preto bispo · g8 preto cavalo · h8 preto torre · a7 preto peão · b7 preto peão · f7 preto peão · g7 preto peão · h7 preto peão · c6 preto cavalo · e6 preto peão · c5 preto peão · d5 preto peão · e5 branco peão · d4 branco peão · c3 branco peão · f3 branco cavalo · a2 branco peão · b2 branco peão · f2 branco peão · g2 branco peão · h2 branco peão · a1 branco torre · b1 branco cavalo · c1 branco bispo · d1 branco rainha · e1 branco rei · f1 branco bispo · h1 branco torre | a8 preto torre · c8 preto bispo · d8 preto rainha · e8 preto rei · f8 preto bispo · g8 preto cavalo · h8 preto torre · a7 preto peão · b7 preto peão · f7 preto peão · g7 preto peão · h7 preto peão · c6 preto cavalo · e6 preto peão · c5 preto peão · d5 preto peão · e5 branco peão · d4 branco peão · c3 branco peão · f3 branco cavalo · a2 branco peão · b2 branco peão · f2 branco peão · g2 branco peão · h2 branco peão · a1 branco torre · b1 branco cavalo · c1 branco bispo · d1 branco rainha · e1 branco rei · f1 branco bispo · h1 branco torre | 7 |
| 6 | a8 preto torre · c8 preto bispo · d8 preto rainha · e8 preto rei · f8 preto bispo · g8 preto cavalo · h8 preto torre · a7 preto peão · b7 preto peão · f7 preto peão · g7 preto peão · h7 preto peão · c6 preto cavalo · e6 preto peão · c5 preto peão · d5 preto peão · e5 branco peão · d4 branco peão · c3 branco peão · f3 branco cavalo · a2 branco peão · b2 branco peão · f2 branco peão · g2 branco peão · h2 branco peão · a1 branco torre · b1 branco cavalo · c1 branco bispo · d1 branco rainha · e1 branco rei · f1 branco bispo · h1 branco torre | a8 preto torre · c8 preto bispo · d8 preto rainha · e8 preto rei · f8 preto bispo · g8 preto cavalo · h8 preto torre · a7 preto peão · b7 preto peão · f7 preto peão · g7 preto peão · h7 preto peão · c6 preto cavalo · e6 preto peão · c5 preto peão · d5 preto peão · e5 branco peão · d4 branco peão · c3 branco peão · f3 branco cavalo · a2 branco peão · b2 branco peão · f2 branco peão · g2 branco peão · h2 branco peão · a1 branco torre · b1 branco cavalo · c1 branco bispo · d1 branco rainha · e1 branco rei · f1 branco bispo · h1 branco torre | a8 preto torre · c8 preto bispo · d8 preto rainha · e8 preto rei · f8 preto bispo · g8 preto cavalo · h8 preto torre · a7 preto peão · b7 preto peão · f7 preto peão · g7 preto peão · h7 preto peão · c6 preto cavalo · e6 preto peão · c5 preto peão · d5 preto peão · e5 branco peão · d4 branco peão · c3 branco peão · f3 branco cavalo · a2 branco peão · b2 branco peão · f2 branco peão · g2 branco peão · h2 branco peão · a1 branco torre · b1 branco cavalo · c1 branco bispo · d1 branco rainha · e1 branco rei · f1 branco bispo · h1 branco torre | a8 preto torre · c8 preto bispo · d8 preto rainha · e8 preto rei · f8 preto bispo · g8 preto cavalo · h8 preto torre · a7 preto peão · b7 preto peão · f7 preto peão · g7 preto peão · h7 preto peão · c6 preto cavalo · e6 preto peão · c5 preto peão · d5 preto peão · e5 branco peão · d4 branco peão · c3 branco peão · f3 branco cavalo · a2 branco peão · b2 branco peão · f2 branco peão · g2 branco peão · h2 branco peão · a1 branco torre · b1 branco cavalo · c1 branco bispo · d1 branco rainha · e1 branco rei · f1 branco bispo · h1 branco torre | a8 preto torre · c8 preto bispo · d8 preto rainha · e8 preto rei · f8 preto bispo · g8 preto cavalo · h8 preto torre · a7 preto peão · b7 preto peão · f7 preto peão · g7 preto peão · h7 preto peão · c6 preto cavalo · e6 preto peão · c5 preto peão · d5 preto peão · e5 branco peão · d4 branco peão · c3 branco peão · f3 branco cavalo · a2 branco peão · b2 branco peão · f2 branco peão · g2 branco peão · h2 branco peão · a1 branco torre · b1 branco cavalo · c1 branco bispo · d1 branco rainha · e1 branco rei · f1 branco bispo · h1 branco torre | a8 preto torre · c8 preto bispo · d8 preto rainha · e8 preto rei · f8 preto bispo · g8 preto cavalo · h8 preto torre · a7 preto peão · b7 preto peão · f7 preto peão · g7 preto peão · h7 preto peão · c6 preto cavalo · e6 preto peão · c5 preto peão · d5 preto peão · e5 branco peão · d4 branco peão · c3 branco peão · f3 branco cavalo · a2 branco peão · b2 branco peão · f2 branco peão · g2 branco peão · h2 branco peão · a1 branco torre · b1 branco cavalo · c1 branco bispo · d1 branco rainha · e1 branco rei · f1 branco bispo · h1 branco torre | a8 preto torre · c8 preto bispo · d8 preto rainha · e8 preto rei · f8 preto bispo · g8 preto cavalo · h8 preto torre · a7 preto peão · b7 preto peão · f7 preto peão · g7 preto peão · h7 preto peão · c6 preto cavalo · e6 preto peão · c5 preto peão · d5 preto peão · e5 branco peão · d4 branco peão · c3 branco peão · f3 branco cavalo · a2 branco peão · b2 branco peão · f2 branco peão · g2 branco peão · h2 branco peão · a1 branco torre · b1 branco cavalo · c1 branco bispo · d1 branco rainha · e1 branco rei · f1 branco bispo · h1 branco torre | a8 preto torre · c8 preto bispo · d8 preto rainha · e8 preto rei · f8 preto bispo · g8 preto cavalo · h8 preto torre · a7 preto peão · b7 preto peão · f7 preto peão · g7 preto peão · h7 preto peão · c6 preto cavalo · e6 preto peão · c5 preto peão · d5 preto peão · e5 branco peão · d4 branco peão · c3 branco peão · f3 branco cavalo · a2 branco peão · b2 branco peão · f2 branco peão · g2 branco peão · h2 branco peão · a1 branco torre · b1 branco cavalo · c1 branco bispo · d1 branco rainha · e1 branco rei · f1 branco bispo · h1 branco torre | 6 |
| 5 | a8 preto torre · c8 preto bispo · d8 preto rainha · e8 preto rei · f8 preto bispo · g8 preto cavalo · h8 preto torre · a7 preto peão · b7 preto peão · f7 preto peão · g7 preto peão · h7 preto peão · c6 preto cavalo · e6 preto peão · c5 preto peão · d5 preto peão · e5 branco peão · d4 branco peão · c3 branco peão · f3 branco cavalo · a2 branco peão · b2 branco peão · f2 branco peão · g2 branco peão · h2 branco peão · a1 branco torre · b1 branco cavalo · c1 branco bispo · d1 branco rainha · e1 branco rei · f1 branco bispo · h1 branco torre | a8 preto torre · c8 preto bispo · d8 preto rainha · e8 preto rei · f8 preto bispo · g8 preto cavalo · h8 preto torre · a7 preto peão · b7 preto peão · f7 preto peão · g7 preto peão · h7 preto peão · c6 preto cavalo · e6 preto peão · c5 preto peão · d5 preto peão · e5 branco peão · d4 branco peão · c3 branco peão · f3 branco cavalo · a2 branco peão · b2 branco peão · f2 branco peão · g2 branco peão · h2 branco peão · a1 branco torre · b1 branco cavalo · c1 branco bispo · d1 branco rainha · e1 branco rei · f1 branco bispo · h1 branco torre | a8 preto torre · c8 preto bispo · d8 preto rainha · e8 preto rei · f8 preto bispo · g8 preto cavalo · h8 preto torre · a7 preto peão · b7 preto peão · f7 preto peão · g7 preto peão · h7 preto peão · c6 preto cavalo · e6 preto peão · c5 preto peão · d5 preto peão · e5 branco peão · d4 branco peão · c3 branco peão · f3 branco cavalo · a2 branco peão · b2 branco peão · f2 branco peão · g2 branco peão · h2 branco peão · a1 branco torre · b1 branco cavalo · c1 branco bispo · d1 branco rainha · e1 branco rei · f1 branco bispo · h1 branco torre | a8 preto torre · c8 preto bispo · d8 preto rainha · e8 preto rei · f8 preto bispo · g8 preto cavalo · h8 preto torre · a7 preto peão · b7 preto peão · f7 preto peão · g7 preto peão · h7 preto peão · c6 preto cavalo · e6 preto peão · c5 preto peão · d5 preto peão · e5 branco peão · d4 branco peão · c3 branco peão · f3 branco cavalo · a2 branco peão · b2 branco peão · f2 branco peão · g2 branco peão · h2 branco peão · a1 branco torre · b1 branco cavalo · c1 branco bispo · d1 branco rainha · e1 branco rei · f1 branco bispo · h1 branco torre | a8 preto torre · c8 preto bispo · d8 preto rainha · e8 preto rei · f8 preto bispo · g8 preto cavalo · h8 preto torre · a7 preto peão · b7 preto peão · f7 preto peão · g7 preto peão · h7 preto peão · c6 preto cavalo · e6 preto peão · c5 preto peão · d5 preto peão · e5 branco peão · d4 branco peão · c3 branco peão · f3 branco cavalo · a2 branco peão · b2 branco peão · f2 branco peão · g2 branco peão · h2 branco peão · a1 branco torre · b1 branco cavalo · c1 branco bispo · d1 branco rainha · e1 branco rei · f1 branco bispo · h1 branco torre | a8 preto torre · c8 preto bispo · d8 preto rainha · e8 preto rei · f8 preto bispo · g8 preto cavalo · h8 preto torre · a7 preto peão · b7 preto peão · f7 preto peão · g7 preto peão · h7 preto peão · c6 preto cavalo · e6 preto peão · c5 preto peão · d5 preto peão · e5 branco peão · d4 branco peão · c3 branco peão · f3 branco cavalo · a2 branco peão · b2 branco peão · f2 branco peão · g2 branco peão · h2 branco peão · a1 branco torre · b1 branco cavalo · c1 branco bispo · d1 branco rainha · e1 branco rei · f1 branco bispo · h1 branco torre | a8 preto torre · c8 preto bispo · d8 preto rainha · e8 preto rei · f8 preto bispo · g8 preto cavalo · h8 preto torre · a7 preto peão · b7 preto peão · f7 preto peão · g7 preto peão · h7 preto peão · c6 preto cavalo · e6 preto peão · c5 preto peão · d5 preto peão · e5 branco peão · d4 branco peão · c3 branco peão · f3 branco cavalo · a2 branco peão · b2 branco peão · f2 branco peão · g2 branco peão · h2 branco peão · a1 branco torre · b1 branco cavalo · c1 branco bispo · d1 branco rainha · e1 branco rei · f1 branco bispo · h1 branco torre | a8 preto torre · c8 preto bispo · d8 preto rainha · e8 preto rei · f8 preto bispo · g8 preto cavalo · h8 preto torre · a7 preto peão · b7 preto peão · f7 preto peão · g7 preto peão · h7 preto peão · c6 preto cavalo · e6 preto peão · c5 preto peão · d5 preto peão · e5 branco peão · d4 branco peão · c3 branco peão · f3 branco cavalo · a2 branco peão · b2 branco peão · f2 branco peão · g2 branco peão · h2 branco peão · a1 branco torre · b1 branco cavalo · c1 branco bispo · d1 branco rainha · e1 branco rei · f1 branco bispo · h1 branco torre | 5 |
| 4 | a8 preto torre · c8 preto bispo · d8 preto rainha · e8 preto rei · f8 preto bispo · g8 preto cavalo · h8 preto torre · a7 preto peão · b7 preto peão · f7 preto peão · g7 preto peão · h7 preto peão · c6 preto cavalo · e6 preto peão · c5 preto peão · d5 preto peão · e5 branco peão · d4 branco peão · c3 branco peão · f3 branco cavalo · a2 branco peão · b2 branco peão · f2 branco peão · g2 branco peão · h2 branco peão · a1 branco torre · b1 branco cavalo · c1 branco bispo · d1 branco rainha · e1 branco rei · f1 branco bispo · h1 branco torre | a8 preto torre · c8 preto bispo · d8 preto rainha · e8 preto rei · f8 preto bispo · g8 preto cavalo · h8 preto torre · a7 preto peão · b7 preto peão · f7 preto peão · g7 preto peão · h7 preto peão · c6 preto cavalo · e6 preto peão · c5 preto peão · d5 preto peão · e5 branco peão · d4 branco peão · c3 branco peão · f3 branco cavalo · a2 branco peão · b2 branco peão · f2 branco peão · g2 branco peão · h2 branco peão · a1 branco torre · b1 branco cavalo · c1 branco bispo · d1 branco rainha · e1 branco rei · f1 branco bispo · h1 branco torre | a8 preto torre · c8 preto bispo · d8 preto rainha · e8 preto rei · f8 preto bispo · g8 preto cavalo · h8 preto torre · a7 preto peão · b7 preto peão · f7 preto peão · g7 preto peão · h7 preto peão · c6 preto cavalo · e6 preto peão · c5 preto peão · d5 preto peão · e5 branco peão · d4 branco peão · c3 branco peão · f3 branco cavalo · a2 branco peão · b2 branco peão · f2 branco peão · g2 branco peão · h2 branco peão · a1 branco torre · b1 branco cavalo · c1 branco bispo · d1 branco rainha · e1 branco rei · f1 branco bispo · h1 branco torre | a8 preto torre · c8 preto bispo · d8 preto rainha · e8 preto rei · f8 preto bispo · g8 preto cavalo · h8 preto torre · a7 preto peão · b7 preto peão · f7 preto peão · g7 preto peão · h7 preto peão · c6 preto cavalo · e6 preto peão · c5 preto peão · d5 preto peão · e5 branco peão · d4 branco peão · c3 branco peão · f3 branco cavalo · a2 branco peão · b2 branco peão · f2 branco peão · g2 branco peão · h2 branco peão · a1 branco torre · b1 branco cavalo · c1 branco bispo · d1 branco rainha · e1 branco rei · f1 branco bispo · h1 branco torre | a8 preto torre · c8 preto bispo · d8 preto rainha · e8 preto rei · f8 preto bispo · g8 preto cavalo · h8 preto torre · a7 preto peão · b7 preto peão · f7 preto peão · g7 preto peão · h7 preto peão · c6 preto cavalo · e6 preto peão · c5 preto peão · d5 preto peão · e5 branco peão · d4 branco peão · c3 branco peão · f3 branco cavalo · a2 branco peão · b2 branco peão · f2 branco peão · g2 branco peão · h2 branco peão · a1 branco torre · b1 branco cavalo · c1 branco bispo · d1 branco rainha · e1 branco rei · f1 branco bispo · h1 branco torre | a8 preto torre · c8 preto bispo · d8 preto rainha · e8 preto rei · f8 preto bispo · g8 preto cavalo · h8 preto torre · a7 preto peão · b7 preto peão · f7 preto peão · g7 preto peão · h7 preto peão · c6 preto cavalo · e6 preto peão · c5 preto peão · d5 preto peão · e5 branco peão · d4 branco peão · c3 branco peão · f3 branco cavalo · a2 branco peão · b2 branco peão · f2 branco peão · g2 branco peão · h2 branco peão · a1 branco torre · b1 branco cavalo · c1 branco bispo · d1 branco rainha · e1 branco rei · f1 branco bispo · h1 branco torre | a8 preto torre · c8 preto bispo · d8 preto rainha · e8 preto rei · f8 preto bispo · g8 preto cavalo · h8 preto torre · a7 preto peão · b7 preto peão · f7 preto peão · g7 preto peão · h7 preto peão · c6 preto cavalo · e6 preto peão · c5 preto peão · d5 preto peão · e5 branco peão · d4 branco peão · c3 branco peão · f3 branco cavalo · a2 branco peão · b2 branco peão · f2 branco peão · g2 branco peão · h2 branco peão · a1 branco torre · b1 branco cavalo · c1 branco bispo · d1 branco rainha · e1 branco rei · f1 branco bispo · h1 branco torre | a8 preto torre · c8 preto bispo · d8 preto rainha · e8 preto rei · f8 preto bispo · g8 preto cavalo · h8 preto torre · a7 preto peão · b7 preto peão · f7 preto peão · g7 preto peão · h7 preto peão · c6 preto cavalo · e6 preto peão · c5 preto peão · d5 preto peão · e5 branco peão · d4 branco peão · c3 branco peão · f3 branco cavalo · a2 branco peão · b2 branco peão · f2 branco peão · g2 branco peão · h2 branco peão · a1 branco torre · b1 branco cavalo · c1 branco bispo · d1 branco rainha · e1 branco rei · f1 branco bispo · h1 branco torre | 4 |
| 3 | a8 preto torre · c8 preto bispo · d8 preto rainha · e8 preto rei · f8 preto bispo · g8 preto cavalo · h8 preto torre · a7 preto peão · b7 preto peão · f7 preto peão · g7 preto peão · h7 preto peão · c6 preto cavalo · e6 preto peão · c5 preto peão · d5 preto peão · e5 branco peão · d4 branco peão · c3 branco peão · f3 branco cavalo · a2 branco peão · b2 branco peão · f2 branco peão · g2 branco peão · h2 branco peão · a1 branco torre · b1 branco cavalo · c1 branco bispo · d1 branco rainha · e1 branco rei · f1 branco bispo · h1 branco torre | a8 preto torre · c8 preto bispo · d8 preto rainha · e8 preto rei · f8 preto bispo · g8 preto cavalo · h8 preto torre · a7 preto peão · b7 preto peão · f7 preto peão · g7 preto peão · h7 preto peão · c6 preto cavalo · e6 preto peão · c5 preto peão · d5 preto peão · e5 branco peão · d4 branco peão · c3 branco peão · f3 branco cavalo · a2 branco peão · b2 branco peão · f2 branco peão · g2 branco peão · h2 branco peão · a1 branco torre · b1 branco cavalo · c1 branco bispo · d1 branco rainha · e1 branco rei · f1 branco bispo · h1 branco torre | a8 preto torre · c8 preto bispo · d8 preto rainha · e8 preto rei · f8 preto bispo · g8 preto cavalo · h8 preto torre · a7 preto peão · b7 preto peão · f7 preto peão · g7 preto peão · h7 preto peão · c6 preto cavalo · e6 preto peão · c5 preto peão · d5 preto peão · e5 branco peão · d4 branco peão · c3 branco peão · f3 branco cavalo · a2 branco peão · b2 branco peão · f2 branco peão · g2 branco peão · h2 branco peão · a1 branco torre · b1 branco cavalo · c1 branco bispo · d1 branco rainha · e1 branco rei · f1 branco bispo · h1 branco torre | a8 preto torre · c8 preto bispo · d8 preto rainha · e8 preto rei · f8 preto bispo · g8 preto cavalo · h8 preto torre · a7 preto peão · b7 preto peão · f7 preto peão · g7 preto peão · h7 preto peão · c6 preto cavalo · e6 preto peão · c5 preto peão · d5 preto peão · e5 branco peão · d4 branco peão · c3 branco peão · f3 branco cavalo · a2 branco peão · b2 branco peão · f2 branco peão · g2 branco peão · h2 branco peão · a1 branco torre · b1 branco cavalo · c1 branco bispo · d1 branco rainha · e1 branco rei · f1 branco bispo · h1 branco torre | a8 preto torre · c8 preto bispo · d8 preto rainha · e8 preto rei · f8 preto bispo · g8 preto cavalo · h8 preto torre · a7 preto peão · b7 preto peão · f7 preto peão · g7 preto peão · h7 preto peão · c6 preto cavalo · e6 preto peão · c5 preto peão · d5 preto peão · e5 branco peão · d4 branco peão · c3 branco peão · f3 branco cavalo · a2 branco peão · b2 branco peão · f2 branco peão · g2 branco peão · h2 branco peão · a1 branco torre · b1 branco cavalo · c1 branco bispo · d1 branco rainha · e1 branco rei · f1 branco bispo · h1 branco torre | a8 preto torre · c8 preto bispo · d8 preto rainha · e8 preto rei · f8 preto bispo · g8 preto cavalo · h8 preto torre · a7 preto peão · b7 preto peão · f7 preto peão · g7 preto peão · h7 preto peão · c6 preto cavalo · e6 preto peão · c5 preto peão · d5 preto peão · e5 branco peão · d4 branco peão · c3 branco peão · f3 branco cavalo · a2 branco peão · b2 branco peão · f2 branco peão · g2 branco peão · h2 branco peão · a1 branco torre · b1 branco cavalo · c1 branco bispo · d1 branco rainha · e1 branco rei · f1 branco bispo · h1 branco torre | a8 preto torre · c8 preto bispo · d8 preto rainha · e8 preto rei · f8 preto bispo · g8 preto cavalo · h8 preto torre · a7 preto peão · b7 preto peão · f7 preto peão · g7 preto peão · h7 preto peão · c6 preto cavalo · e6 preto peão · c5 preto peão · d5 preto peão · e5 branco peão · d4 branco peão · c3 branco peão · f3 branco cavalo · a2 branco peão · b2 branco peão · f2 branco peão · g2 branco peão · h2 branco peão · a1 branco torre · b1 branco cavalo · c1 branco bispo · d1 branco rainha · e1 branco rei · f1 branco bispo · h1 branco torre | a8 preto torre · c8 preto bispo · d8 preto rainha · e8 preto rei · f8 preto bispo · g8 preto cavalo · h8 preto torre · a7 preto peão · b7 preto peão · f7 preto peão · g7 preto peão · h7 preto peão · c6 preto cavalo · e6 preto peão · c5 preto peão · d5 preto peão · e5 branco peão · d4 branco peão · c3 branco peão · f3 branco cavalo · a2 branco peão · b2 branco peão · f2 branco peão · g2 branco peão · h2 branco peão · a1 branco torre · b1 branco cavalo · c1 branco bispo · d1 branco rainha · e1 branco rei · f1 branco bispo · h1 branco torre | 3 |
| 2 | a8 preto torre · c8 preto bispo · d8 preto rainha · e8 preto rei · f8 preto bispo · g8 preto cavalo · h8 preto torre · a7 preto peão · b7 preto peão · f7 preto peão · g7 preto peão · h7 preto peão · c6 preto cavalo · e6 preto peão · c5 preto peão · d5 preto peão · e5 branco peão · d4 branco peão · c3 branco peão · f3 branco cavalo · a2 branco peão · b2 branco peão · f2 branco peão · g2 branco peão · h2 branco peão · a1 branco torre · b1 branco cavalo · c1 branco bispo · d1 branco rainha · e1 branco rei · f1 branco bispo · h1 branco torre | a8 preto torre · c8 preto bispo · d8 preto rainha · e8 preto rei · f8 preto bispo · g8 preto cavalo · h8 preto torre · a7 preto peão · b7 preto peão · f7 preto peão · g7 preto peão · h7 preto peão · c6 preto cavalo · e6 preto peão · c5 preto peão · d5 preto peão · e5 branco peão · d4 branco peão · c3 branco peão · f3 branco cavalo · a2 branco peão · b2 branco peão · f2 branco peão · g2 branco peão · h2 branco peão · a1 branco torre · b1 branco cavalo · c1 branco bispo · d1 branco rainha · e1 branco rei · f1 branco bispo · h1 branco torre | a8 preto torre · c8 preto bispo · d8 preto rainha · e8 preto rei · f8 preto bispo · g8 preto cavalo · h8 preto torre · a7 preto peão · b7 preto peão · f7 preto peão · g7 preto peão · h7 preto peão · c6 preto cavalo · e6 preto peão · c5 preto peão · d5 preto peão · e5 branco peão · d4 branco peão · c3 branco peão · f3 branco cavalo · a2 branco peão · b2 branco peão · f2 branco peão · g2 branco peão · h2 branco peão · a1 branco torre · b1 branco cavalo · c1 branco bispo · d1 branco rainha · e1 branco rei · f1 branco bispo · h1 branco torre | a8 preto torre · c8 preto bispo · d8 preto rainha · e8 preto rei · f8 preto bispo · g8 preto cavalo · h8 preto torre · a7 preto peão · b7 preto peão · f7 preto peão · g7 preto peão · h7 preto peão · c6 preto cavalo · e6 preto peão · c5 preto peão · d5 preto peão · e5 branco peão · d4 branco peão · c3 branco peão · f3 branco cavalo · a2 branco peão · b2 branco peão · f2 branco peão · g2 branco peão · h2 branco peão · a1 branco torre · b1 branco cavalo · c1 branco bispo · d1 branco rainha · e1 branco rei · f1 branco bispo · h1 branco torre | a8 preto torre · c8 preto bispo · d8 preto rainha · e8 preto rei · f8 preto bispo · g8 preto cavalo · h8 preto torre · a7 preto peão · b7 preto peão · f7 preto peão · g7 preto peão · h7 preto peão · c6 preto cavalo · e6 preto peão · c5 preto peão · d5 preto peão · e5 branco peão · d4 branco peão · c3 branco peão · f3 branco cavalo · a2 branco peão · b2 branco peão · f2 branco peão · g2 branco peão · h2 branco peão · a1 branco torre · b1 branco cavalo · c1 branco bispo · d1 branco rainha · e1 branco rei · f1 branco bispo · h1 branco torre | a8 preto torre · c8 preto bispo · d8 preto rainha · e8 preto rei · f8 preto bispo · g8 preto cavalo · h8 preto torre · a7 preto peão · b7 preto peão · f7 preto peão · g7 preto peão · h7 preto peão · c6 preto cavalo · e6 preto peão · c5 preto peão · d5 preto peão · e5 branco peão · d4 branco peão · c3 branco peão · f3 branco cavalo · a2 branco peão · b2 branco peão · f2 branco peão · g2 branco peão · h2 branco peão · a1 branco torre · b1 branco cavalo · c1 branco bispo · d1 branco rainha · e1 branco rei · f1 branco bispo · h1 branco torre | a8 preto torre · c8 preto bispo · d8 preto rainha · e8 preto rei · f8 preto bispo · g8 preto cavalo · h8 preto torre · a7 preto peão · b7 preto peão · f7 preto peão · g7 preto peão · h7 preto peão · c6 preto cavalo · e6 preto peão · c5 preto peão · d5 preto peão · e5 branco peão · d4 branco peão · c3 branco peão · f3 branco cavalo · a2 branco peão · b2 branco peão · f2 branco peão · g2 branco peão · h2 branco peão · a1 branco torre · b1 branco cavalo · c1 branco bispo · d1 branco rainha · e1 branco rei · f1 branco bispo · h1 branco torre | a8 preto torre · c8 preto bispo · d8 preto rainha · e8 preto rei · f8 preto bispo · g8 preto cavalo · h8 preto torre · a7 preto peão · b7 preto peão · f7 preto peão · g7 preto peão · h7 preto peão · c6 preto cavalo · e6 preto peão · c5 preto peão · d5 preto peão · e5 branco peão · d4 branco peão · c3 branco peão · f3 branco cavalo · a2 branco peão · b2 branco peão · f2 branco peão · g2 branco peão · h2 branco peão · a1 branco torre · b1 branco cavalo · c1 branco bispo · d1 branco rainha · e1 branco rei · f1 branco bispo · h1 branco torre | 2 |
| 1 | a8 preto torre · c8 preto bispo · d8 preto rainha · e8 preto rei · f8 preto bispo · g8 preto cavalo · h8 preto torre · a7 preto peão · b7 preto peão · f7 preto peão · g7 preto peão · h7 preto peão · c6 preto cavalo · e6 preto peão · c5 preto peão · d5 preto peão · e5 branco peão · d4 branco peão · c3 branco peão · f3 branco cavalo · a2 branco peão · b2 branco peão · f2 branco peão · g2 branco peão · h2 branco peão · a1 branco torre · b1 branco cavalo · c1 branco bispo · d1 branco rainha · e1 branco rei · f1 branco bispo · h1 branco torre | a8 preto torre · c8 preto bispo · d8 preto rainha · e8 preto rei · f8 preto bispo · g8 preto cavalo · h8 preto torre · a7 preto peão · b7 preto peão · f7 preto peão · g7 preto peão · h7 preto peão · c6 preto cavalo · e6 preto peão · c5 preto peão · d5 preto peão · e5 branco peão · d4 branco peão · c3 branco peão · f3 branco cavalo · a2 branco peão · b2 branco peão · f2 branco peão · g2 branco peão · h2 branco peão · a1 branco torre · b1 branco cavalo · c1 branco bispo · d1 branco rainha · e1 branco rei · f1 branco bispo · h1 branco torre | a8 preto torre · c8 preto bispo · d8 preto rainha · e8 preto rei · f8 preto bispo · g8 preto cavalo · h8 preto torre · a7 preto peão · b7 preto peão · f7 preto peão · g7 preto peão · h7 preto peão · c6 preto cavalo · e6 preto peão · c5 preto peão · d5 preto peão · e5 branco peão · d4 branco peão · c3 branco peão · f3 branco cavalo · a2 branco peão · b2 branco peão · f2 branco peão · g2 branco peão · h2 branco peão · a1 branco torre · b1 branco cavalo · c1 branco bispo · d1 branco rainha · e1 branco rei · f1 branco bispo · h1 branco torre | a8 preto torre · c8 preto bispo · d8 preto rainha · e8 preto rei · f8 preto bispo · g8 preto cavalo · h8 preto torre · a7 preto peão · b7 preto peão · f7 preto peão · g7 preto peão · h7 preto peão · c6 preto cavalo · e6 preto peão · c5 preto peão · d5 preto peão · e5 branco peão · d4 branco peão · c3 branco peão · f3 branco cavalo · a2 branco peão · b2 branco peão · f2 branco peão · g2 branco peão · h2 branco peão · a1 branco torre · b1 branco cavalo · c1 branco bispo · d1 branco rainha · e1 branco rei · f1 branco bispo · h1 branco torre | a8 preto torre · c8 preto bispo · d8 preto rainha · e8 preto rei · f8 preto bispo · g8 preto cavalo · h8 preto torre · a7 preto peão · b7 preto peão · f7 preto peão · g7 preto peão · h7 preto peão · c6 preto cavalo · e6 preto peão · c5 preto peão · d5 preto peão · e5 branco peão · d4 branco peão · c3 branco peão · f3 branco cavalo · a2 branco peão · b2 branco peão · f2 branco peão · g2 branco peão · h2 branco peão · a1 branco torre · b1 branco cavalo · c1 branco bispo · d1 branco rainha · e1 branco rei · f1 branco bispo · h1 branco torre | a8 preto torre · c8 preto bispo · d8 preto rainha · e8 preto rei · f8 preto bispo · g8 preto cavalo · h8 preto torre · a7 preto peão · b7 preto peão · f7 preto peão · g7 preto peão · h7 preto peão · c6 preto cavalo · e6 preto peão · c5 preto peão · d5 preto peão · e5 branco peão · d4 branco peão · c3 branco peão · f3 branco cavalo · a2 branco peão · b2 branco peão · f2 branco peão · g2 branco peão · h2 branco peão · a1 branco torre · b1 branco cavalo · c1 branco bispo · d1 branco rainha · e1 branco rei · f1 branco bispo · h1 branco torre | a8 preto torre · c8 preto bispo · d8 preto rainha · e8 preto rei · f8 preto bispo · g8 preto cavalo · h8 preto torre · a7 preto peão · b7 preto peão · f7 preto peão · g7 preto peão · h7 preto peão · c6 preto cavalo · e6 preto peão · c5 preto peão · d5 preto peão · e5 branco peão · d4 branco peão · c3 branco peão · f3 branco cavalo · a2 branco peão · b2 branco peão · f2 branco peão · g2 branco peão · h2 branco peão · a1 branco torre · b1 branco cavalo · c1 branco bispo · d1 branco rainha · e1 branco rei · f1 branco bispo · h1 branco torre | a8 preto torre · c8 preto bispo · d8 preto rainha · e8 preto rei · f8 preto bispo · g8 preto cavalo · h8 preto torre · a7 preto peão · b7 preto peão · f7 preto peão · g7 preto peão · h7 preto peão · c6 preto cavalo · e6 preto peão · c5 preto peão · d5 preto peão · e5 branco peão · d4 branco peão · c3 branco peão · f3 branco cavalo · a2 branco peão · b2 branco peão · f2 branco peão · g2 branco peão · h2 branco peão · a1 branco torre · b1 branco cavalo · c1 branco bispo · d1 branco rainha · e1 branco rei · f1 branco bispo · h1 branco torre | 1 |
|   | a | b | c | d | e | f | g | h |   |

A linha principal da variante do avanço continua 3... c5 4. c3 Cc6 5. Cf3 e então temos um ponto de ramificação:
- 5... Db6, a ideia é aumentar a pressão na d4 e eventualmente minar o centro branco. A dama também ataca a casa b2, então o bispo das casas escuras das brancas não pode defender facilmente o peão na d4 sem perder o peão na b2. As respostas mais comuns das brancas são 6.a3, 6.Be2 e 6.Bd3.
  - 6.a3 é atualmente a linha mais importante na de avanço: prepara 7.b4, ganhando espaço na ala da dama. As pretas podem evitar isso com 6...c4 pretendendo um en passant se as brancas jogarem b4, o que cria um jogo fechado onde as pretas lutam pelo controle da casa b3. Uma linha possível é 6.a3 c4 7.Cbd2 Ca5 8.Tb1 Bd7 e as pretas têm uma pegada firme na casa b3. Alternativamente, as pretas podem continuar desenvolvendo com 6...Ch6, pretendendo ...Cf5, o que pode parecer estranho, pois as brancas podem dobrar o peão com Bxh6, mas isso é realmente considerado bom para as pretas. As pretas jogam ...Bg7 e ...0-0 e o rei das pretas tem uma defesa adequada e as brancas perderão o seu aparentemente bispo "mau" das casas escuras.
  - 6.Be2 é a outra alternativa, visando simplesmente fazer o roque. Mais uma vez, uma resposta comum das pretas é 6...Ch6 pretendendo 7...cxd4 8.cxd4 Cf5 atacando a d4. As brancas geralmente respondem a essa ameaça com 7.Bxh6 ou 7.b3 preparando Bb2.
  - 6.Bd3 cxd4 7.cxd4 Bd7 (7...Cxd4?? 8.Cxd4 Dxd4 9.Bb5+) 8.0-0 Cxd4 9.Cxd4 Dxd4 10.Cc3 é o gambito Milner-Barry. Se as pretas continuarem 10...Dxe5, as brancas ganham um ataque com 11.Te1 Db8 12.Cxd5 ou 11...Dd6 12.Cb5.[6]
- 5...Bd7 foi mencionado por Greco já em 1620. É conhecido como a variante Euwe[7] e foi popularizado por Viktor Korchnoi na década de 1970. Agora uma linha principal, a ideia por trás da jogada é que, como as pretas geralmente jogam ... Bd7 eventualmente, ele joga de uma vez e espera as brancas para mostrar sua mão. Se as brancas continuarem 6.a3, a teoria moderna diz que as pretas pelo menos empatam depois de 6...f6! As linhas são complexas, mas o ponto principal é que a3 é um lance perdido se a dama preta não estiver em b6 e então as pretas usam o tempo extra para atacar o centro das brancas imediatamente. Continuações comuns após 5...Bd7 são 6.Be2 ou 6.dxc5 (6.Bb5? é imediatamente refutado por 6...Cxe5).
- 5...Ch6 tornou-se recentemente uma alternativa popular; a ideia é que 6.Bxh6 gxh6 dá às pretas uma coluna g semi-aberta para atacar o rei branco, ou as pretas podem jogar ...Bg7 para apoiar ...f6 para atacar o peão branco na e5. Se as brancas não pegarem o cavalo, ele se moverá para a f5 para pressionar a d4, ou (depois de ...f6) para a f7 para pressionar a e5.

Existem estratégias alternativas ao 3... c5 que foram tentadas no início do século XX como o 3...b6, pretendendo fianquetar o bispo mau e que se pode transpor para a Defesa de Owen ou o 3...Cc6, interpretado Carlos Guimard, pretendendo manter o bispo mau na c8 ou na d7, o que é passivo e obtém pouco contrajogo. Além disso, 4...Db6 5.Cf3 Bd7 com a intenção de 6...Bb5 para negociar o bispo "mau" da dama é possível.

### Variante da troca: 3.exd5 exd5
|   | a | b | c | d | e | f | g | h |   |
| 8 | a8 preto torre · b8 preto cavalo · c8 preto bispo · d8 preto rainha · e8 preto rei · f8 preto bispo · g8 preto cavalo · h8 preto torre · a7 preto peão · b7 preto peão · c7 preto peão · f7 preto peão · g7 preto peão · h7 preto peão · d5 preto peão · d4 branco peão · a2 branco peão · b2 branco peão · c2 branco peão · f2 branco peão · g2 branco peão · h2 branco peão · a1 branco torre · b1 branco cavalo · c1 branco bispo · d1 branco rainha · e1 branco rei · f1 branco bispo · g1 branco cavalo · h1 branco torre | a8 preto torre · b8 preto cavalo · c8 preto bispo · d8 preto rainha · e8 preto rei · f8 preto bispo · g8 preto cavalo · h8 preto torre · a7 preto peão · b7 preto peão · c7 preto peão · f7 preto peão · g7 preto peão · h7 preto peão · d5 preto peão · d4 branco peão · a2 branco peão · b2 branco peão · c2 branco peão · f2 branco peão · g2 branco peão · h2 branco peão · a1 branco torre · b1 branco cavalo · c1 branco bispo · d1 branco rainha · e1 branco rei · f1 branco bispo · g1 branco cavalo · h1 branco torre | a8 preto torre · b8 preto cavalo · c8 preto bispo · d8 preto rainha · e8 preto rei · f8 preto bispo · g8 preto cavalo · h8 preto torre · a7 preto peão · b7 preto peão · c7 preto peão · f7 preto peão · g7 preto peão · h7 preto peão · d5 preto peão · d4 branco peão · a2 branco peão · b2 branco peão · c2 branco peão · f2 branco peão · g2 branco peão · h2 branco peão · a1 branco torre · b1 branco cavalo · c1 branco bispo · d1 branco rainha · e1 branco rei · f1 branco bispo · g1 branco cavalo · h1 branco torre | a8 preto torre · b8 preto cavalo · c8 preto bispo · d8 preto rainha · e8 preto rei · f8 preto bispo · g8 preto cavalo · h8 preto torre · a7 preto peão · b7 preto peão · c7 preto peão · f7 preto peão · g7 preto peão · h7 preto peão · d5 preto peão · d4 branco peão · a2 branco peão · b2 branco peão · c2 branco peão · f2 branco peão · g2 branco peão · h2 branco peão · a1 branco torre · b1 branco cavalo · c1 branco bispo · d1 branco rainha · e1 branco rei · f1 branco bispo · g1 branco cavalo · h1 branco torre | a8 preto torre · b8 preto cavalo · c8 preto bispo · d8 preto rainha · e8 preto rei · f8 preto bispo · g8 preto cavalo · h8 preto torre · a7 preto peão · b7 preto peão · c7 preto peão · f7 preto peão · g7 preto peão · h7 preto peão · d5 preto peão · d4 branco peão · a2 branco peão · b2 branco peão · c2 branco peão · f2 branco peão · g2 branco peão · h2 branco peão · a1 branco torre · b1 branco cavalo · c1 branco bispo · d1 branco rainha · e1 branco rei · f1 branco bispo · g1 branco cavalo · h1 branco torre | a8 preto torre · b8 preto cavalo · c8 preto bispo · d8 preto rainha · e8 preto rei · f8 preto bispo · g8 preto cavalo · h8 preto torre · a7 preto peão · b7 preto peão · c7 preto peão · f7 preto peão · g7 preto peão · h7 preto peão · d5 preto peão · d4 branco peão · a2 branco peão · b2 branco peão · c2 branco peão · f2 branco peão · g2 branco peão · h2 branco peão · a1 branco torre · b1 branco cavalo · c1 branco bispo · d1 branco rainha · e1 branco rei · f1 branco bispo · g1 branco cavalo · h1 branco torre | a8 preto torre · b8 preto cavalo · c8 preto bispo · d8 preto rainha · e8 preto rei · f8 preto bispo · g8 preto cavalo · h8 preto torre · a7 preto peão · b7 preto peão · c7 preto peão · f7 preto peão · g7 preto peão · h7 preto peão · d5 preto peão · d4 branco peão · a2 branco peão · b2 branco peão · c2 branco peão · f2 branco peão · g2 branco peão · h2 branco peão · a1 branco torre · b1 branco cavalo · c1 branco bispo · d1 branco rainha · e1 branco rei · f1 branco bispo · g1 branco cavalo · h1 branco torre | a8 preto torre · b8 preto cavalo · c8 preto bispo · d8 preto rainha · e8 preto rei · f8 preto bispo · g8 preto cavalo · h8 preto torre · a7 preto peão · b7 preto peão · c7 preto peão · f7 preto peão · g7 preto peão · h7 preto peão · d5 preto peão · d4 branco peão · a2 branco peão · b2 branco peão · c2 branco peão · f2 branco peão · g2 branco peão · h2 branco peão · a1 branco torre · b1 branco cavalo · c1 branco bispo · d1 branco rainha · e1 branco rei · f1 branco bispo · g1 branco cavalo · h1 branco torre | 8 |
| 7 | a8 preto torre · b8 preto cavalo · c8 preto bispo · d8 preto rainha · e8 preto rei · f8 preto bispo · g8 preto cavalo · h8 preto torre · a7 preto peão · b7 preto peão · c7 preto peão · f7 preto peão · g7 preto peão · h7 preto peão · d5 preto peão · d4 branco peão · a2 branco peão · b2 branco peão · c2 branco peão · f2 branco peão · g2 branco peão · h2 branco peão · a1 branco torre · b1 branco cavalo · c1 branco bispo · d1 branco rainha · e1 branco rei · f1 branco bispo · g1 branco cavalo · h1 branco torre | a8 preto torre · b8 preto cavalo · c8 preto bispo · d8 preto rainha · e8 preto rei · f8 preto bispo · g8 preto cavalo · h8 preto torre · a7 preto peão · b7 preto peão · c7 preto peão · f7 preto peão · g7 preto peão · h7 preto peão · d5 preto peão · d4 branco peão · a2 branco peão · b2 branco peão · c2 branco peão · f2 branco peão · g2 branco peão · h2 branco peão · a1 branco torre · b1 branco cavalo · c1 branco bispo · d1 branco rainha · e1 branco rei · f1 branco bispo · g1 branco cavalo · h1 branco torre | a8 preto torre · b8 preto cavalo · c8 preto bispo · d8 preto rainha · e8 preto rei · f8 preto bispo · g8 preto cavalo · h8 preto torre · a7 preto peão · b7 preto peão · c7 preto peão · f7 preto peão · g7 preto peão · h7 preto peão · d5 preto peão · d4 branco peão · a2 branco peão · b2 branco peão · c2 branco peão · f2 branco peão · g2 branco peão · h2 branco peão · a1 branco torre · b1 branco cavalo · c1 branco bispo · d1 branco rainha · e1 branco rei · f1 branco bispo · g1 branco cavalo · h1 branco torre | a8 preto torre · b8 preto cavalo · c8 preto bispo · d8 preto rainha · e8 preto rei · f8 preto bispo · g8 preto cavalo · h8 preto torre · a7 preto peão · b7 preto peão · c7 preto peão · f7 preto peão · g7 preto peão · h7 preto peão · d5 preto peão · d4 branco peão · a2 branco peão · b2 branco peão · c2 branco peão · f2 branco peão · g2 branco peão · h2 branco peão · a1 branco torre · b1 branco cavalo · c1 branco bispo · d1 branco rainha · e1 branco rei · f1 branco bispo · g1 branco cavalo · h1 branco torre | a8 preto torre · b8 preto cavalo · c8 preto bispo · d8 preto rainha · e8 preto rei · f8 preto bispo · g8 preto cavalo · h8 preto torre · a7 preto peão · b7 preto peão · c7 preto peão · f7 preto peão · g7 preto peão · h7 preto peão · d5 preto peão · d4 branco peão · a2 branco peão · b2 branco peão · c2 branco peão · f2 branco peão · g2 branco peão · h2 branco peão · a1 branco torre · b1 branco cavalo · c1 branco bispo · d1 branco rainha · e1 branco rei · f1 branco bispo · g1 branco cavalo · h1 branco torre | a8 preto torre · b8 preto cavalo · c8 preto bispo · d8 preto rainha · e8 preto rei · f8 preto bispo · g8 preto cavalo · h8 preto torre · a7 preto peão · b7 preto peão · c7 preto peão · f7 preto peão · g7 preto peão · h7 preto peão · d5 preto peão · d4 branco peão · a2 branco peão · b2 branco peão · c2 branco peão · f2 branco peão · g2 branco peão · h2 branco peão · a1 branco torre · b1 branco cavalo · c1 branco bispo · d1 branco rainha · e1 branco rei · f1 branco bispo · g1 branco cavalo · h1 branco torre | a8 preto torre · b8 preto cavalo · c8 preto bispo · d8 preto rainha · e8 preto rei · f8 preto bispo · g8 preto cavalo · h8 preto torre · a7 preto peão · b7 preto peão · c7 preto peão · f7 preto peão · g7 preto peão · h7 preto peão · d5 preto peão · d4 branco peão · a2 branco peão · b2 branco peão · c2 branco peão · f2 branco peão · g2 branco peão · h2 branco peão · a1 branco torre · b1 branco cavalo · c1 branco bispo · d1 branco rainha · e1 branco rei · f1 branco bispo · g1 branco cavalo · h1 branco torre | a8 preto torre · b8 preto cavalo · c8 preto bispo · d8 preto rainha · e8 preto rei · f8 preto bispo · g8 preto cavalo · h8 preto torre · a7 preto peão · b7 preto peão · c7 preto peão · f7 preto peão · g7 preto peão · h7 preto peão · d5 preto peão · d4 branco peão · a2 branco peão · b2 branco peão · c2 branco peão · f2 branco peão · g2 branco peão · h2 branco peão · a1 branco torre · b1 branco cavalo · c1 branco bispo · d1 branco rainha · e1 branco rei · f1 branco bispo · g1 branco cavalo · h1 branco torre | 7 |
| 6 | a8 preto torre · b8 preto cavalo · c8 preto bispo · d8 preto rainha · e8 preto rei · f8 preto bispo · g8 preto cavalo · h8 preto torre · a7 preto peão · b7 preto peão · c7 preto peão · f7 preto peão · g7 preto peão · h7 preto peão · d5 preto peão · d4 branco peão · a2 branco peão · b2 branco peão · c2 branco peão · f2 branco peão · g2 branco peão · h2 branco peão · a1 branco torre · b1 branco cavalo · c1 branco bispo · d1 branco rainha · e1 branco rei · f1 branco bispo · g1 branco cavalo · h1 branco torre | a8 preto torre · b8 preto cavalo · c8 preto bispo · d8 preto rainha · e8 preto rei · f8 preto bispo · g8 preto cavalo · h8 preto torre · a7 preto peão · b7 preto peão · c7 preto peão · f7 preto peão · g7 preto peão · h7 preto peão · d5 preto peão · d4 branco peão · a2 branco peão · b2 branco peão · c2 branco peão · f2 branco peão · g2 branco peão · h2 branco peão · a1 branco torre · b1 branco cavalo · c1 branco bispo · d1 branco rainha · e1 branco rei · f1 branco bispo · g1 branco cavalo · h1 branco torre | a8 preto torre · b8 preto cavalo · c8 preto bispo · d8 preto rainha · e8 preto rei · f8 preto bispo · g8 preto cavalo · h8 preto torre · a7 preto peão · b7 preto peão · c7 preto peão · f7 preto peão · g7 preto peão · h7 preto peão · d5 preto peão · d4 branco peão · a2 branco peão · b2 branco peão · c2 branco peão · f2 branco peão · g2 branco peão · h2 branco peão · a1 branco torre · b1 branco cavalo · c1 branco bispo · d1 branco rainha · e1 branco rei · f1 branco bispo · g1 branco cavalo · h1 branco torre | a8 preto torre · b8 preto cavalo · c8 preto bispo · d8 preto rainha · e8 preto rei · f8 preto bispo · g8 preto cavalo · h8 preto torre · a7 preto peão · b7 preto peão · c7 preto peão · f7 preto peão · g7 preto peão · h7 preto peão · d5 preto peão · d4 branco peão · a2 branco peão · b2 branco peão · c2 branco peão · f2 branco peão · g2 branco peão · h2 branco peão · a1 branco torre · b1 branco cavalo · c1 branco bispo · d1 branco rainha · e1 branco rei · f1 branco bispo · g1 branco cavalo · h1 branco torre | a8 preto torre · b8 preto cavalo · c8 preto bispo · d8 preto rainha · e8 preto rei · f8 preto bispo · g8 preto cavalo · h8 preto torre · a7 preto peão · b7 preto peão · c7 preto peão · f7 preto peão · g7 preto peão · h7 preto peão · d5 preto peão · d4 branco peão · a2 branco peão · b2 branco peão · c2 branco peão · f2 branco peão · g2 branco peão · h2 branco peão · a1 branco torre · b1 branco cavalo · c1 branco bispo · d1 branco rainha · e1 branco rei · f1 branco bispo · g1 branco cavalo · h1 branco torre | a8 preto torre · b8 preto cavalo · c8 preto bispo · d8 preto rainha · e8 preto rei · f8 preto bispo · g8 preto cavalo · h8 preto torre · a7 preto peão · b7 preto peão · c7 preto peão · f7 preto peão · g7 preto peão · h7 preto peão · d5 preto peão · d4 branco peão · a2 branco peão · b2 branco peão · c2 branco peão · f2 branco peão · g2 branco peão · h2 branco peão · a1 branco torre · b1 branco cavalo · c1 branco bispo · d1 branco rainha · e1 branco rei · f1 branco bispo · g1 branco cavalo · h1 branco torre | a8 preto torre · b8 preto cavalo · c8 preto bispo · d8 preto rainha · e8 preto rei · f8 preto bispo · g8 preto cavalo · h8 preto torre · a7 preto peão · b7 preto peão · c7 preto peão · f7 preto peão · g7 preto peão · h7 preto peão · d5 preto peão · d4 branco peão · a2 branco peão · b2 branco peão · c2 branco peão · f2 branco peão · g2 branco peão · h2 branco peão · a1 branco torre · b1 branco cavalo · c1 branco bispo · d1 branco rainha · e1 branco rei · f1 branco bispo · g1 branco cavalo · h1 branco torre | a8 preto torre · b8 preto cavalo · c8 preto bispo · d8 preto rainha · e8 preto rei · f8 preto bispo · g8 preto cavalo · h8 preto torre · a7 preto peão · b7 preto peão · c7 preto peão · f7 preto peão · g7 preto peão · h7 preto peão · d5 preto peão · d4 branco peão · a2 branco peão · b2 branco peão · c2 branco peão · f2 branco peão · g2 branco peão · h2 branco peão · a1 branco torre · b1 branco cavalo · c1 branco bispo · d1 branco rainha · e1 branco rei · f1 branco bispo · g1 branco cavalo · h1 branco torre | 6 |
| 5 | a8 preto torre · b8 preto cavalo · c8 preto bispo · d8 preto rainha · e8 preto rei · f8 preto bispo · g8 preto cavalo · h8 preto torre · a7 preto peão · b7 preto peão · c7 preto peão · f7 preto peão · g7 preto peão · h7 preto peão · d5 preto peão · d4 branco peão · a2 branco peão · b2 branco peão · c2 branco peão · f2 branco peão · g2 branco peão · h2 branco peão · a1 branco torre · b1 branco cavalo · c1 branco bispo · d1 branco rainha · e1 branco rei · f1 branco bispo · g1 branco cavalo · h1 branco torre | a8 preto torre · b8 preto cavalo · c8 preto bispo · d8 preto rainha · e8 preto rei · f8 preto bispo · g8 preto cavalo · h8 preto torre · a7 preto peão · b7 preto peão · c7 preto peão · f7 preto peão · g7 preto peão · h7 preto peão · d5 preto peão · d4 branco peão · a2 branco peão · b2 branco peão · c2 branco peão · f2 branco peão · g2 branco peão · h2 branco peão · a1 branco torre · b1 branco cavalo · c1 branco bispo · d1 branco rainha · e1 branco rei · f1 branco bispo · g1 branco cavalo · h1 branco torre | a8 preto torre · b8 preto cavalo · c8 preto bispo · d8 preto rainha · e8 preto rei · f8 preto bispo · g8 preto cavalo · h8 preto torre · a7 preto peão · b7 preto peão · c7 preto peão · f7 preto peão · g7 preto peão · h7 preto peão · d5 preto peão · d4 branco peão · a2 branco peão · b2 branco peão · c2 branco peão · f2 branco peão · g2 branco peão · h2 branco peão · a1 branco torre · b1 branco cavalo · c1 branco bispo · d1 branco rainha · e1 branco rei · f1 branco bispo · g1 branco cavalo · h1 branco torre | a8 preto torre · b8 preto cavalo · c8 preto bispo · d8 preto rainha · e8 preto rei · f8 preto bispo · g8 preto cavalo · h8 preto torre · a7 preto peão · b7 preto peão · c7 preto peão · f7 preto peão · g7 preto peão · h7 preto peão · d5 preto peão · d4 branco peão · a2 branco peão · b2 branco peão · c2 branco peão · f2 branco peão · g2 branco peão · h2 branco peão · a1 branco torre · b1 branco cavalo · c1 branco bispo · d1 branco rainha · e1 branco rei · f1 branco bispo · g1 branco cavalo · h1 branco torre | a8 preto torre · b8 preto cavalo · c8 preto bispo · d8 preto rainha · e8 preto rei · f8 preto bispo · g8 preto cavalo · h8 preto torre · a7 preto peão · b7 preto peão · c7 preto peão · f7 preto peão · g7 preto peão · h7 preto peão · d5 preto peão · d4 branco peão · a2 branco peão · b2 branco peão · c2 branco peão · f2 branco peão · g2 branco peão · h2 branco peão · a1 branco torre · b1 branco cavalo · c1 branco bispo · d1 branco rainha · e1 branco rei · f1 branco bispo · g1 branco cavalo · h1 branco torre | a8 preto torre · b8 preto cavalo · c8 preto bispo · d8 preto rainha · e8 preto rei · f8 preto bispo · g8 preto cavalo · h8 preto torre · a7 preto peão · b7 preto peão · c7 preto peão · f7 preto peão · g7 preto peão · h7 preto peão · d5 preto peão · d4 branco peão · a2 branco peão · b2 branco peão · c2 branco peão · f2 branco peão · g2 branco peão · h2 branco peão · a1 branco torre · b1 branco cavalo · c1 branco bispo · d1 branco rainha · e1 branco rei · f1 branco bispo · g1 branco cavalo · h1 branco torre | a8 preto torre · b8 preto cavalo · c8 preto bispo · d8 preto rainha · e8 preto rei · f8 preto bispo · g8 preto cavalo · h8 preto torre · a7 preto peão · b7 preto peão · c7 preto peão · f7 preto peão · g7 preto peão · h7 preto peão · d5 preto peão · d4 branco peão · a2 branco peão · b2 branco peão · c2 branco peão · f2 branco peão · g2 branco peão · h2 branco peão · a1 branco torre · b1 branco cavalo · c1 branco bispo · d1 branco rainha · e1 branco rei · f1 branco bispo · g1 branco cavalo · h1 branco torre | a8 preto torre · b8 preto cavalo · c8 preto bispo · d8 preto rainha · e8 preto rei · f8 preto bispo · g8 preto cavalo · h8 preto torre · a7 preto peão · b7 preto peão · c7 preto peão · f7 preto peão · g7 preto peão · h7 preto peão · d5 preto peão · d4 branco peão · a2 branco peão · b2 branco peão · c2 branco peão · f2 branco peão · g2 branco peão · h2 branco peão · a1 branco torre · b1 branco cavalo · c1 branco bispo · d1 branco rainha · e1 branco rei · f1 branco bispo · g1 branco cavalo · h1 branco torre | 5 |
| 4 | a8 preto torre · b8 preto cavalo · c8 preto bispo · d8 preto rainha · e8 preto rei · f8 preto bispo · g8 preto cavalo · h8 preto torre · a7 preto peão · b7 preto peão · c7 preto peão · f7 preto peão · g7 preto peão · h7 preto peão · d5 preto peão · d4 branco peão · a2 branco peão · b2 branco peão · c2 branco peão · f2 branco peão · g2 branco peão · h2 branco peão · a1 branco torre · b1 branco cavalo · c1 branco bispo · d1 branco rainha · e1 branco rei · f1 branco bispo · g1 branco cavalo · h1 branco torre | a8 preto torre · b8 preto cavalo · c8 preto bispo · d8 preto rainha · e8 preto rei · f8 preto bispo · g8 preto cavalo · h8 preto torre · a7 preto peão · b7 preto peão · c7 preto peão · f7 preto peão · g7 preto peão · h7 preto peão · d5 preto peão · d4 branco peão · a2 branco peão · b2 branco peão · c2 branco peão · f2 branco peão · g2 branco peão · h2 branco peão · a1 branco torre · b1 branco cavalo · c1 branco bispo · d1 branco rainha · e1 branco rei · f1 branco bispo · g1 branco cavalo · h1 branco torre | a8 preto torre · b8 preto cavalo · c8 preto bispo · d8 preto rainha · e8 preto rei · f8 preto bispo · g8 preto cavalo · h8 preto torre · a7 preto peão · b7 preto peão · c7 preto peão · f7 preto peão · g7 preto peão · h7 preto peão · d5 preto peão · d4 branco peão · a2 branco peão · b2 branco peão · c2 branco peão · f2 branco peão · g2 branco peão · h2 branco peão · a1 branco torre · b1 branco cavalo · c1 branco bispo · d1 branco rainha · e1 branco rei · f1 branco bispo · g1 branco cavalo · h1 branco torre | a8 preto torre · b8 preto cavalo · c8 preto bispo · d8 preto rainha · e8 preto rei · f8 preto bispo · g8 preto cavalo · h8 preto torre · a7 preto peão · b7 preto peão · c7 preto peão · f7 preto peão · g7 preto peão · h7 preto peão · d5 preto peão · d4 branco peão · a2 branco peão · b2 branco peão · c2 branco peão · f2 branco peão · g2 branco peão · h2 branco peão · a1 branco torre · b1 branco cavalo · c1 branco bispo · d1 branco rainha · e1 branco rei · f1 branco bispo · g1 branco cavalo · h1 branco torre | a8 preto torre · b8 preto cavalo · c8 preto bispo · d8 preto rainha · e8 preto rei · f8 preto bispo · g8 preto cavalo · h8 preto torre · a7 preto peão · b7 preto peão · c7 preto peão · f7 preto peão · g7 preto peão · h7 preto peão · d5 preto peão · d4 branco peão · a2 branco peão · b2 branco peão · c2 branco peão · f2 branco peão · g2 branco peão · h2 branco peão · a1 branco torre · b1 branco cavalo · c1 branco bispo · d1 branco rainha · e1 branco rei · f1 branco bispo · g1 branco cavalo · h1 branco torre | a8 preto torre · b8 preto cavalo · c8 preto bispo · d8 preto rainha · e8 preto rei · f8 preto bispo · g8 preto cavalo · h8 preto torre · a7 preto peão · b7 preto peão · c7 preto peão · f7 preto peão · g7 preto peão · h7 preto peão · d5 preto peão · d4 branco peão · a2 branco peão · b2 branco peão · c2 branco peão · f2 branco peão · g2 branco peão · h2 branco peão · a1 branco torre · b1 branco cavalo · c1 branco bispo · d1 branco rainha · e1 branco rei · f1 branco bispo · g1 branco cavalo · h1 branco torre | a8 preto torre · b8 preto cavalo · c8 preto bispo · d8 preto rainha · e8 preto rei · f8 preto bispo · g8 preto cavalo · h8 preto torre · a7 preto peão · b7 preto peão · c7 preto peão · f7 preto peão · g7 preto peão · h7 preto peão · d5 preto peão · d4 branco peão · a2 branco peão · b2 branco peão · c2 branco peão · f2 branco peão · g2 branco peão · h2 branco peão · a1 branco torre · b1 branco cavalo · c1 branco bispo · d1 branco rainha · e1 branco rei · f1 branco bispo · g1 branco cavalo · h1 branco torre | a8 preto torre · b8 preto cavalo · c8 preto bispo · d8 preto rainha · e8 preto rei · f8 preto bispo · g8 preto cavalo · h8 preto torre · a7 preto peão · b7 preto peão · c7 preto peão · f7 preto peão · g7 preto peão · h7 preto peão · d5 preto peão · d4 branco peão · a2 branco peão · b2 branco peão · c2 branco peão · f2 branco peão · g2 branco peão · h2 branco peão · a1 branco torre · b1 branco cavalo · c1 branco bispo · d1 branco rainha · e1 branco rei · f1 branco bispo · g1 branco cavalo · h1 branco torre | 4 |
| 3 | a8 preto torre · b8 preto cavalo · c8 preto bispo · d8 preto rainha · e8 preto rei · f8 preto bispo · g8 preto cavalo · h8 preto torre · a7 preto peão · b7 preto peão · c7 preto peão · f7 preto peão · g7 preto peão · h7 preto peão · d5 preto peão · d4 branco peão · a2 branco peão · b2 branco peão · c2 branco peão · f2 branco peão · g2 branco peão · h2 branco peão · a1 branco torre · b1 branco cavalo · c1 branco bispo · d1 branco rainha · e1 branco rei · f1 branco bispo · g1 branco cavalo · h1 branco torre | a8 preto torre · b8 preto cavalo · c8 preto bispo · d8 preto rainha · e8 preto rei · f8 preto bispo · g8 preto cavalo · h8 preto torre · a7 preto peão · b7 preto peão · c7 preto peão · f7 preto peão · g7 preto peão · h7 preto peão · d5 preto peão · d4 branco peão · a2 branco peão · b2 branco peão · c2 branco peão · f2 branco peão · g2 branco peão · h2 branco peão · a1 branco torre · b1 branco cavalo · c1 branco bispo · d1 branco rainha · e1 branco rei · f1 branco bispo · g1 branco cavalo · h1 branco torre | a8 preto torre · b8 preto cavalo · c8 preto bispo · d8 preto rainha · e8 preto rei · f8 preto bispo · g8 preto cavalo · h8 preto torre · a7 preto peão · b7 preto peão · c7 preto peão · f7 preto peão · g7 preto peão · h7 preto peão · d5 preto peão · d4 branco peão · a2 branco peão · b2 branco peão · c2 branco peão · f2 branco peão · g2 branco peão · h2 branco peão · a1 branco torre · b1 branco cavalo · c1 branco bispo · d1 branco rainha · e1 branco rei · f1 branco bispo · g1 branco cavalo · h1 branco torre | a8 preto torre · b8 preto cavalo · c8 preto bispo · d8 preto rainha · e8 preto rei · f8 preto bispo · g8 preto cavalo · h8 preto torre · a7 preto peão · b7 preto peão · c7 preto peão · f7 preto peão · g7 preto peão · h7 preto peão · d5 preto peão · d4 branco peão · a2 branco peão · b2 branco peão · c2 branco peão · f2 branco peão · g2 branco peão · h2 branco peão · a1 branco torre · b1 branco cavalo · c1 branco bispo · d1 branco rainha · e1 branco rei · f1 branco bispo · g1 branco cavalo · h1 branco torre | a8 preto torre · b8 preto cavalo · c8 preto bispo · d8 preto rainha · e8 preto rei · f8 preto bispo · g8 preto cavalo · h8 preto torre · a7 preto peão · b7 preto peão · c7 preto peão · f7 preto peão · g7 preto peão · h7 preto peão · d5 preto peão · d4 branco peão · a2 branco peão · b2 branco peão · c2 branco peão · f2 branco peão · g2 branco peão · h2 branco peão · a1 branco torre · b1 branco cavalo · c1 branco bispo · d1 branco rainha · e1 branco rei · f1 branco bispo · g1 branco cavalo · h1 branco torre | a8 preto torre · b8 preto cavalo · c8 preto bispo · d8 preto rainha · e8 preto rei · f8 preto bispo · g8 preto cavalo · h8 preto torre · a7 preto peão · b7 preto peão · c7 preto peão · f7 preto peão · g7 preto peão · h7 preto peão · d5 preto peão · d4 branco peão · a2 branco peão · b2 branco peão · c2 branco peão · f2 branco peão · g2 branco peão · h2 branco peão · a1 branco torre · b1 branco cavalo · c1 branco bispo · d1 branco rainha · e1 branco rei · f1 branco bispo · g1 branco cavalo · h1 branco torre | a8 preto torre · b8 preto cavalo · c8 preto bispo · d8 preto rainha · e8 preto rei · f8 preto bispo · g8 preto cavalo · h8 preto torre · a7 preto peão · b7 preto peão · c7 preto peão · f7 preto peão · g7 preto peão · h7 preto peão · d5 preto peão · d4 branco peão · a2 branco peão · b2 branco peão · c2 branco peão · f2 branco peão · g2 branco peão · h2 branco peão · a1 branco torre · b1 branco cavalo · c1 branco bispo · d1 branco rainha · e1 branco rei · f1 branco bispo · g1 branco cavalo · h1 branco torre | a8 preto torre · b8 preto cavalo · c8 preto bispo · d8 preto rainha · e8 preto rei · f8 preto bispo · g8 preto cavalo · h8 preto torre · a7 preto peão · b7 preto peão · c7 preto peão · f7 preto peão · g7 preto peão · h7 preto peão · d5 preto peão · d4 branco peão · a2 branco peão · b2 branco peão · c2 branco peão · f2 branco peão · g2 branco peão · h2 branco peão · a1 branco torre · b1 branco cavalo · c1 branco bispo · d1 branco rainha · e1 branco rei · f1 branco bispo · g1 branco cavalo · h1 branco torre | 3 |
| 2 | a8 preto torre · b8 preto cavalo · c8 preto bispo · d8 preto rainha · e8 preto rei · f8 preto bispo · g8 preto cavalo · h8 preto torre · a7 preto peão · b7 preto peão · c7 preto peão · f7 preto peão · g7 preto peão · h7 preto peão · d5 preto peão · d4 branco peão · a2 branco peão · b2 branco peão · c2 branco peão · f2 branco peão · g2 branco peão · h2 branco peão · a1 branco torre · b1 branco cavalo · c1 branco bispo · d1 branco rainha · e1 branco rei · f1 branco bispo · g1 branco cavalo · h1 branco torre | a8 preto torre · b8 preto cavalo · c8 preto bispo · d8 preto rainha · e8 preto rei · f8 preto bispo · g8 preto cavalo · h8 preto torre · a7 preto peão · b7 preto peão · c7 preto peão · f7 preto peão · g7 preto peão · h7 preto peão · d5 preto peão · d4 branco peão · a2 branco peão · b2 branco peão · c2 branco peão · f2 branco peão · g2 branco peão · h2 branco peão · a1 branco torre · b1 branco cavalo · c1 branco bispo · d1 branco rainha · e1 branco rei · f1 branco bispo · g1 branco cavalo · h1 branco torre | a8 preto torre · b8 preto cavalo · c8 preto bispo · d8 preto rainha · e8 preto rei · f8 preto bispo · g8 preto cavalo · h8 preto torre · a7 preto peão · b7 preto peão · c7 preto peão · f7 preto peão · g7 preto peão · h7 preto peão · d5 preto peão · d4 branco peão · a2 branco peão · b2 branco peão · c2 branco peão · f2 branco peão · g2 branco peão · h2 branco peão · a1 branco torre · b1 branco cavalo · c1 branco bispo · d1 branco rainha · e1 branco rei · f1 branco bispo · g1 branco cavalo · h1 branco torre | a8 preto torre · b8 preto cavalo · c8 preto bispo · d8 preto rainha · e8 preto rei · f8 preto bispo · g8 preto cavalo · h8 preto torre · a7 preto peão · b7 preto peão · c7 preto peão · f7 preto peão · g7 preto peão · h7 preto peão · d5 preto peão · d4 branco peão · a2 branco peão · b2 branco peão · c2 branco peão · f2 branco peão · g2 branco peão · h2 branco peão · a1 branco torre · b1 branco cavalo · c1 branco bispo · d1 branco rainha · e1 branco rei · f1 branco bispo · g1 branco cavalo · h1 branco torre | a8 preto torre · b8 preto cavalo · c8 preto bispo · d8 preto rainha · e8 preto rei · f8 preto bispo · g8 preto cavalo · h8 preto torre · a7 preto peão · b7 preto peão · c7 preto peão · f7 preto peão · g7 preto peão · h7 preto peão · d5 preto peão · d4 branco peão · a2 branco peão · b2 branco peão · c2 branco peão · f2 branco peão · g2 branco peão · h2 branco peão · a1 branco torre · b1 branco cavalo · c1 branco bispo · d1 branco rainha · e1 branco rei · f1 branco bispo · g1 branco cavalo · h1 branco torre | a8 preto torre · b8 preto cavalo · c8 preto bispo · d8 preto rainha · e8 preto rei · f8 preto bispo · g8 preto cavalo · h8 preto torre · a7 preto peão · b7 preto peão · c7 preto peão · f7 preto peão · g7 preto peão · h7 preto peão · d5 preto peão · d4 branco peão · a2 branco peão · b2 branco peão · c2 branco peão · f2 branco peão · g2 branco peão · h2 branco peão · a1 branco torre · b1 branco cavalo · c1 branco bispo · d1 branco rainha · e1 branco rei · f1 branco bispo · g1 branco cavalo · h1 branco torre | a8 preto torre · b8 preto cavalo · c8 preto bispo · d8 preto rainha · e8 preto rei · f8 preto bispo · g8 preto cavalo · h8 preto torre · a7 preto peão · b7 preto peão · c7 preto peão · f7 preto peão · g7 preto peão · h7 preto peão · d5 preto peão · d4 branco peão · a2 branco peão · b2 branco peão · c2 branco peão · f2 branco peão · g2 branco peão · h2 branco peão · a1 branco torre · b1 branco cavalo · c1 branco bispo · d1 branco rainha · e1 branco rei · f1 branco bispo · g1 branco cavalo · h1 branco torre | a8 preto torre · b8 preto cavalo · c8 preto bispo · d8 preto rainha · e8 preto rei · f8 preto bispo · g8 preto cavalo · h8 preto torre · a7 preto peão · b7 preto peão · c7 preto peão · f7 preto peão · g7 preto peão · h7 preto peão · d5 preto peão · d4 branco peão · a2 branco peão · b2 branco peão · c2 branco peão · f2 branco peão · g2 branco peão · h2 branco peão · a1 branco torre · b1 branco cavalo · c1 branco bispo · d1 branco rainha · e1 branco rei · f1 branco bispo · g1 branco cavalo · h1 branco torre | 2 |
| 1 | a8 preto torre · b8 preto cavalo · c8 preto bispo · d8 preto rainha · e8 preto rei · f8 preto bispo · g8 preto cavalo · h8 preto torre · a7 preto peão · b7 preto peão · c7 preto peão · f7 preto peão · g7 preto peão · h7 preto peão · d5 preto peão · d4 branco peão · a2 branco peão · b2 branco peão · c2 branco peão · f2 branco peão · g2 branco peão · h2 branco peão · a1 branco torre · b1 branco cavalo · c1 branco bispo · d1 branco rainha · e1 branco rei · f1 branco bispo · g1 branco cavalo · h1 branco torre | a8 preto torre · b8 preto cavalo · c8 preto bispo · d8 preto rainha · e8 preto rei · f8 preto bispo · g8 preto cavalo · h8 preto torre · a7 preto peão · b7 preto peão · c7 preto peão · f7 preto peão · g7 preto peão · h7 preto peão · d5 preto peão · d4 branco peão · a2 branco peão · b2 branco peão · c2 branco peão · f2 branco peão · g2 branco peão · h2 branco peão · a1 branco torre · b1 branco cavalo · c1 branco bispo · d1 branco rainha · e1 branco rei · f1 branco bispo · g1 branco cavalo · h1 branco torre | a8 preto torre · b8 preto cavalo · c8 preto bispo · d8 preto rainha · e8 preto rei · f8 preto bispo · g8 preto cavalo · h8 preto torre · a7 preto peão · b7 preto peão · c7 preto peão · f7 preto peão · g7 preto peão · h7 preto peão · d5 preto peão · d4 branco peão · a2 branco peão · b2 branco peão · c2 branco peão · f2 branco peão · g2 branco peão · h2 branco peão · a1 branco torre · b1 branco cavalo · c1 branco bispo · d1 branco rainha · e1 branco rei · f1 branco bispo · g1 branco cavalo · h1 branco torre | a8 preto torre · b8 preto cavalo · c8 preto bispo · d8 preto rainha · e8 preto rei · f8 preto bispo · g8 preto cavalo · h8 preto torre · a7 preto peão · b7 preto peão · c7 preto peão · f7 preto peão · g7 preto peão · h7 preto peão · d5 preto peão · d4 branco peão · a2 branco peão · b2 branco peão · c2 branco peão · f2 branco peão · g2 branco peão · h2 branco peão · a1 branco torre · b1 branco cavalo · c1 branco bispo · d1 branco rainha · e1 branco rei · f1 branco bispo · g1 branco cavalo · h1 branco torre | a8 preto torre · b8 preto cavalo · c8 preto bispo · d8 preto rainha · e8 preto rei · f8 preto bispo · g8 preto cavalo · h8 preto torre · a7 preto peão · b7 preto peão · c7 preto peão · f7 preto peão · g7 preto peão · h7 preto peão · d5 preto peão · d4 branco peão · a2 branco peão · b2 branco peão · c2 branco peão · f2 branco peão · g2 branco peão · h2 branco peão · a1 branco torre · b1 branco cavalo · c1 branco bispo · d1 branco rainha · e1 branco rei · f1 branco bispo · g1 branco cavalo · h1 branco torre | a8 preto torre · b8 preto cavalo · c8 preto bispo · d8 preto rainha · e8 preto rei · f8 preto bispo · g8 preto cavalo · h8 preto torre · a7 preto peão · b7 preto peão · c7 preto peão · f7 preto peão · g7 preto peão · h7 preto peão · d5 preto peão · d4 branco peão · a2 branco peão · b2 branco peão · c2 branco peão · f2 branco peão · g2 branco peão · h2 branco peão · a1 branco torre · b1 branco cavalo · c1 branco bispo · d1 branco rainha · e1 branco rei · f1 branco bispo · g1 branco cavalo · h1 branco torre | a8 preto torre · b8 preto cavalo · c8 preto bispo · d8 preto rainha · e8 preto rei · f8 preto bispo · g8 preto cavalo · h8 preto torre · a7 preto peão · b7 preto peão · c7 preto peão · f7 preto peão · g7 preto peão · h7 preto peão · d5 preto peão · d4 branco peão · a2 branco peão · b2 branco peão · c2 branco peão · f2 branco peão · g2 branco peão · h2 branco peão · a1 branco torre · b1 branco cavalo · c1 branco bispo · d1 branco rainha · e1 branco rei · f1 branco bispo · g1 branco cavalo · h1 branco torre | a8 preto torre · b8 preto cavalo · c8 preto bispo · d8 preto rainha · e8 preto rei · f8 preto bispo · g8 preto cavalo · h8 preto torre · a7 preto peão · b7 preto peão · c7 preto peão · f7 preto peão · g7 preto peão · h7 preto peão · d5 preto peão · d4 branco peão · a2 branco peão · b2 branco peão · c2 branco peão · f2 branco peão · g2 branco peão · h2 branco peão · a1 branco torre · b1 branco cavalo · c1 branco bispo · d1 branco rainha · e1 branco rei · f1 branco bispo · g1 branco cavalo · h1 branco torre | 1 |
|   | a | b | c | d | e | f | g | h |   |

Muitos jogadores que começam com 1.e4 descobrem que a Defesa francesa é a abertura mais difícil para eles jogarem devido à estrutura fechada e às estratégias únicas do sistema. Assim, muitos jogadores optam por jogar a troca para que a posição se torne simples e clara. As brancas não fazem nenhum esforço para explorar a vantagem do primeiro movimento e muitas vezes escolhem essa linha com a expectativa de um empate inicial e, de fato, os empates geralmente ocorrem se nenhum dos lados quebra a simetria. Um exemplo extremo foi Capablanca – Maróczy, Lago Hopatcong (1926), que foi: 4.Bd3 Bd6 5.Cf3 Cf6 6.0-0 0-0 7.Bg5 Bg4 8.Te1 Cbd7 9.Cbd2 c6 10.c3 Dc7 11.Dc2 Tfe8 12.Bh4 Bh5 13.Bg3 Bxg3 14.hxg3 Bg6 15.Txe8+ Txe8 16.Bxg6 hxg6 17.Te1 Txe1+ 18.Cxe1 Ce8 19.Cd3 Cd6 20.Db3 a6 21.Rf1 ½ – ½.
Apesar da estrutura simétrica de peões, as brancas não podem forçar um empate. Uma obsessão em obter um às vezes resulta em constrangimento para as brancas, como em Tatai – Korchnoi, Beer Sheva (1978), que continuou 4.Bd3 c5!? 5.Cf3 Cc6 6.De2+ Be7 7.dxc5 Cf6 8.h3 0-0 9.0-0 Bxc5 10.c3 Te8 11.Dc2 Dd6 12.Cbd2 Dg3 13.Bf5 Te2 14.Cd4 Cxd4 0 – 1. Um exemplo menos extremo foi Mikhail Gurevich – Short, Manila (1990), onde as brancas, um grande mestre russo, jogram abertamente para o empate, mas foram derrubadas por Short em 42 lances.
Para criar chances genuínas de vitória, as brancas costumam jogar c2 – c4 em algum momento para pressionar o peão das pretas na d5. As pretas podem dar às brancas um peão da dama isolado capturando na c4, mas isso dá às peças brancas maior liberdade, o que pode levar à chances de ataque. Isso ocorre em linhas como 3.exd5 exd5 4.c4 (interpretadas pelos G.Ms. Normunds Miezis e Maurice Ashley) e 4.Cf3 Bd6 5.c4, que podem transpor para a Petroff. Por outro lado, se as brancas se recusarem a fazer isso, as pretas podem jogar ...c7 – c5 por conta própria, por ex. 4.Bd3 c5, como no jogo Tatai – Korchnoi citado acima.
Se c2 – c4 não for jogado, as brancas e as preto têm duas configurações de peças principais. As brancas podem colocar suas peças em Cf3, Bd3, Bg5 (fixando o cavalo preto), Cc3, Dd2 ou o cavalo da dama pode ir para a d2 e as brancas podem apoiar o centro com a c3 e talvez jogar Db3. Por outro lado, quando o cavalo da dama está na c3, o cavalo do rei pode ir para a e2 quando o bispo e o cavalo inimigos podem ser mantidos fora das casas-chaves e4 e g4 pela f3. Quando o cavalo está na c3, na primeira e na última das estratégias acima, as brancas podem escolher roque curto ou longo. As posições são tão simétricas que as opções e estratégias são as mesmas para ambos os lados.
Outra maneira de desequilibrar a posição é o roque das brancas ou das pretas em lados opostos do tabuleiro. Um exemplo disso é a linha  4.Bd3 Cc6 5.c3 Bd6 6.Cf3 Bg4 7.0-0 Cge7 8.Te1 Dd7 9.Cbd2 0-0-0.

## Desvios iniciais para as brancas
Depois de 1.e4 e6, quase 90 por cento de todos os jogos continuam 2.d4 d5, mas as brancas podem tentar outras ideias.
- 2.d3 é geralmente jogado com a ideia de adotar uma configuração do ataque indiano do rei após 2...d5 3.Cd2. Ele tem sido usado por muitos jogadores importantes ao longo dos anos, incluindo os G.Ms. Pal Benko, Bobby Fischer, Leonid Stein e Lev Psakhis. As brancas provavelmente jogarão Cgf3, g3, Bg2, 0-0, c3 e/ou Te1 em alguma ordem nos próximos lances. As pretas podem combater essa configuração com 3...c5 seguido por ...Cc6, ...Cf6, ...Be7 e ...0-0; desenvolver a ala do rei por ...Bd6 e ...Cge7 também é jogável. 3...Cf6 4.Cgf3 Cc6 planeja ...dxe4 e ...e5 para bloquear em Bg2, e 3...Cf6 4.Cgf3 b6 torna ...Ba6 possível se o bispo de casas claras das brancas deixar a6 – f1 diagonal. As pretas podem adiar ...d5 e jogar 2...c5 e 3...Cc6, desenvolvendo a ala de rei por ...g6, ...Bg7 e ...Ce7, ou menos comumente, por ... Cf6, ...Be7, e (se o cavalo branco for para d2) ...d6.
- 2.f4 é a variante Labourdonnais, em homenagem a Louis-Charles Mahé de La Bourdonnais, o mestre francês do século XIX.[11] O jogo pode continuar 2...d5 3. e5 c5 4. Cf3 Cc6 5.c3 Cge7 6.Ca3 Cf5.
- 2.De2 é a variante Chigorin, que desencoraja 2...d5 porque depois de 3.exd5 o peão preto está imobilizado, o que significa que as pretas precisariam recapturar com a dama. As pretas geralmente respondem 2...c5, após o que o jogo pode se assemelhar à variante 2.d3 ou à variante fechada da defesa siciliana.
- 2.Cf3 d5 3.Cc3 é a variante dos dois cavalos: 3...d4 e 3...Cf6 são boas respostas para as pretas.
- 2.c4 (tentando desencorajar 2...d5 pelas pretas) é a variante Steiner. Mas as pretas podem responder 2...d5 de qualquer maneira, quando depois de 3.cxd5 exd5 4.exd5 Cf6, a única maneira de as brancas manterem seu peão extra na d5 é jogar 5.Bb5+. No entanto, as pretas obtêm uma boa compensação em troca do peão.
- 2.Bb5 foi ocasionalmente tentado. Notavelmente, Henry Bird derrotou Max Fleissig com a variante durante o torneio de xadrez de Viena de 1873.[12]
- 2.b3 leva ao gambito Réti depois de 2...d5 3.Bb2 dxe4, mas as pretas também podem recusá-lo com 3...Cf6 4.e5 Cd7 com as brancas indo para f4 e Dg4 antes de colocar o cavalo na f3.
- 2.e5 o ataque Steinitz, não oferece nenhuma vantagem para as brancas após 2...d6; alternativamente 2...d5 3.d4 transpõe para a variante avançada.

Existem também algumas raras continuações após 1.e4 e6 2.d4 d5, incluindo 3.Bd3 (a variante Schlechter), 3.Be3 (o gambito Alapin) e 3.c4 (o gambito Diemer–Duhm, que também pode ser alcançado através do gambito da dama recusado).

## Desvios iniciais para as pretas
Embora 2...d5 seja o lance mais consistente depois de 1.e4 e6 2.d4, as pretas ocasionalmente jogam outros lances. O principal deles é 2...c5, a Defesa Franco – Benoni, assim chamada porque apresenta o empurrão ...c7 – c5 característico da Defesa Benoni. As brancas podem continuar 3.d5, quando o jogo pode transpor para a Benoni, embora as brancas tenham opções extras, já que c2 – c4 não é obrigatório. 3.Cf3, transpondo para uma Defesa siciliana normal, e 3.c3, transpondo para uma linha da Alapin siciliana (geralmente alcançado após 1.e4 c5 2.c3 e6 3.d4) também são comuns. O jogo também pode levar de volta à francesa; por exemplo, 1.e4 e6 2.d4 c5 3.c3 d5 4.e5 transpõe para a variante do avanço. Outro movimento é 2...b6, que se transpõe para a Defesa de Owen ou para a Defesa inglesa. Também é possível 2...f5, o gambito Franco – Hiva, mas isso é considerado duvidoso.

## História
A defesa francesa recebeu o nome de uma partida disputada por correspondência entre as cidades de Londres e Paris em 1834 (embora existam exemplos anteriores de jogos com a abertura). Foi Jacques Chamouillet, um dos jogadores do time parisiense, quem convenceu os demais a adotarem essa defesa.
Como resposta ao 1.e4, a defesa francesa recebeu relativamente pouca atenção no século XIX em comparação com 1...e5. O primeiro campeão mundial de xadrez Wilhelm Steinitz disse "Nunca na minha vida joguei a defesa francesa, que é a mais chata de todas as aberturas". No início do século 20, Géza Maróczy foi talvez o primeiro jogador de classe mundial a torná-la sua arma principal contra 1.e4. Por muito tempo, foi a terceira resposta mais popular para 1.e4, atrás apenas de 1...c5 e 1...e5. No entanto, de acordo com o Mega Database 2007, em 2006, 1...e6 ficou atrás apenas da siciliana em popularidade.
Contribuidores historicamente importantes para a teoria da defesa incluem Mikhail Botvinnik, Viktor Korchnoi, Akiba Rubinstein, Aaron Nimzowitsch, Tigran Petrosian, Lev Psakhis, Wolfgang Uhlmann e Rafael Vaganian. Mais recentemente, seus principais praticantes incluem Evgeny Bareev, Alexey Dreev, Mikhail Gurevich, Alexander Khalifman, Smbat Lputian, Alexander Morozevich, Teimour Radjabov, Nigel Short, Gata Kamsky e Yury Shulman.
A variante de troca foi recomendada por Howard Staunton no século 19, mas está em declínio desde então. No início da década de 1990, Garry Kasparov experimentou brevemente antes de mudar para 3.Cc3. Observe que o jogo das pretas fica muito mais fácil, pois o bispo de sua dama foi liberado. Tem a reputação de dar igualdade imediata às pretas, devido à estrutura simétrica de peões.
Como a de troca, a variante de avanço foi frequentemente jogada nos primeiros dias da defesa francesa. Aaron Nimzowitsch acreditava ser a melhor escolha das brancas e enriqueceu sua teoria com muitas ideias. No entanto, a popularidade da de avanço diminuiu durante a maior parte do século XX, até que foi revivida na década de 1980 pelo G.M. e proeminente teórico de aberturas Evgeny Sveshnikov, que continuou a ser um dos principais especialistas nesta linha. Nos últimos anos, tornou-se quase tão popular quanto 3.Cd2; O G.M. Alexander Grischuk a defendeu com sucesso nos níveis mais altos. Também é uma escolha popular em nível de clube devido à disponibilidade de um plano simples e direto, envolvendo chances de ataque e espaço extra.

## Códigos naECO
A Enciclopédia de aberturas de xadrez (Encyclopaedia of chess openings, ECO) inclui um sistema de classificação alfanumérica para aberturas que é amplamente utilizado na literatura de xadrez. Os códigos C00 a C19 são os da Defesa francesa, divididos da seguinte maneira (todos exceto C00 começam com os lances 1.e4 e6 2.d4 d5):
- C00 – 1.e4 e6 sem 2.d4, ou 2.d4 sem 2...d5 (desvios precoces)
- C01 – 2.d4 d5 (inclui a variante da troca, 3.exd5)
- C02 – 3.e5 (variante do avanço)
- C03 – 3.Cd2 (inclui 3...Be7; C03 – C09 cobrem a variante Tarrasch)
- C04 – 3.Cd2 Cc6 (variante Guimard)
- C05 – 3.Cd2 Cf6
- C06 – 3.Cd2 Cf6 4.e5 Cfd7 5.Bd3
- C07 – 3.Cd2 c5 (inclui 4.exd5 Dxd5)
- C08 – 3.Cd2 c5 4.exd5 exd5
- C09 – 3.Cd2 c5 4.exd5 exd5 5.Cgf3 Cc6
- C10 – 3.Cc3 (inclui a variante Rubinstein, 3...dxe4)
- C11 – 3.Cc3 Cf6 (inclui a variante Steinitz, 4.e5; C11 – C14 cobrem a variante clássica)
- C12 – 3.Cc3 Cf6 4.Bg5 (inclui a variante McCutcheon, 4...Bb4)
- C13 – 3.Cc3 Cf6 4.Bg5 dxe4 (variante Burn)
- C14 – 3.Cc3 Cf6 4.Bg5 Be7
- C15 – 3.Cc3 Bb4 (C15 – C19 cobrem a variante Winawer)
- C16 – 3.Cc3 Bb4 4.e5
- C17 – 3.Cc3 Bb4 4.e5 c5
- C18 – 3.Cc3 Bb4 4.e5 c5 5.a3 (inclui a variante armênia, 5...Ba5)
- C19 – 3.Cc3 Bb4 4 e5 c5 5.a3 Bxc3+ 6.bxc3 Ce7 7.Cf3 e 7.a4